# Botlatókövek Budapesten
A botlatóköveket Gunter Demnig német szobrászművésznek a nemzetiszocializmus áldozatai előtt tisztelgő akciósorozata keretén belül helyezték el. Az emlékező macskaköveknek is nevezett emléktáblák egy folyamatosan növekvő, az egyes kövek hálójából összeálló, decentrális óriás „emlékmű” részeit képezik.
Magyarországon a művész 2007. április 27-én helyezte el az első követ, Budapesten, a Ráday utca 5. szám előtt, ahol Rónai Béla, állás nélküli tisztviselő lakott, aki 1945. január 19-én Sopronbánfalván munkaszolgálatosként hunyt el. Az emléktáblák száma azóta folyamatosan nő.
A világon elsőként Budapesten szedtek fel botlatókövet: 2012. szeptember végén, a kihelyezés után pár nappal, valaki eltüntette a Laub Magdolnára (1914–1944) emlékeztető botlatókövet a Budapest 12. ker. Greguss utca 9. szám elől.

## Képgaléria

### Budapest I. kerülete

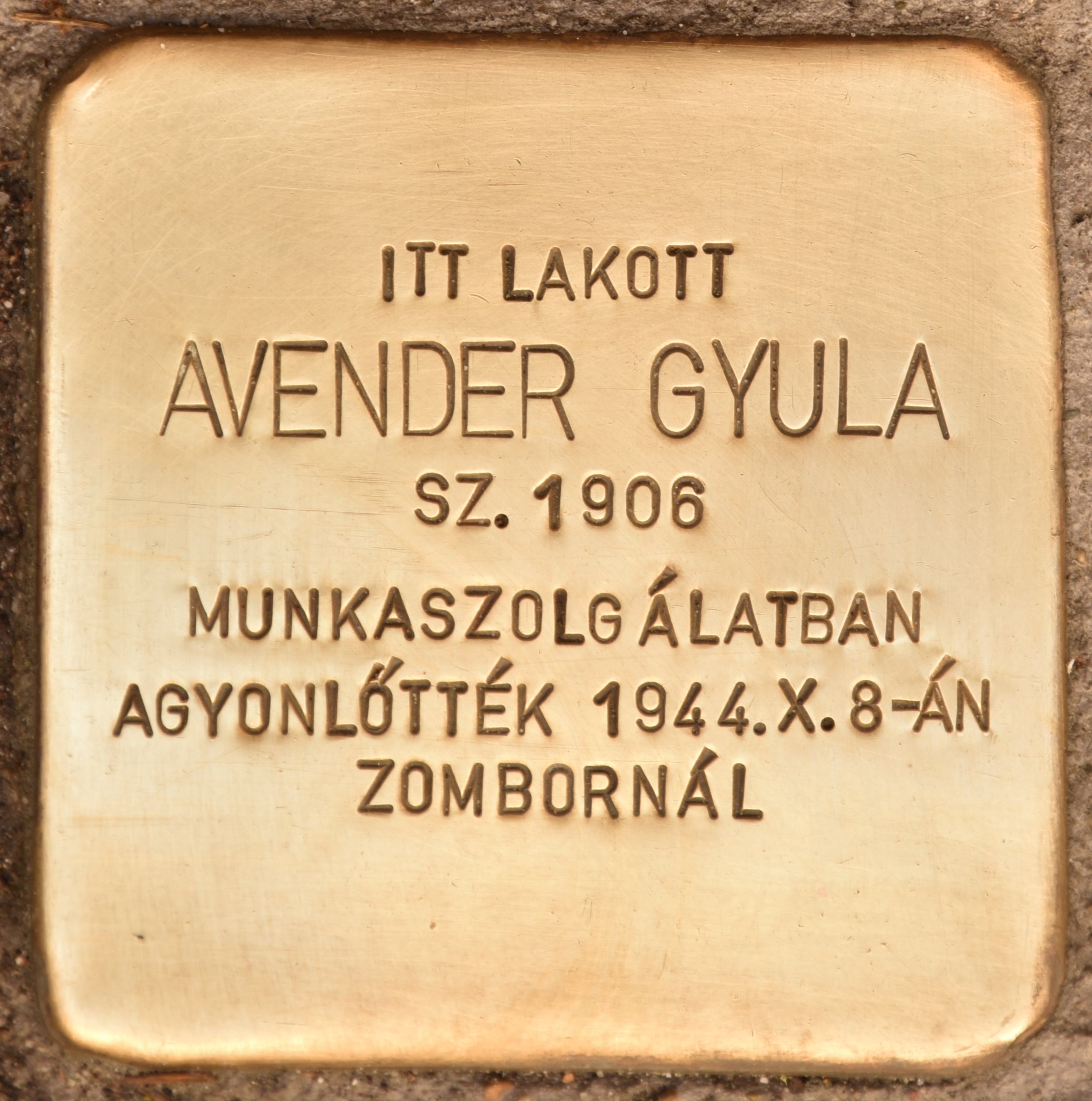
Avender Gyula, Batthyány utca 56.
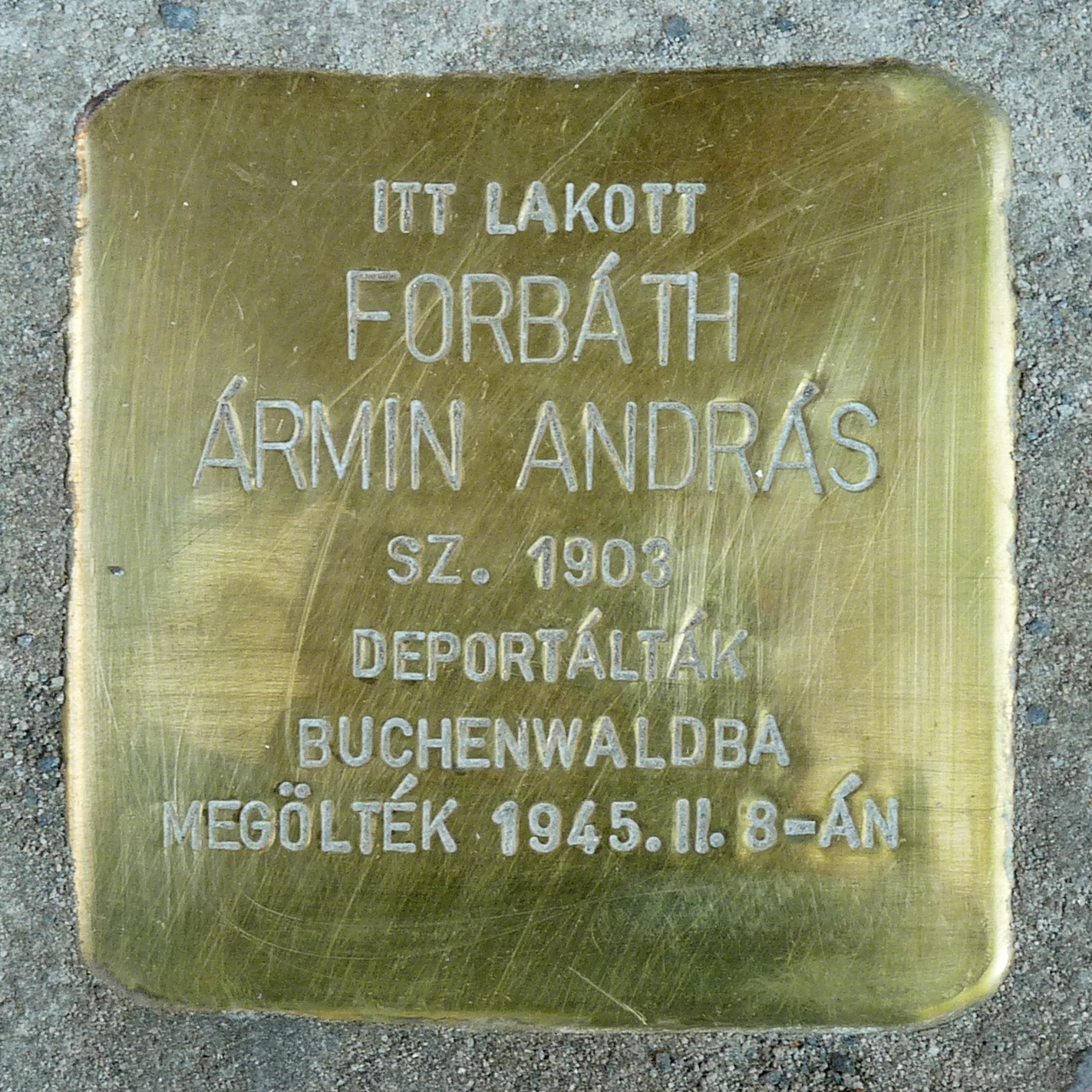
Forbáth Ármin András, Várfok u 14.
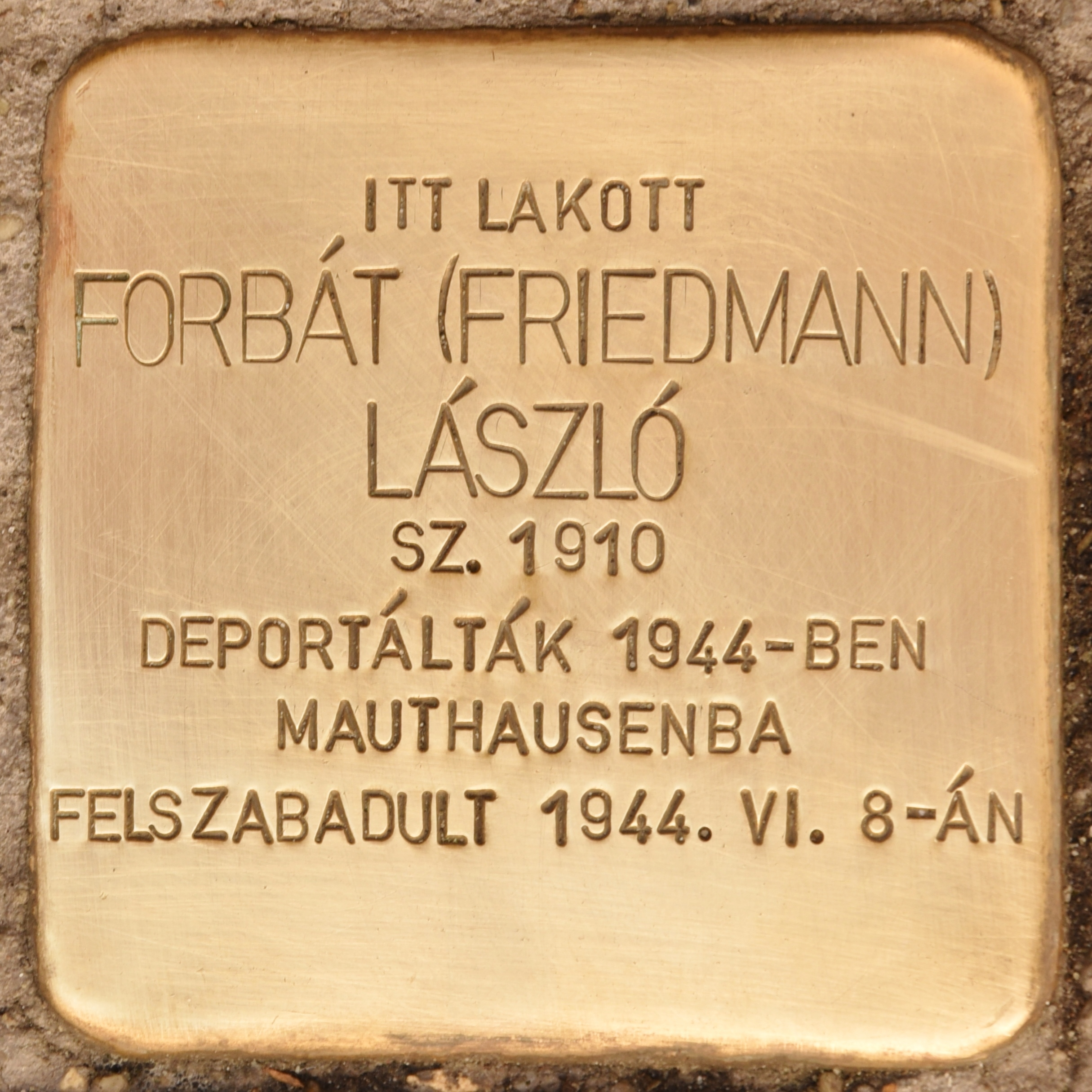
Forbát (Friedmann) László, Batthyány utca 56.
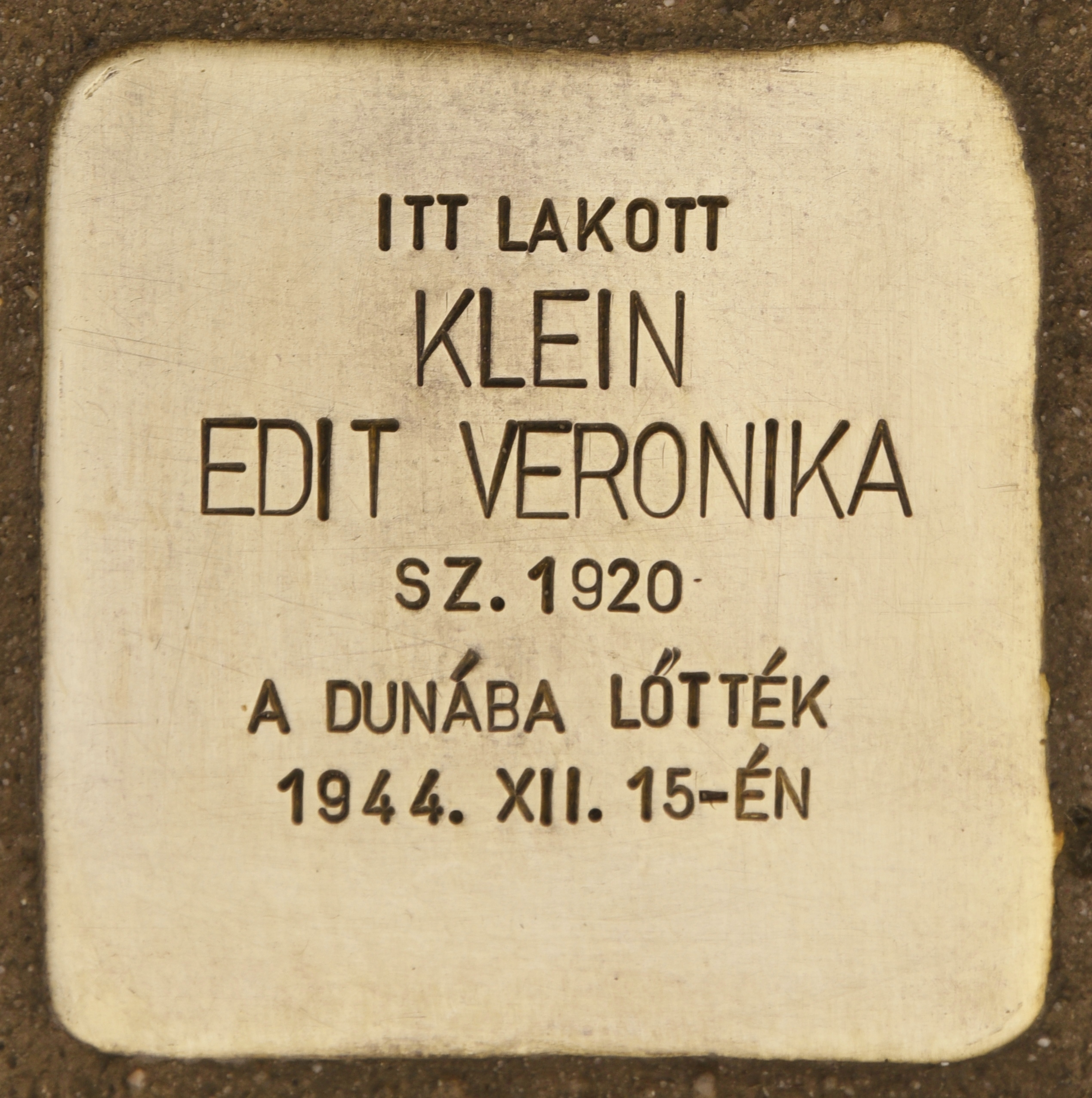
Klein Edit Veronika, Szirtes út 5.
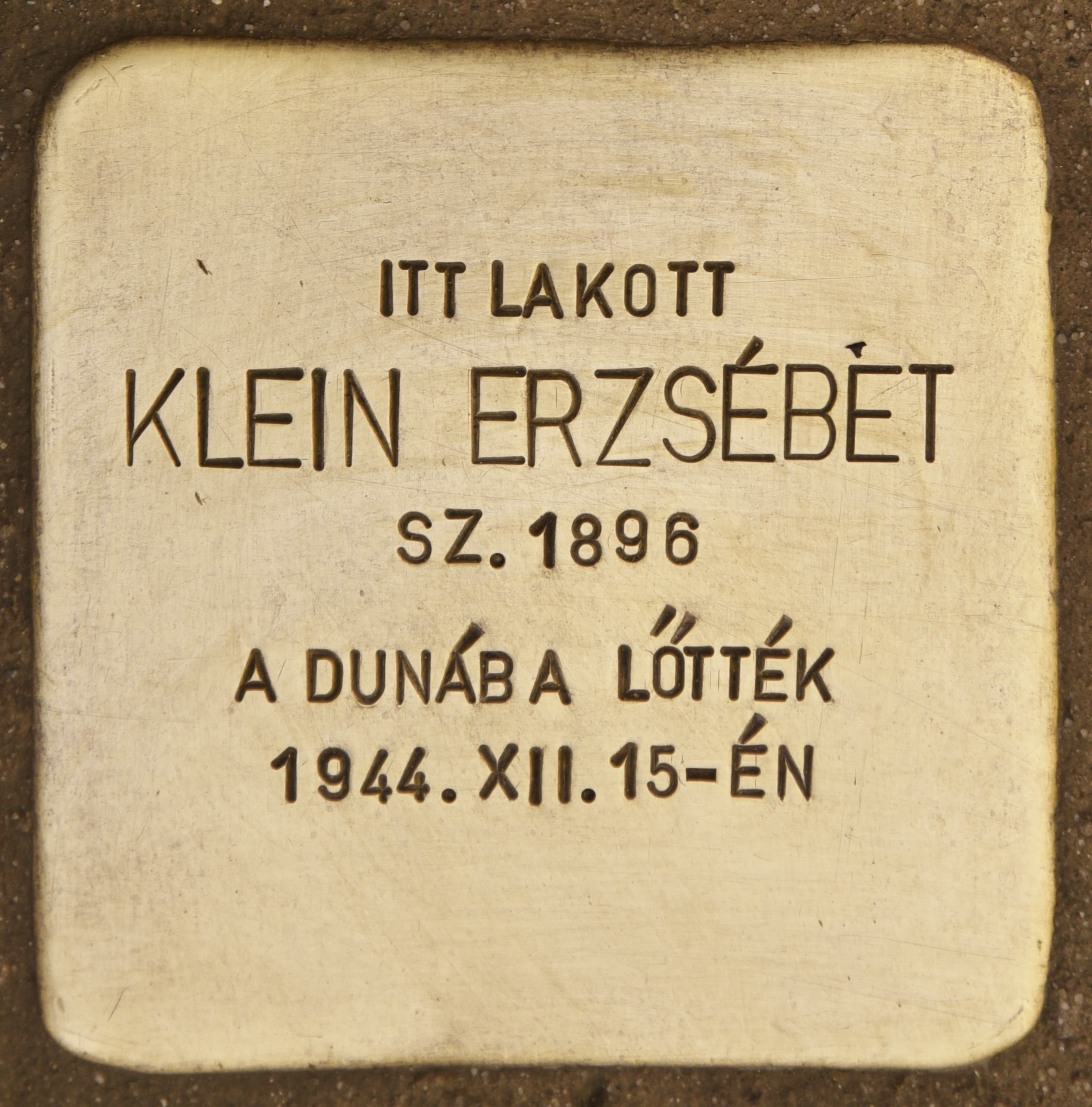
Klein Erzsébet, Szirtes út 5.
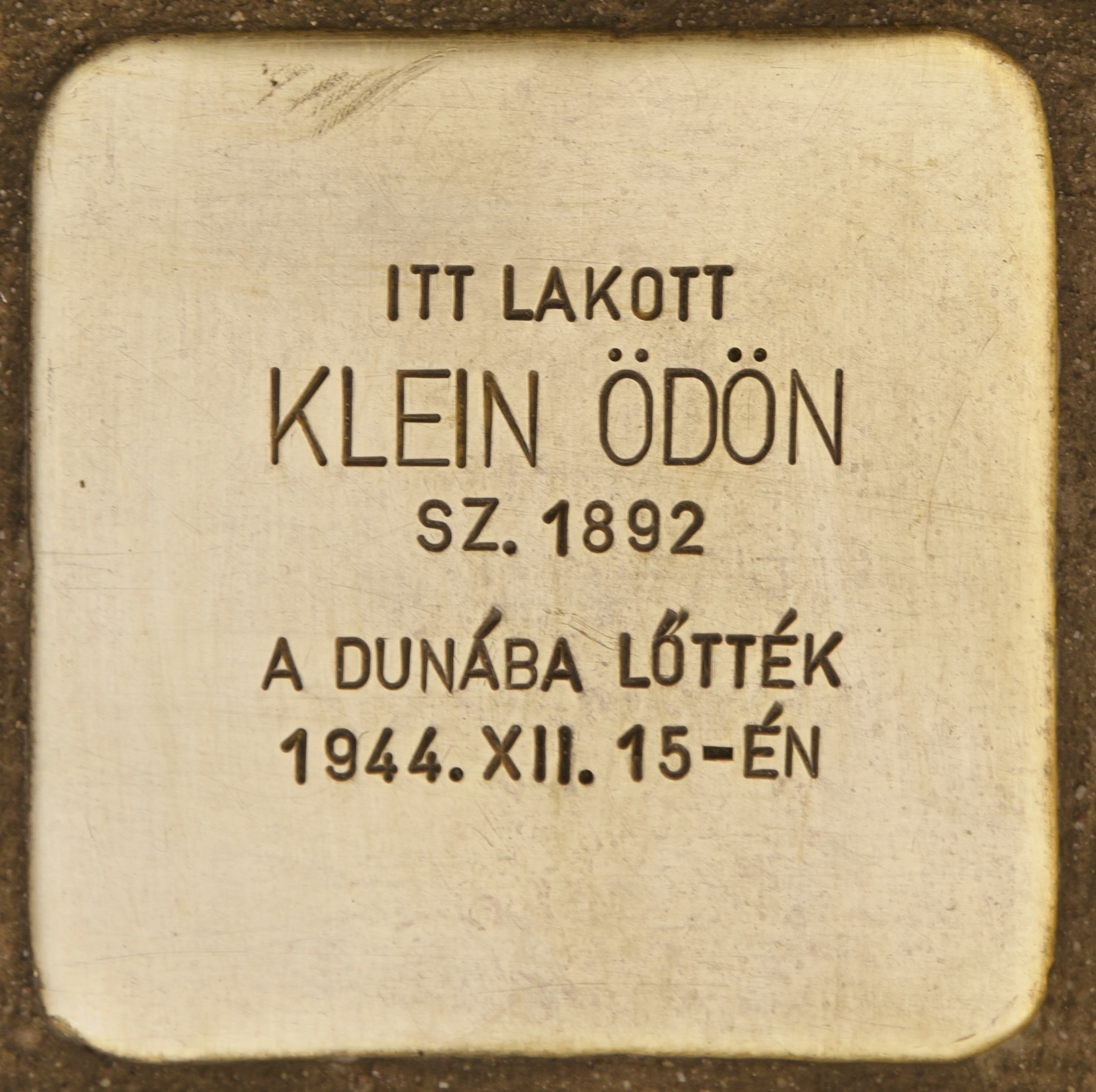
Klein Ödön, Szirtes út 5.
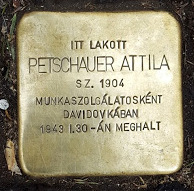
Petschauer Attila,
Attila út 65/C.

### Budapest II. kerülete

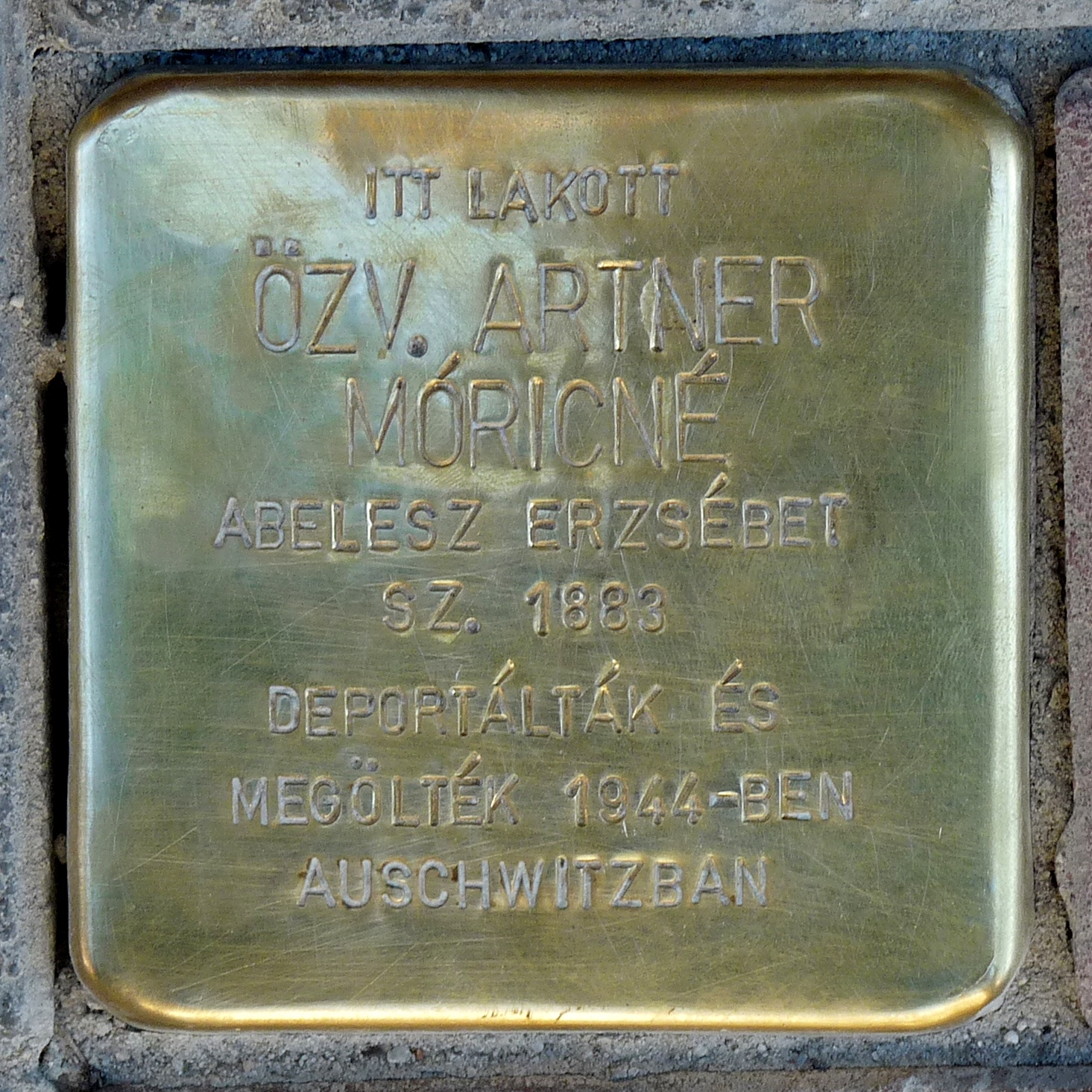
Artner Móricné Lövőház utca 32.
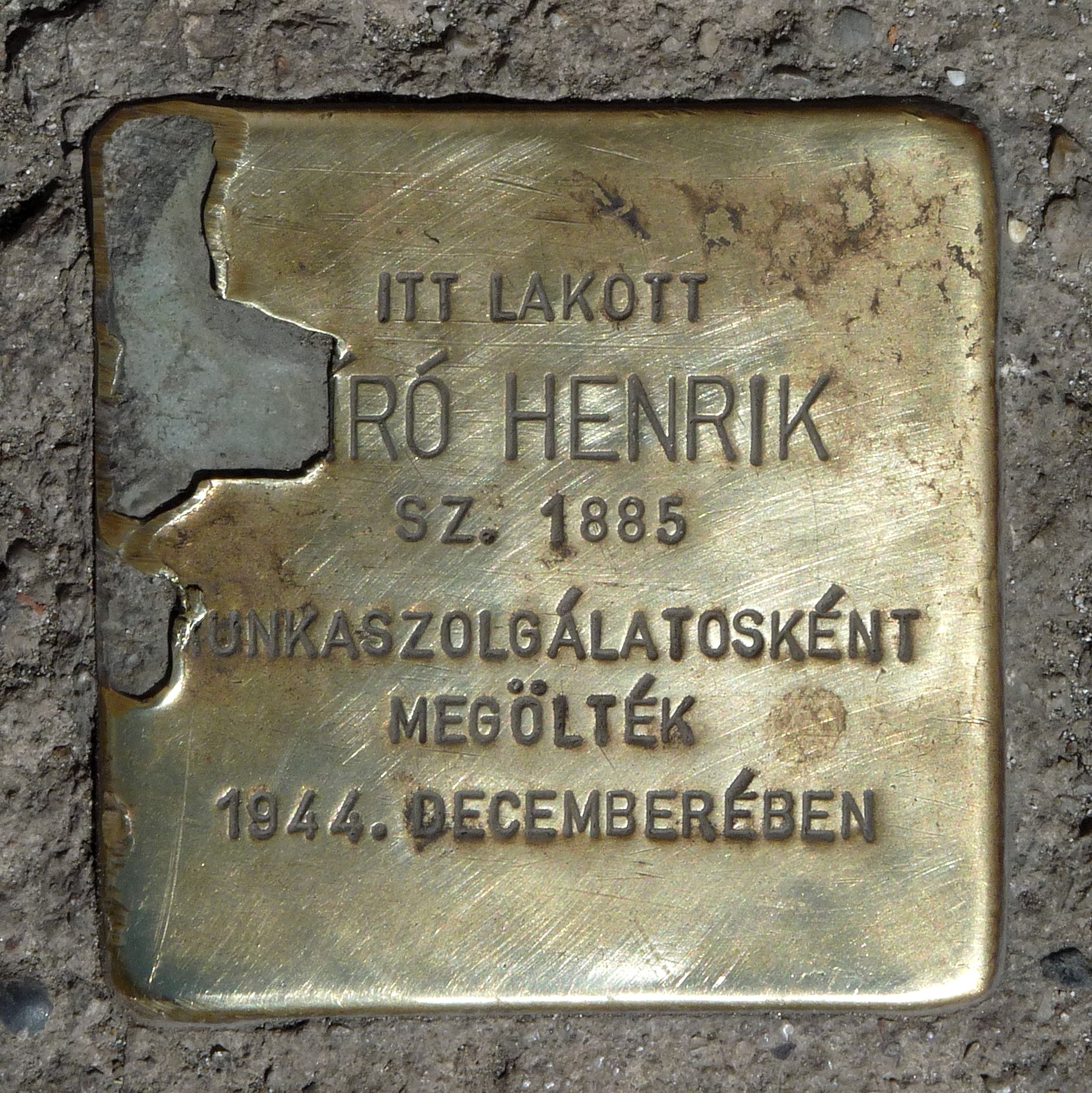
Bíró Henrik, Frankel Leó út 23.
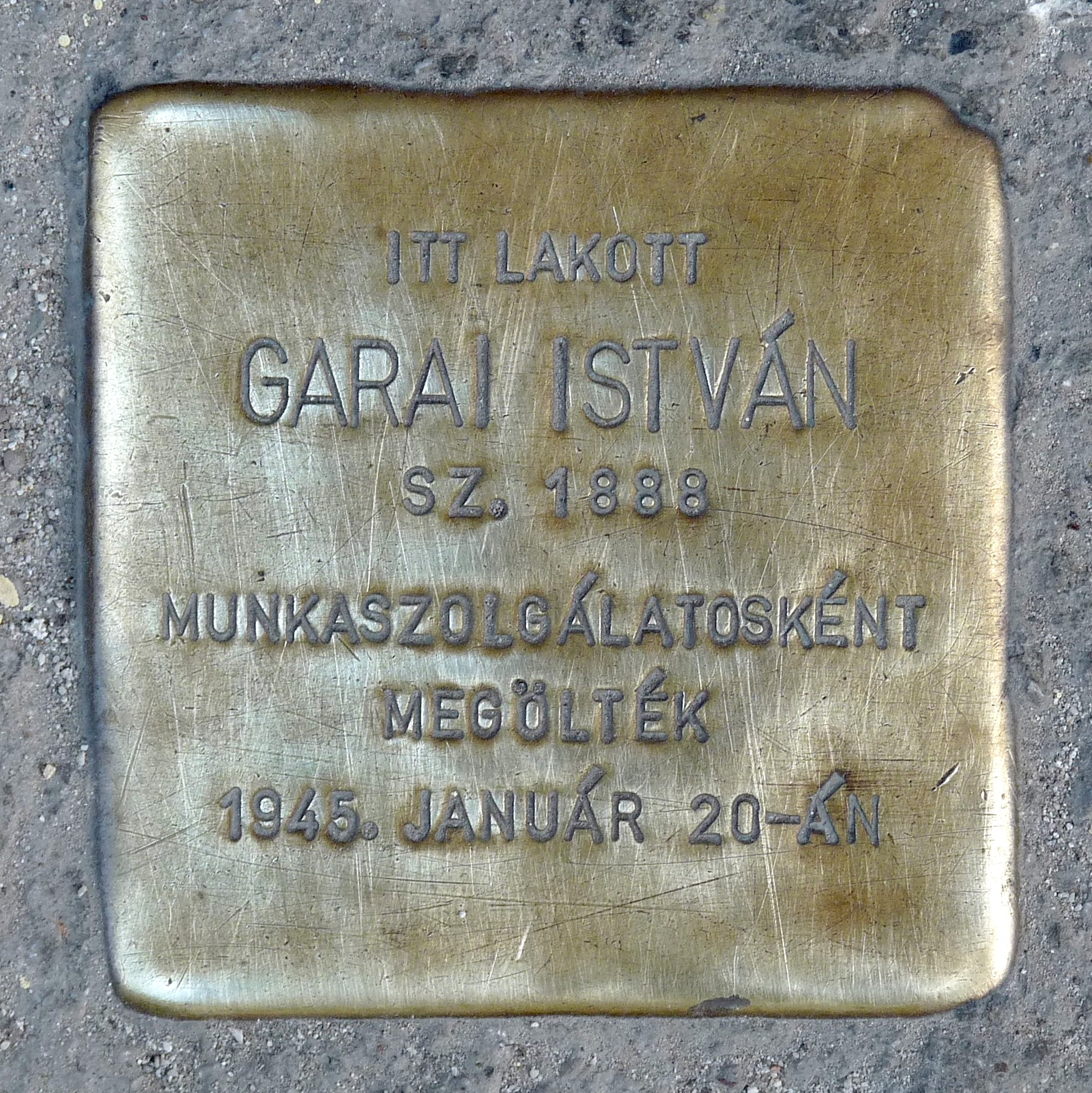
Garai István, Árpád fejedelem útja 3-4.
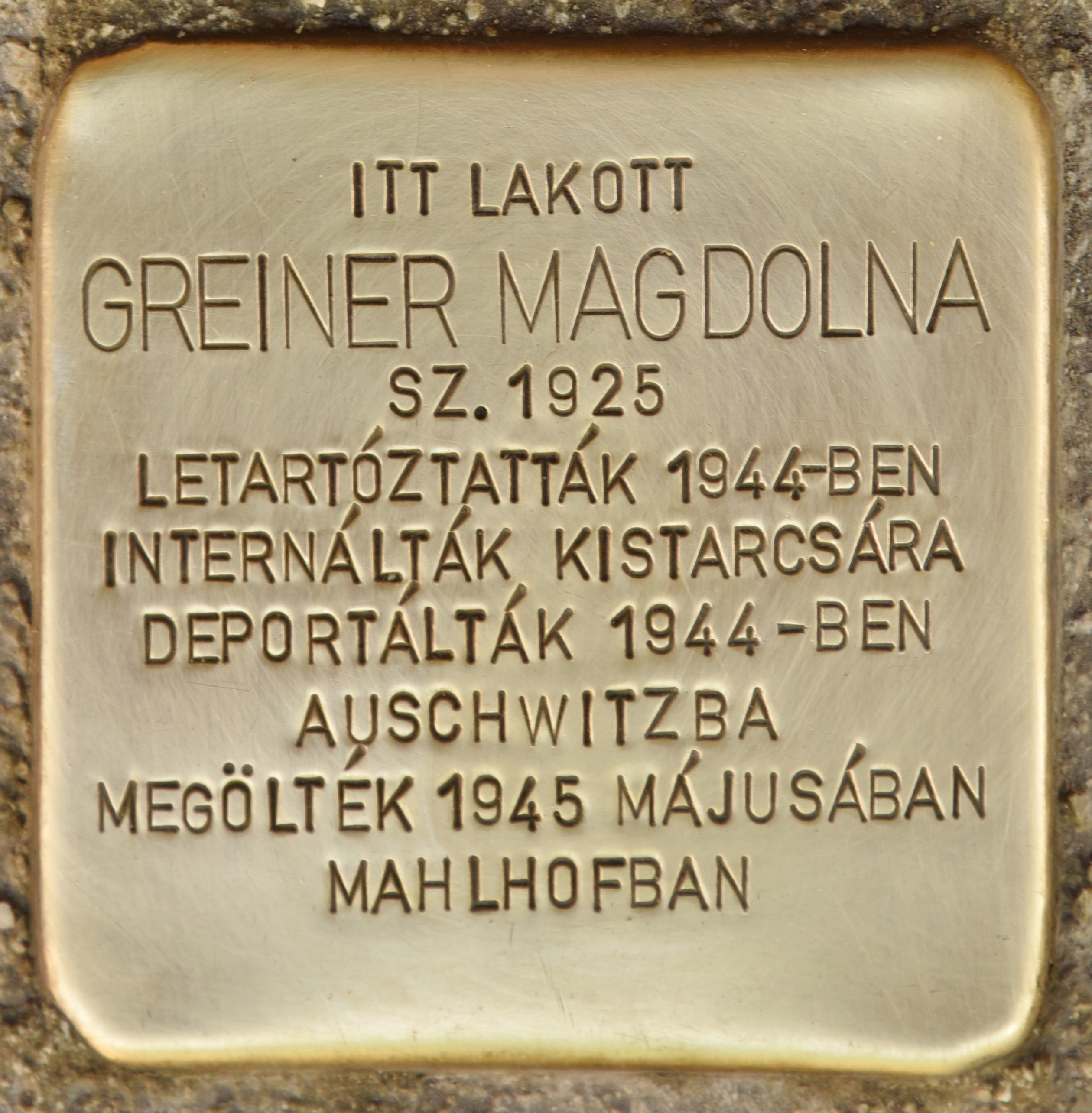
Greiner Magdolna, Fillér utca 21.
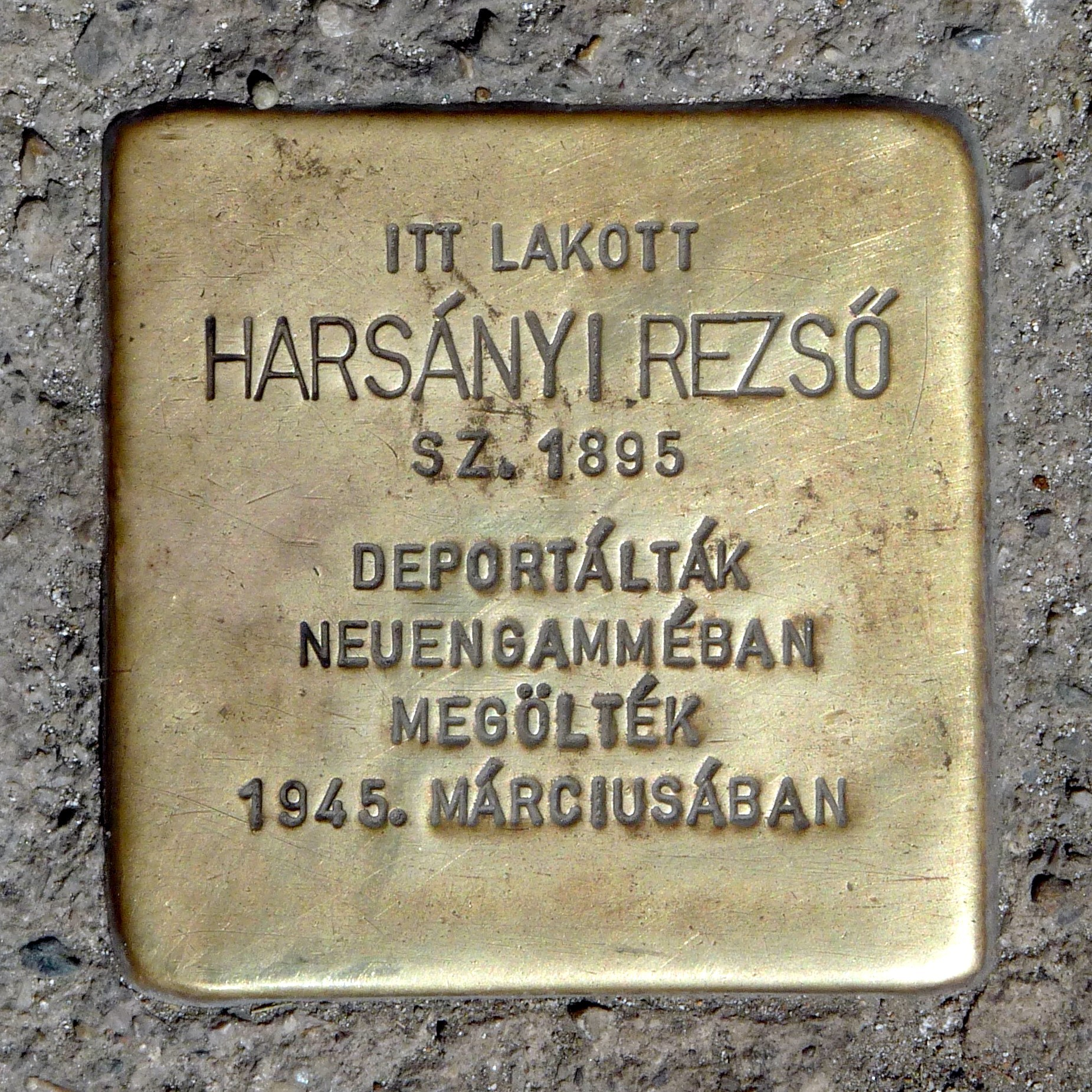
Harsányi Rezső, Frankel Leó út 23.
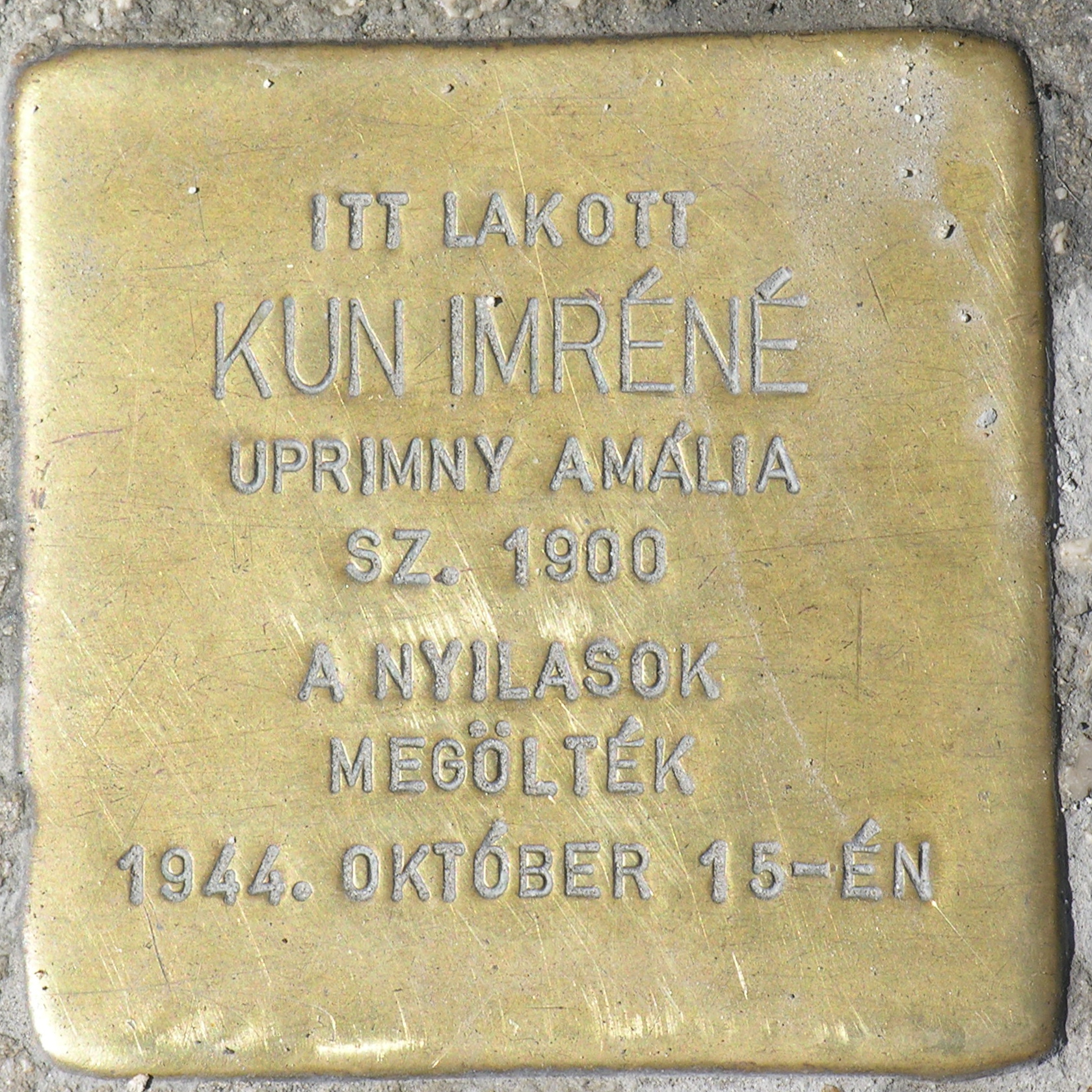
Kun Imréné, Buday László utca 2.
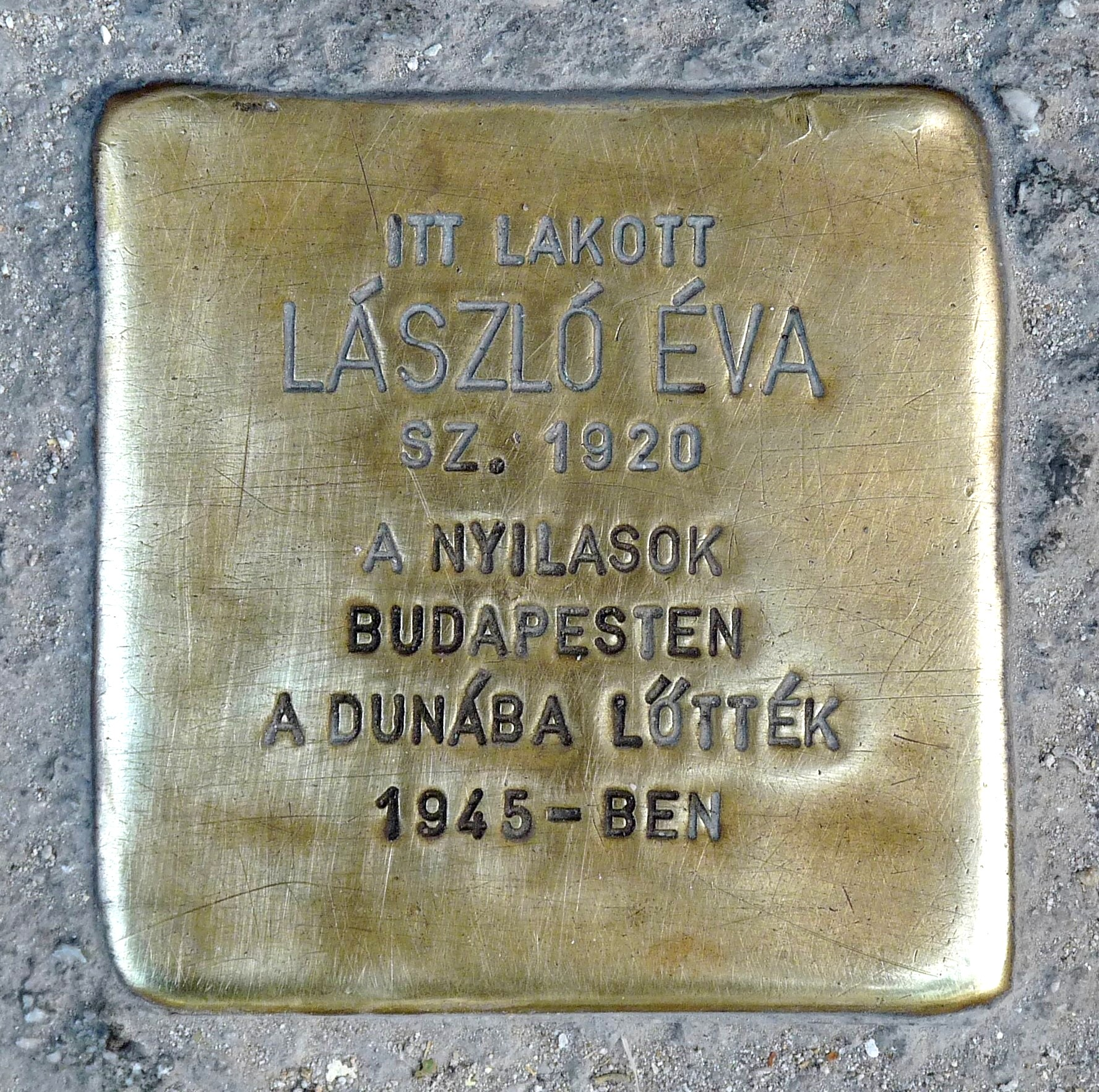
László Éva, Árpád fejedelem útja 3-4.
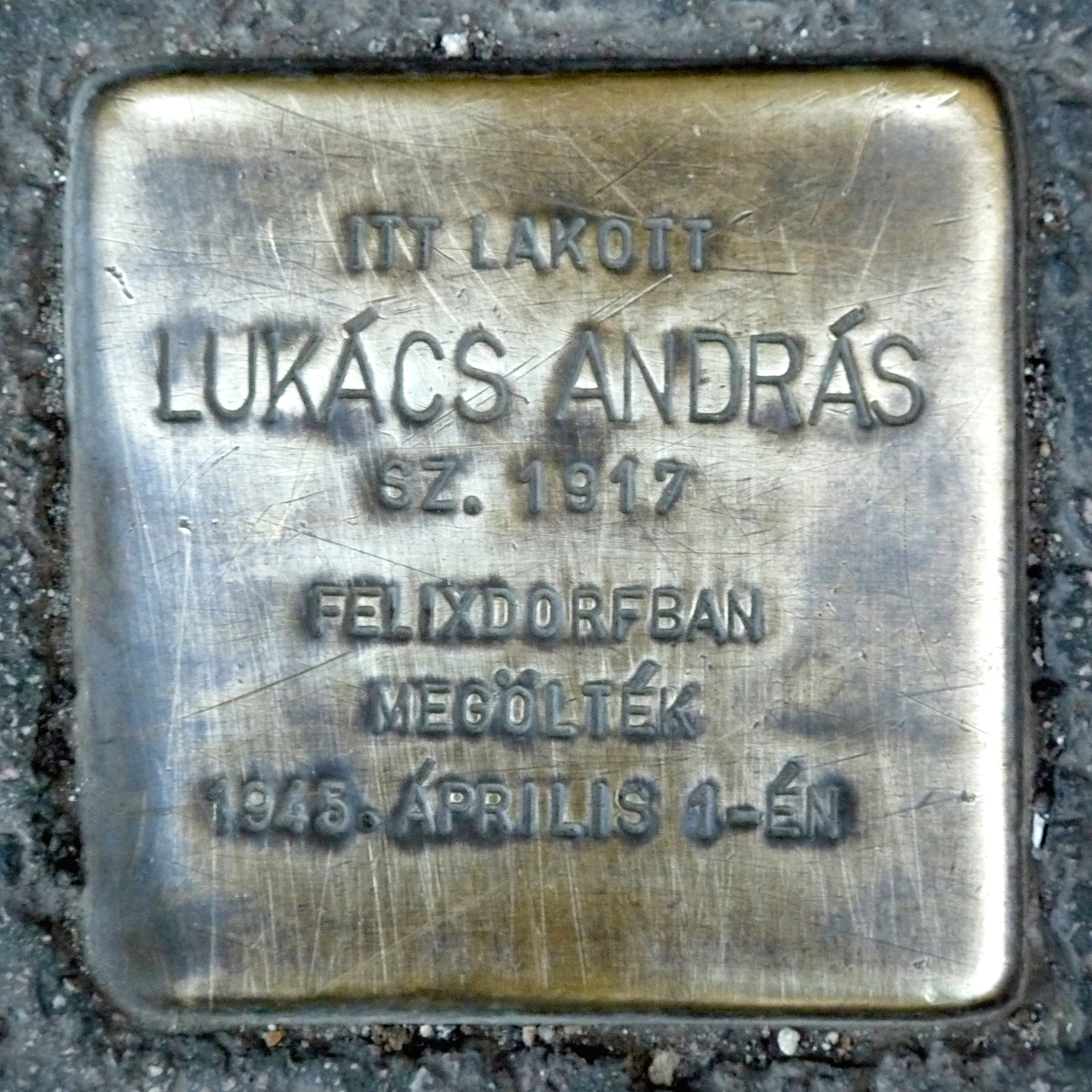
Lukács András Kavics utca 2/A.
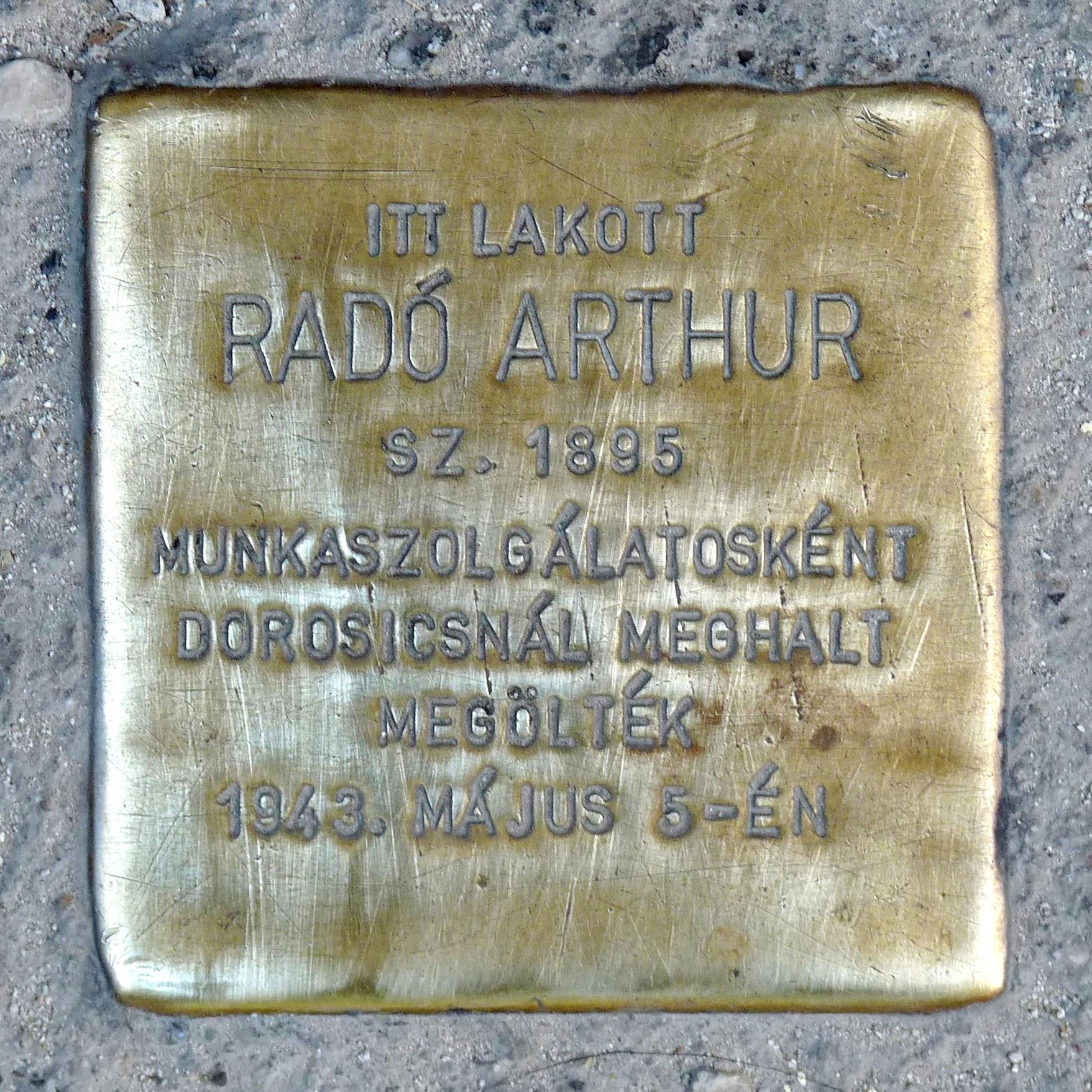
Radó Arthur, Árpád fejedelem útja 3-4.
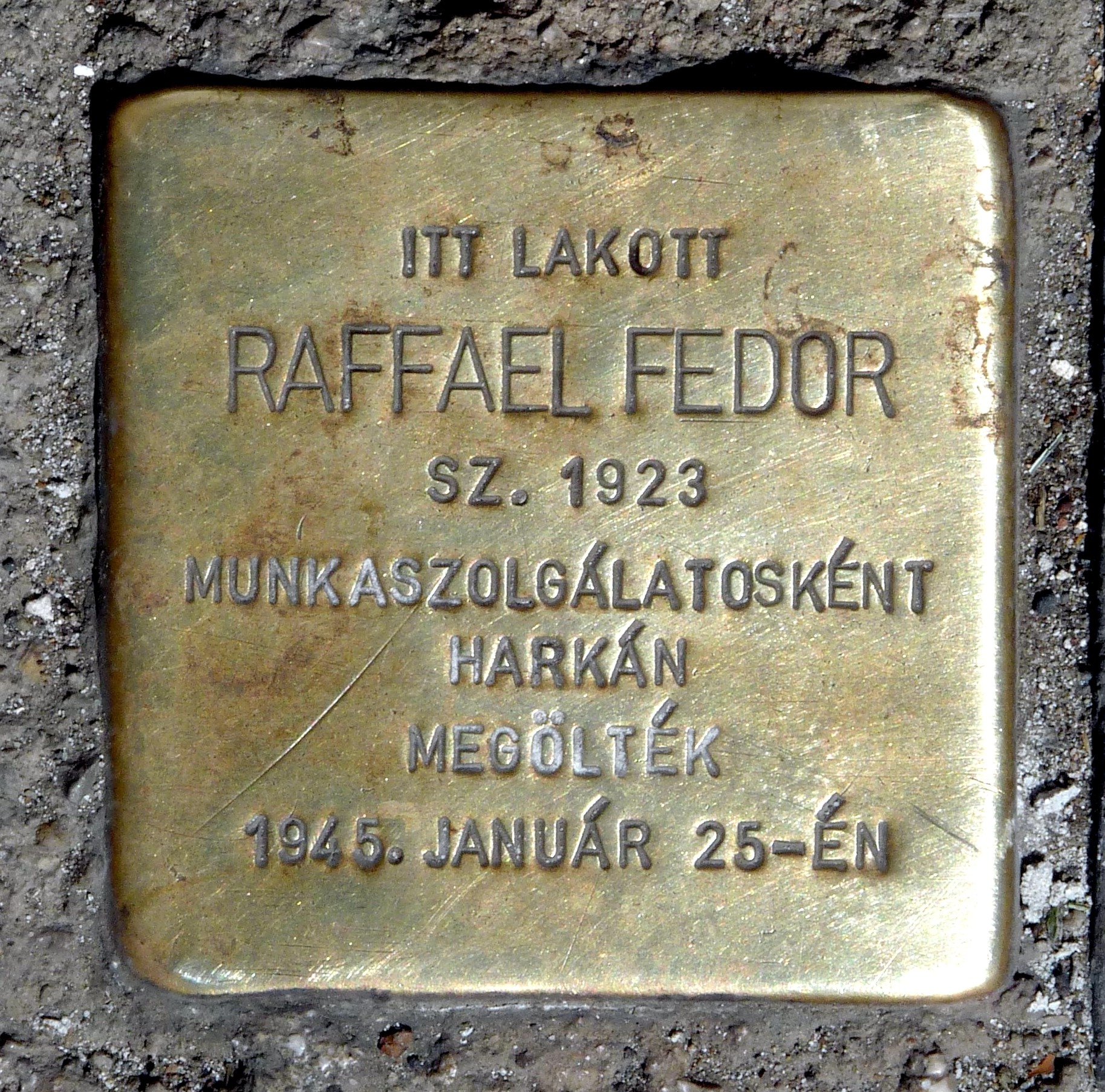
Raffael Fedor, Frankel Leó út 23.
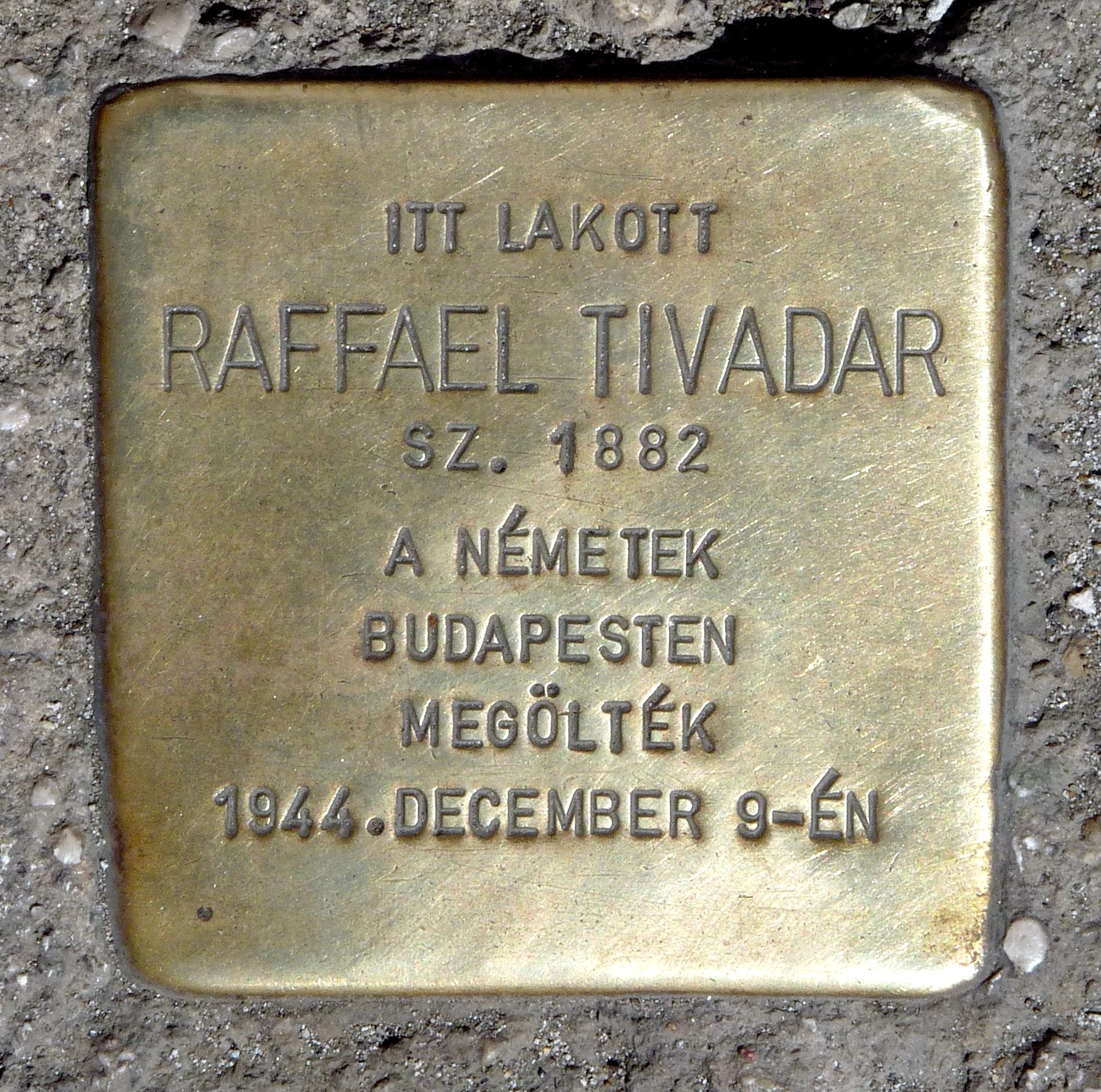
Raffael Tivadar, Frankel Leó út 23.
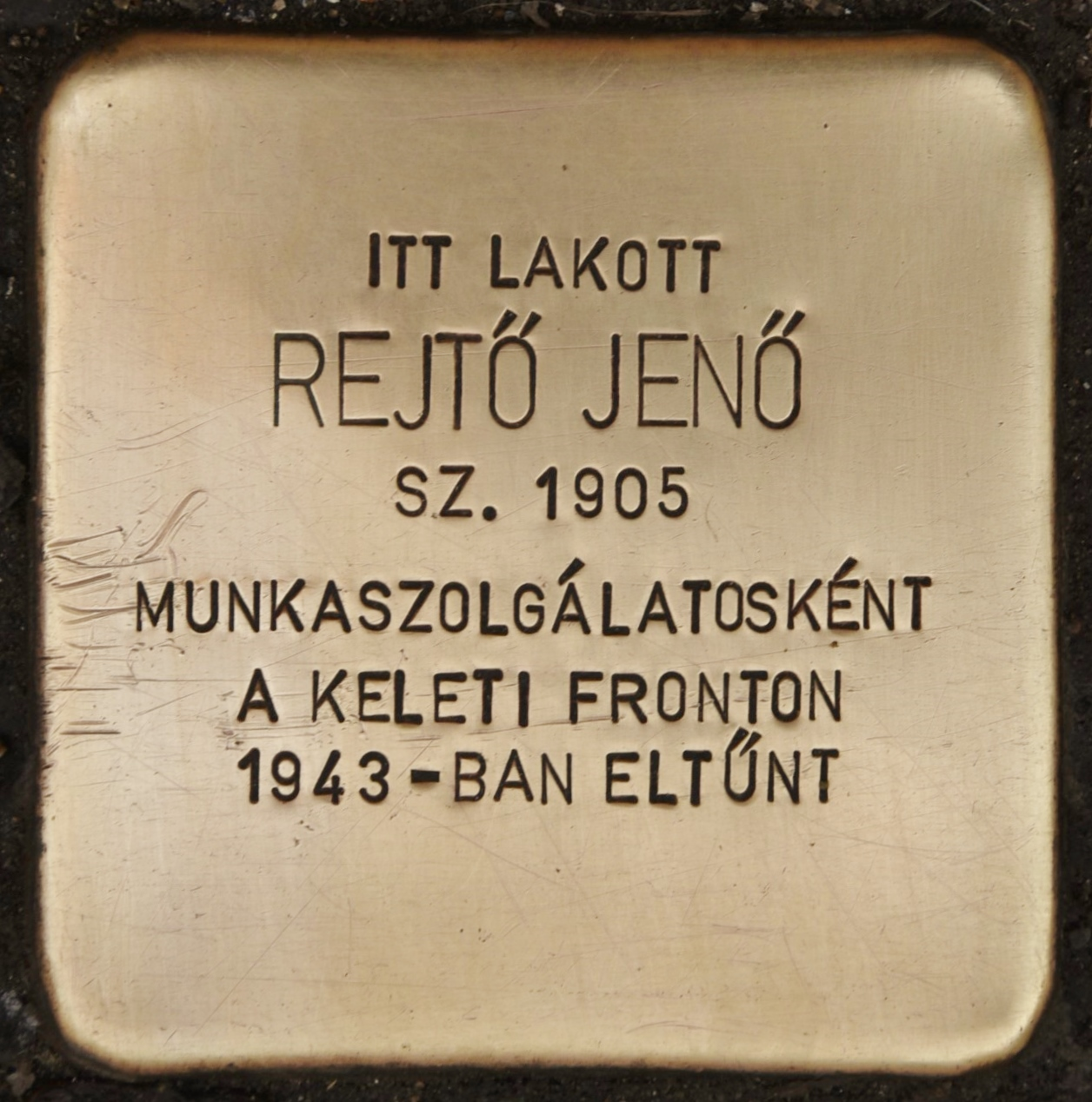
Rejtő Jenő, Bimbó út 3.
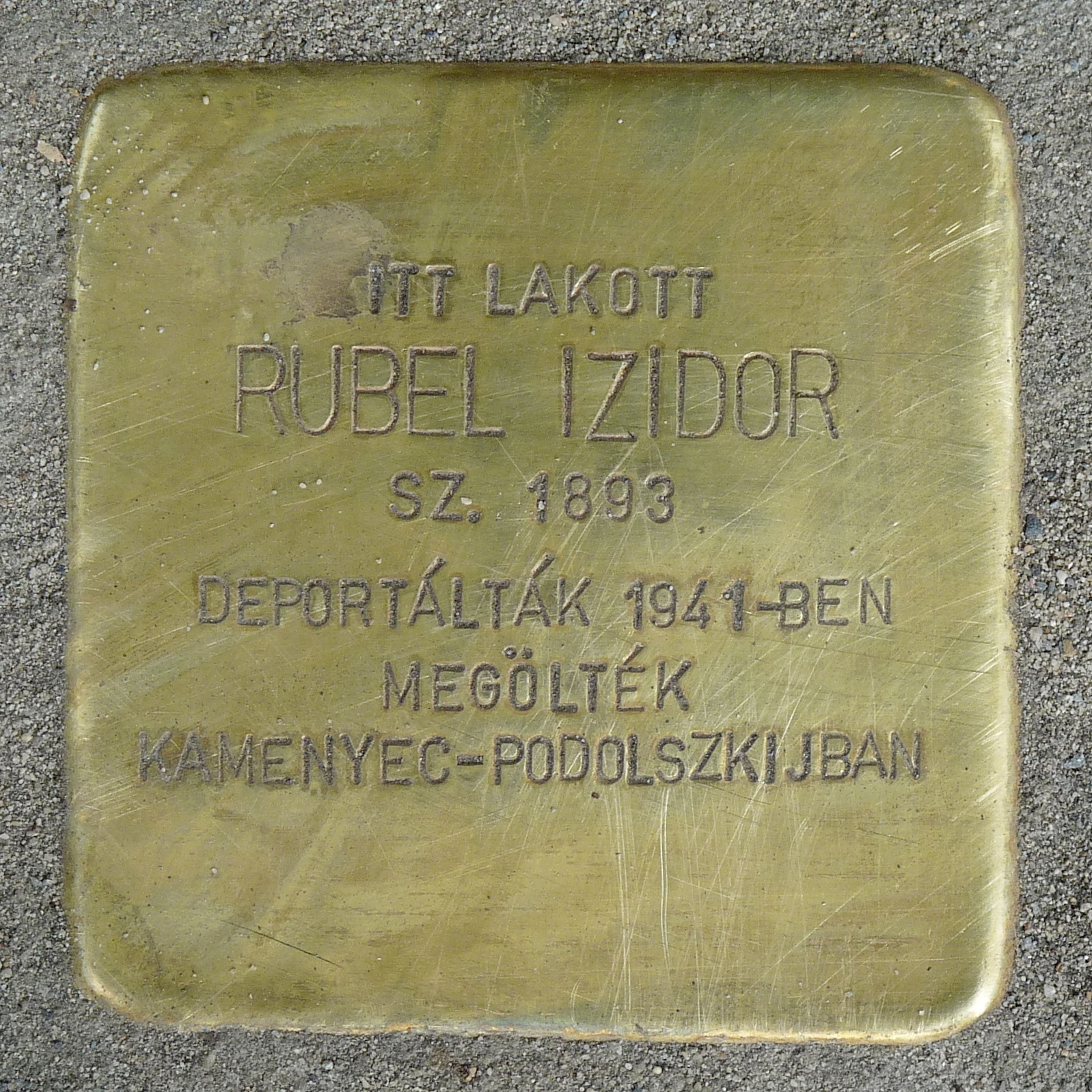
Rubel Izidor, Kelemen László utca 8/A.
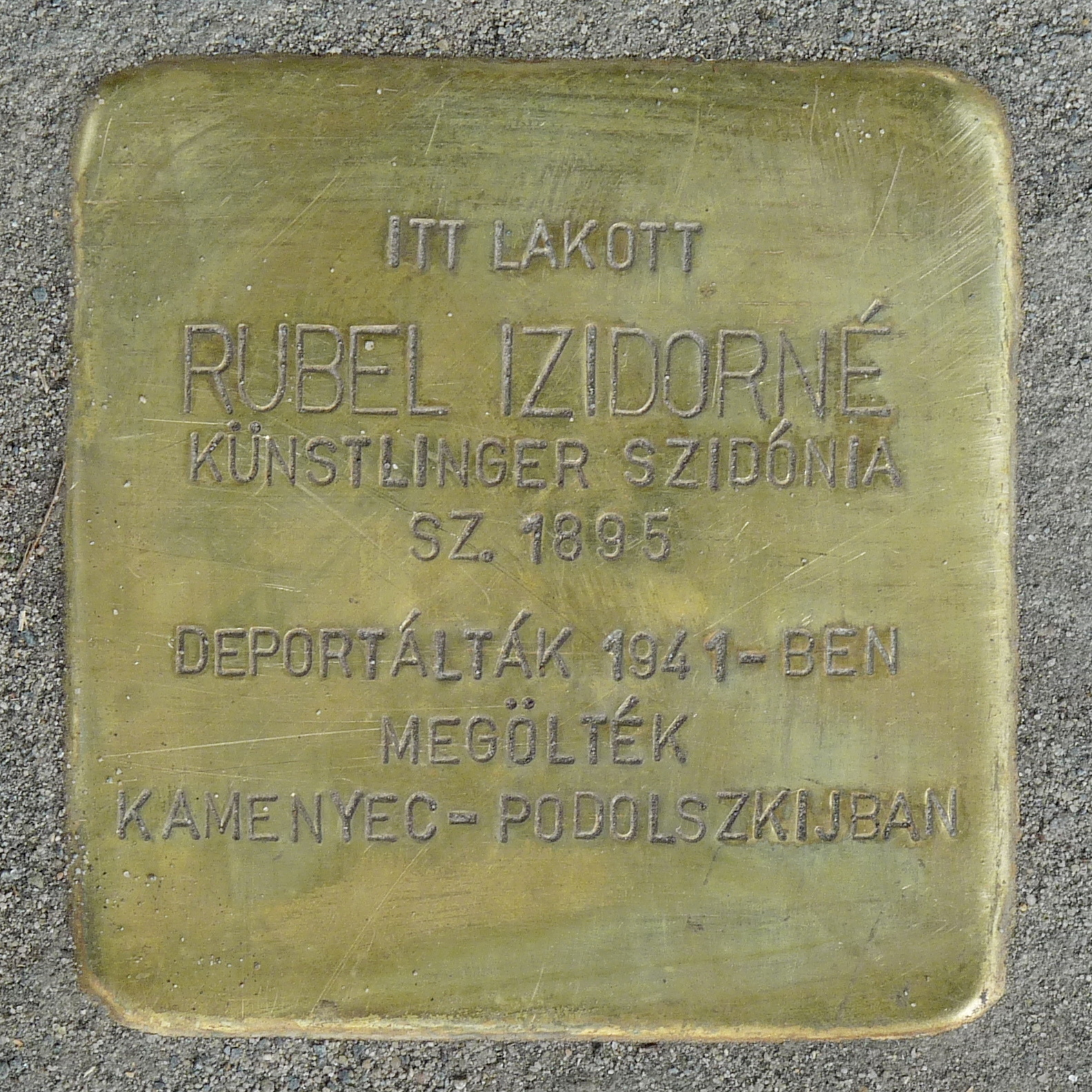
Rubel Izidorné, Kelemen László utca 8/A.
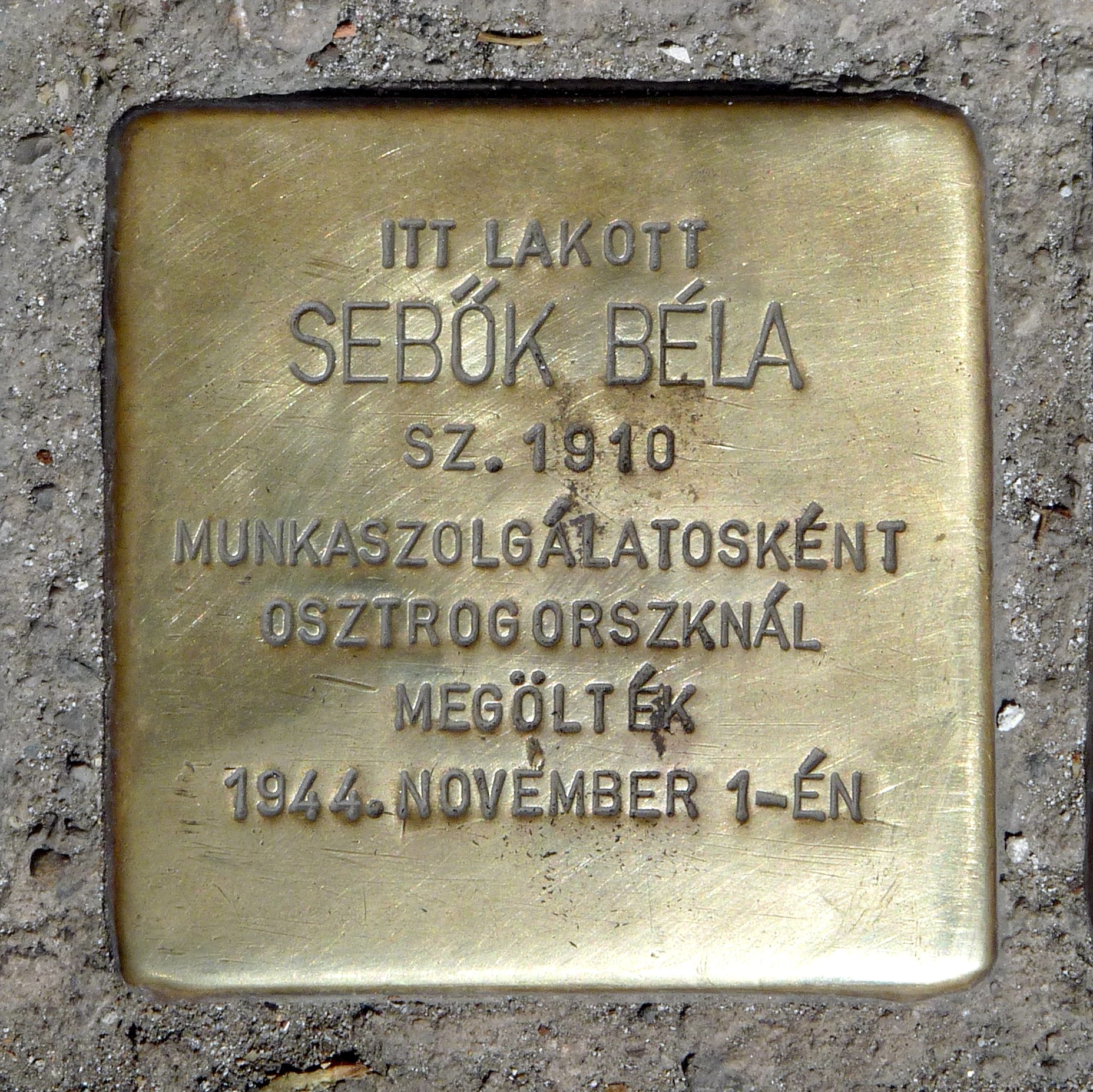
Sebők Béla, Frankel Leó út 23.
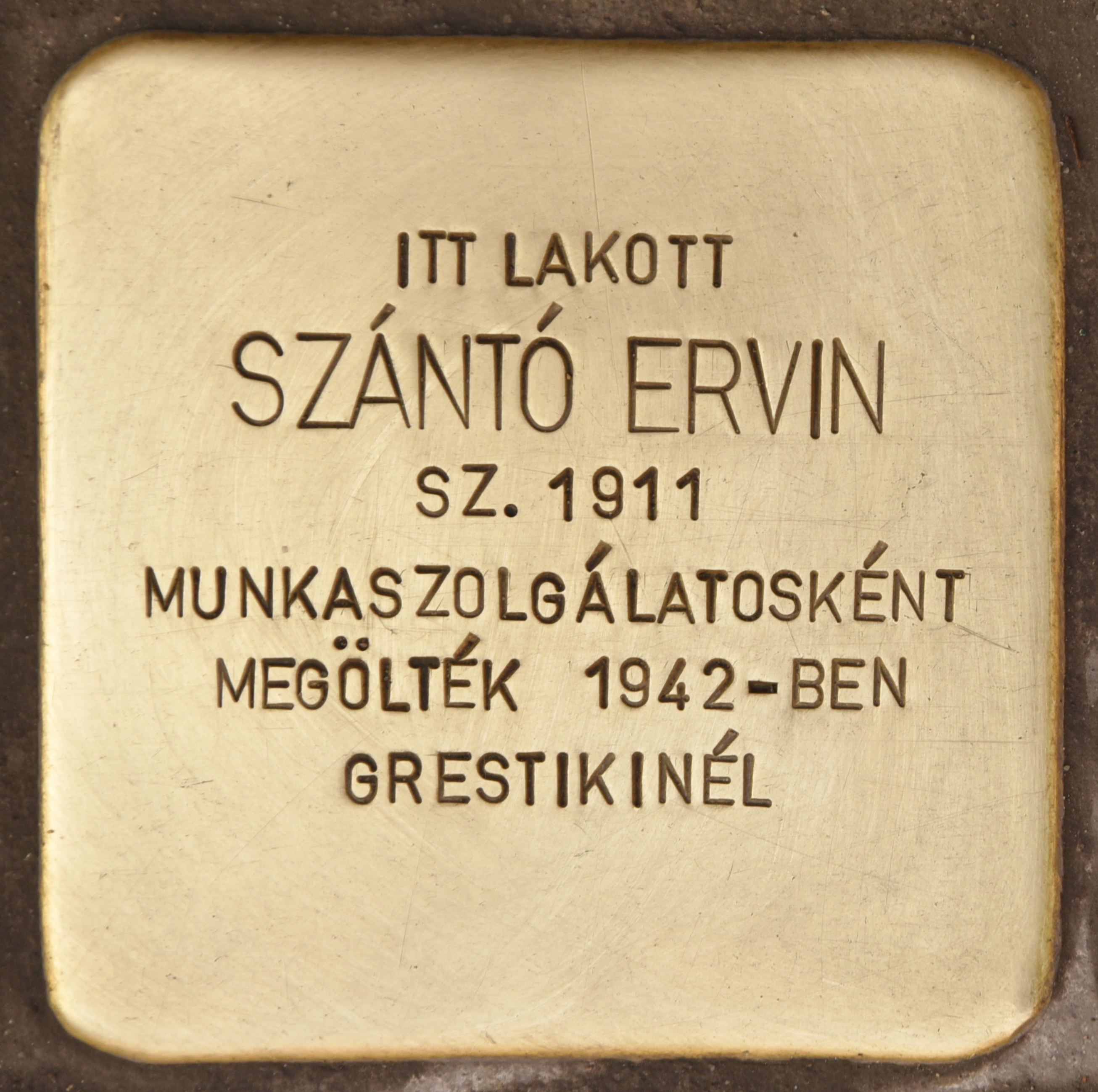
Szántó Ervin, Margit körút 31.
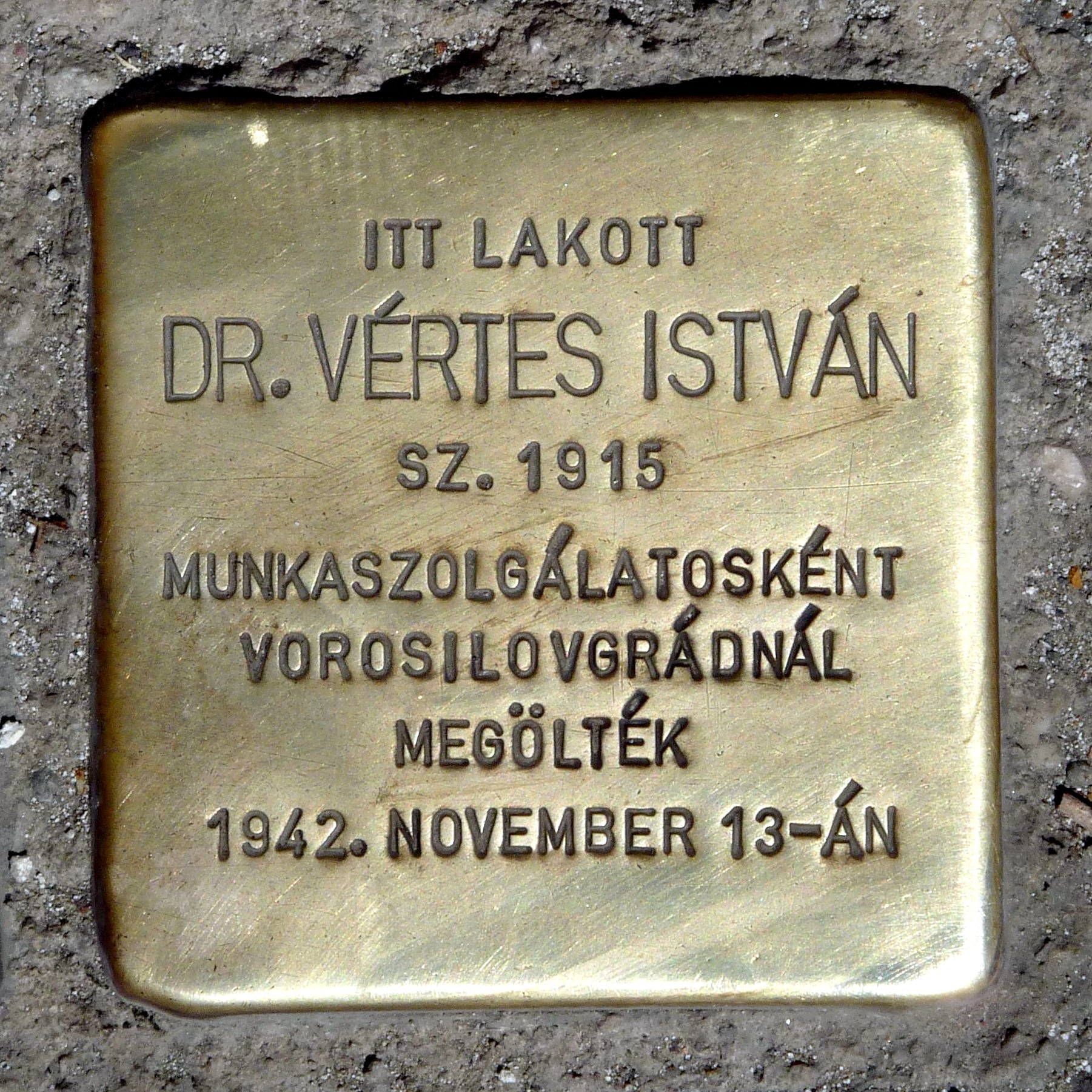
Dr. Vértes István,
Frankel Leó út 23.

### Budapest III. kerülete

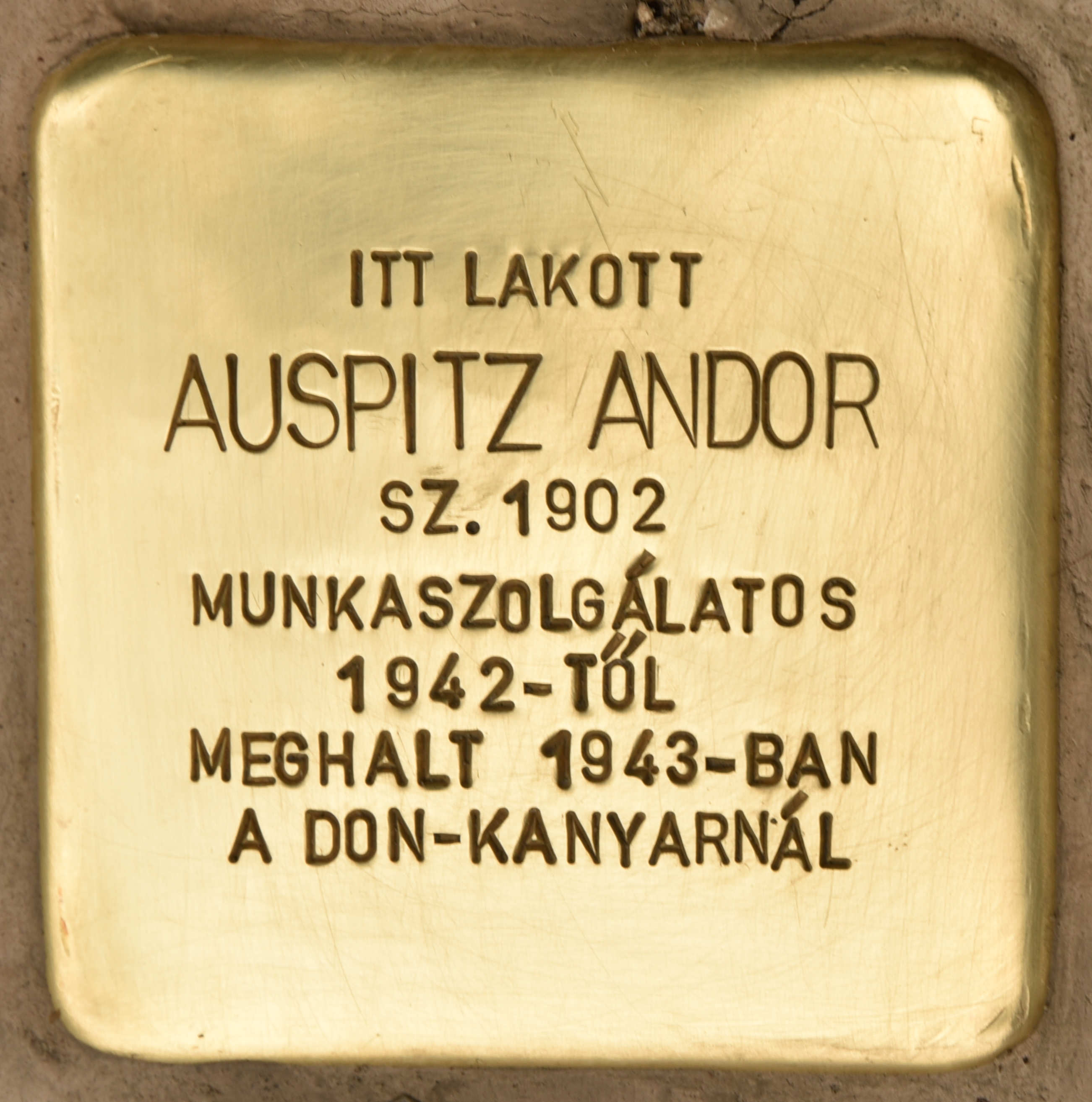
Auspitz Andor, Ráby Mátyás utca 12/c.
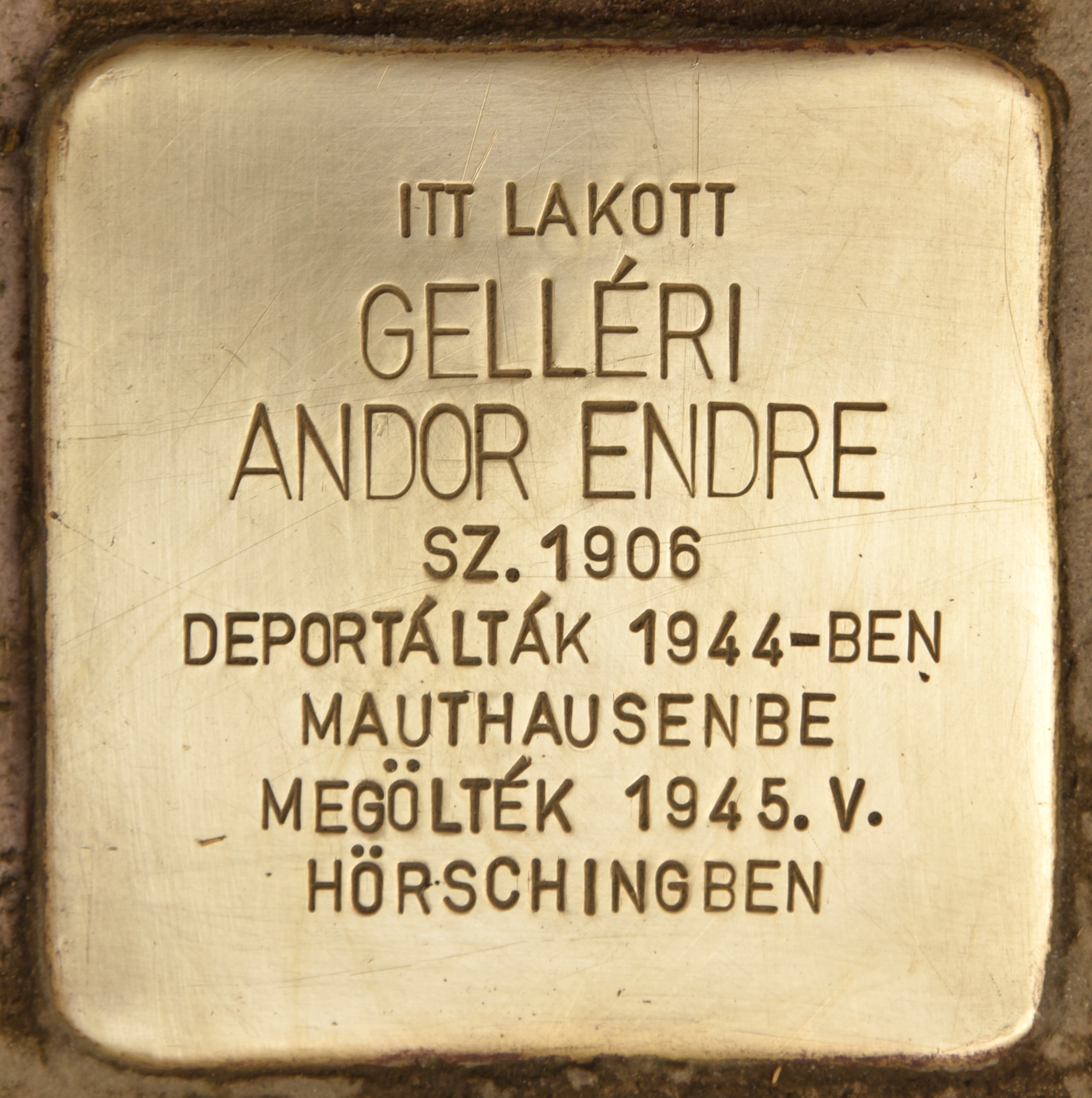
Gelléri Andor Endre, Beszterce utca 25.
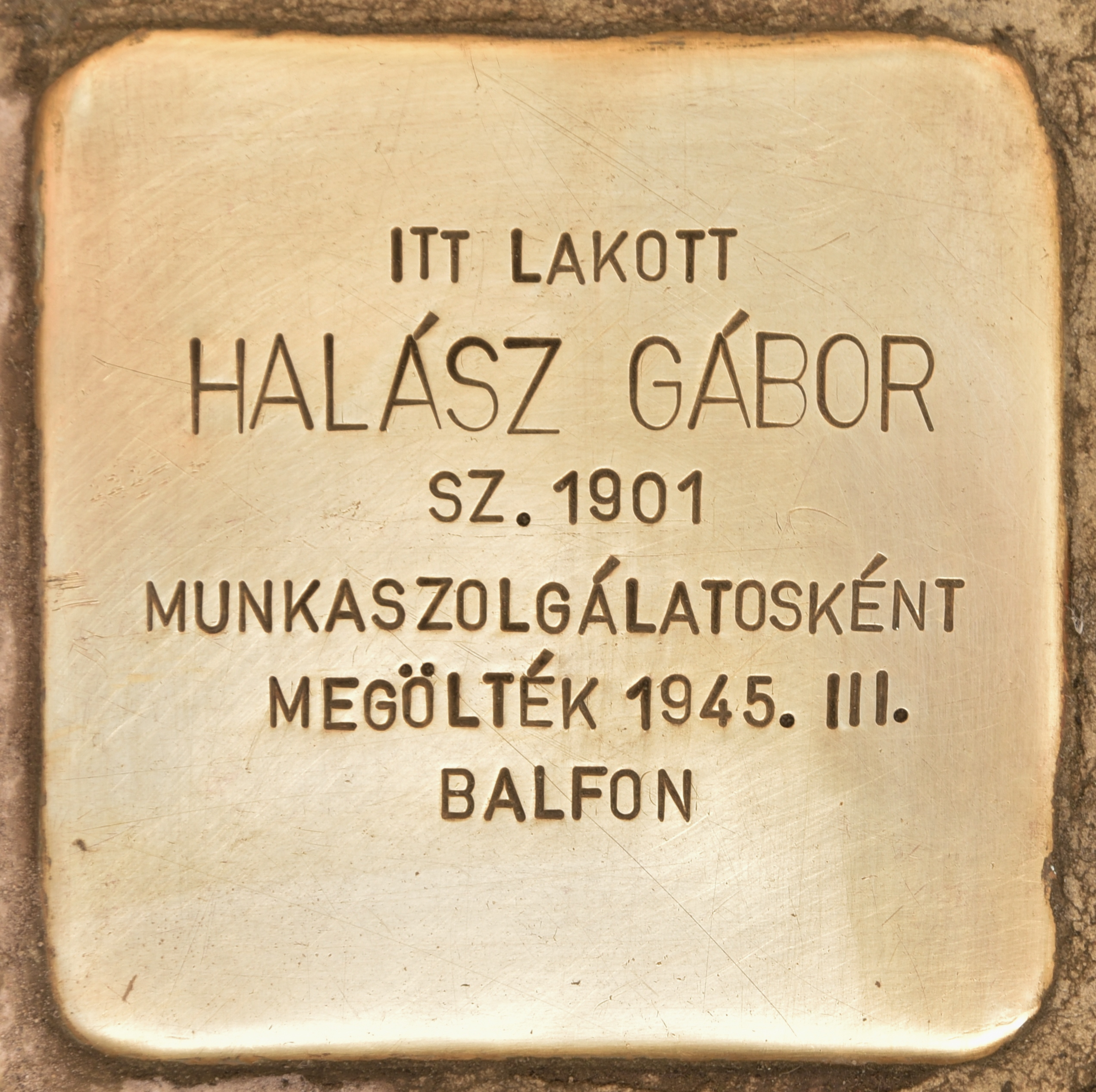
Halász Gábor, Selmeci utca 25.
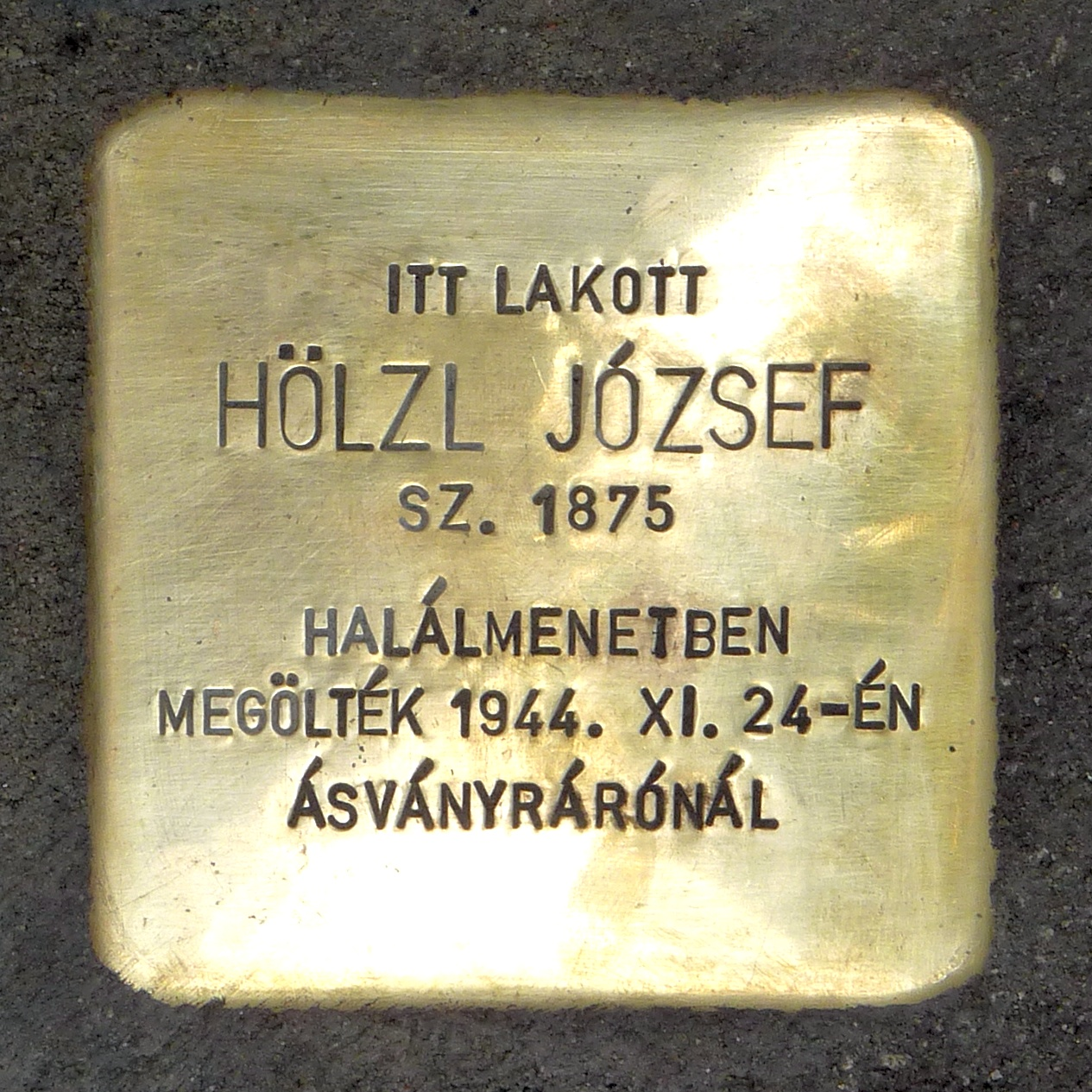
Hölzl József, Szőlő utca 12.
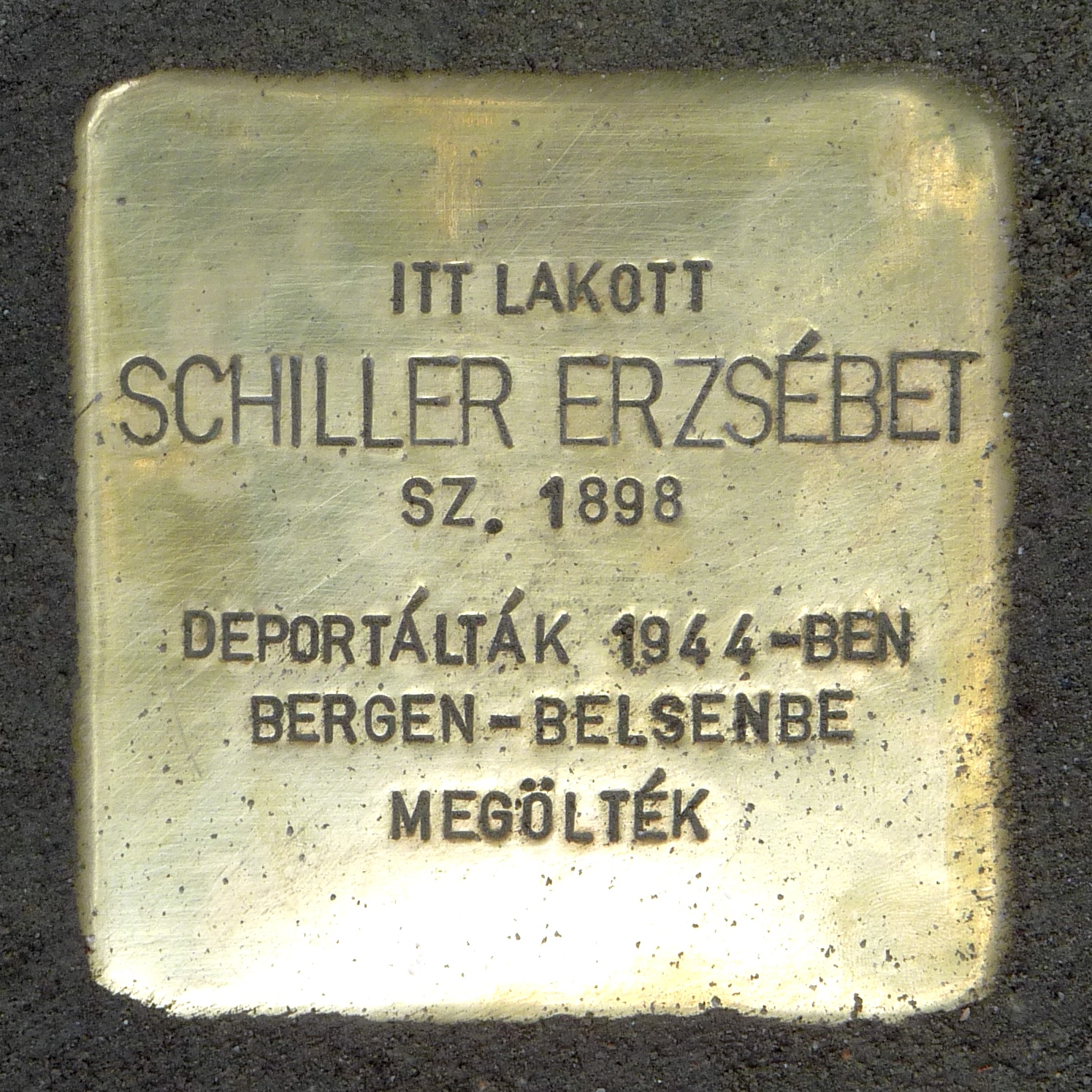
Schiller Erzsébet,
Pacsirtamező u 32.

### Budapest IV. kerülete

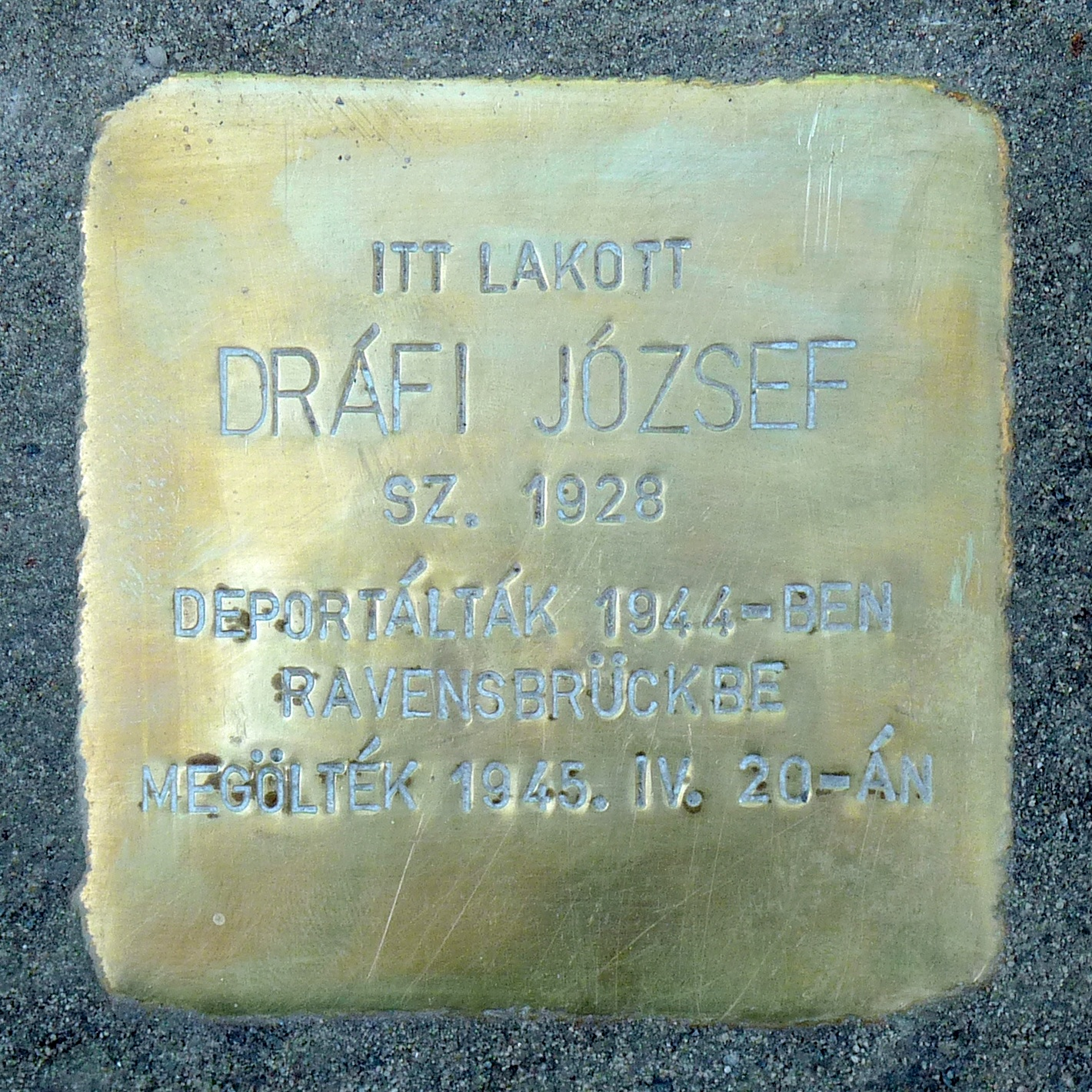
Dráfi József, Tél utca 52.
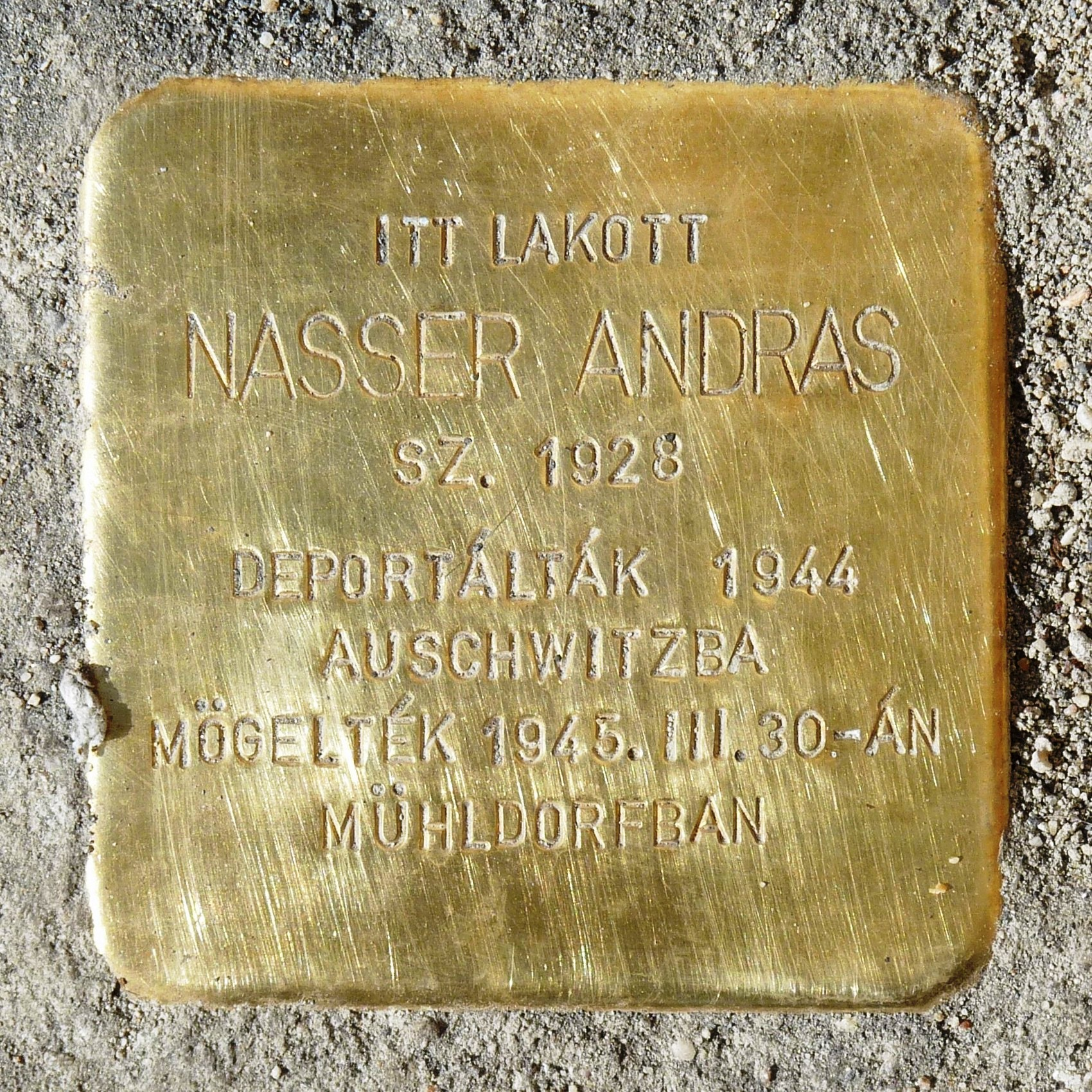
Nasser András, Árpád út 42.
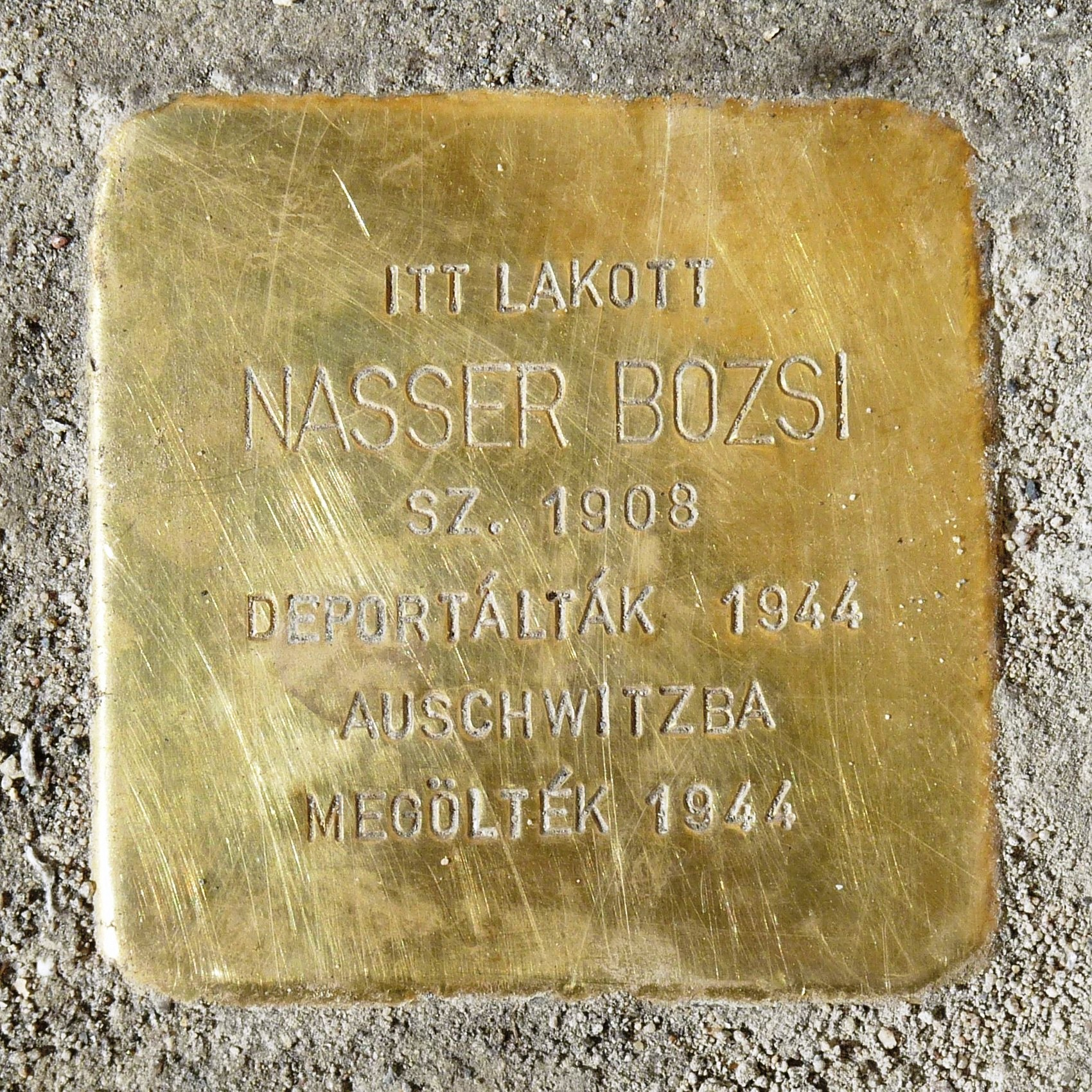
Nasser Bözsi, Árpád út 42.
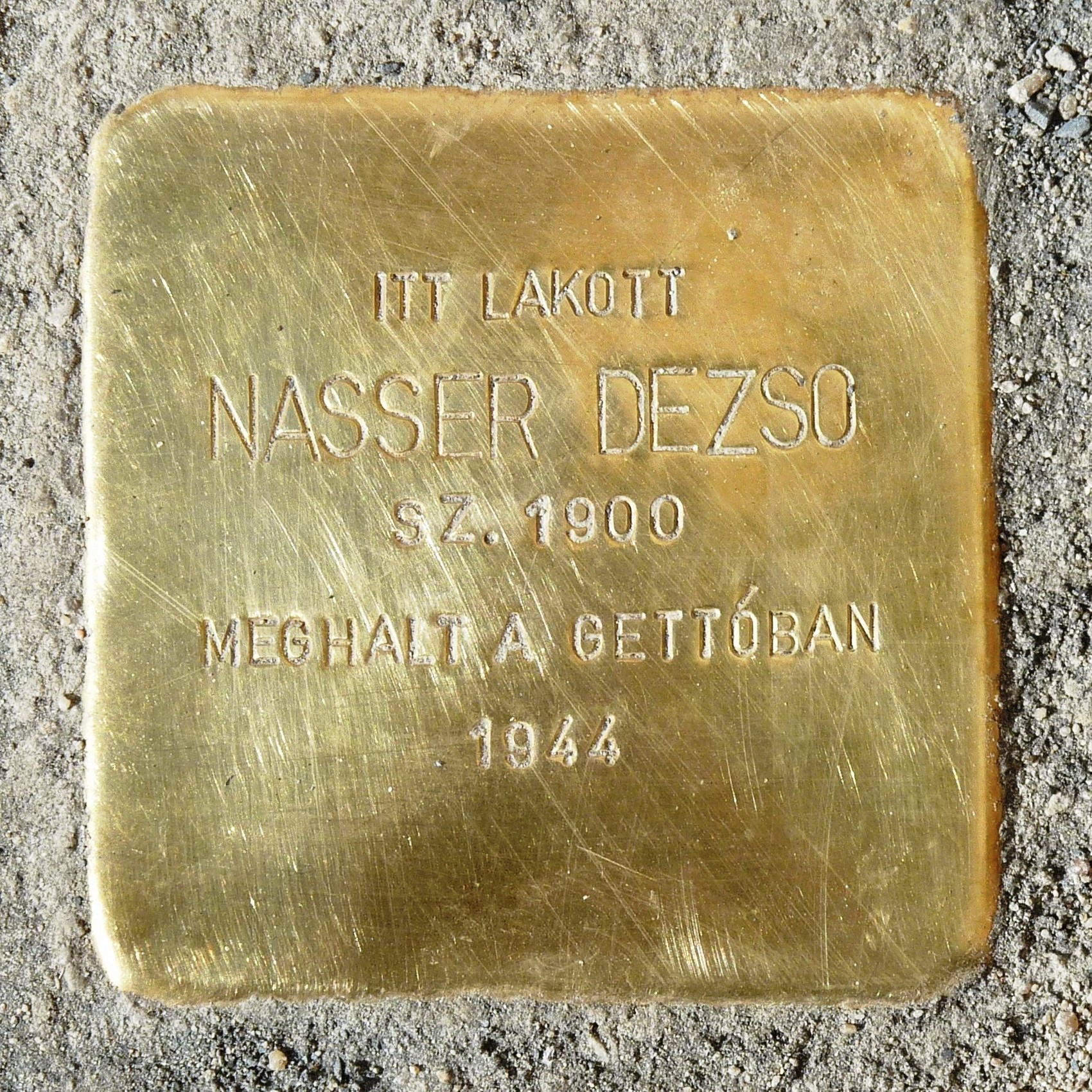
Nasser Dezső, Árpád út 42.
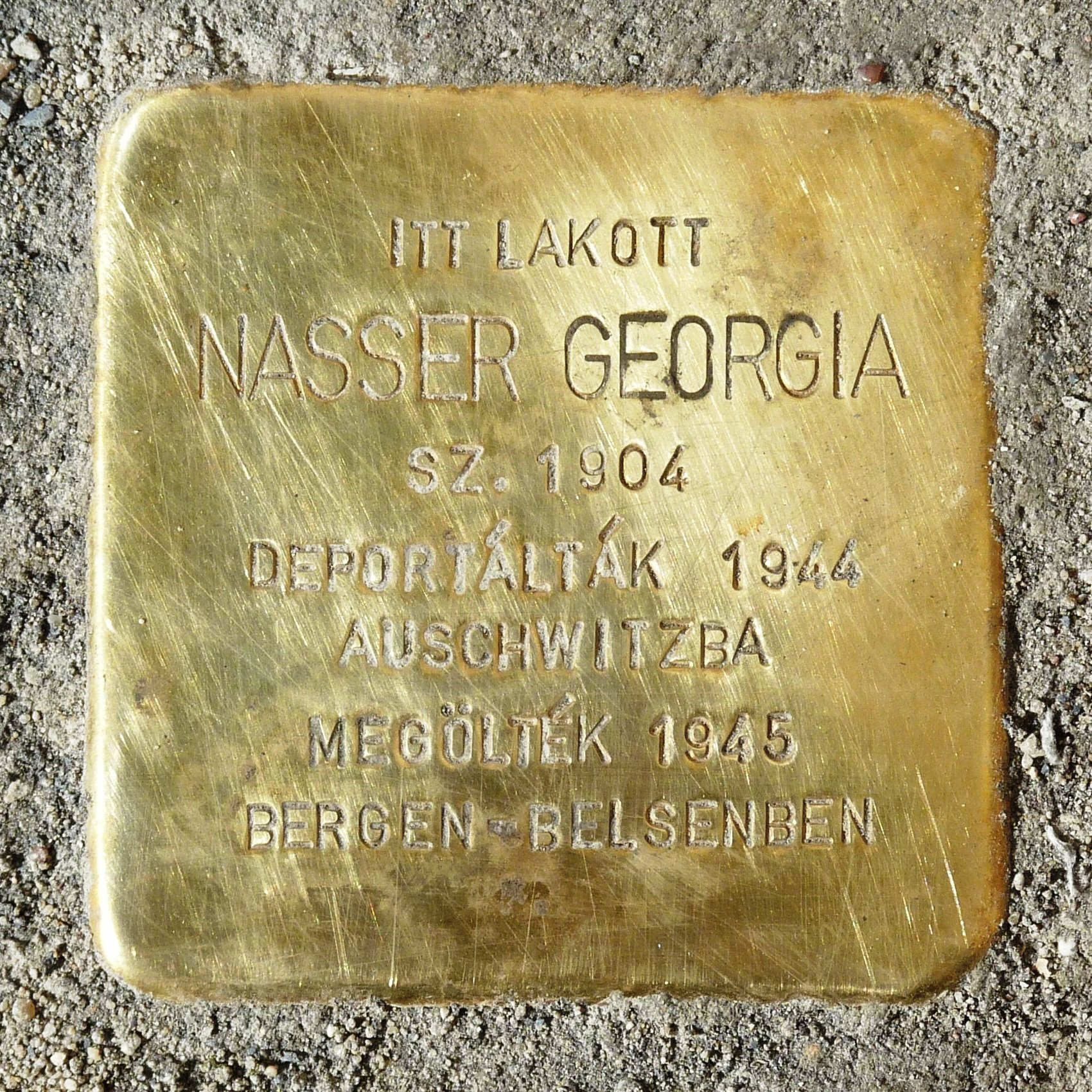
Nasser Georgia, Árpád út 42.
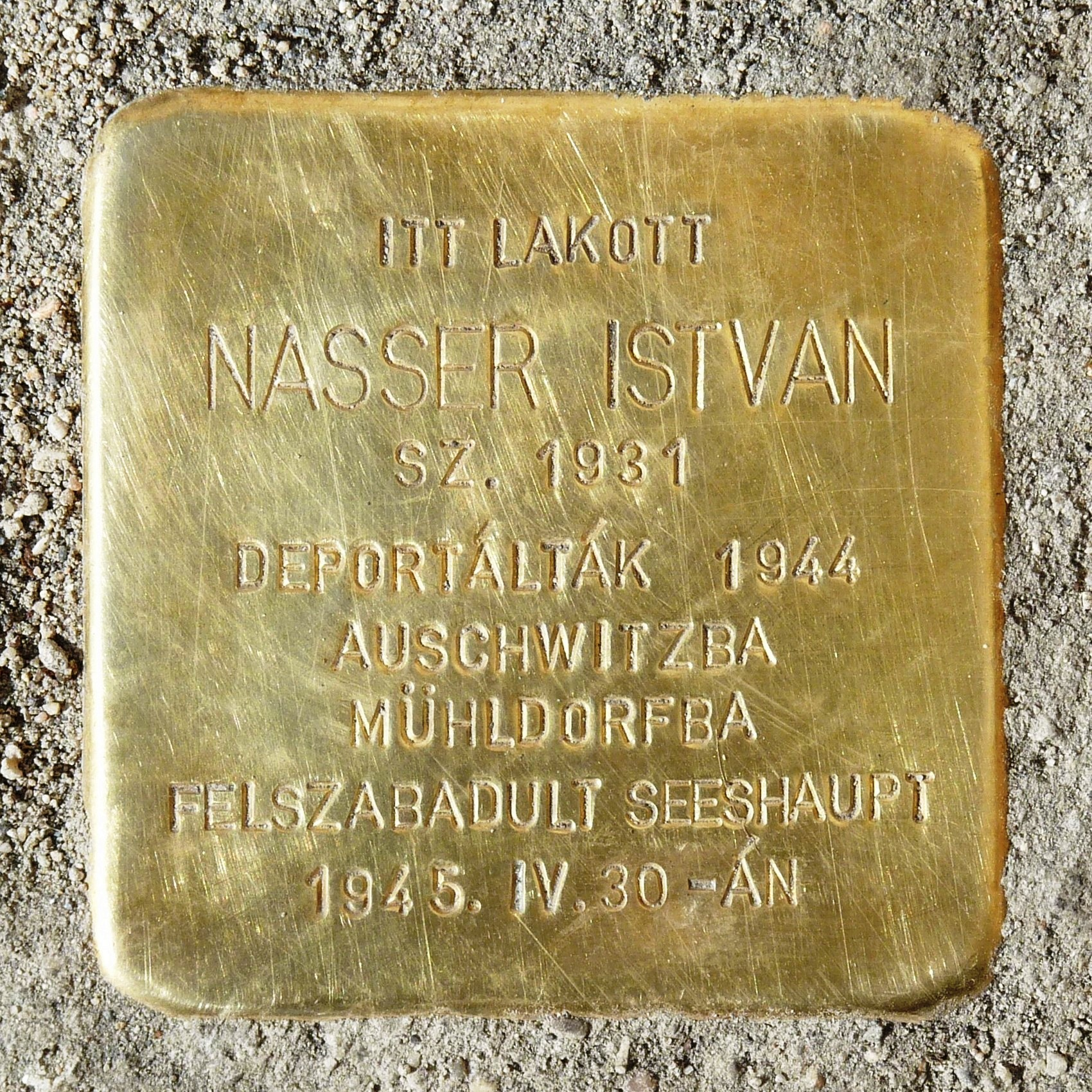
Nasser István, Árpád út 42.
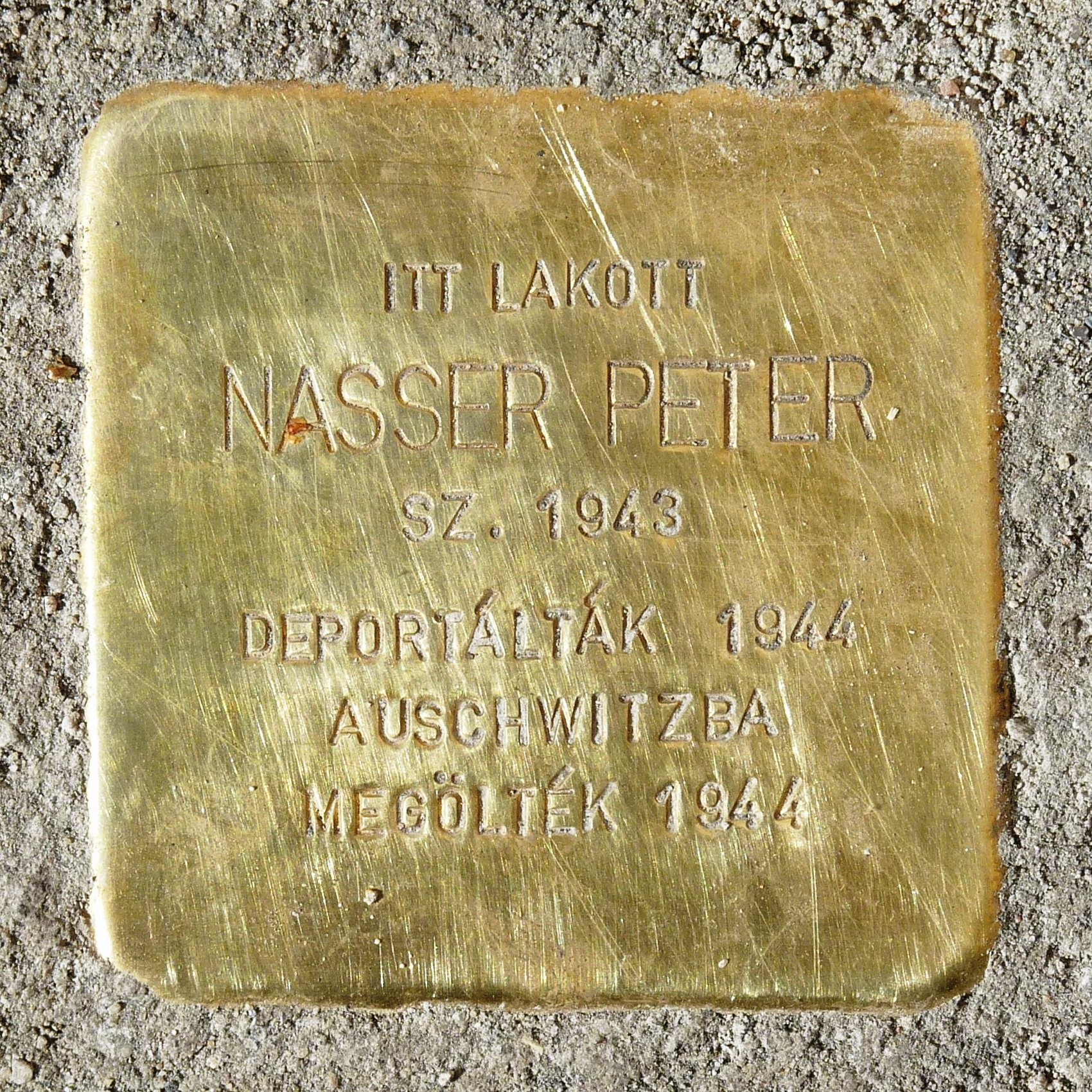
Nasser Péter, Árpád út 42.
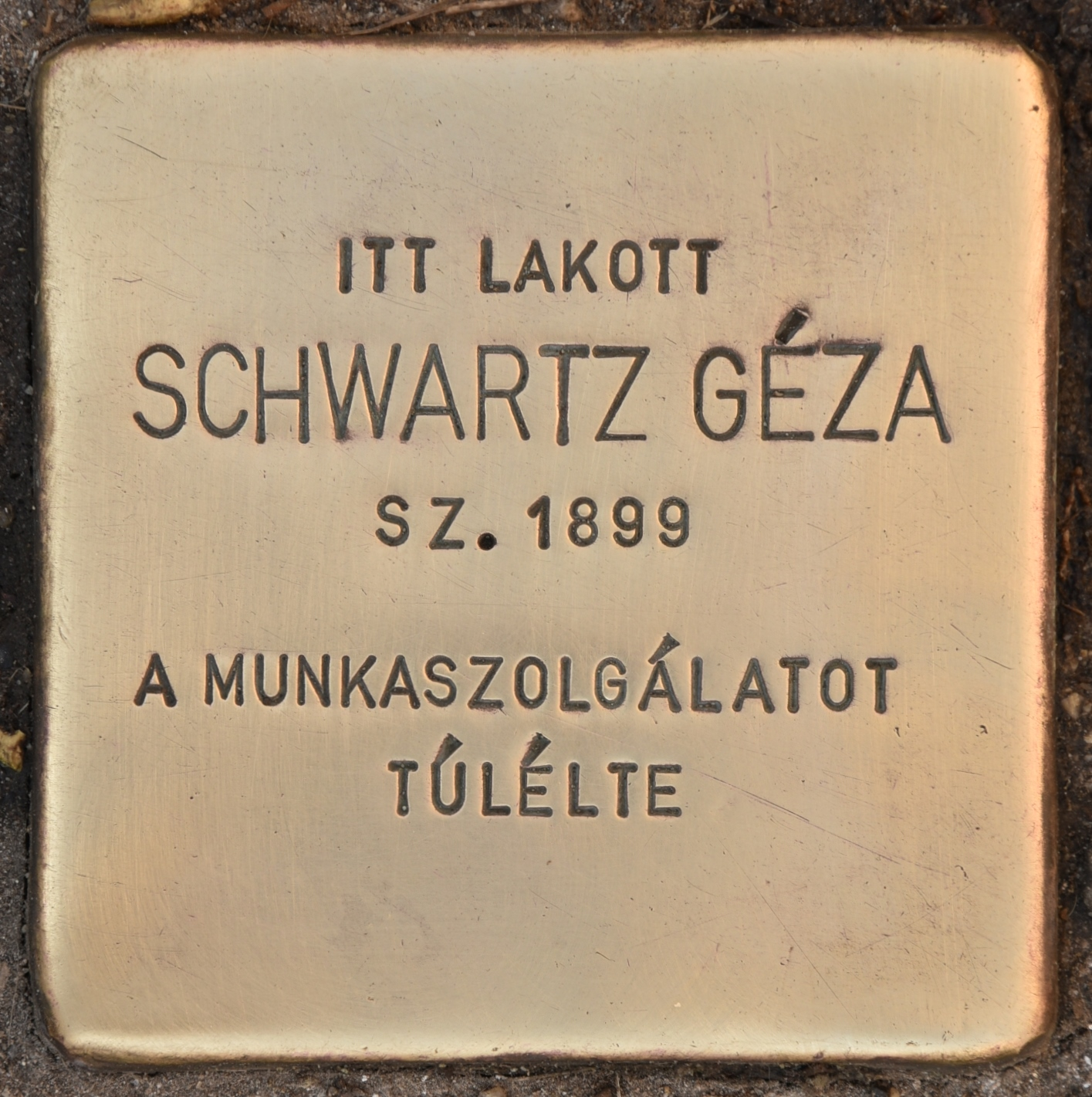
Schwartz Géza, Lebstück Mária utca 47.
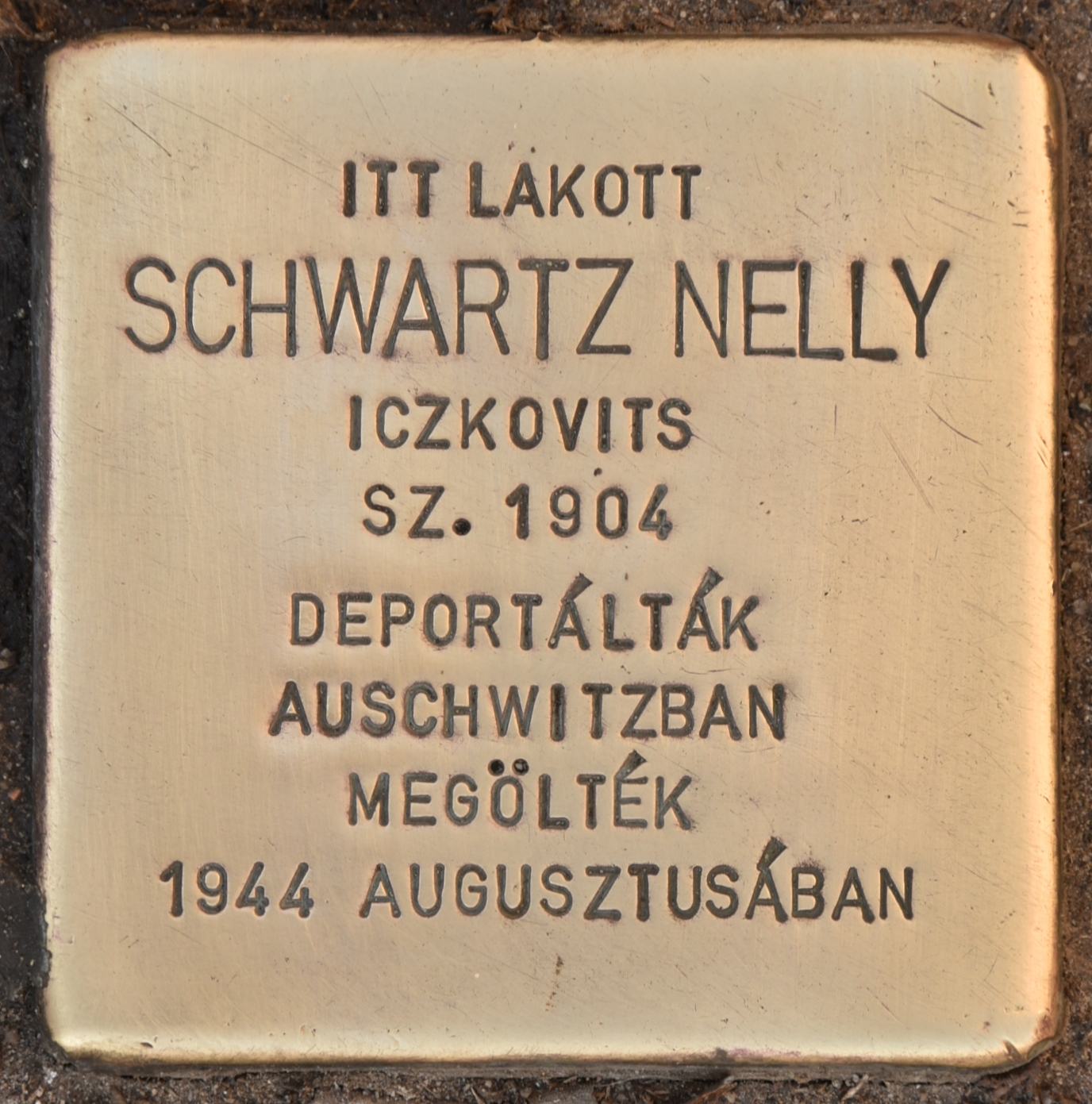
Schwartz Nelly,
Lebstück Mária utca 47.

### Budapest V. kerülete

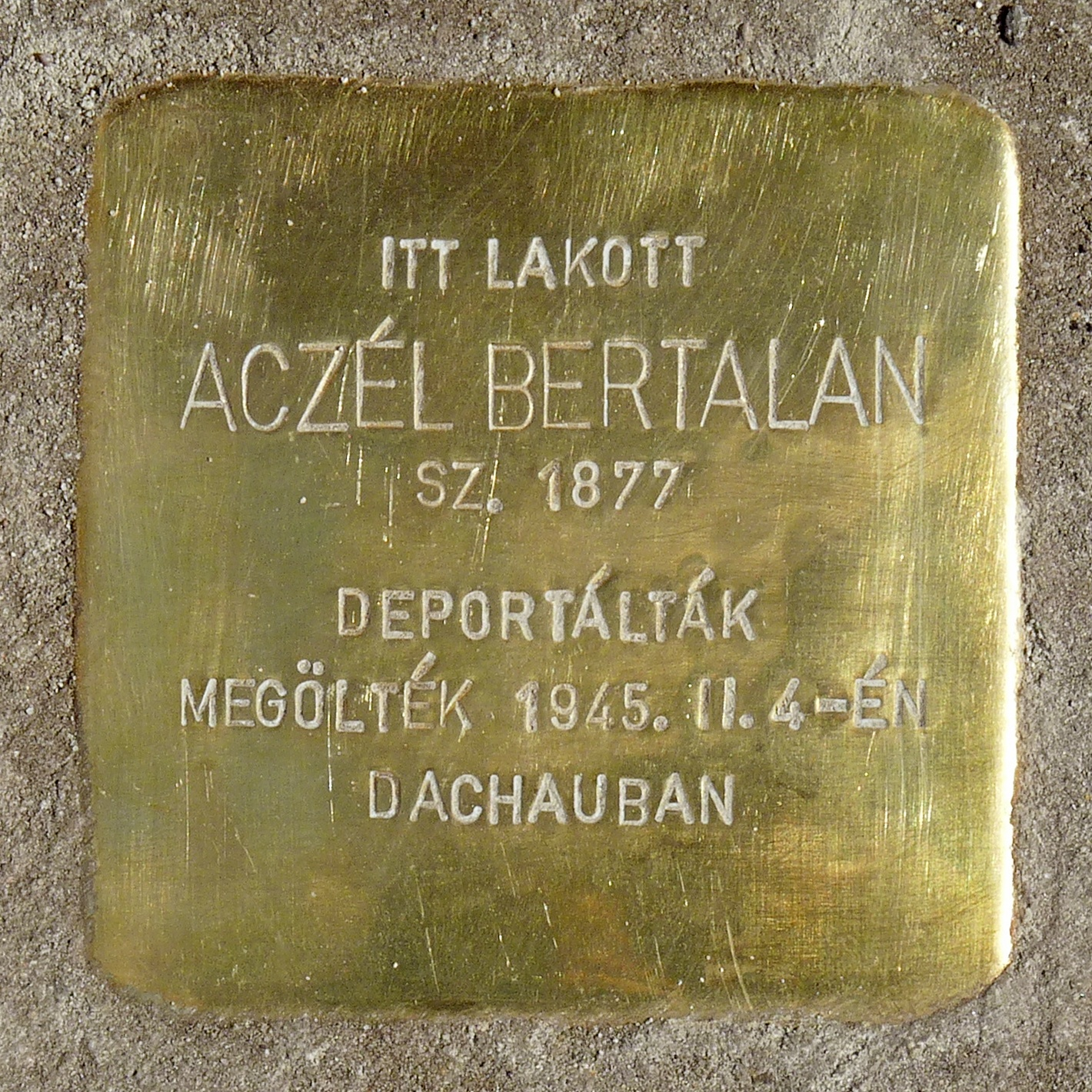
Aczél Bertalan, Reáltanoda utca 19.
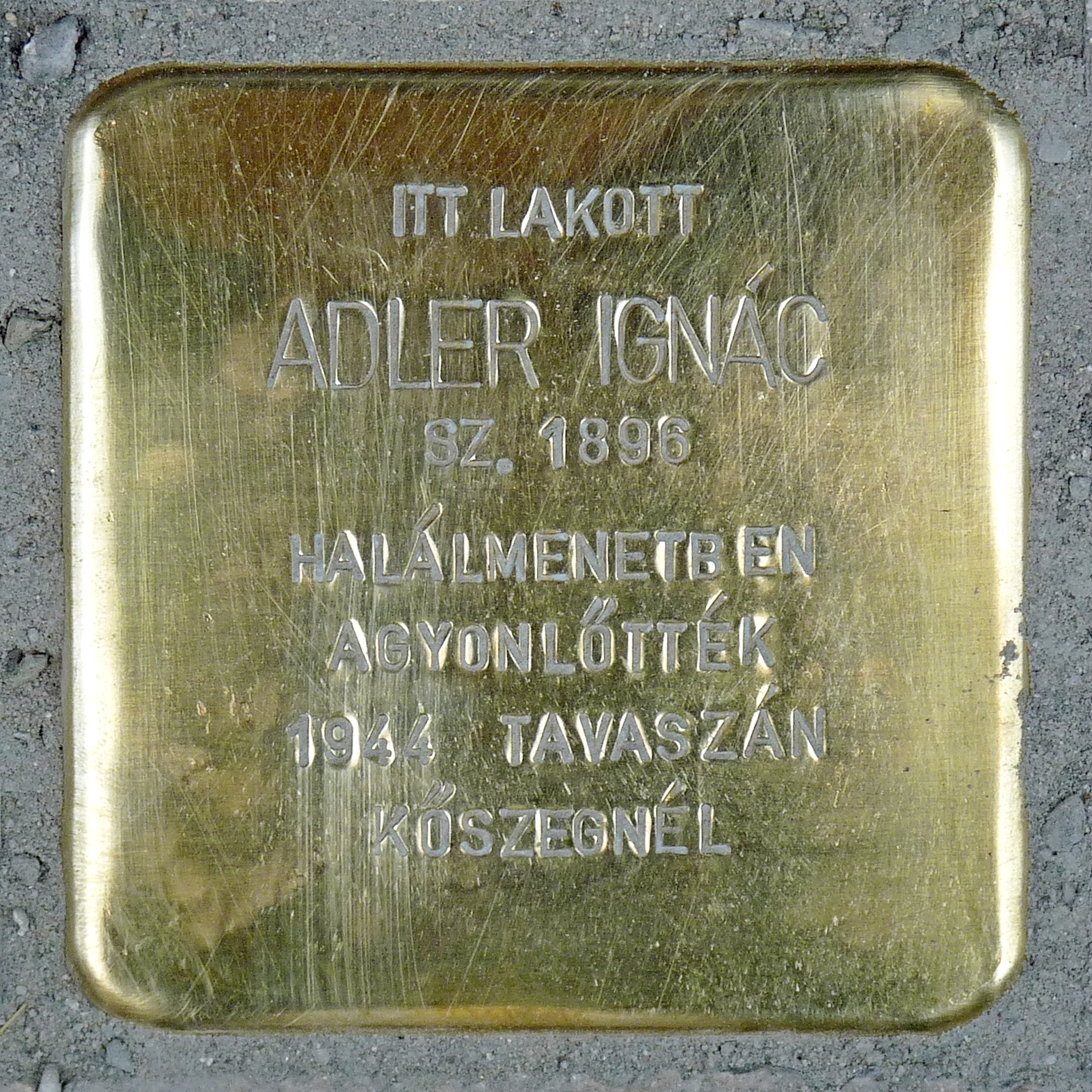
Adler Ignác, Október 6. utca 11.
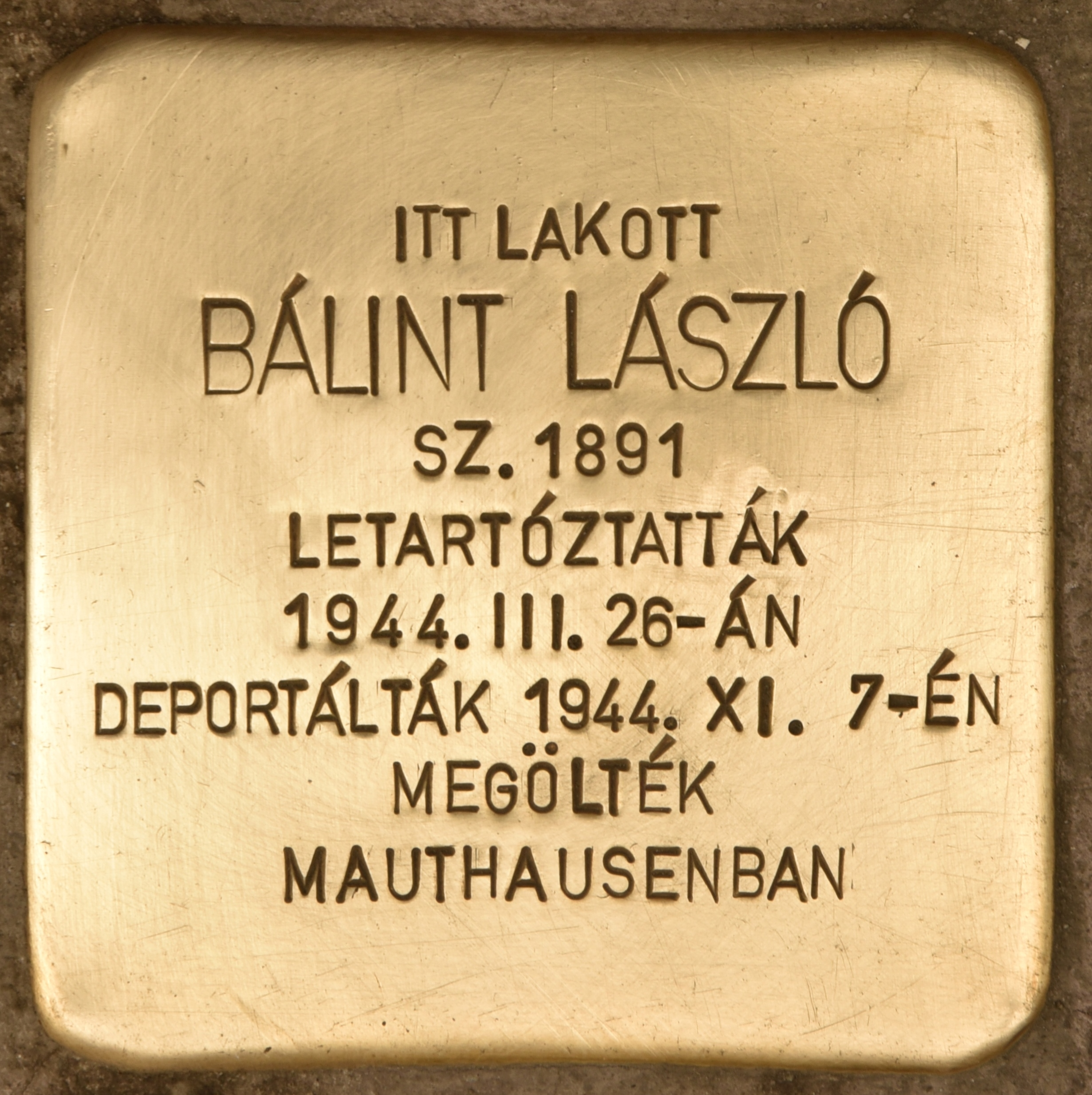
Bálint László, Szemere utca 8.
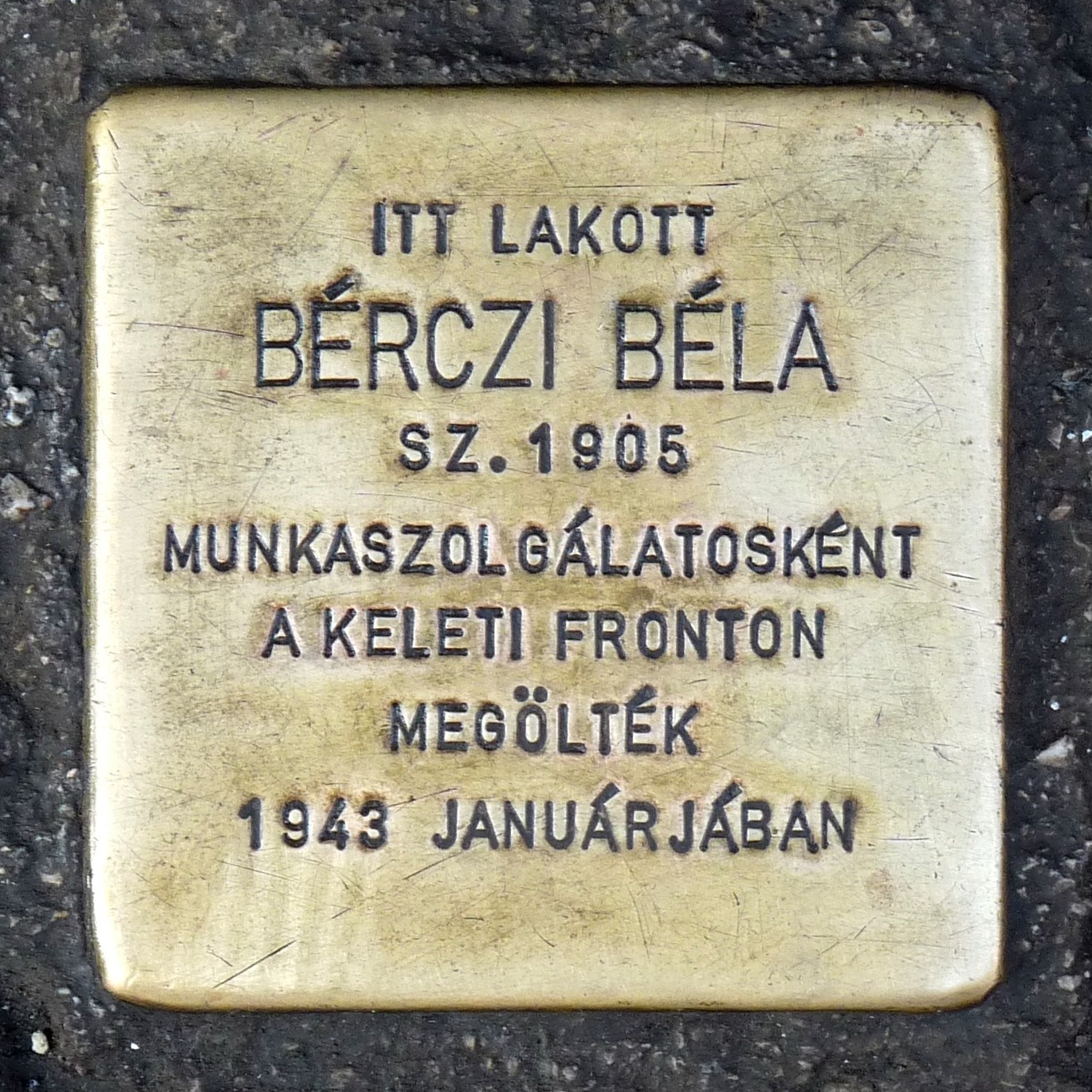
Bérczi Béla, Báthory utca 24.
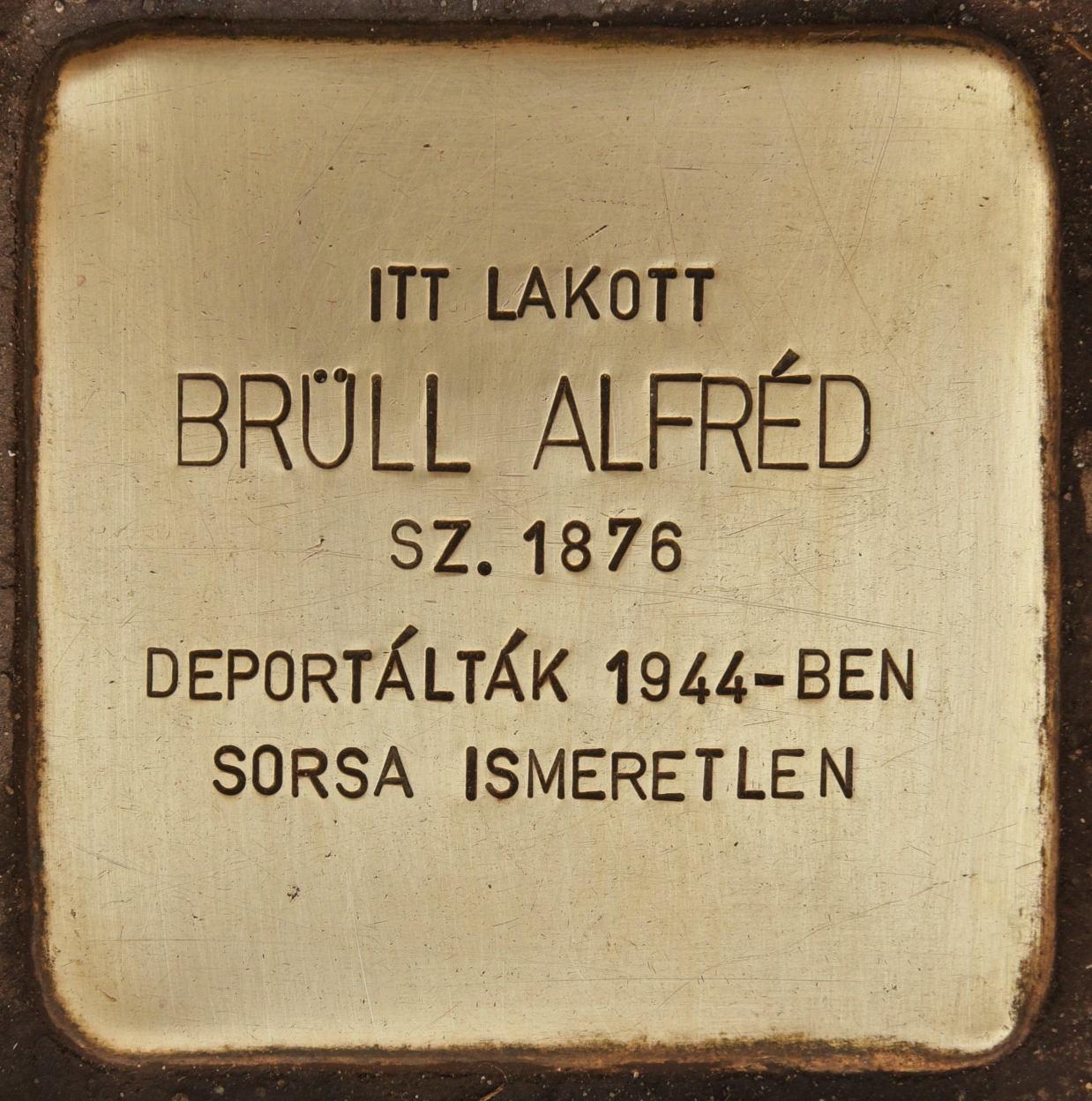
Brüll Alfred, Reáltanoda utca 19.
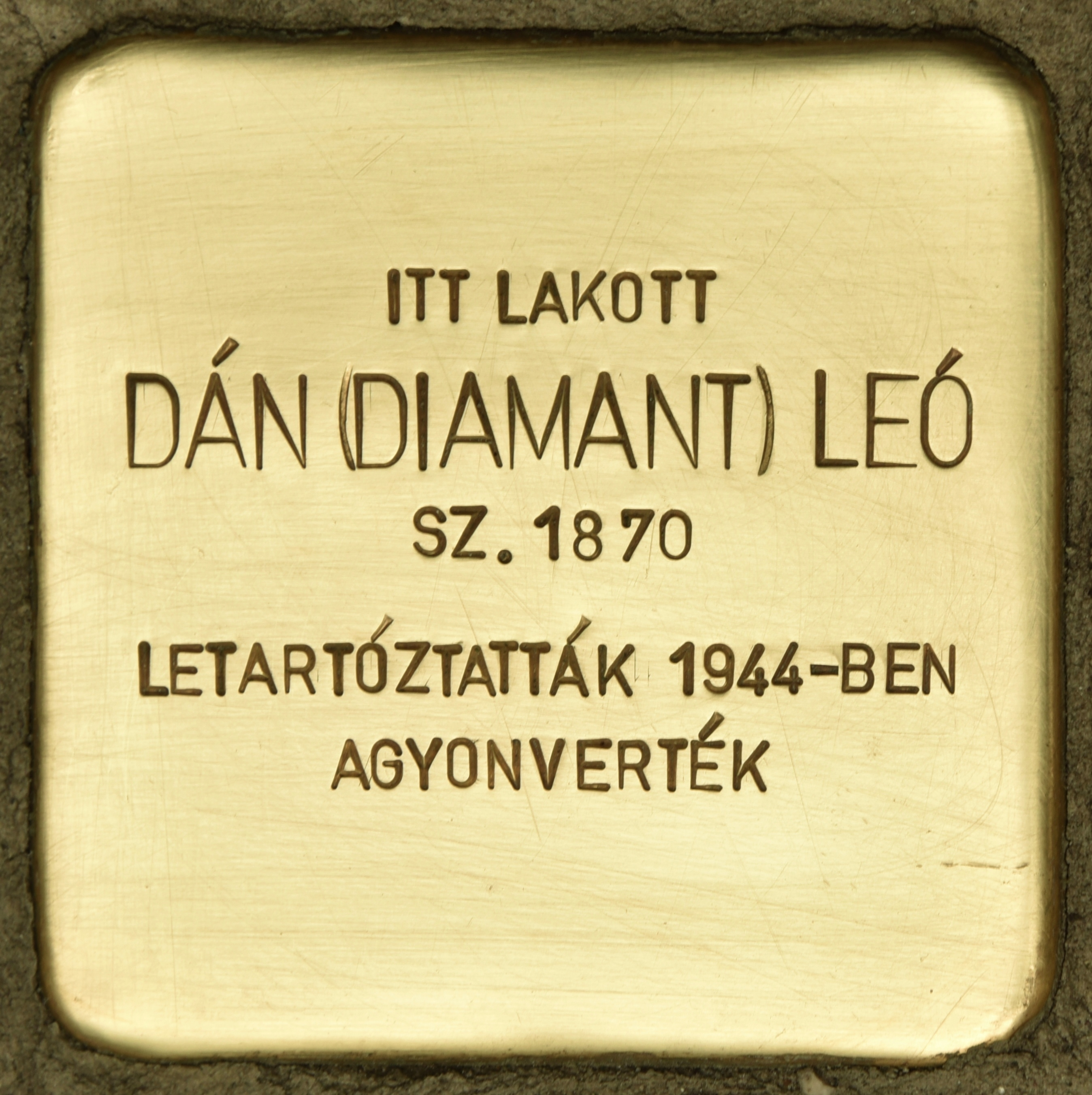
Dán Leó, Bécsi utca 5
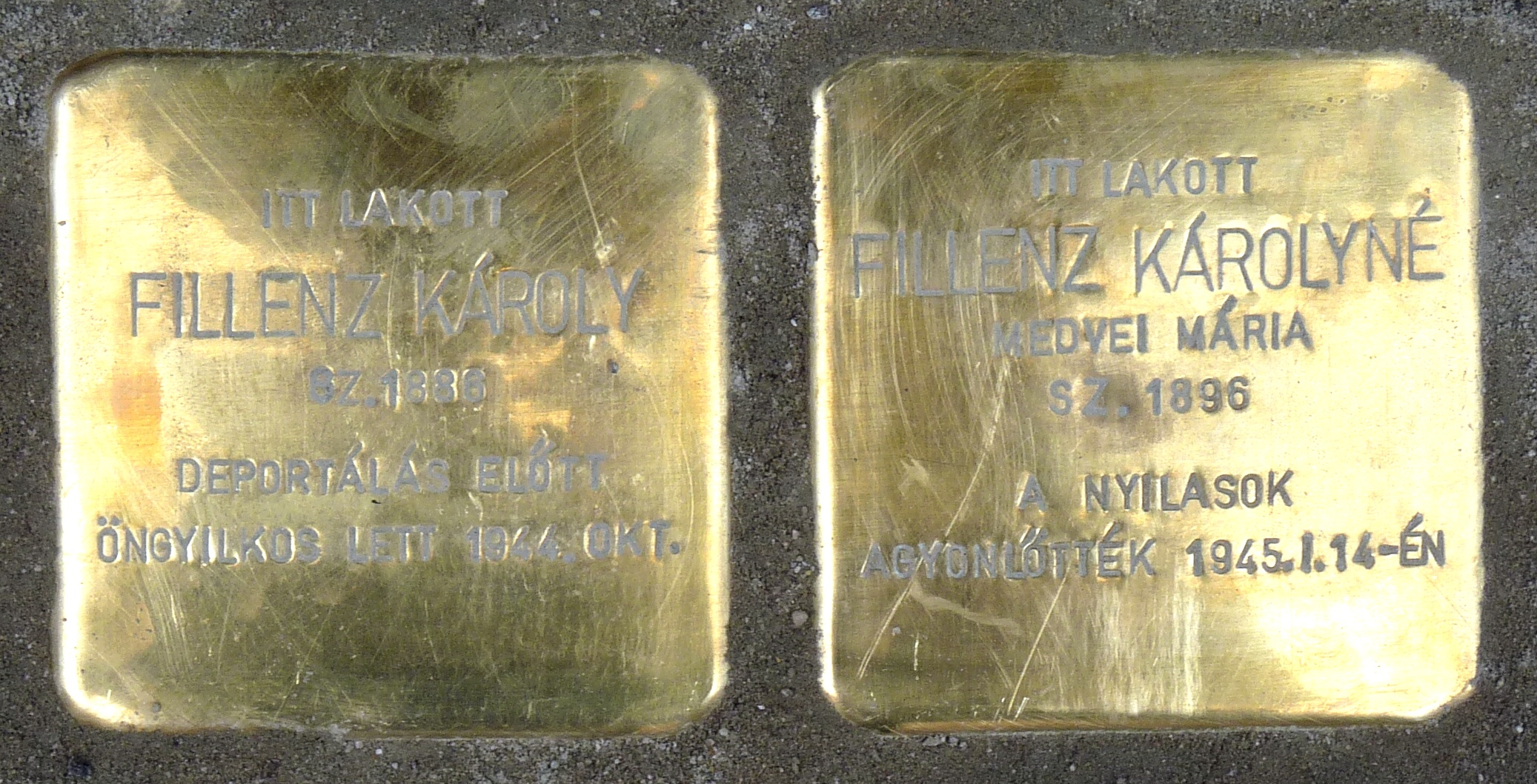
Fillenz Károly és neje, Akadémia utca 7.
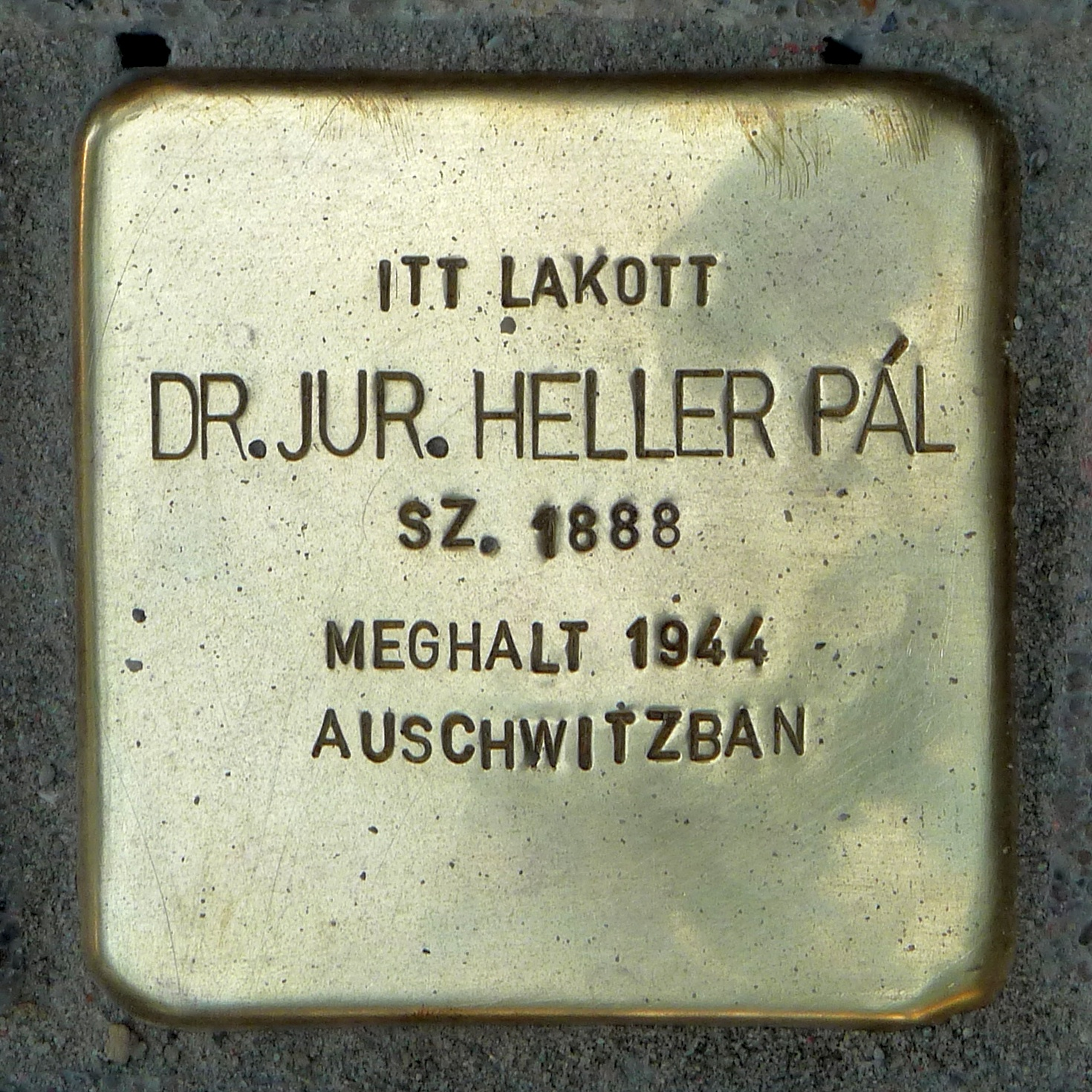
Heller Pál,[3] Falk Miksa utca 24-26.
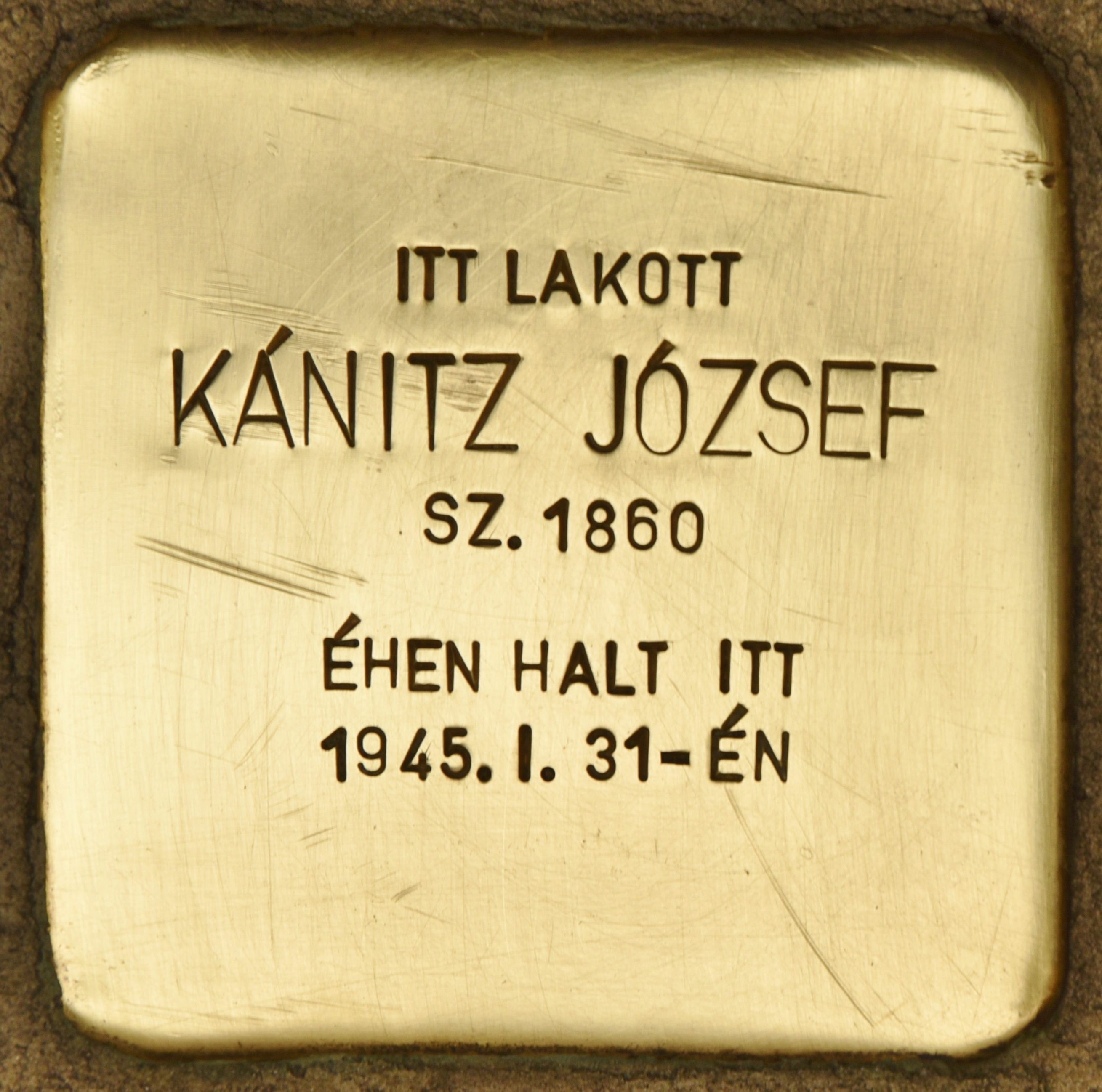
Kánitz József, Bástya utca 12
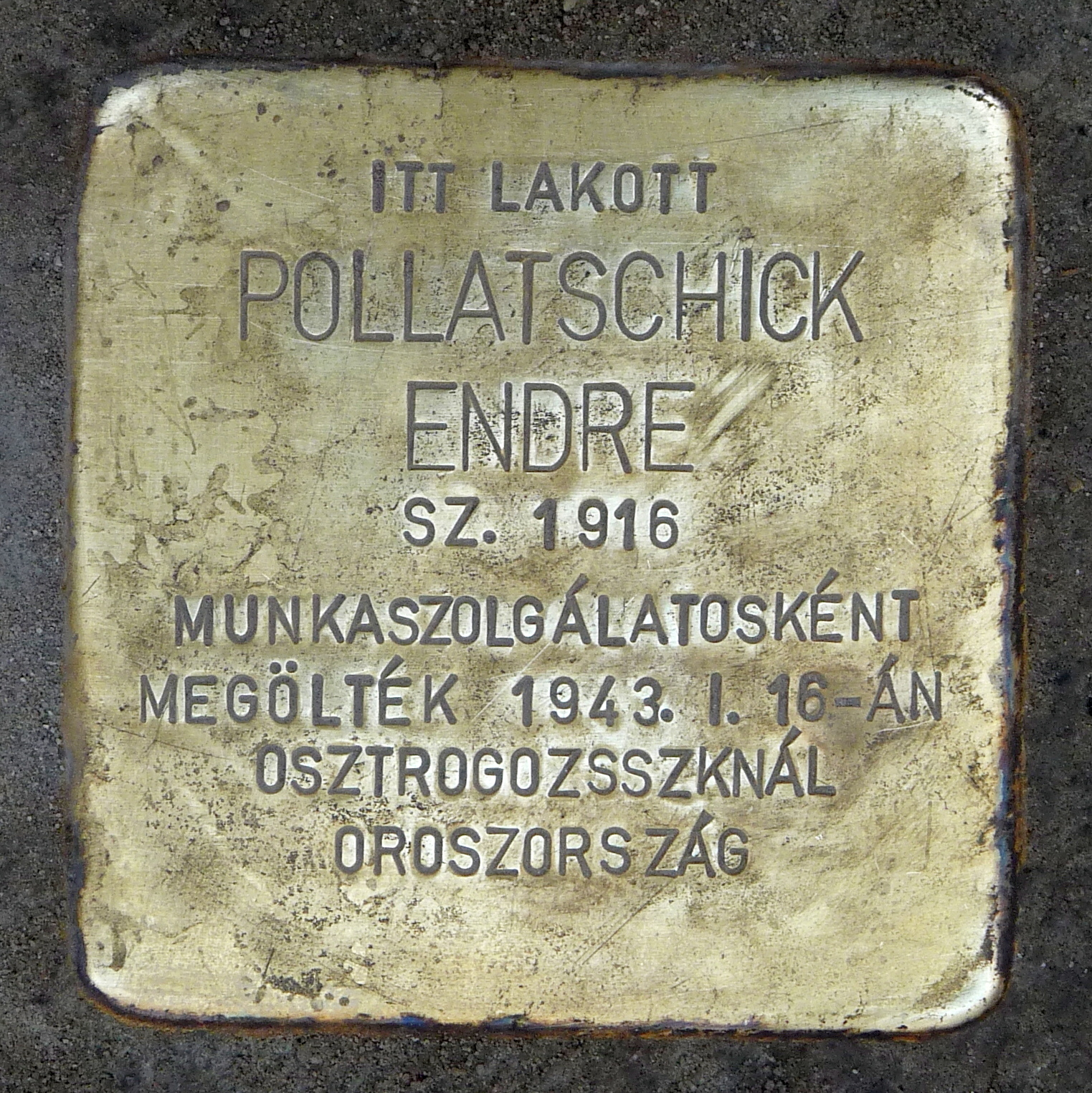
Pollatschick Endre, Gerlóczy utca 1.
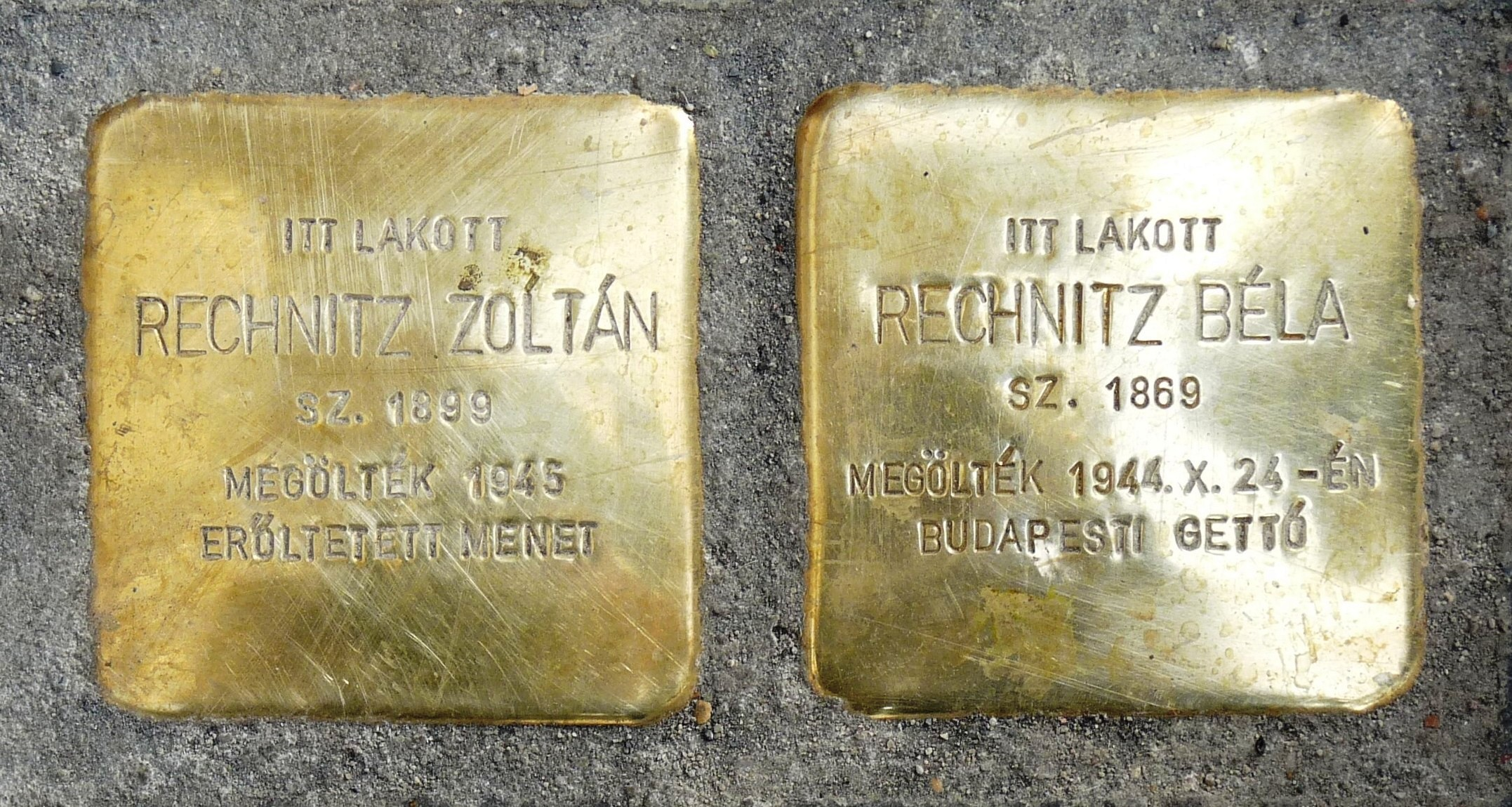
Rechnitz Béla és Rechnitz Zoltán, Aulich utca 3.
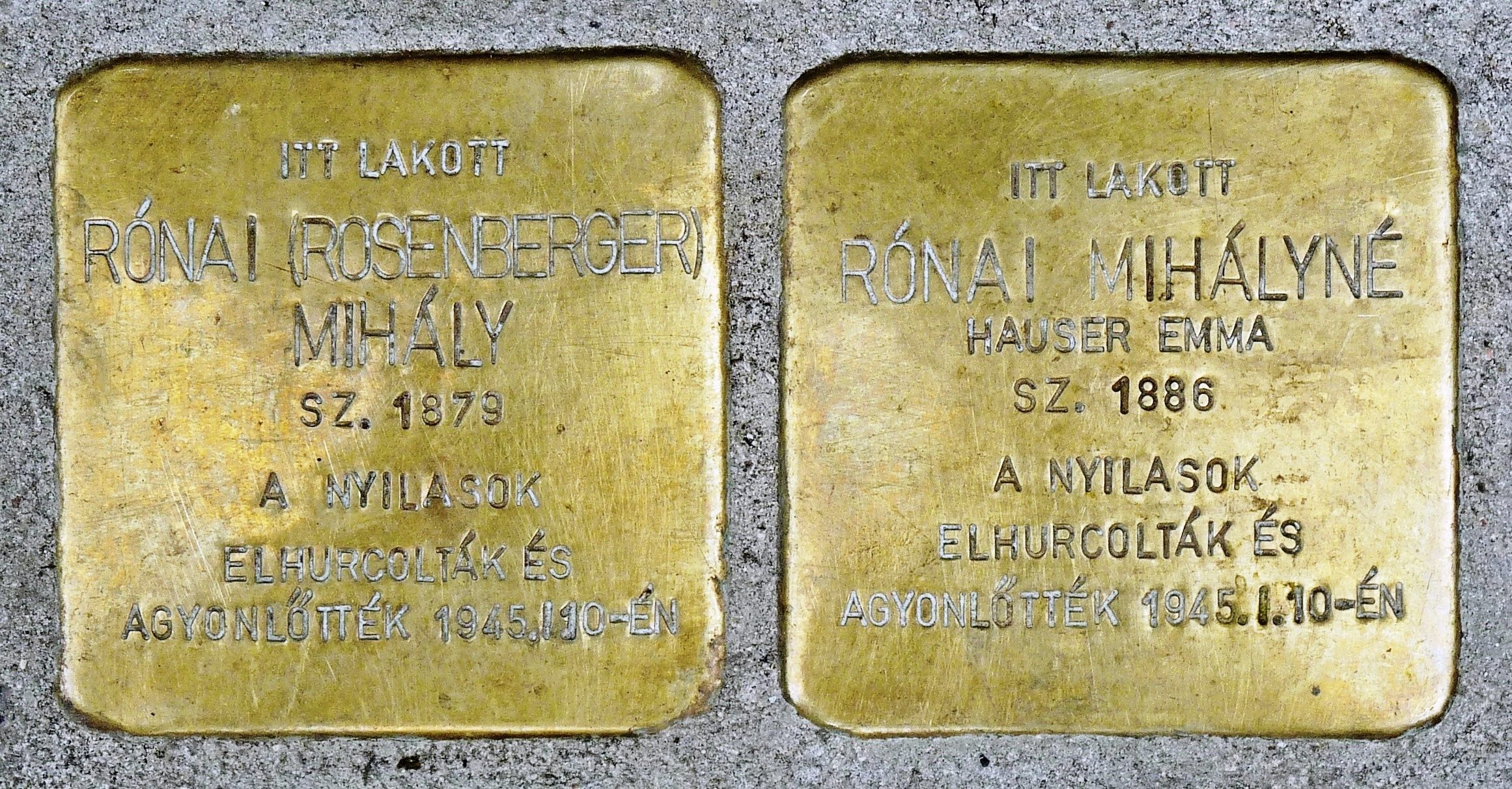
Rónai Mihály és neje, Alkotmány utca 21.
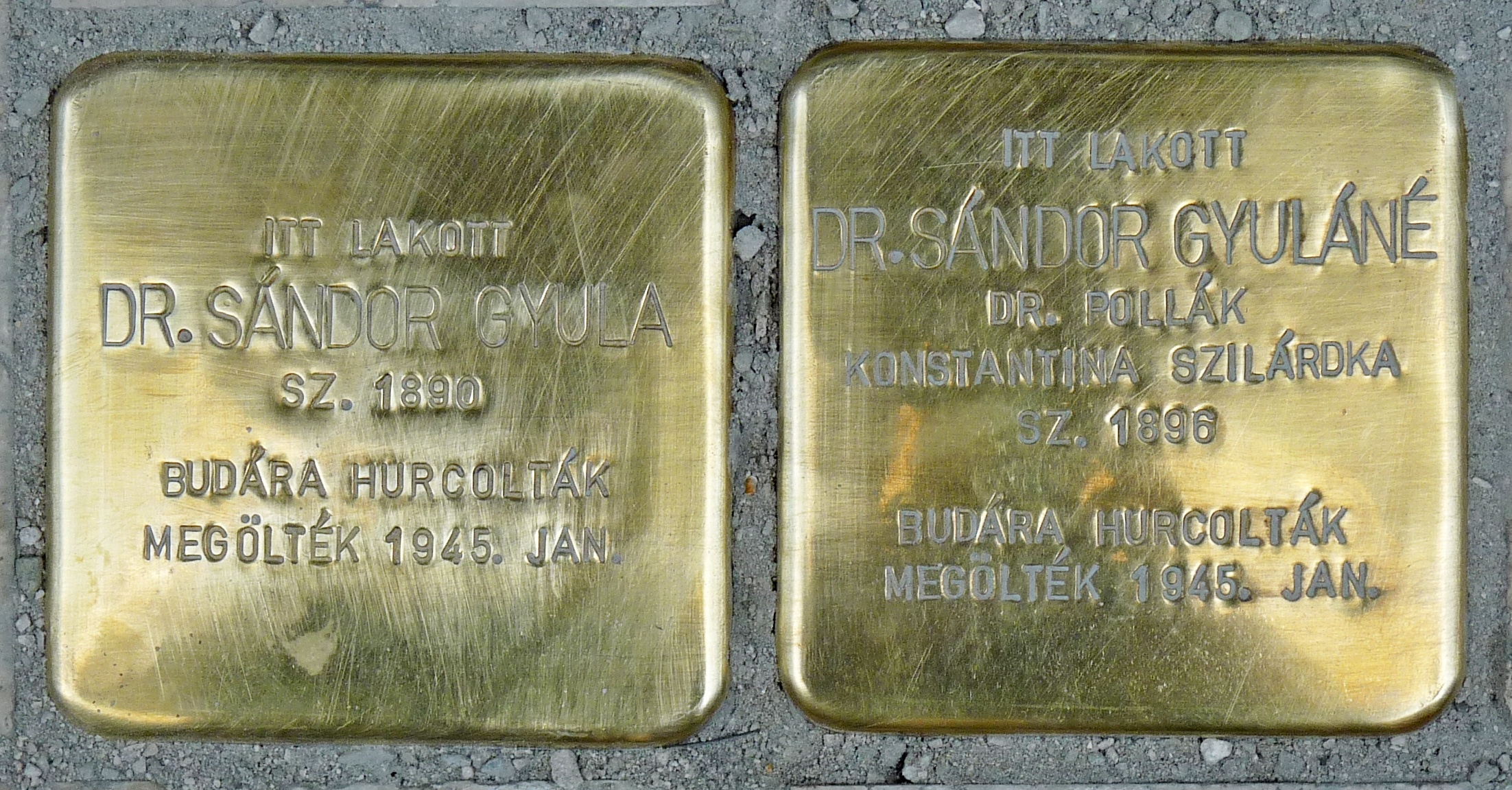
Sándor Gyula és neje, Október 6. utca 13.
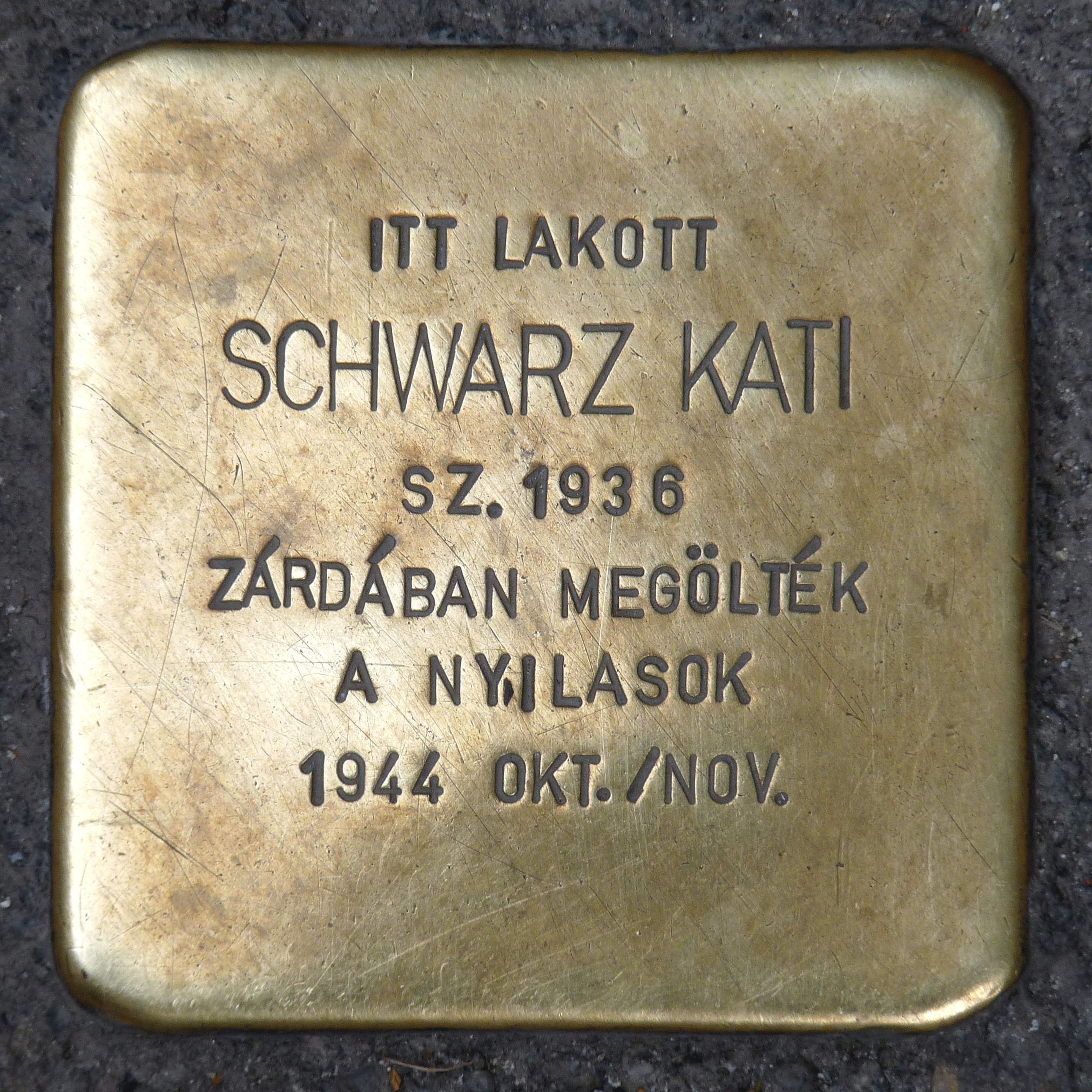
Schwarz Kati, Arany János utca 27.
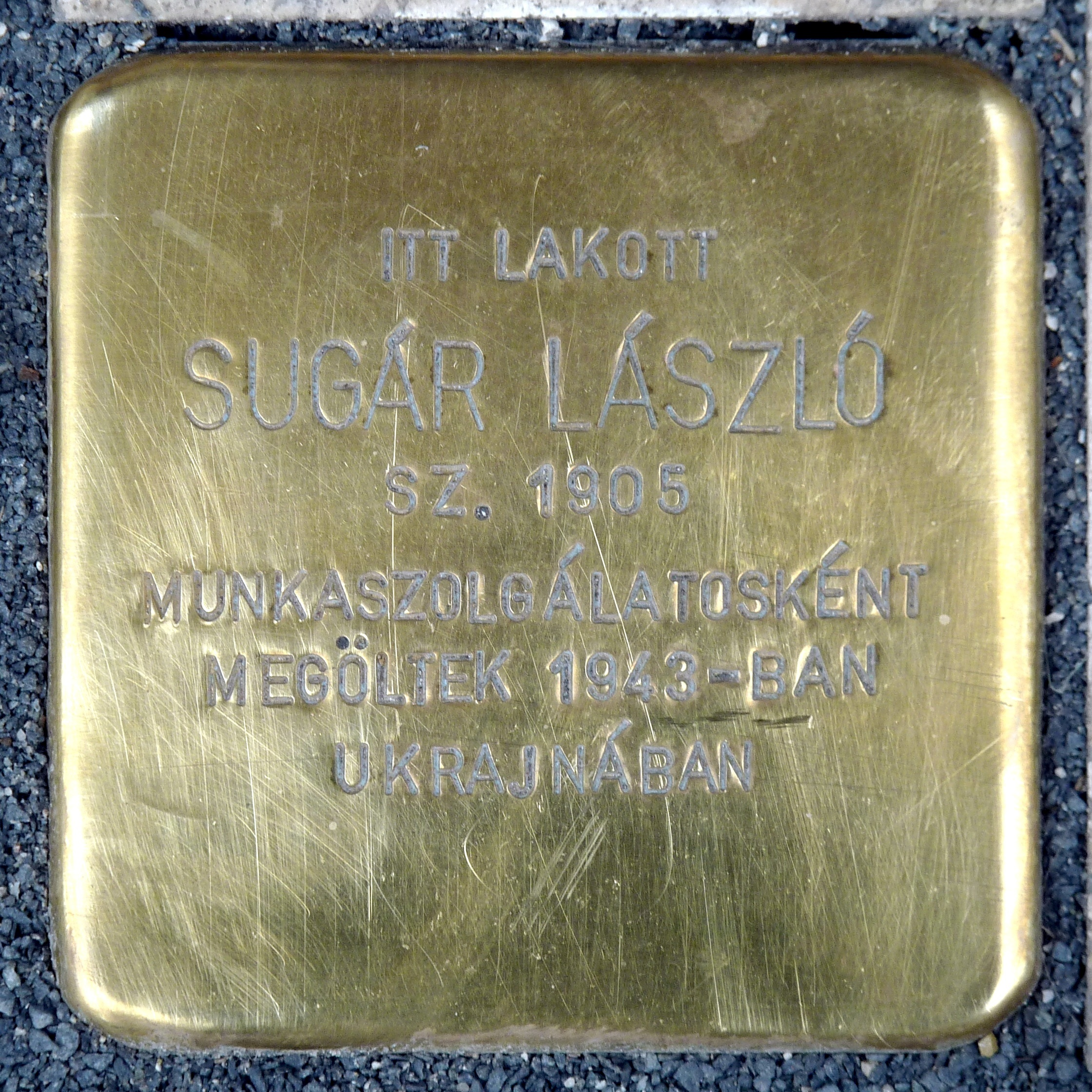
Sugár László, Október 6. utca 14.
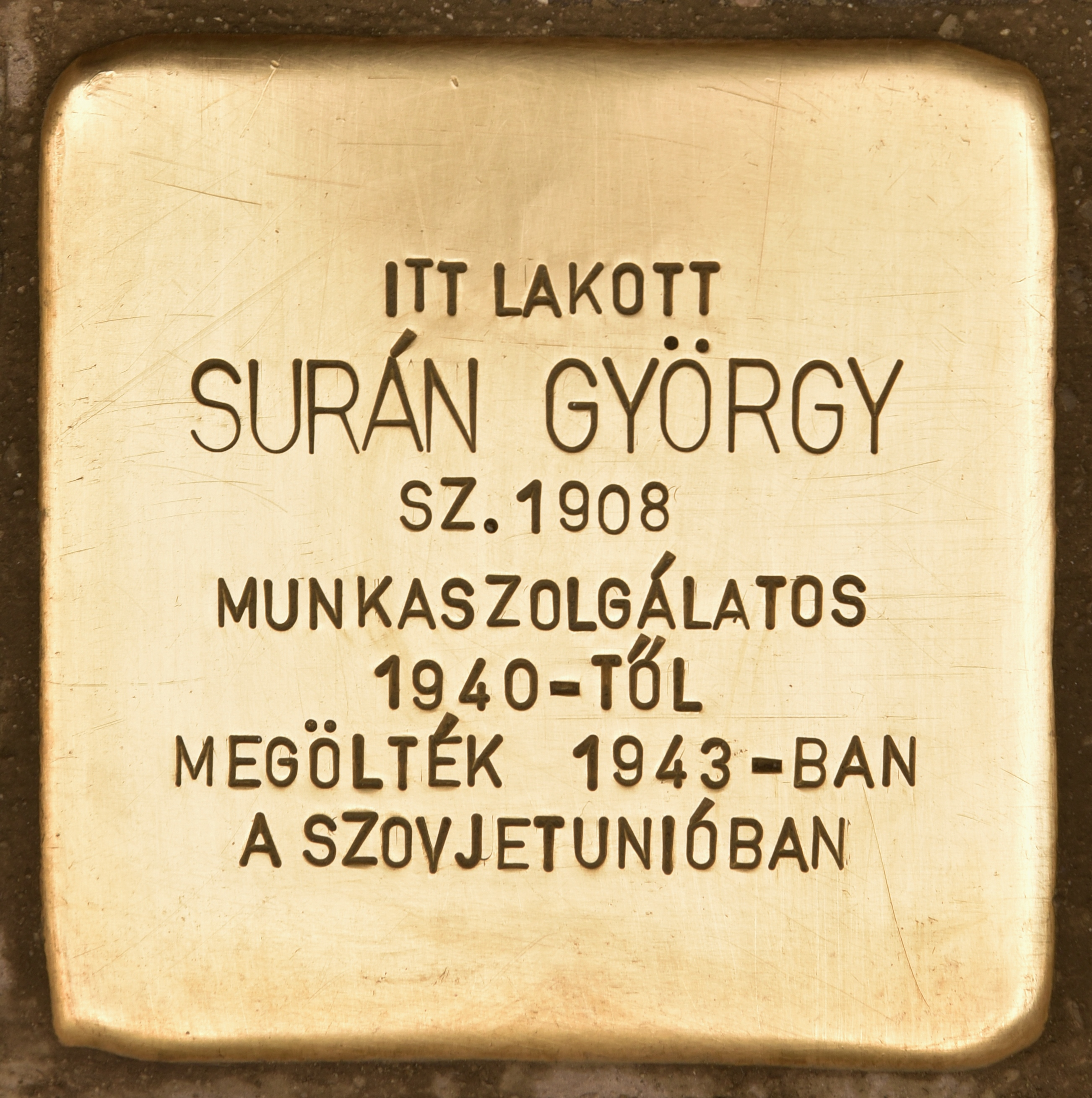
Surán György,
Báthory utca 24.

### Budapest VI. kerülete

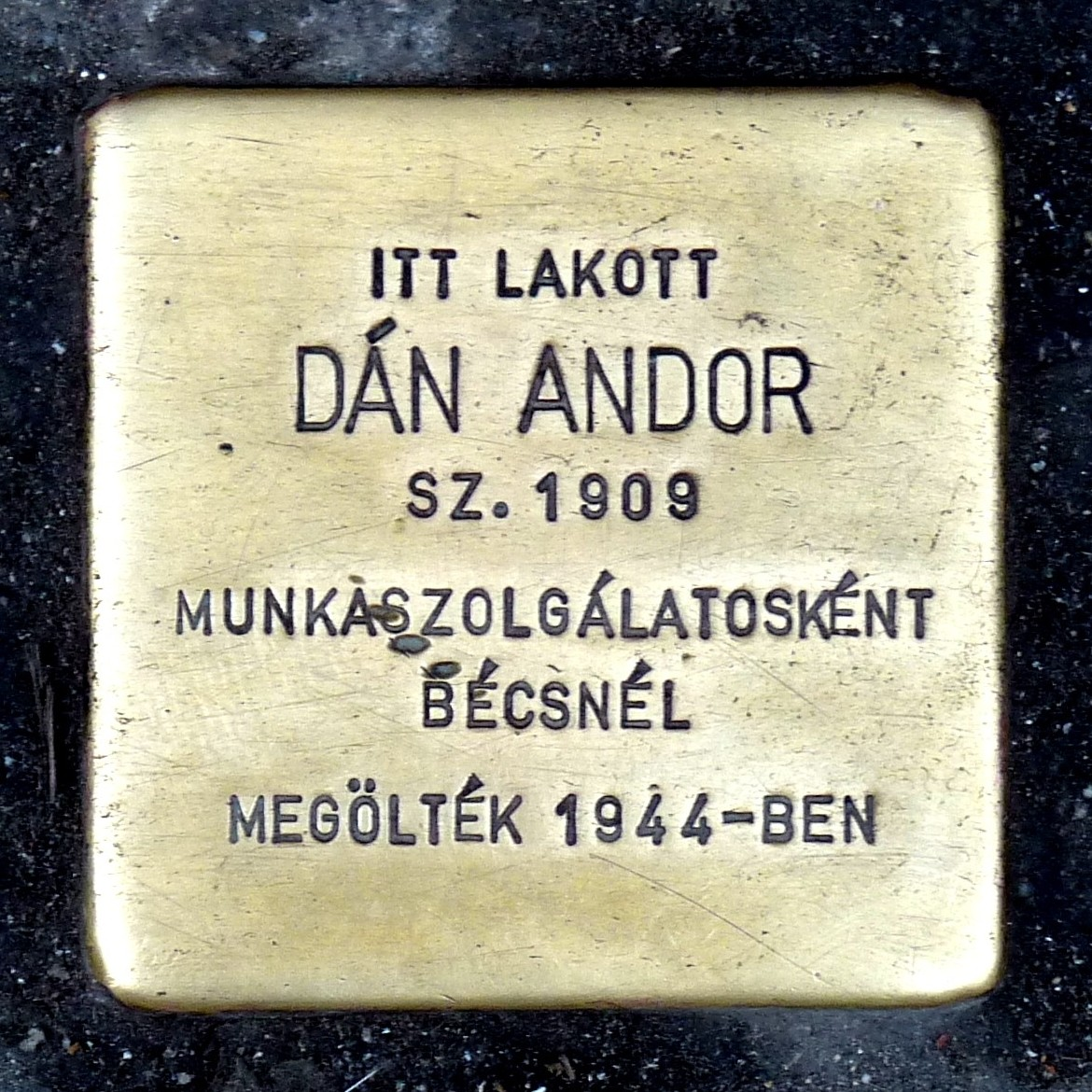
Dán Andor, Nagymező utca 25.
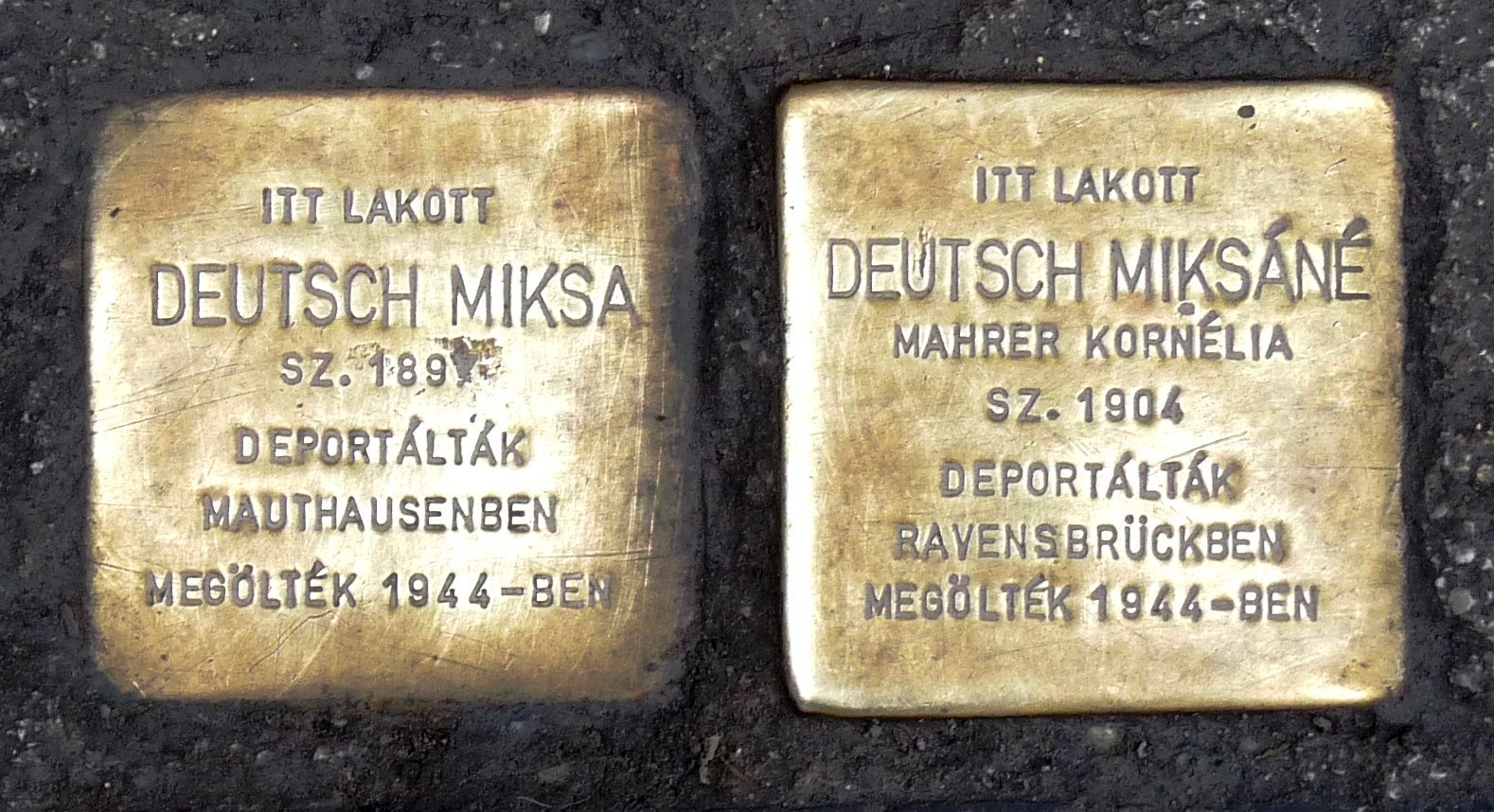
Deutsch házaspár, Paulay Ede utca 15.
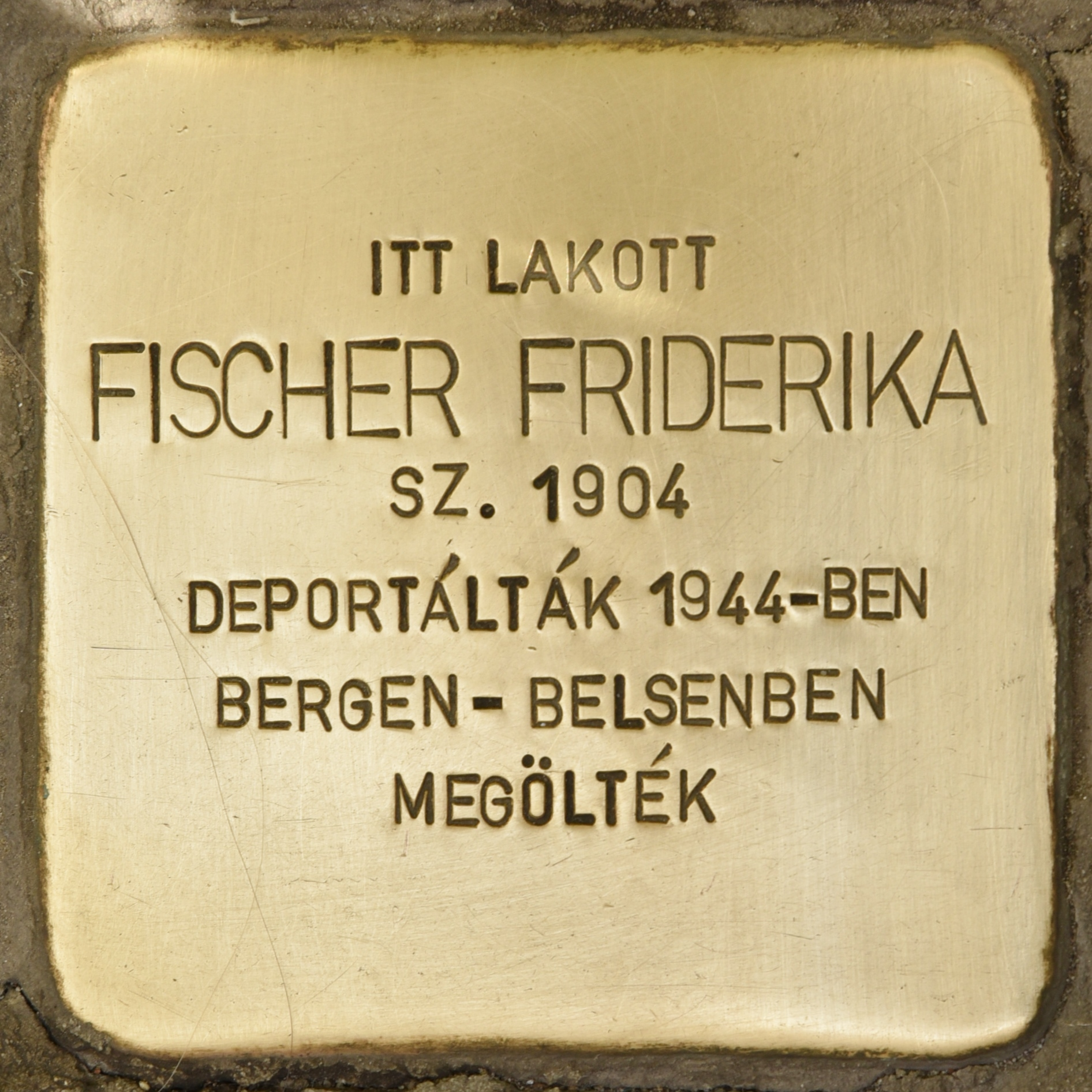
Fischer Friderika, Dob utca 19.
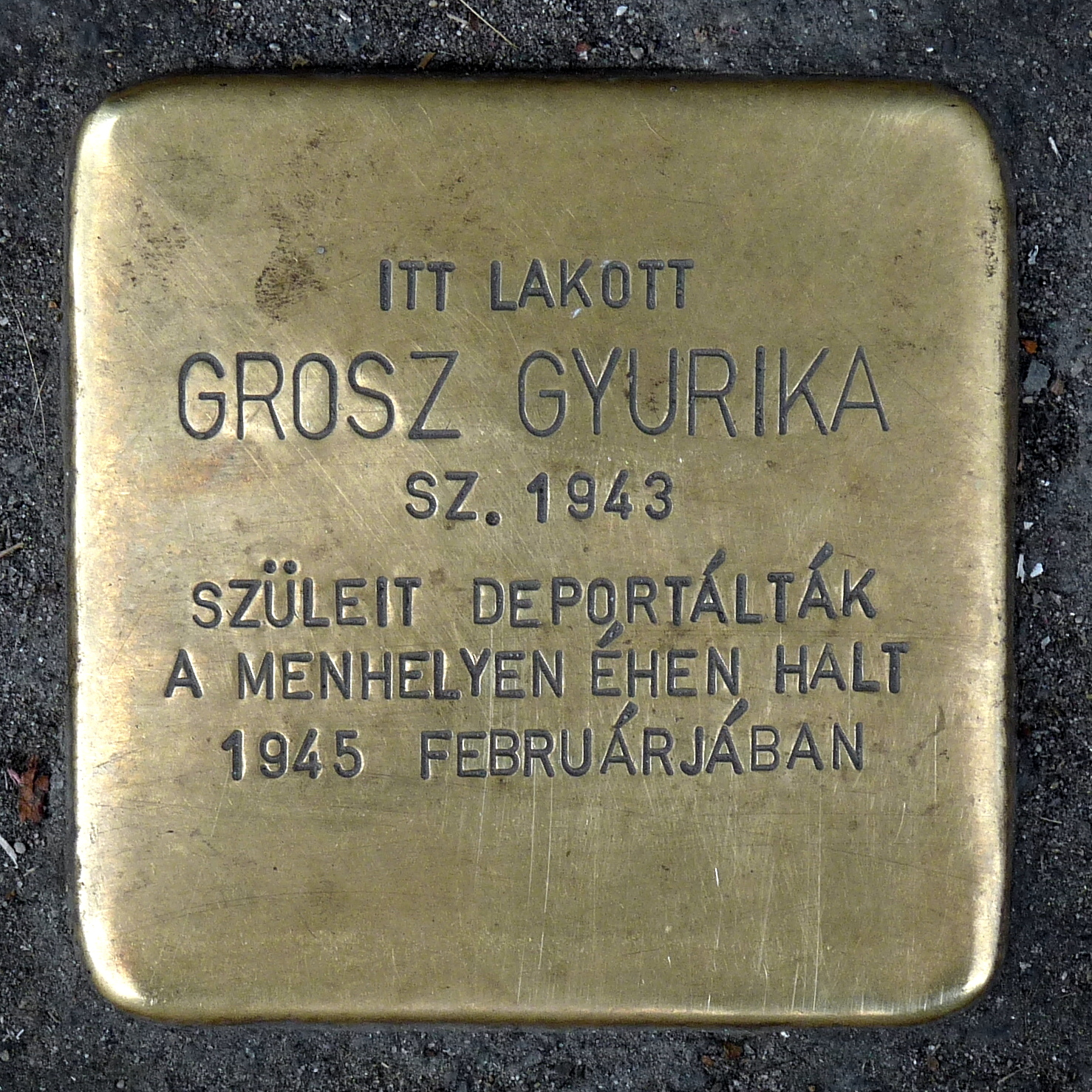
Grosz Gyurika, Szondi utca 42.
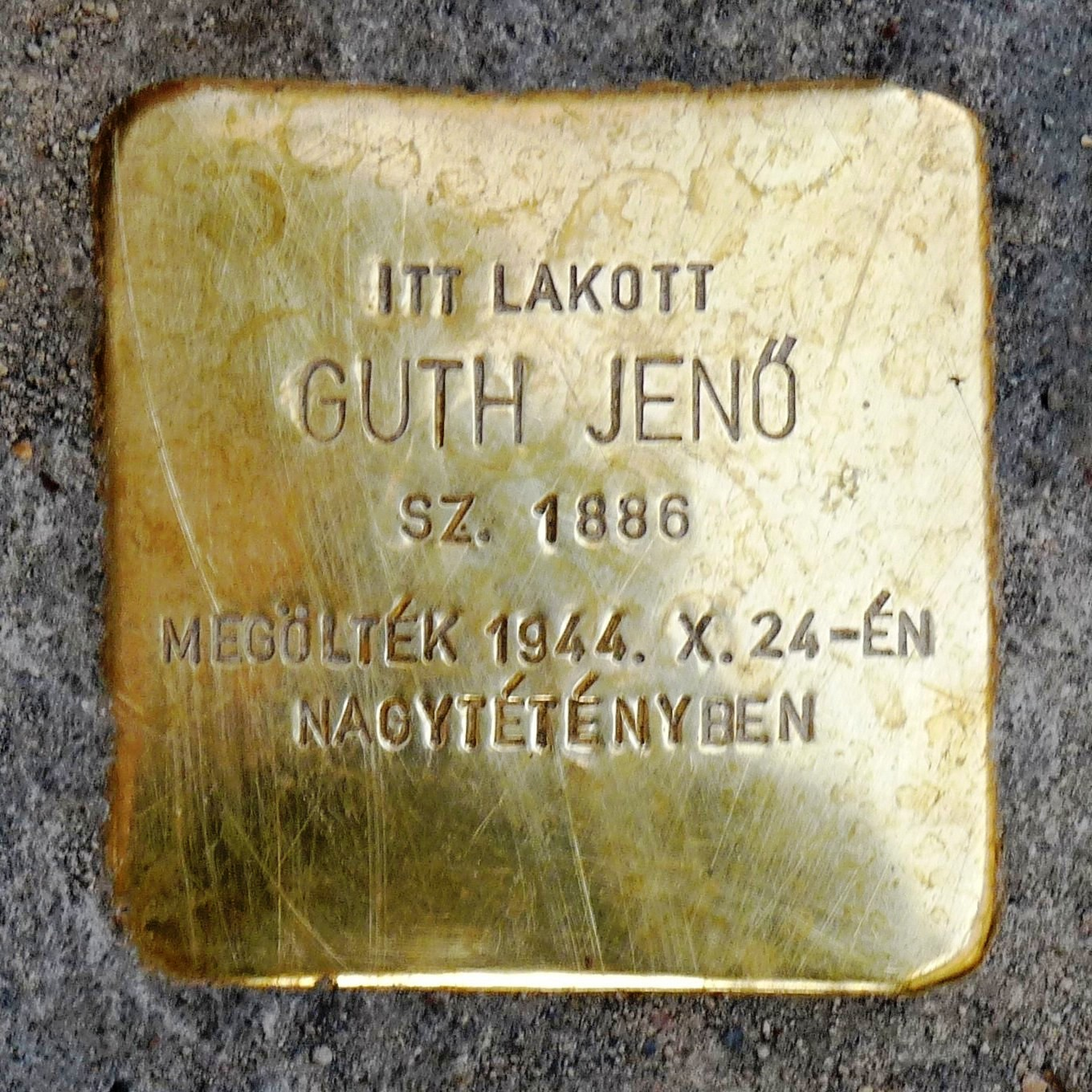
Guth Jenő, Ó utca 16.
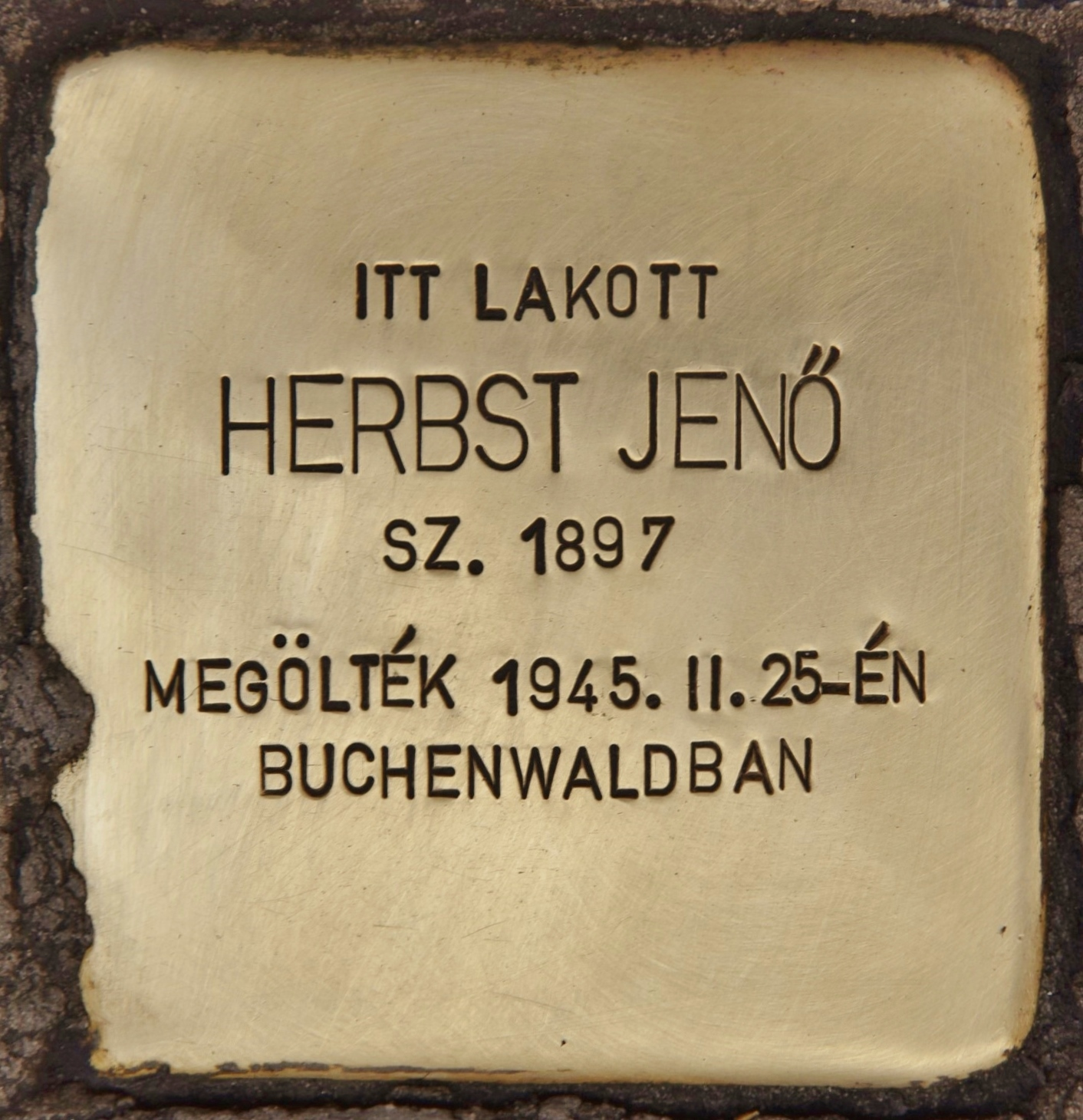
Herbst Jenő, Nagymező utca 25.
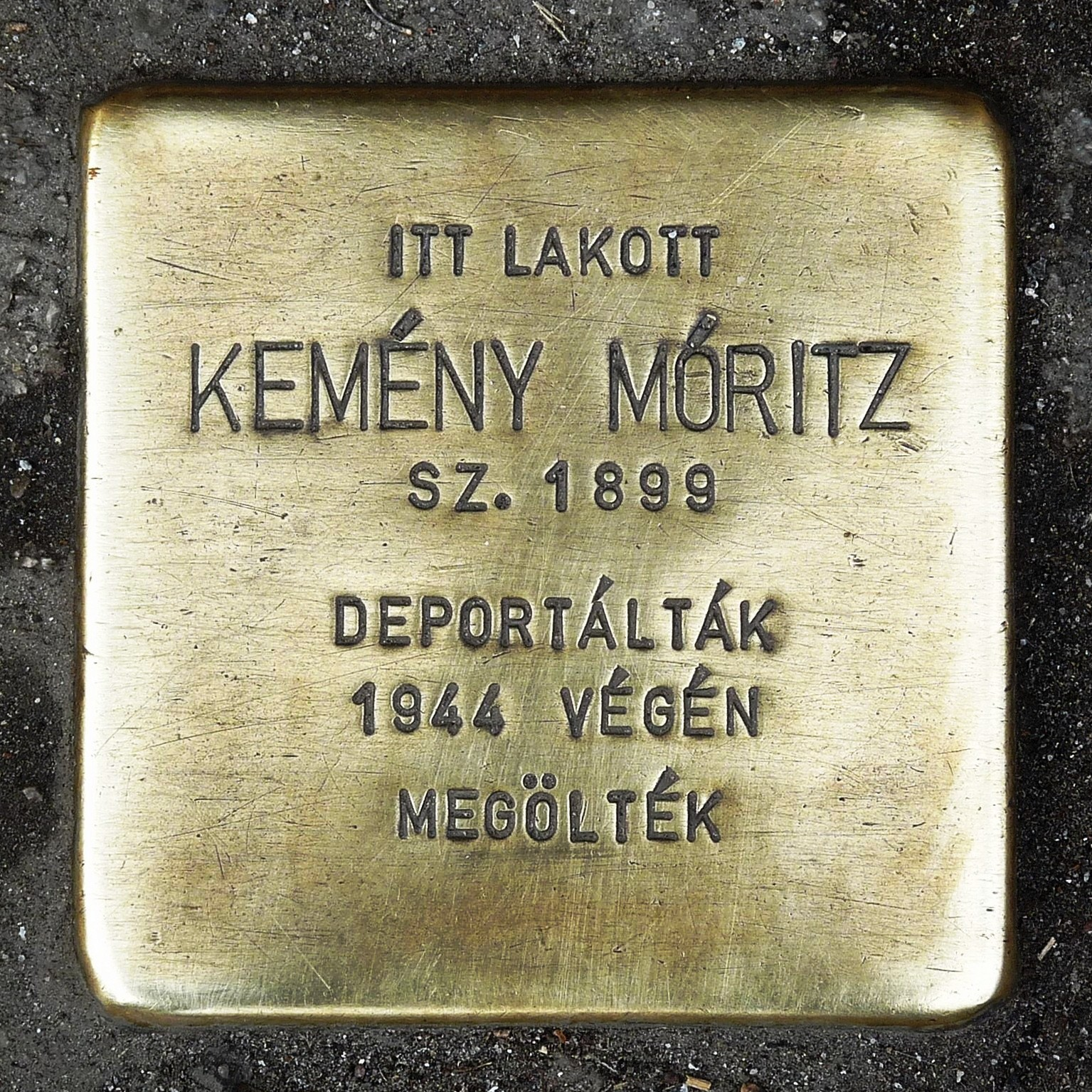
Kemény Móritz, Andrássy út 6.
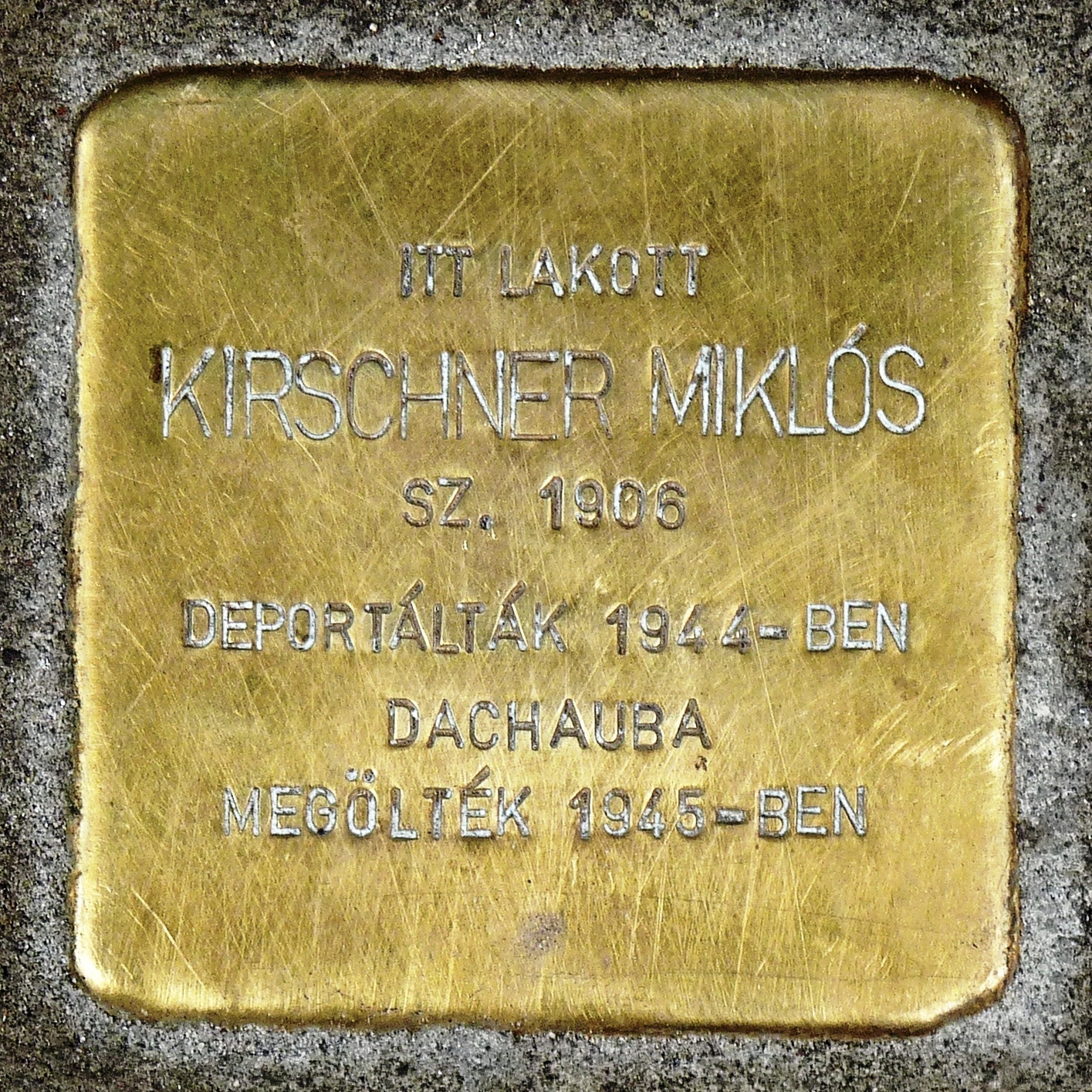
Kirschner Miklós, Zichy Jenő utca 35.
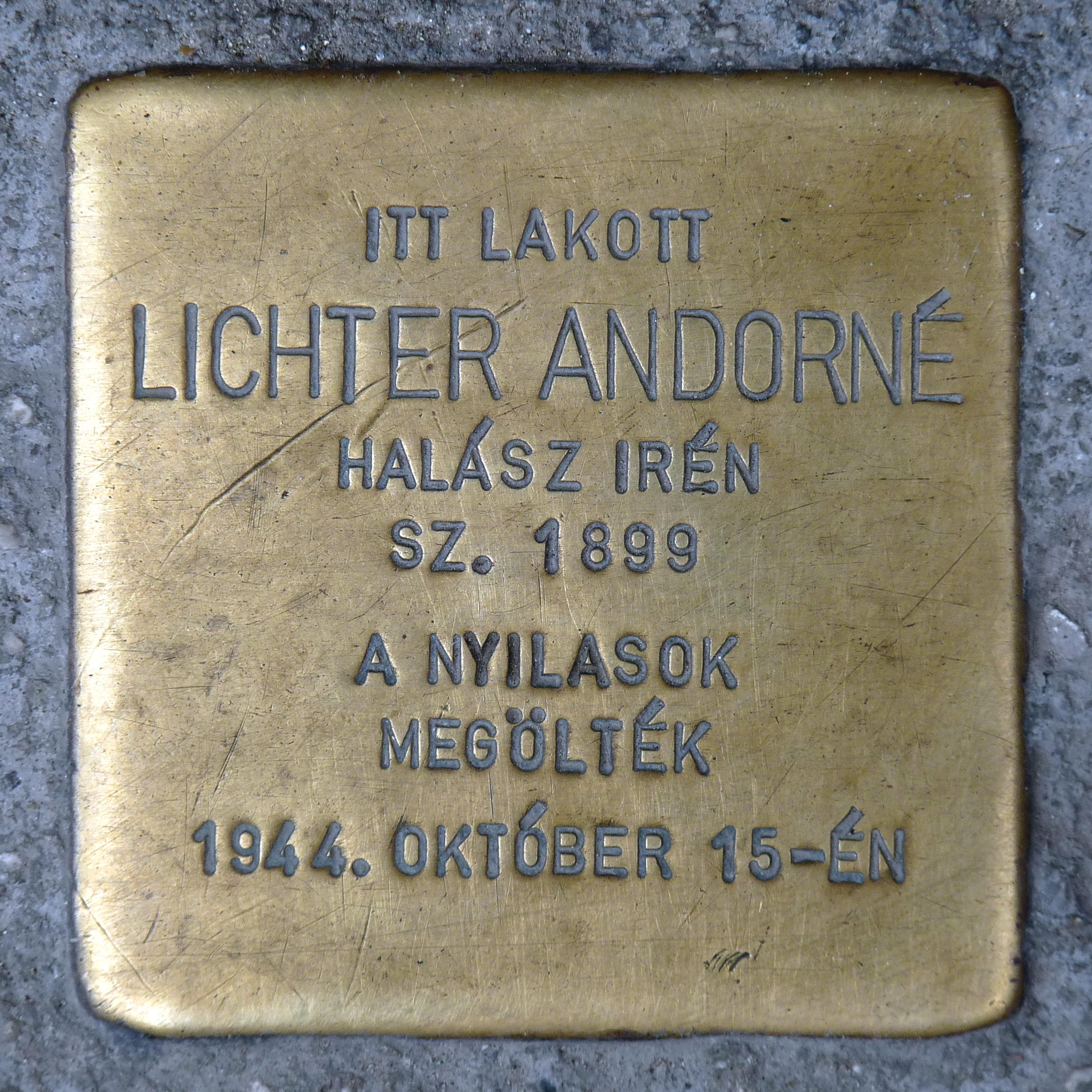
Lichter Andorné, Csengery utca 84.
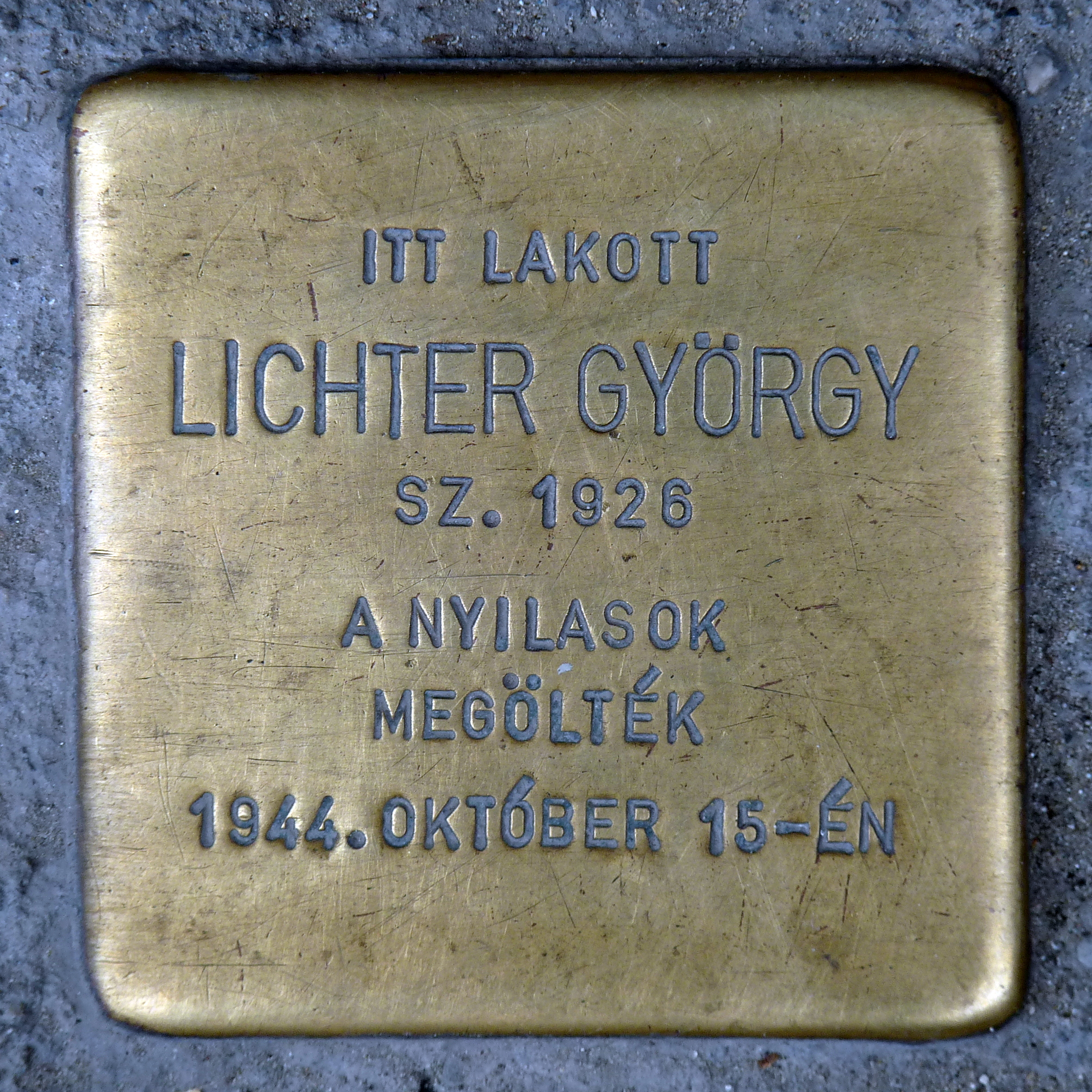
Lichter György, Csengery utca 84.
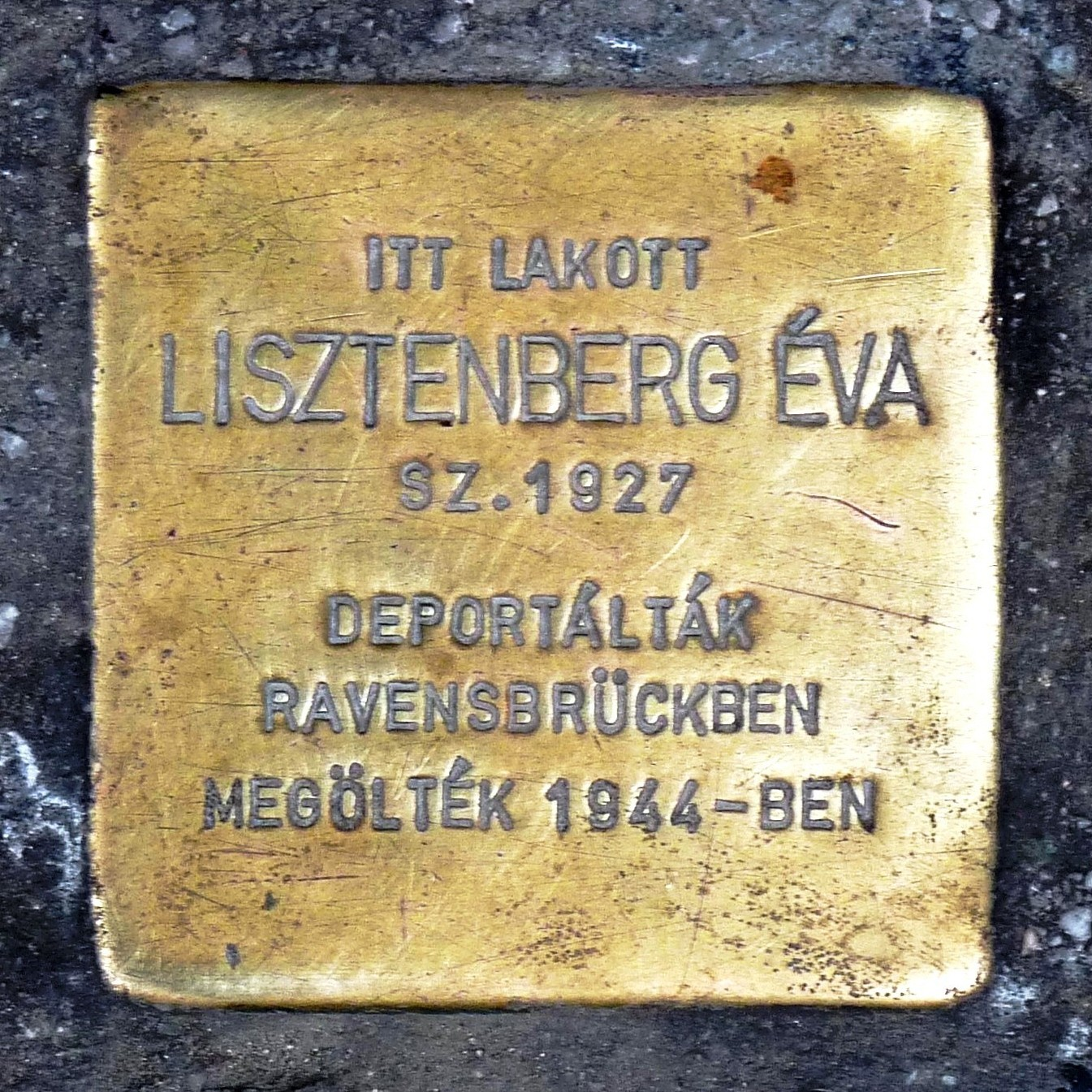
Lisztenberg Éva, Szív utca 4.
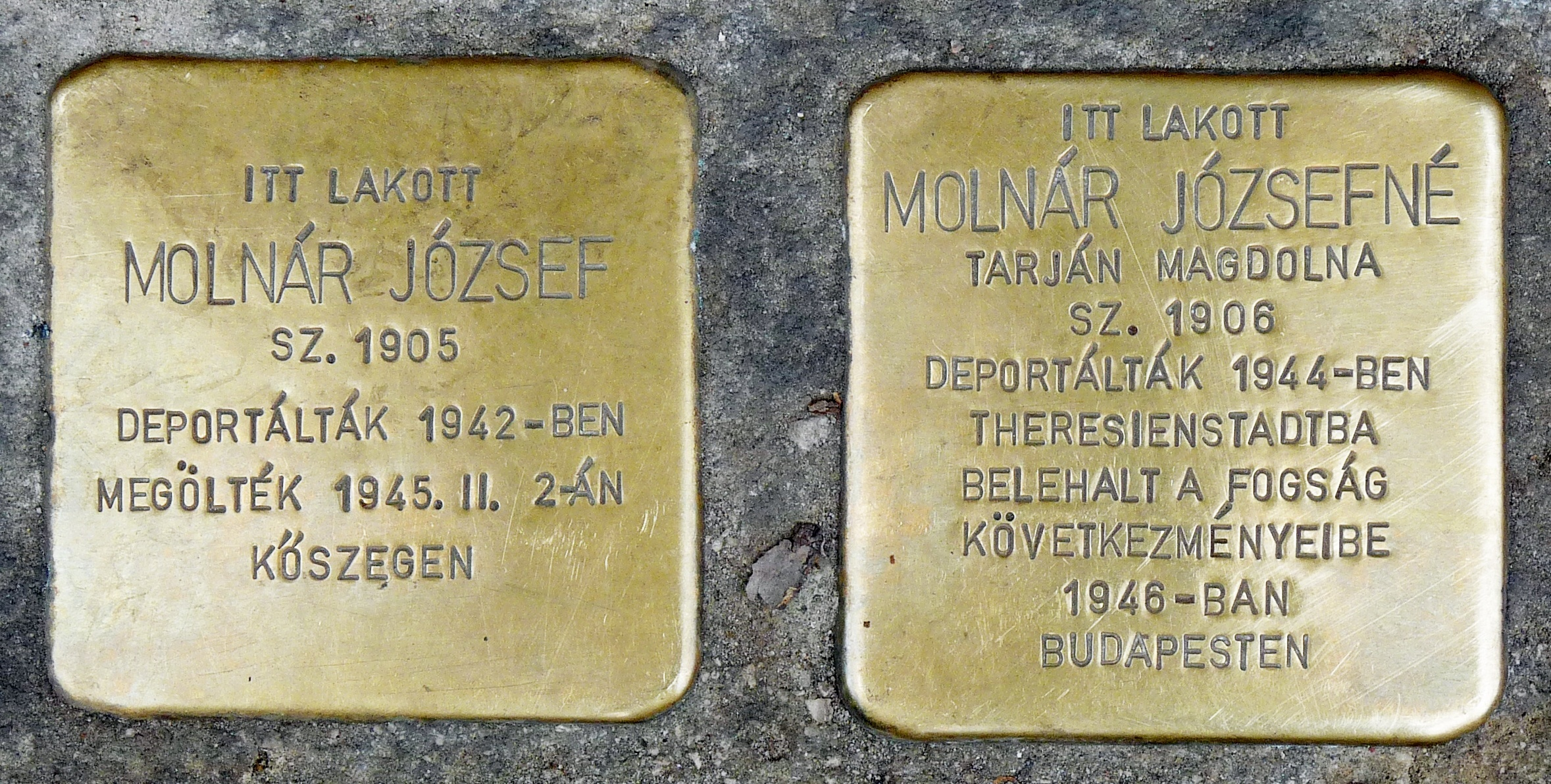
Molnár József és neje, Király utca 34.
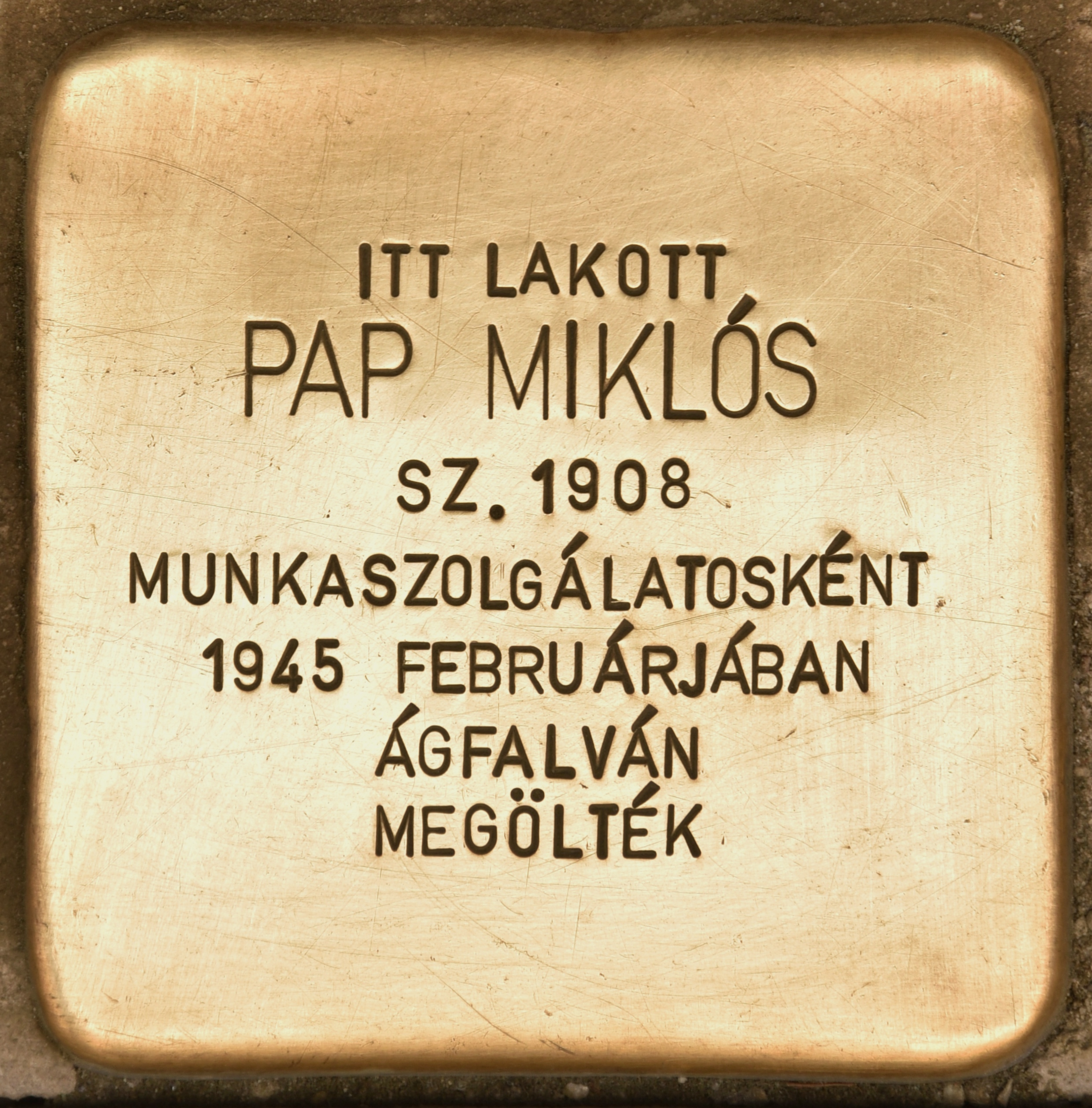
Pap Miklós, Lázár utca 13.
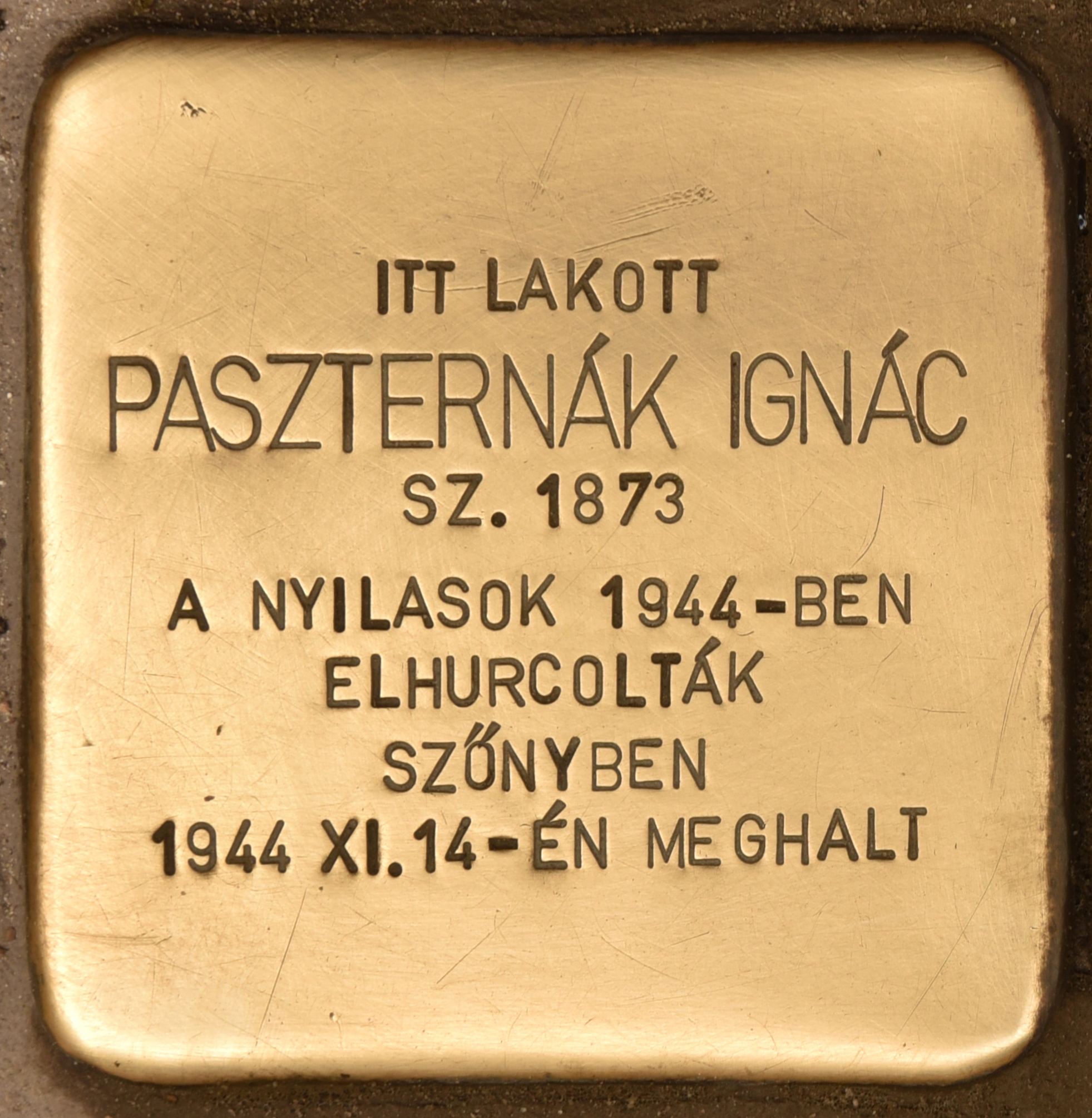
Paszternák Ignác, Aradi utca 60.
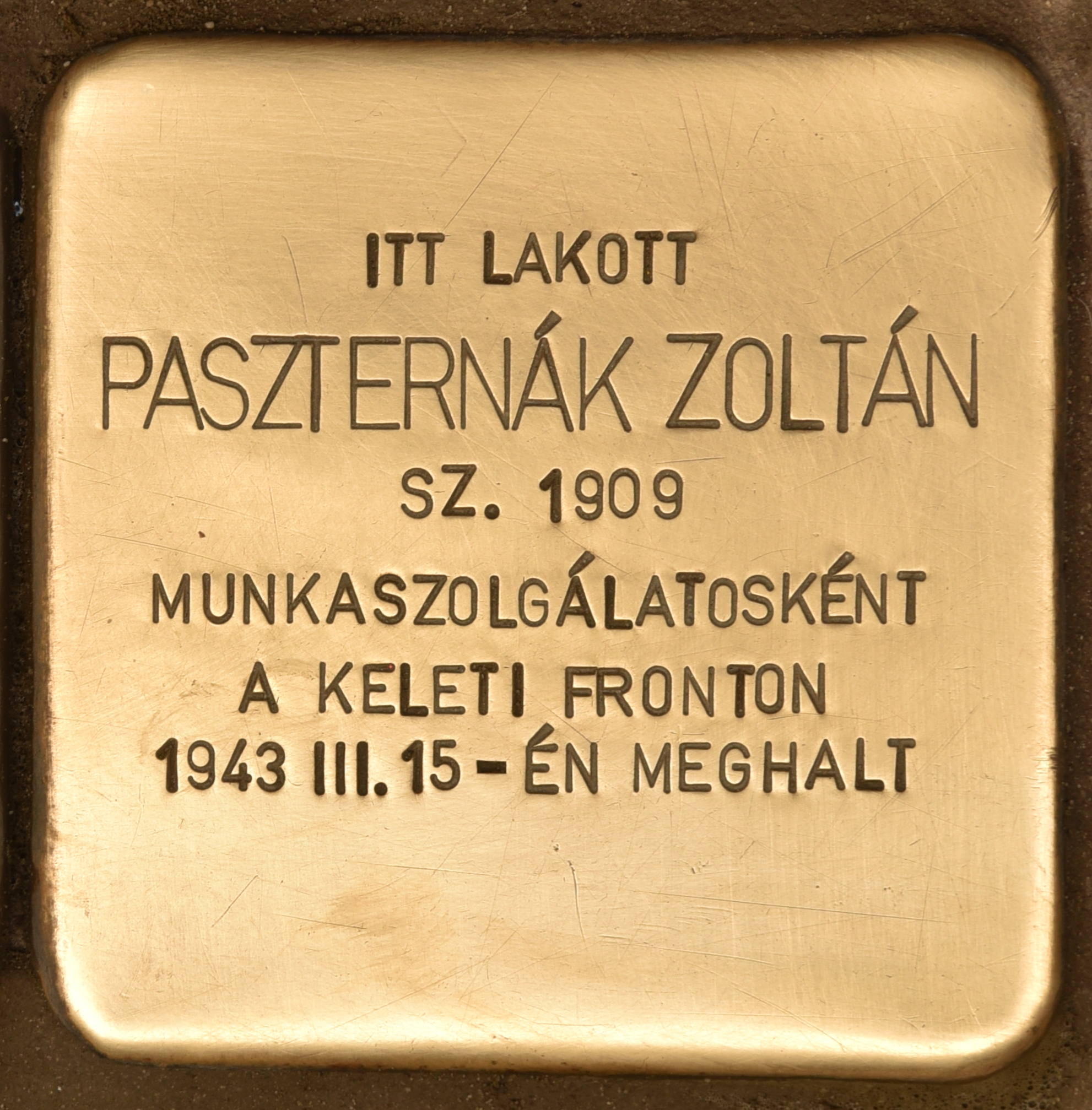
Paszternák Zoltán, Aradi utca 60.
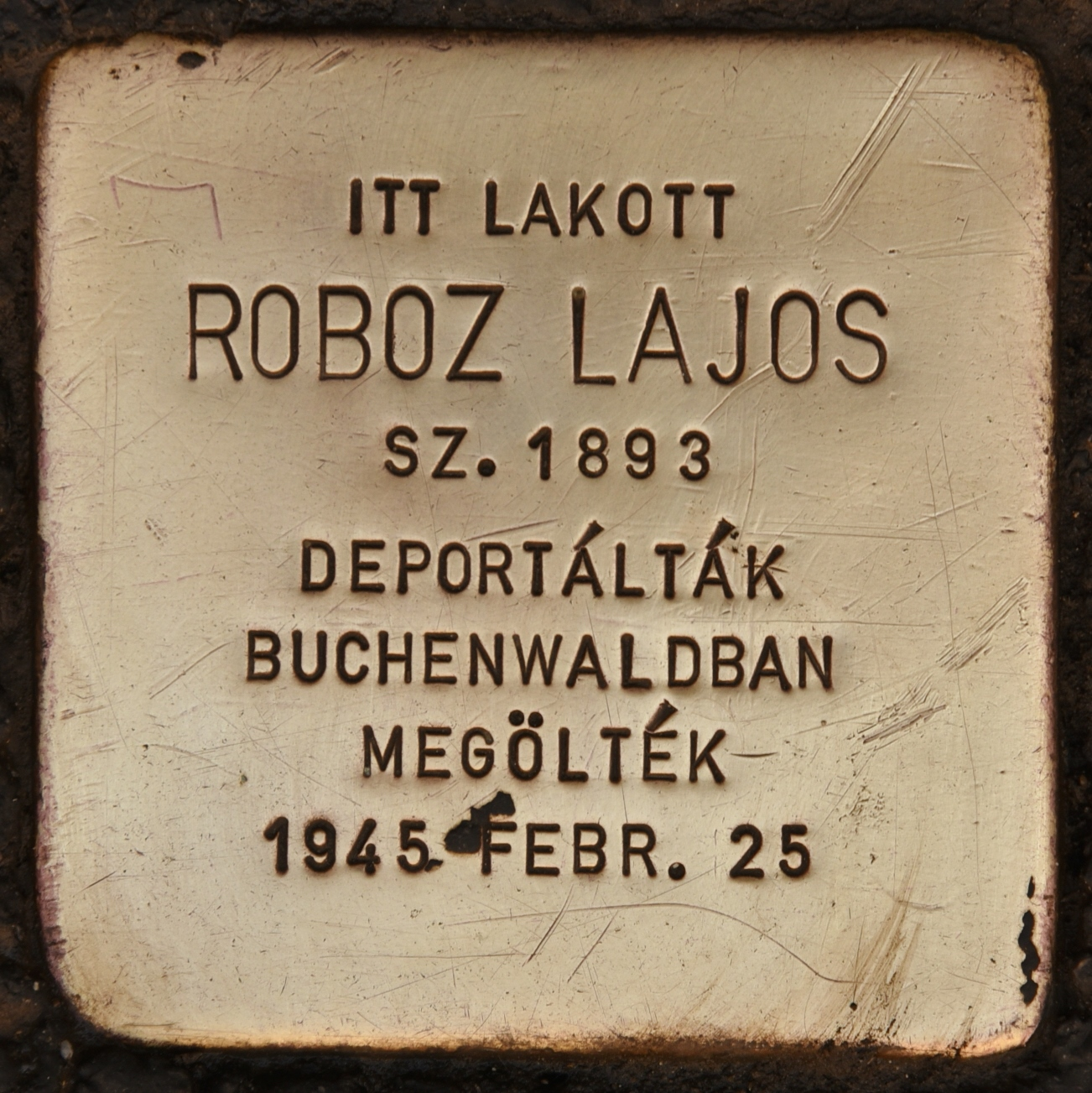
Roboz Lajos, Benczúr utca 1.
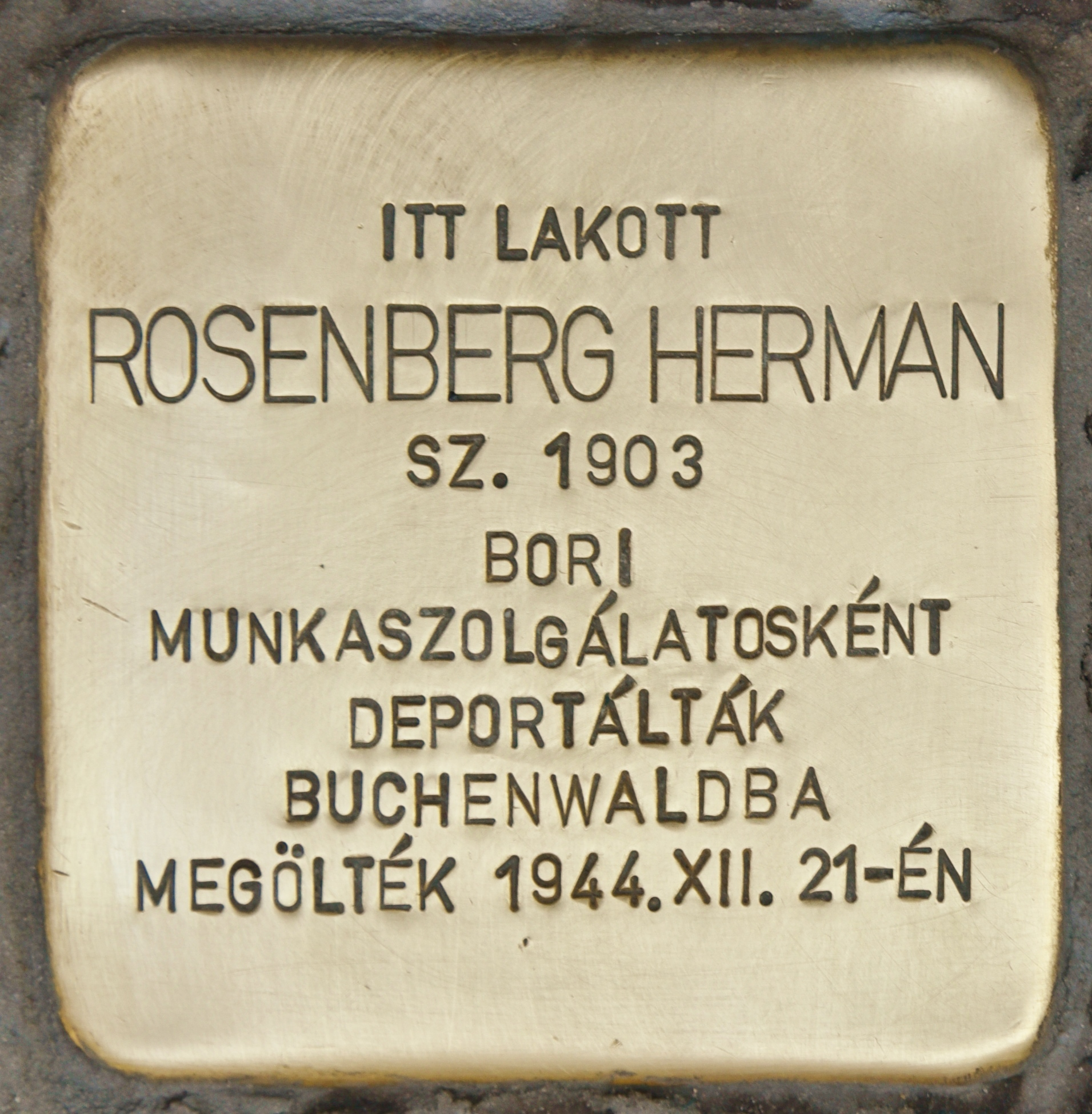
Rosenberg Herman, Zichy Jenő utca 37.
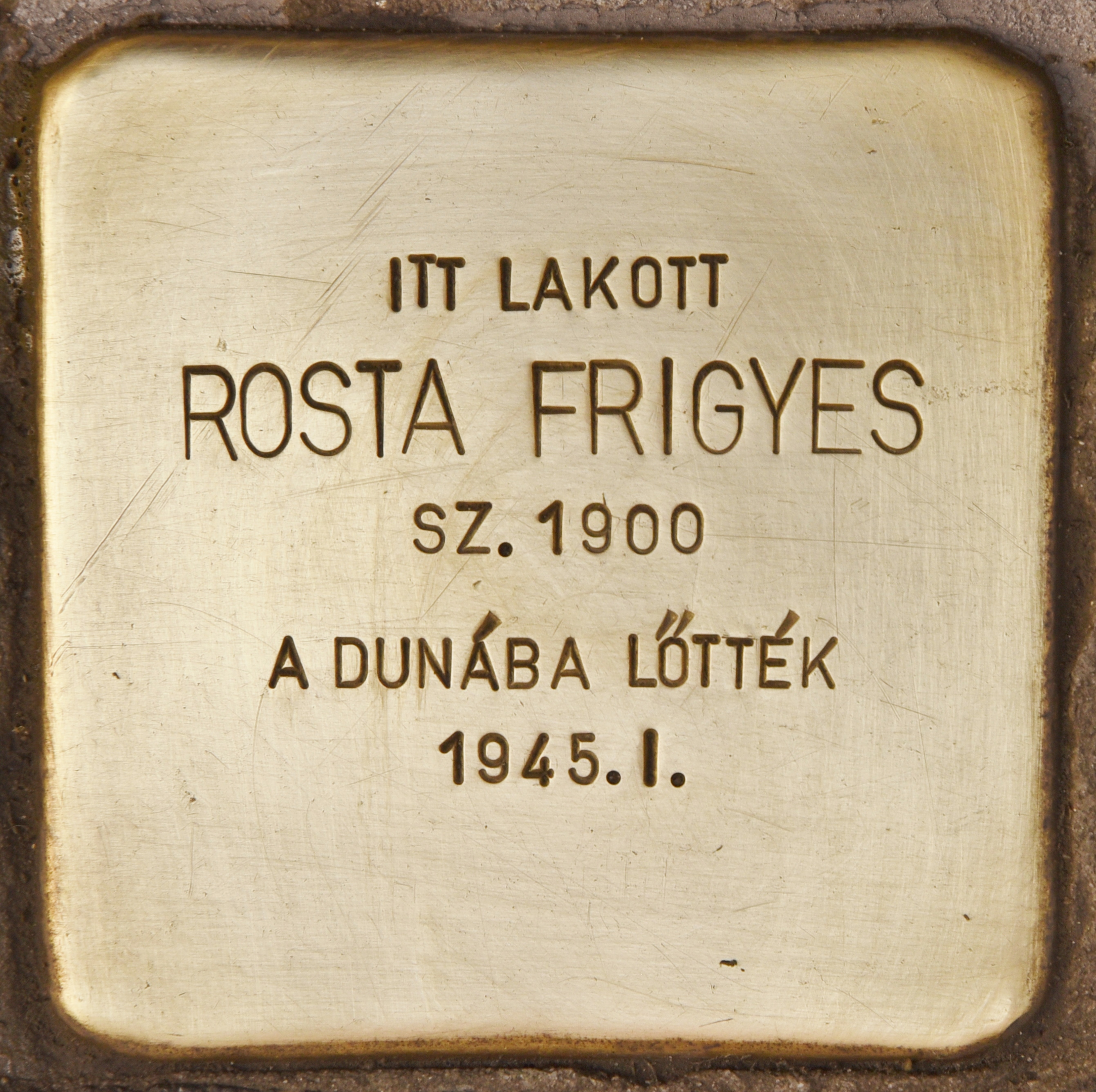
Rosta Frigyes, Paulay Ede utca 14.
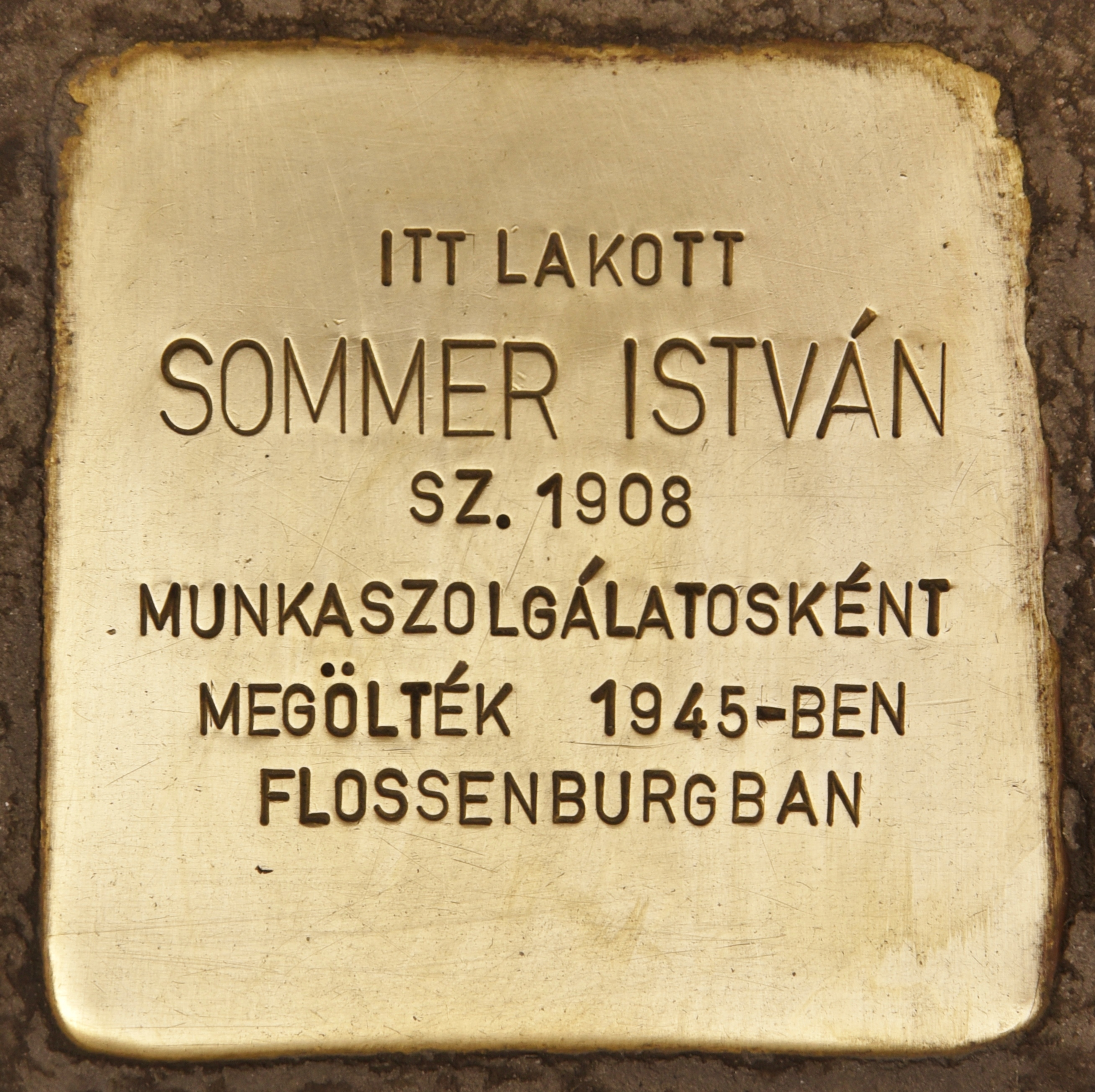
Sommer István, Nagymező utca 25.
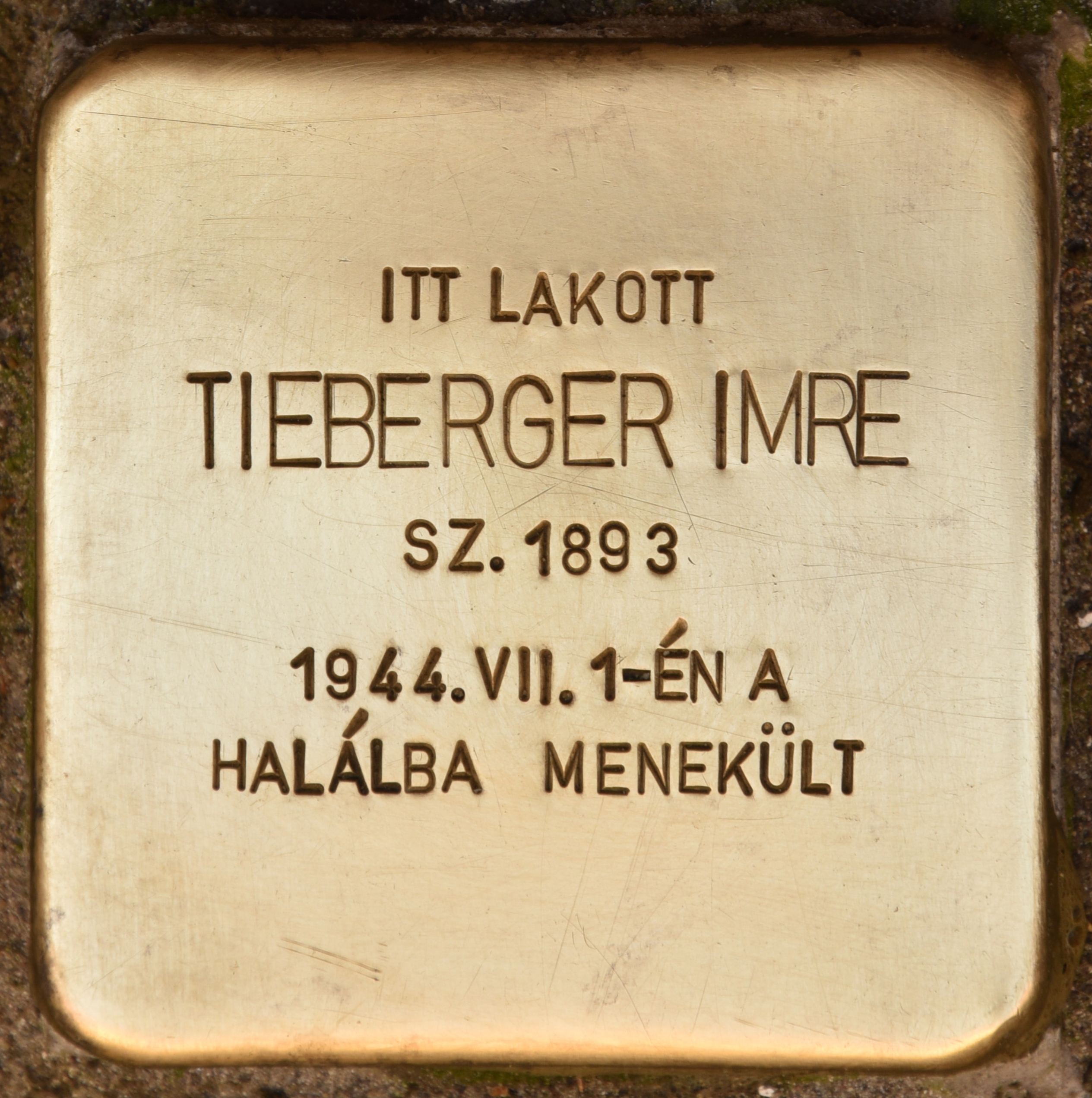
Tieberger Imre, Szófia utca 23.
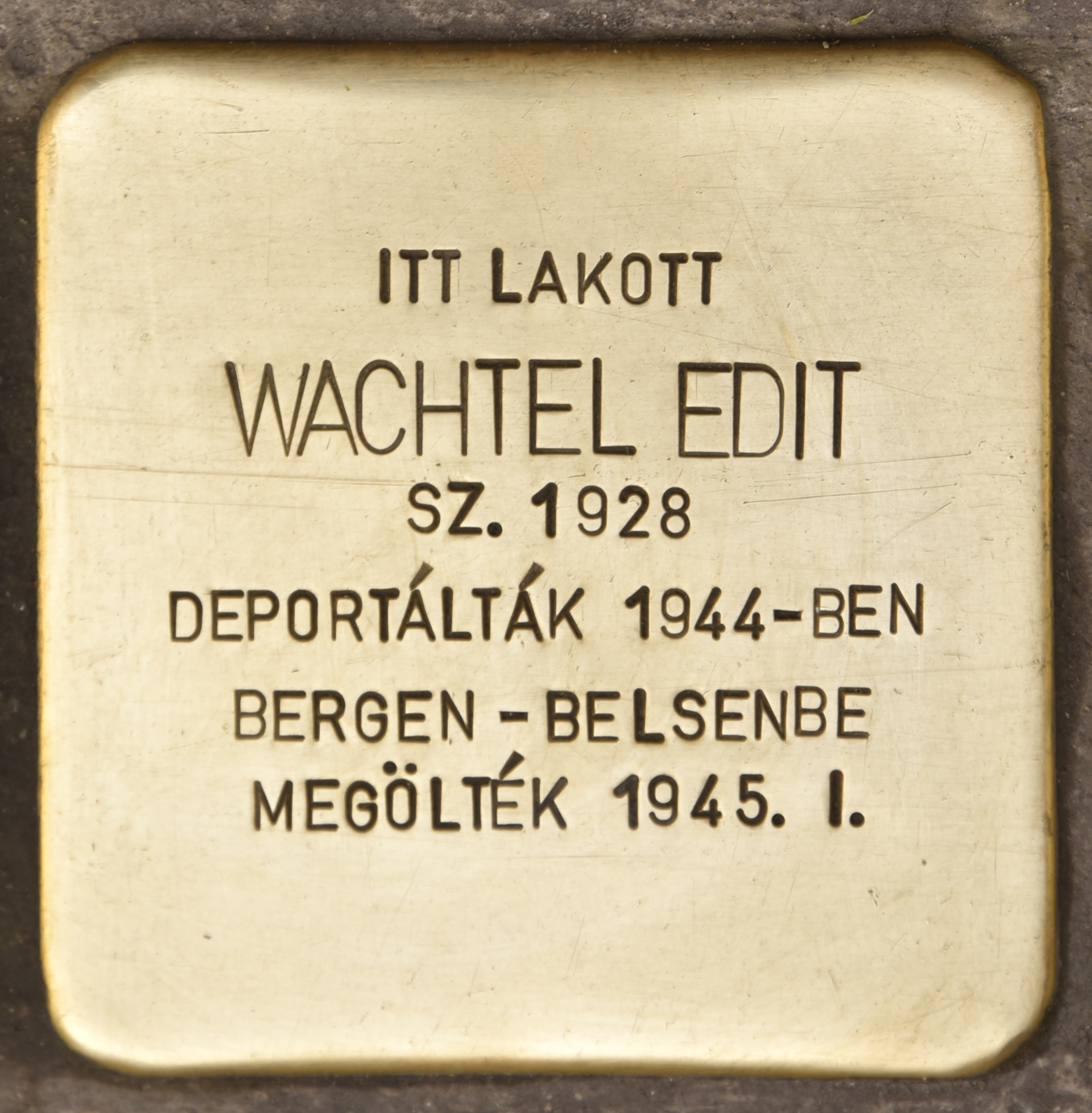
Wachtel Edit, Teréz körút 3.
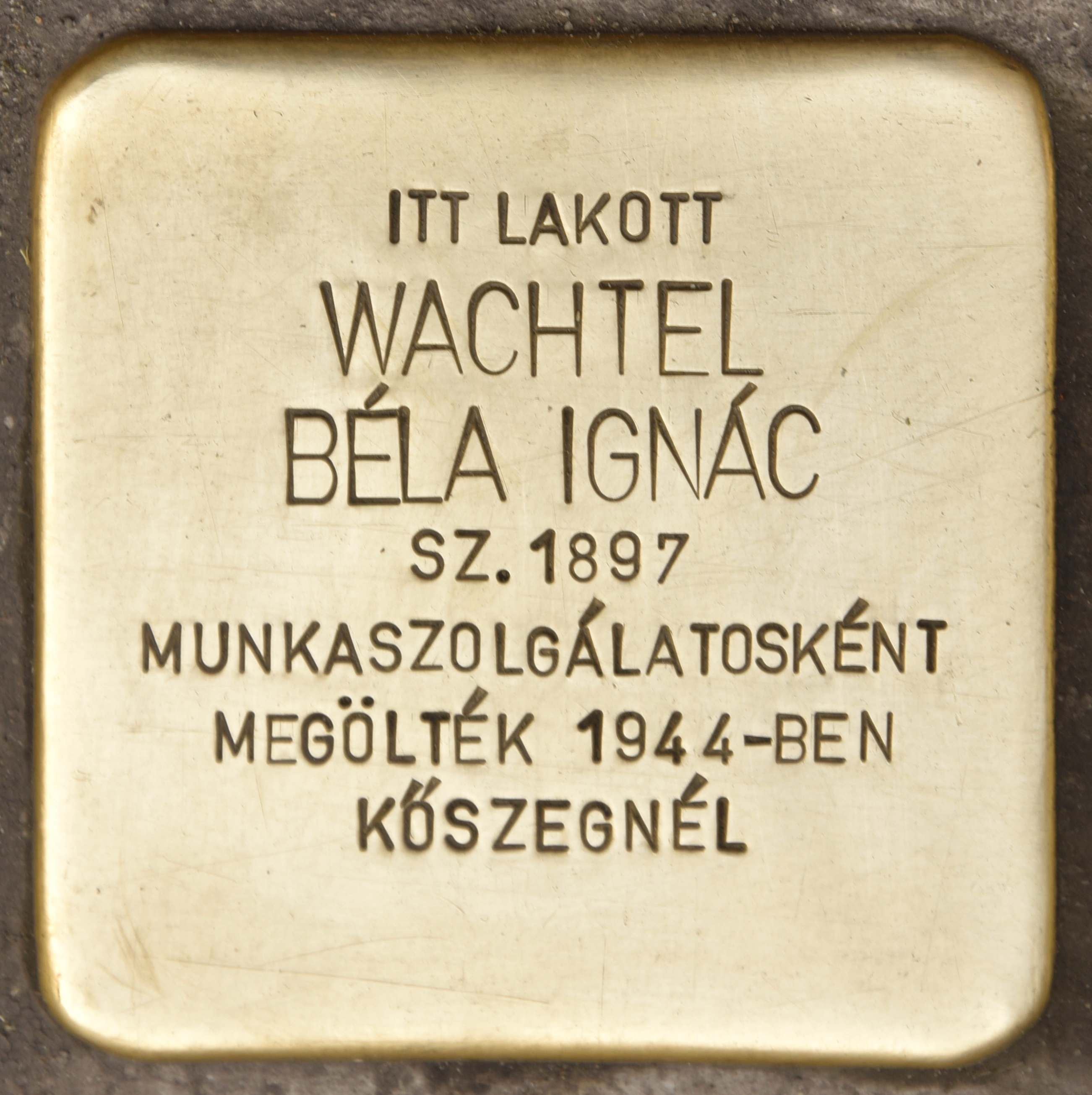
Wachtel Béla, Teréz körút 3.
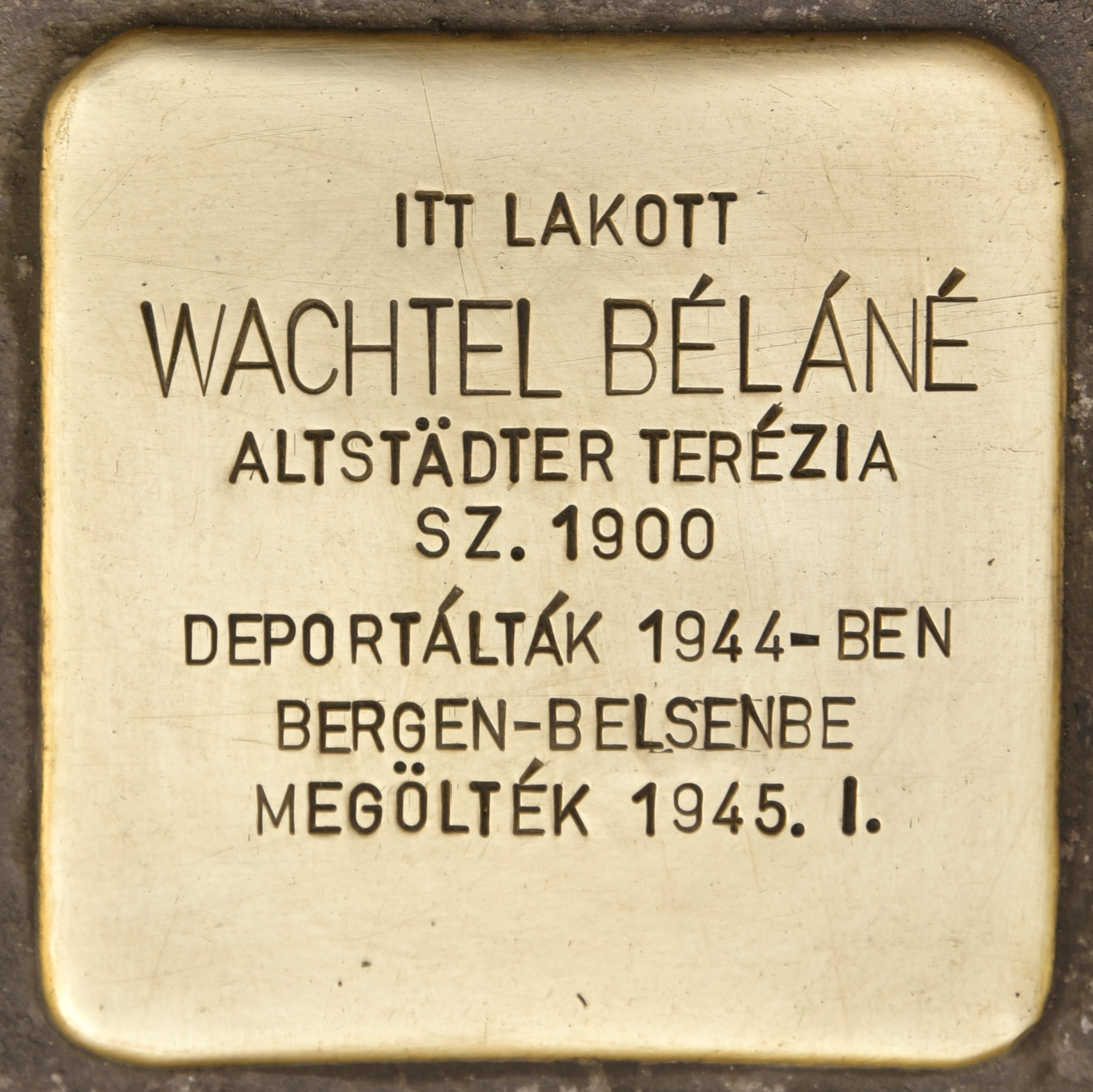
Wachtel Béláné, Teréz körút 3.
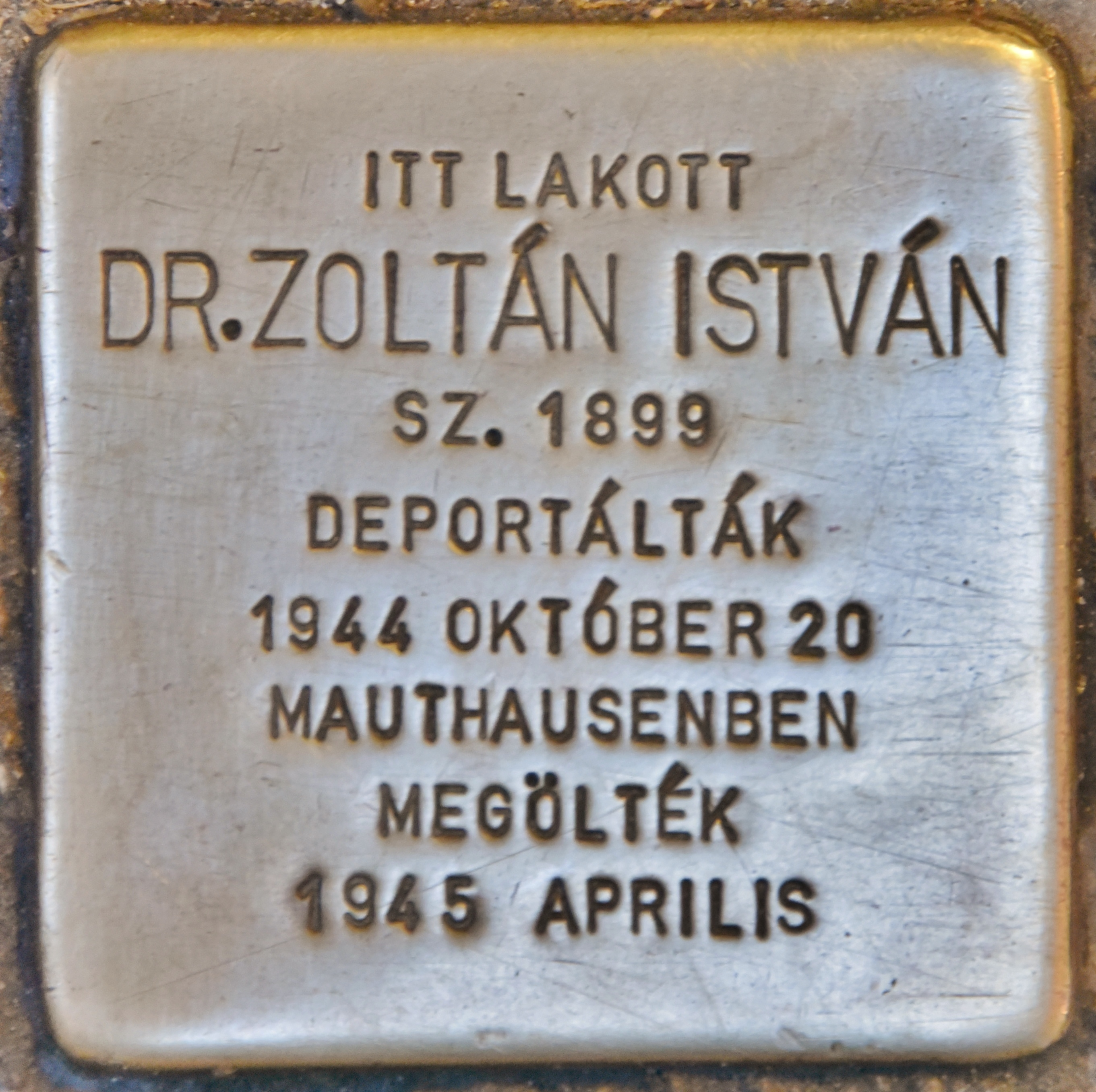
Dr. Zoltán István,
Andrássy út 20.

### Budapest VII. kerülete

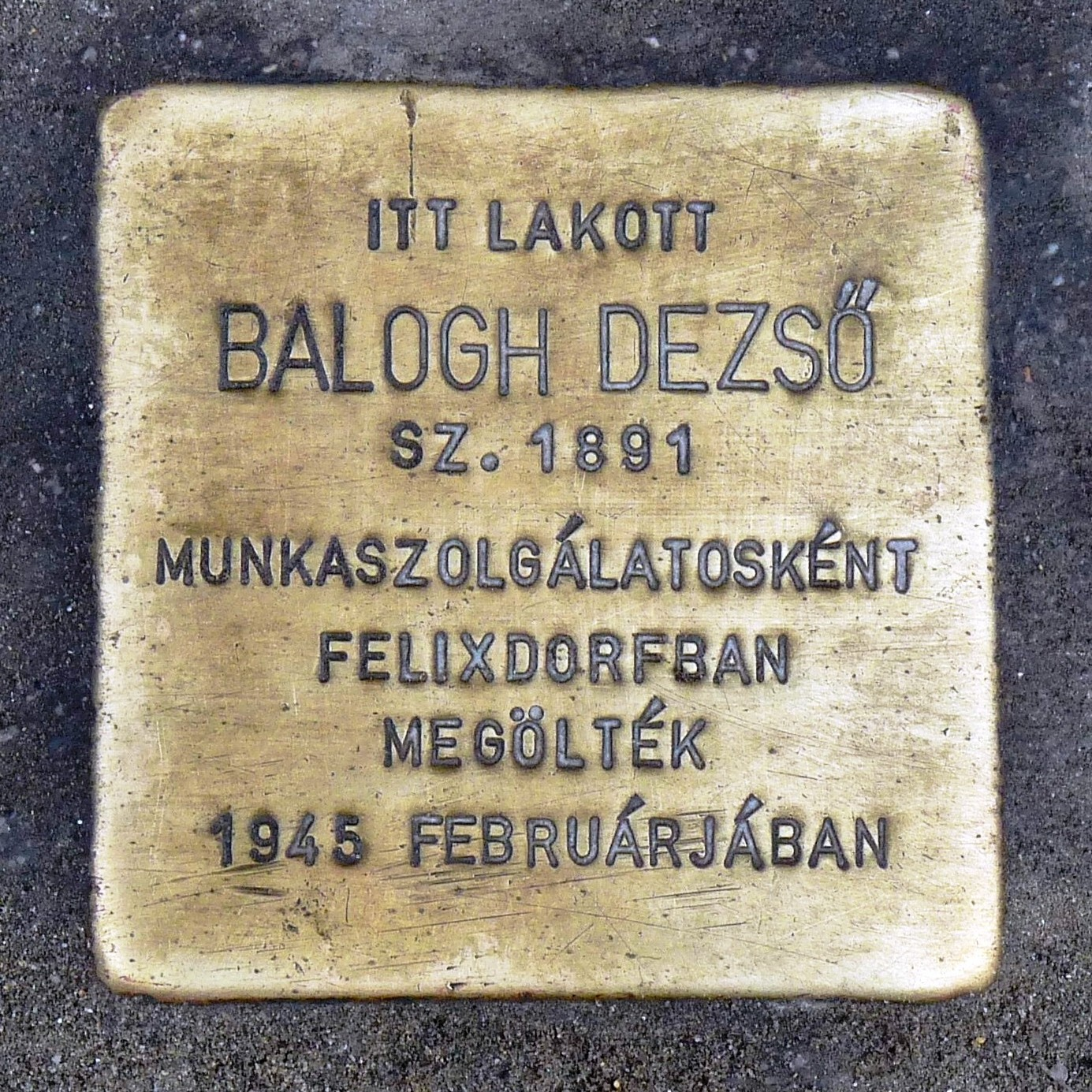
Balogh Dezső, Klauzál utca 8.
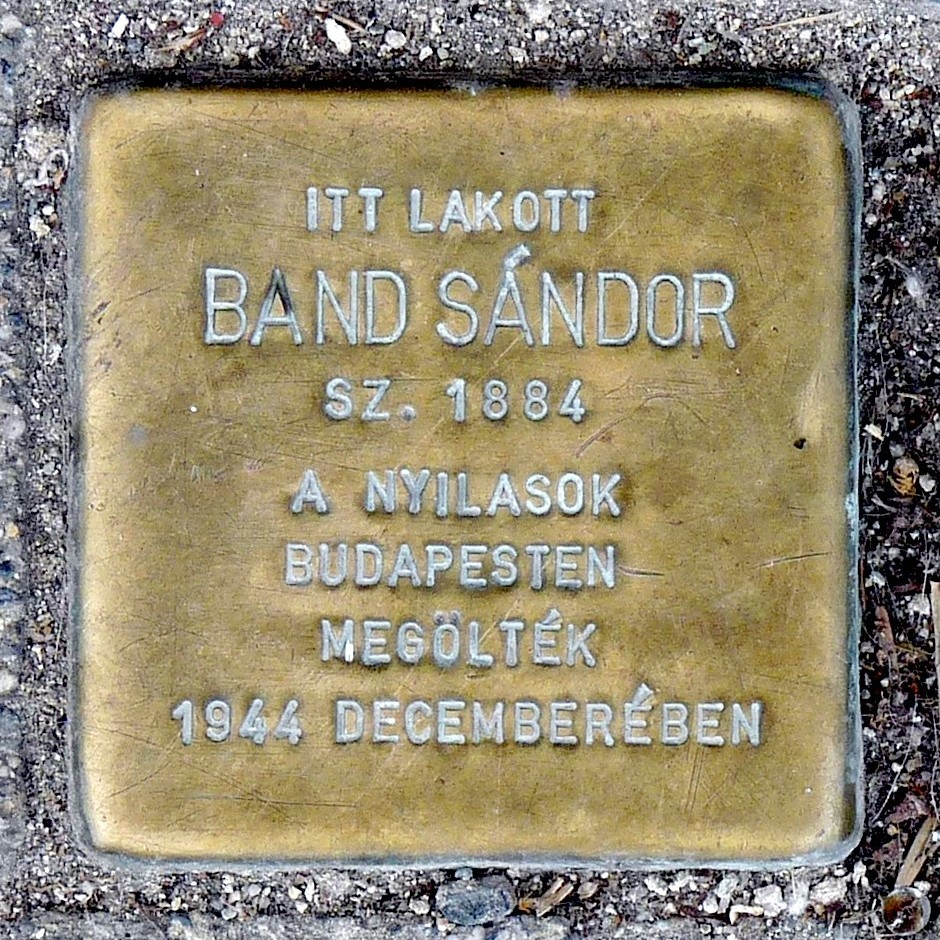
Band Sándor, Bethlen Gábor tér 3.
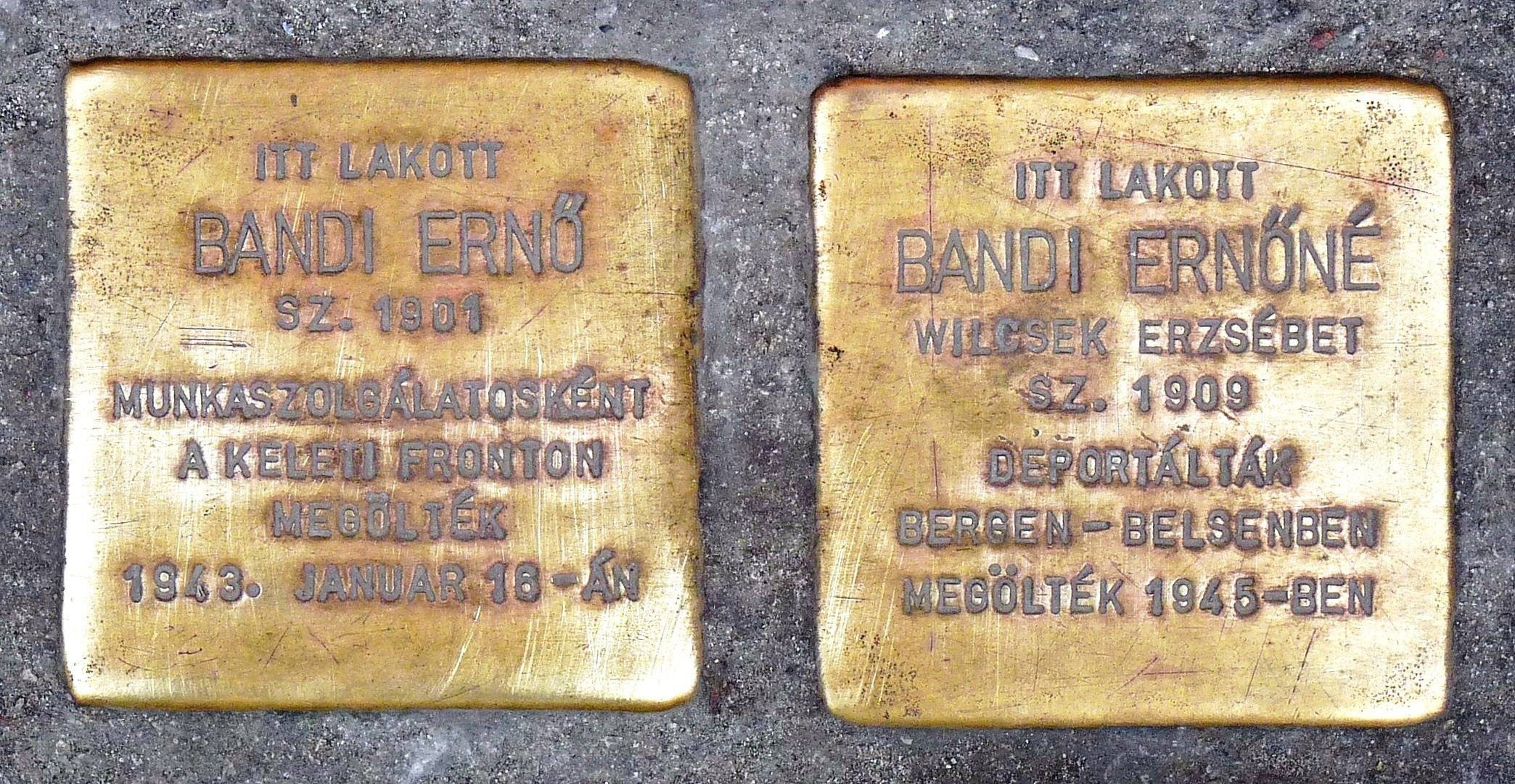
Bandi házaspár, Marek József utca 36.
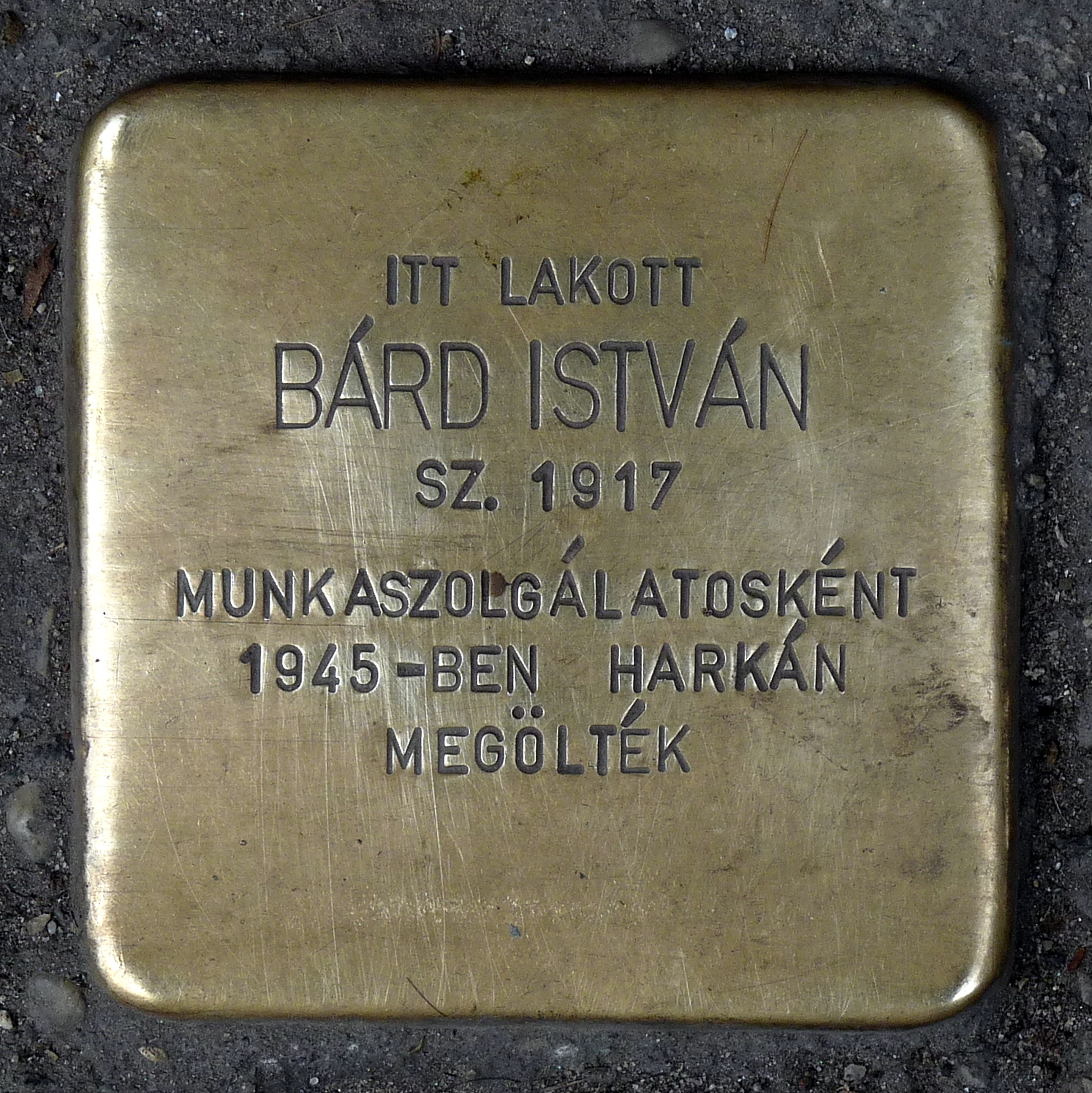
Bárd István, István utca 47.
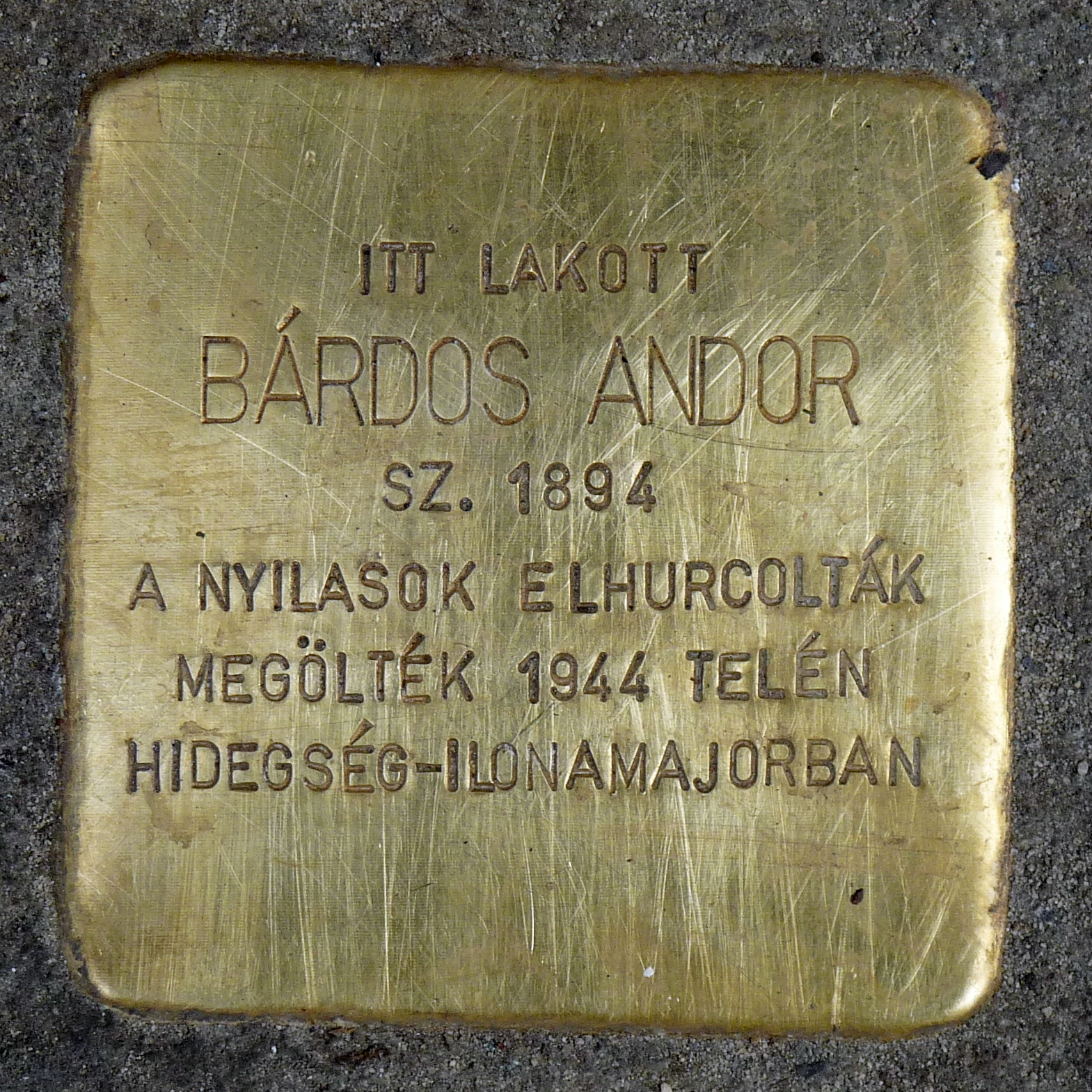
Bárdos Andor, Akácfa utca 59.
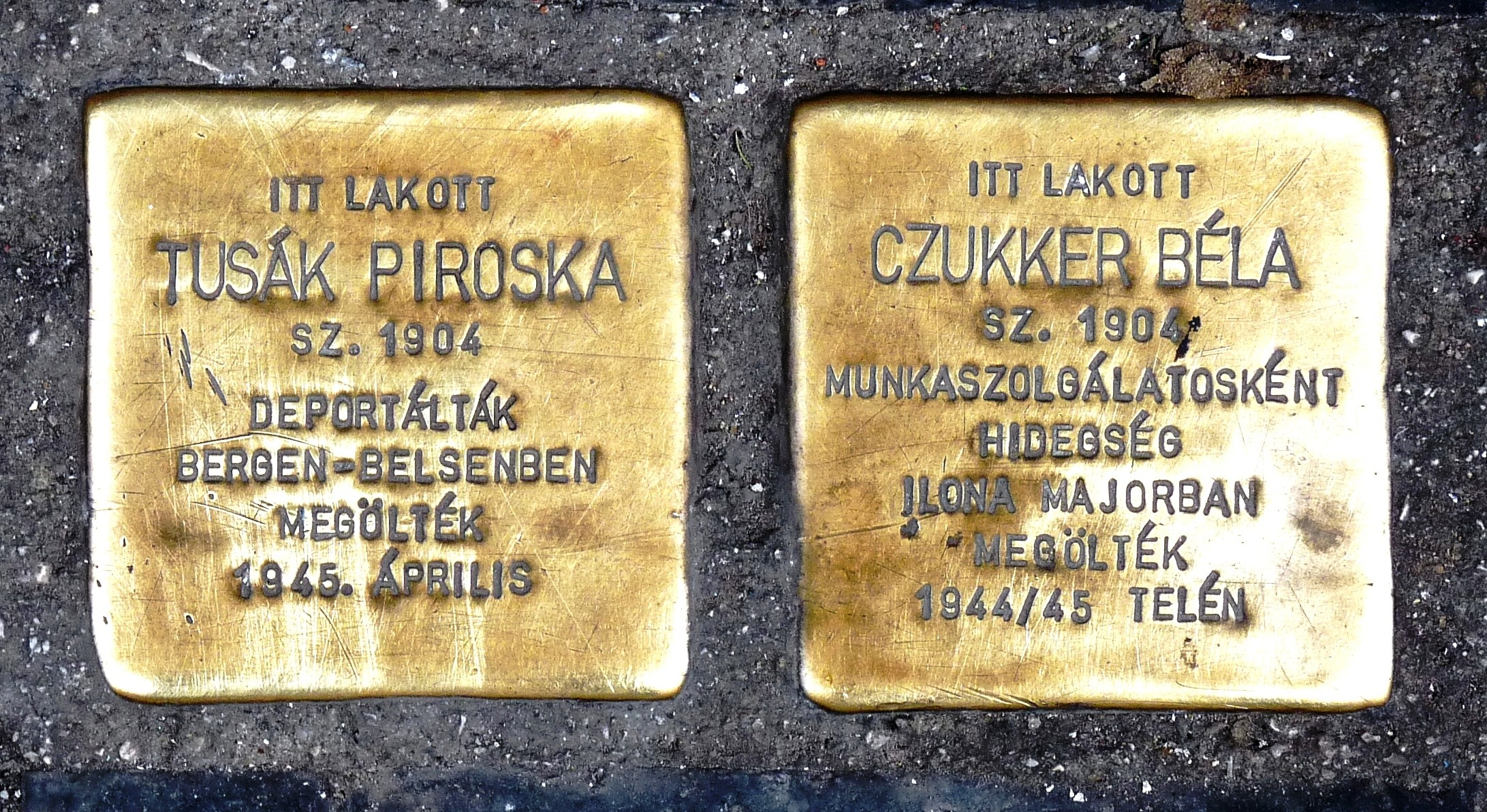
Czukker házaspár,[4] Rejtő Jenő utca 2.
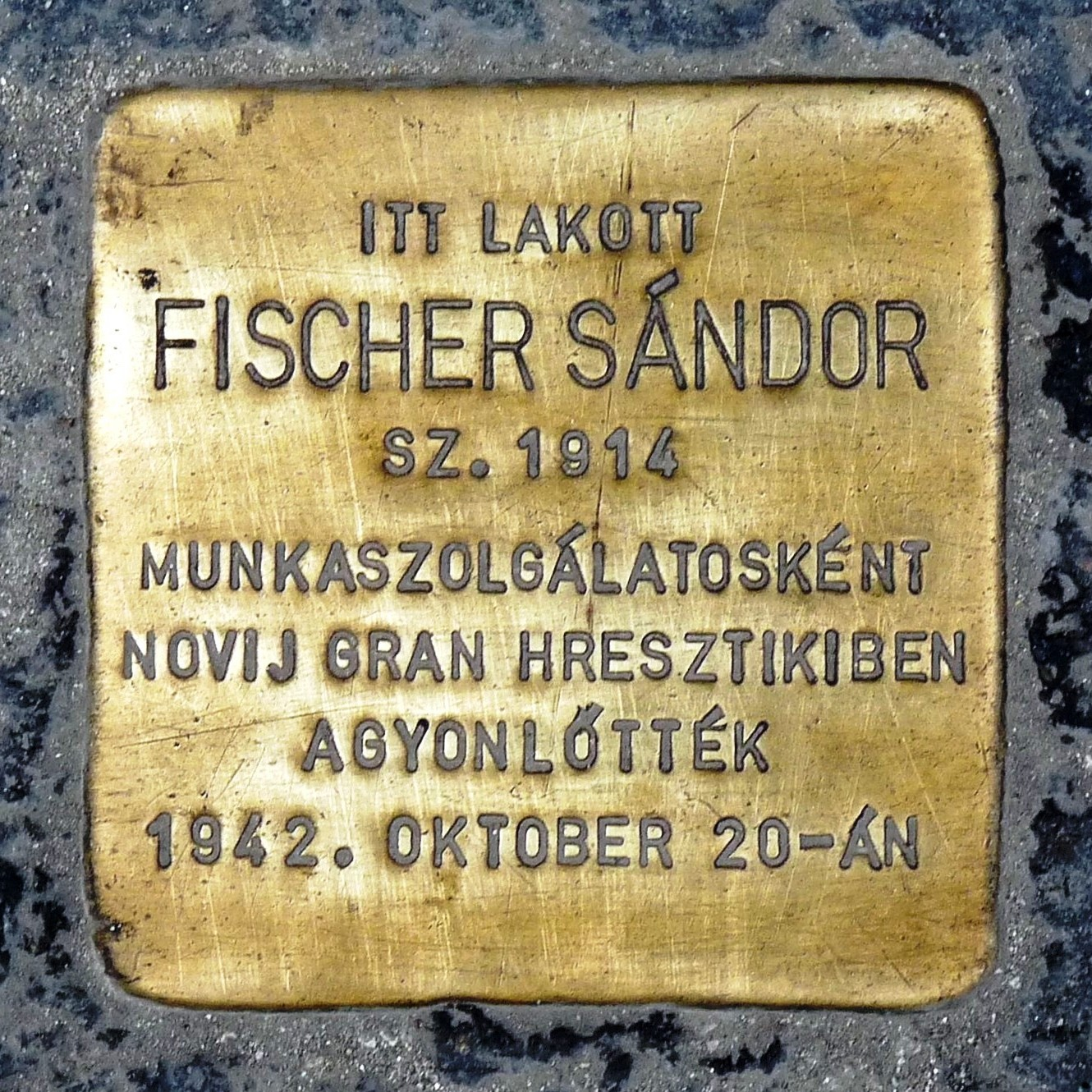
Fischer Sándor, Nagy Diófa utca 3.
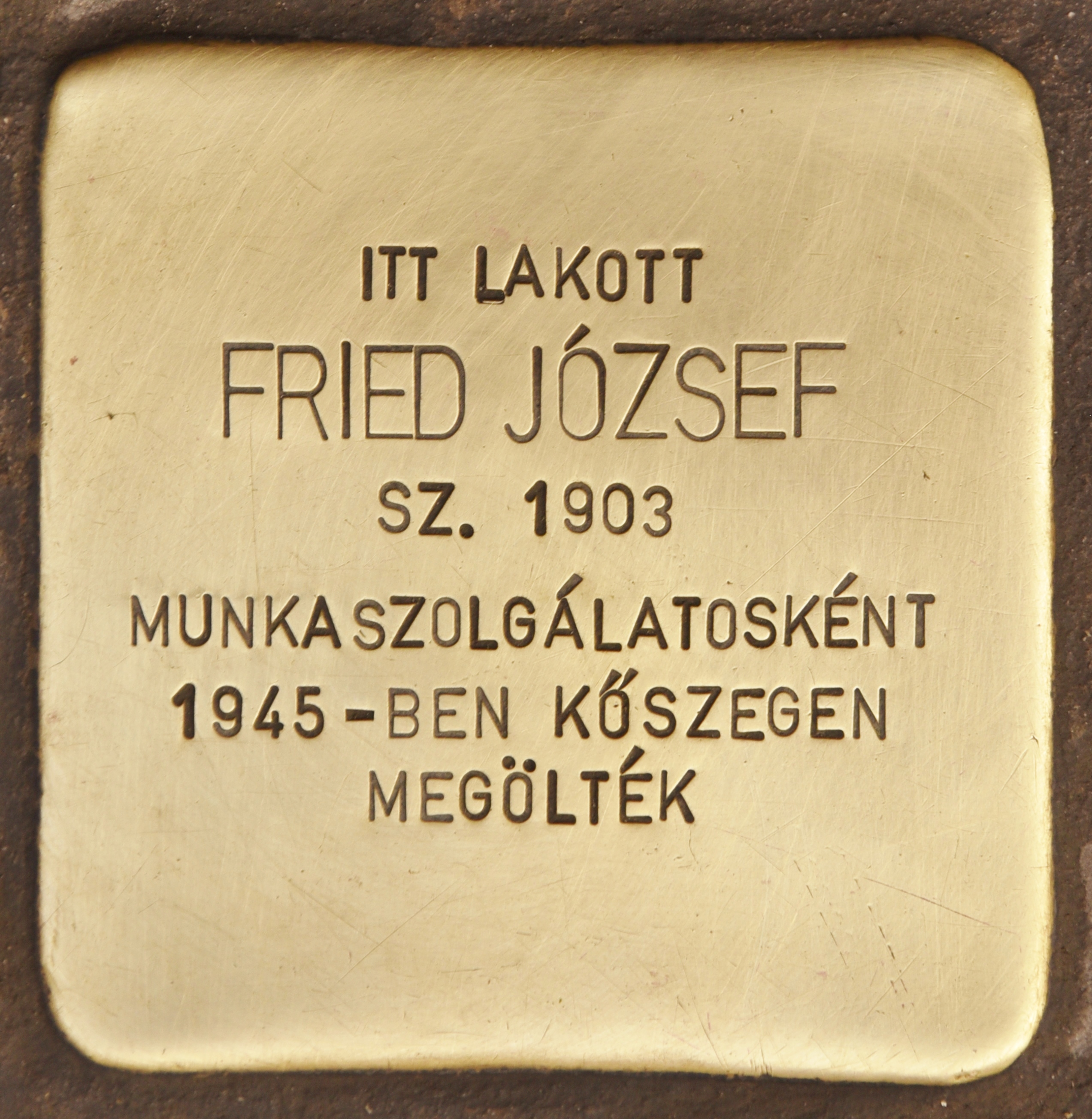
Fried József, Király utca 85.
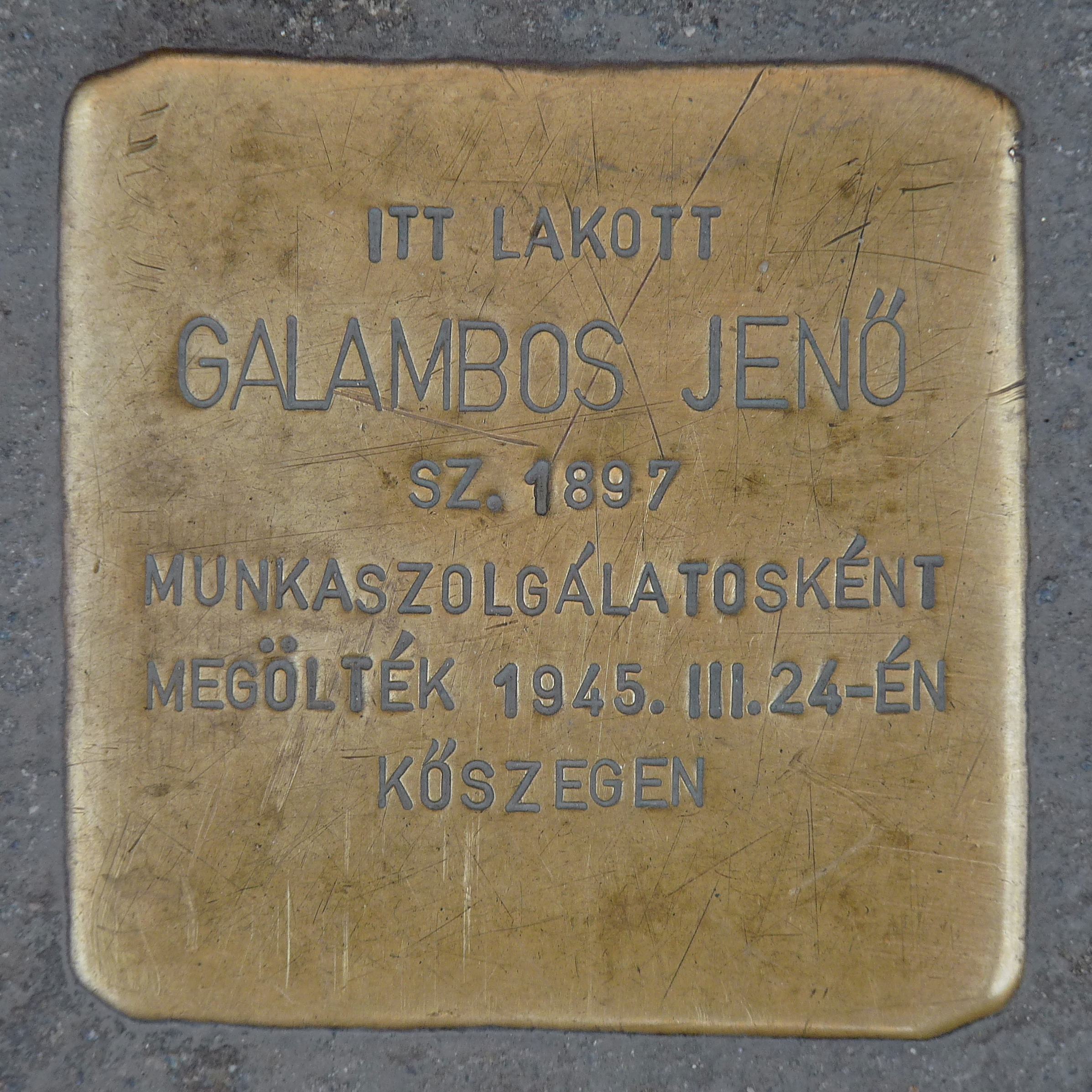
Galambos Jenő, Murányi utca 61.
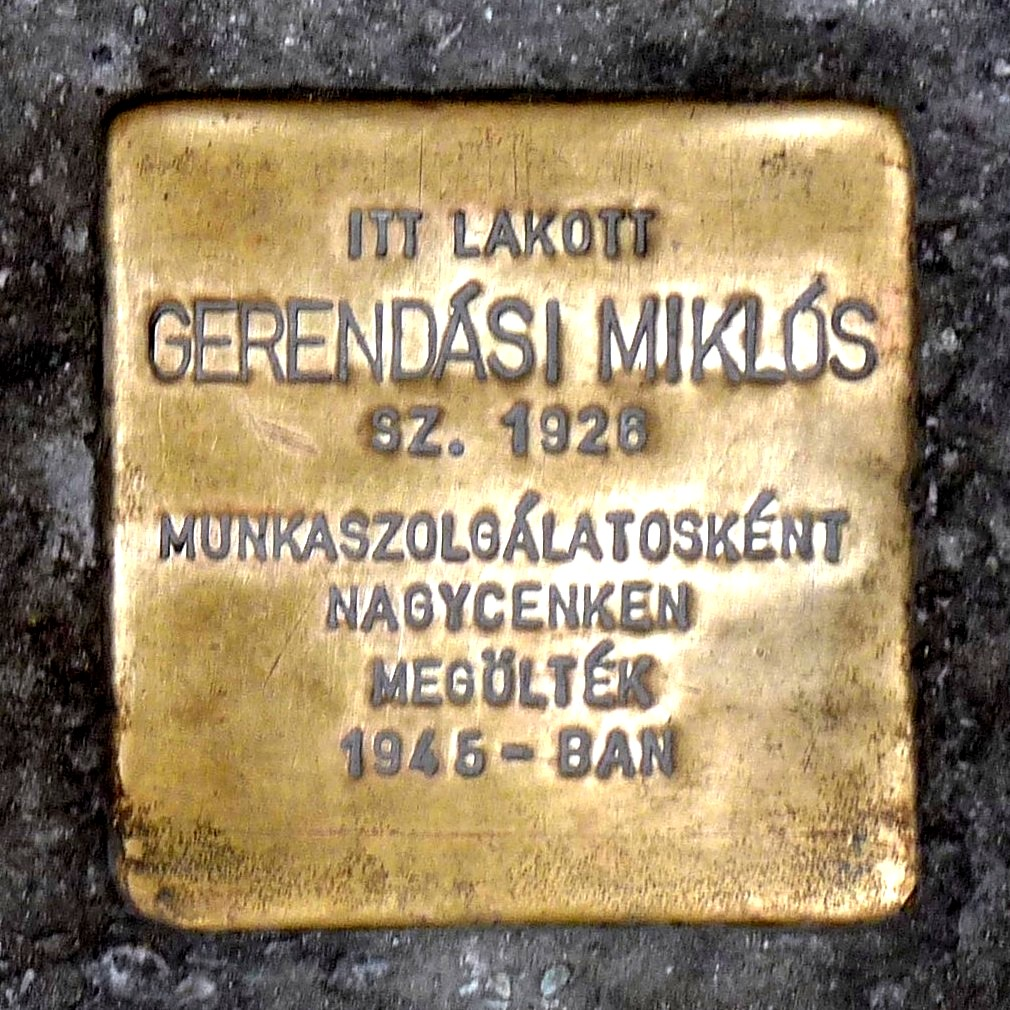
Gerendási Miklós, Nefelejcs utca 38.
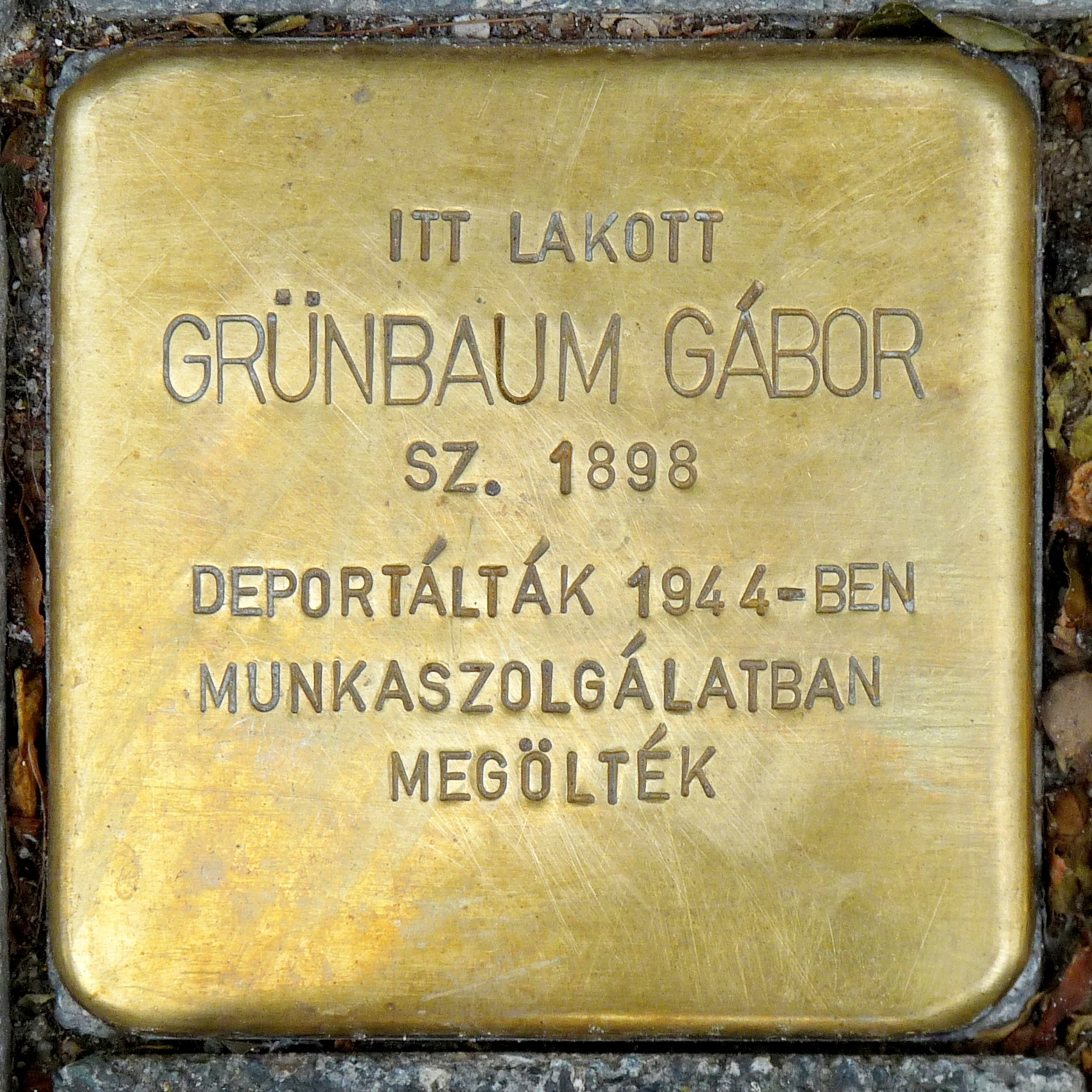
Grünbaum Gábor, Huszár utca 6.
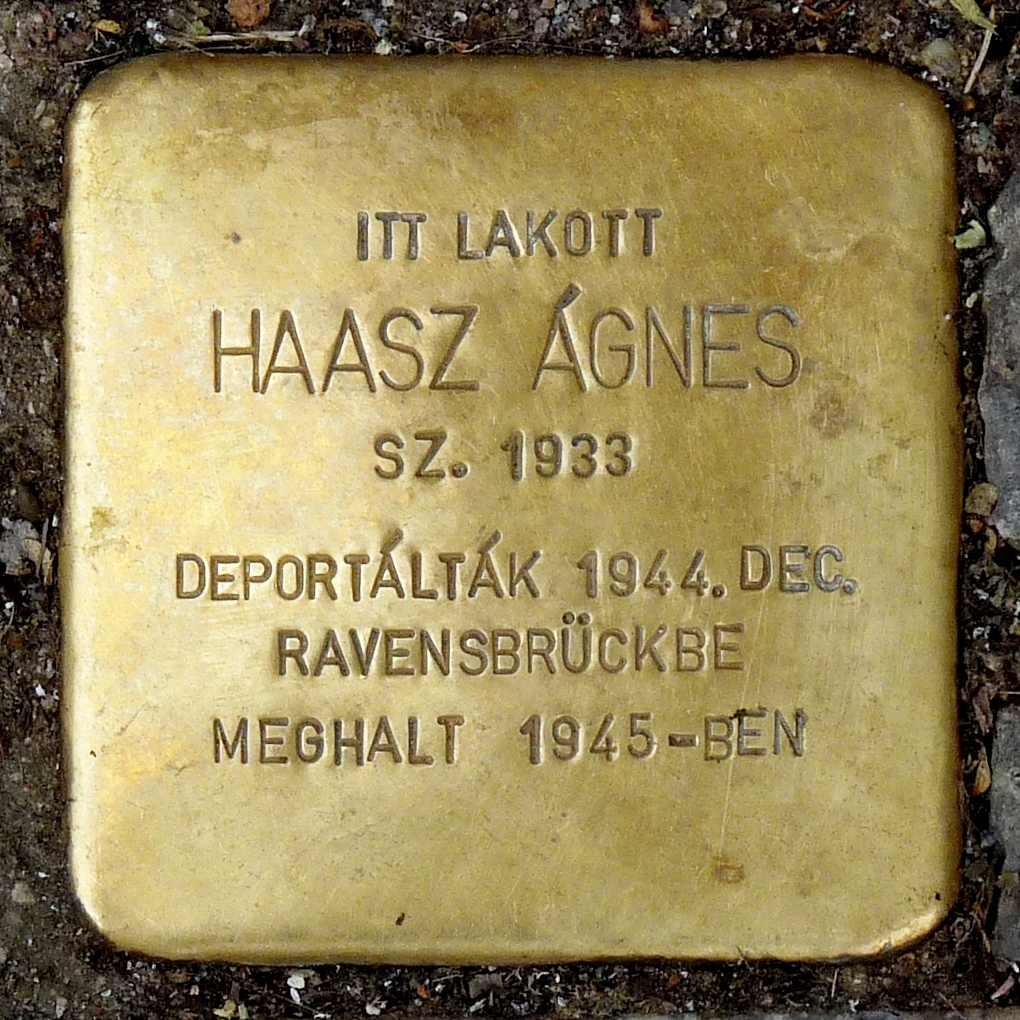
Haasz Ágnes, Rákóczi út 56.
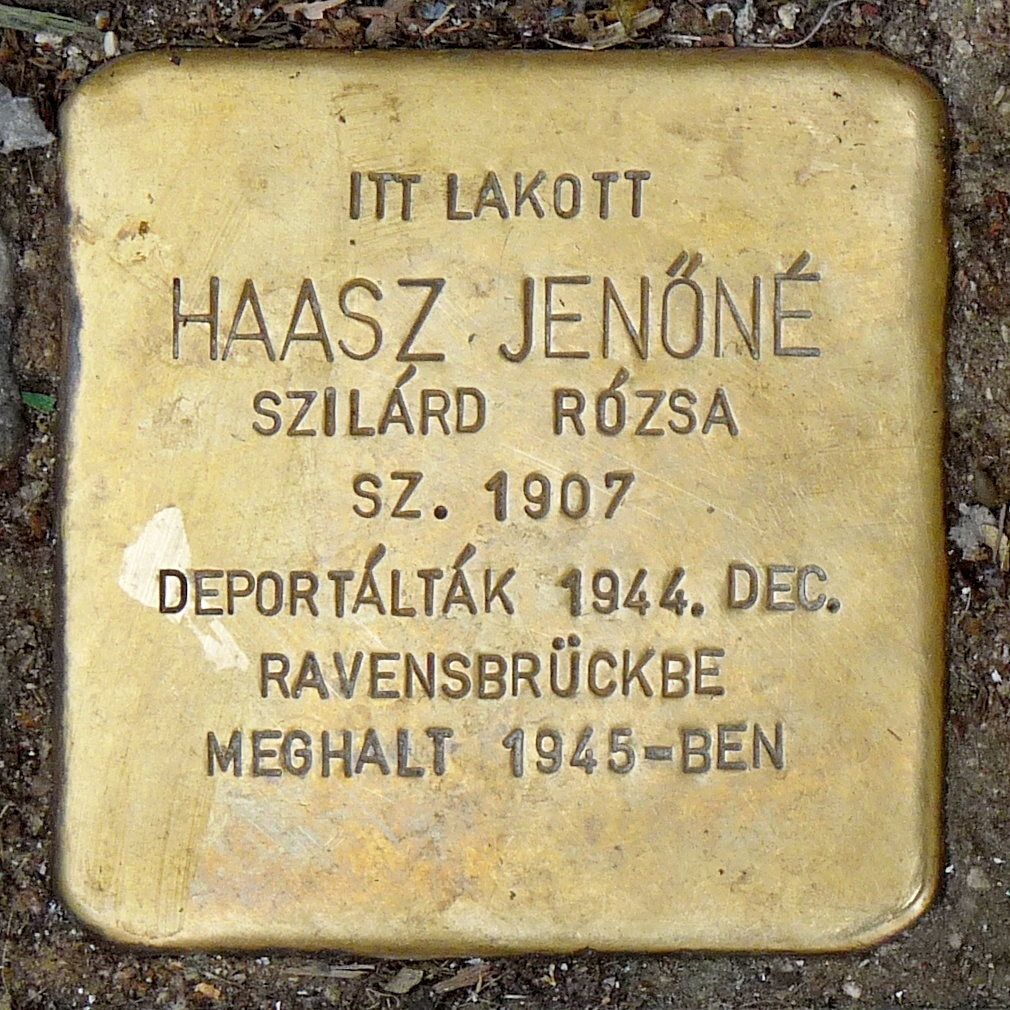
Haasz Jenőné, Rákóczi út 56.
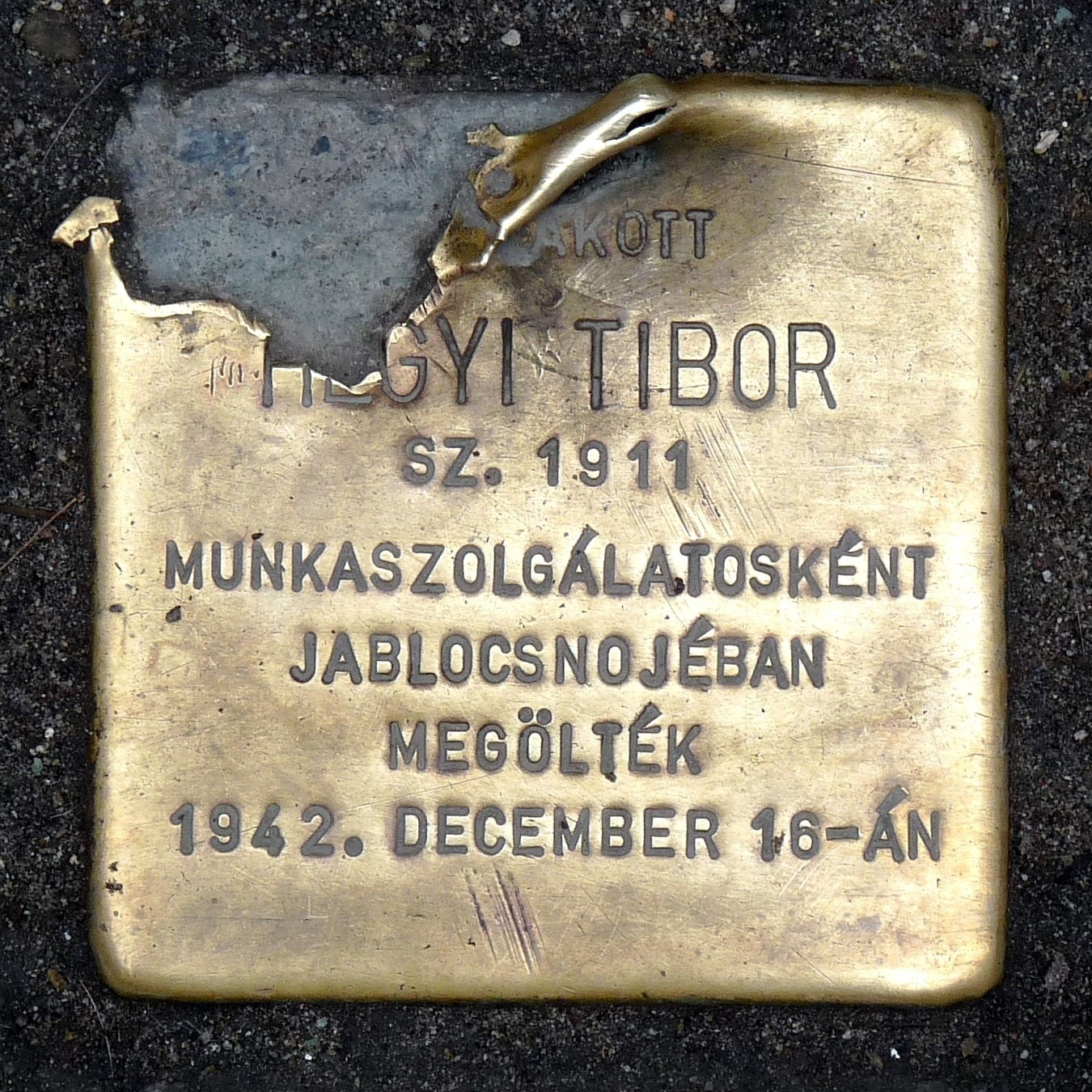
Hegyi Tibor, Dohány utca 34.
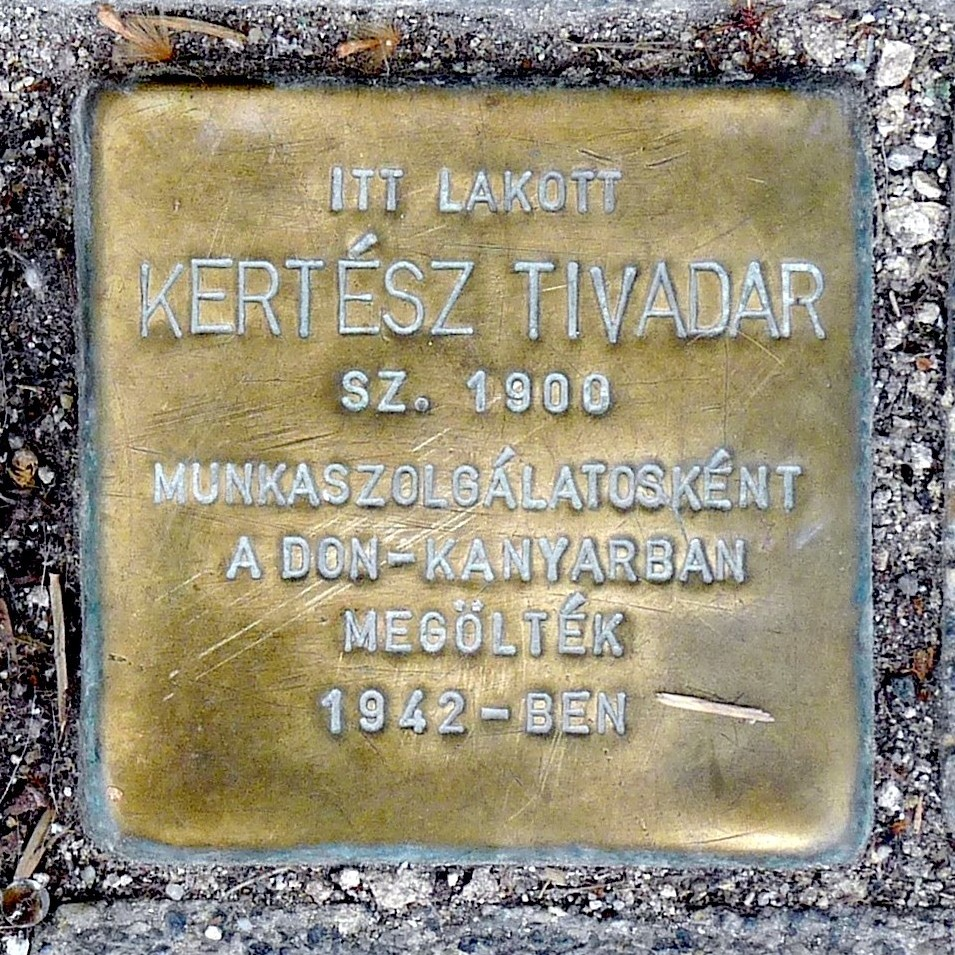
Kertész Tivadar, Bethlen Gábor tér 3.
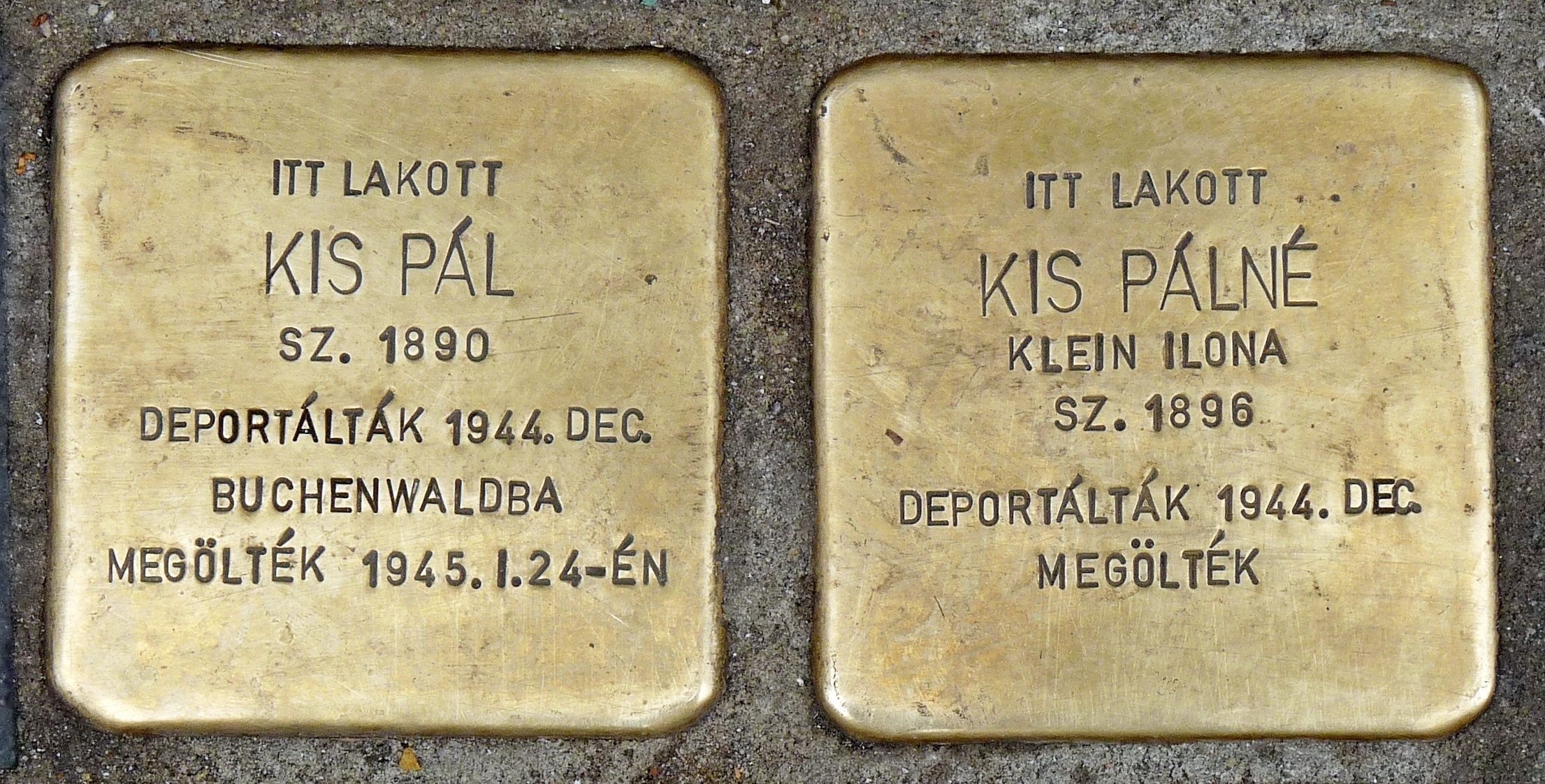
Kiss Pál és neje, Király utca 51.
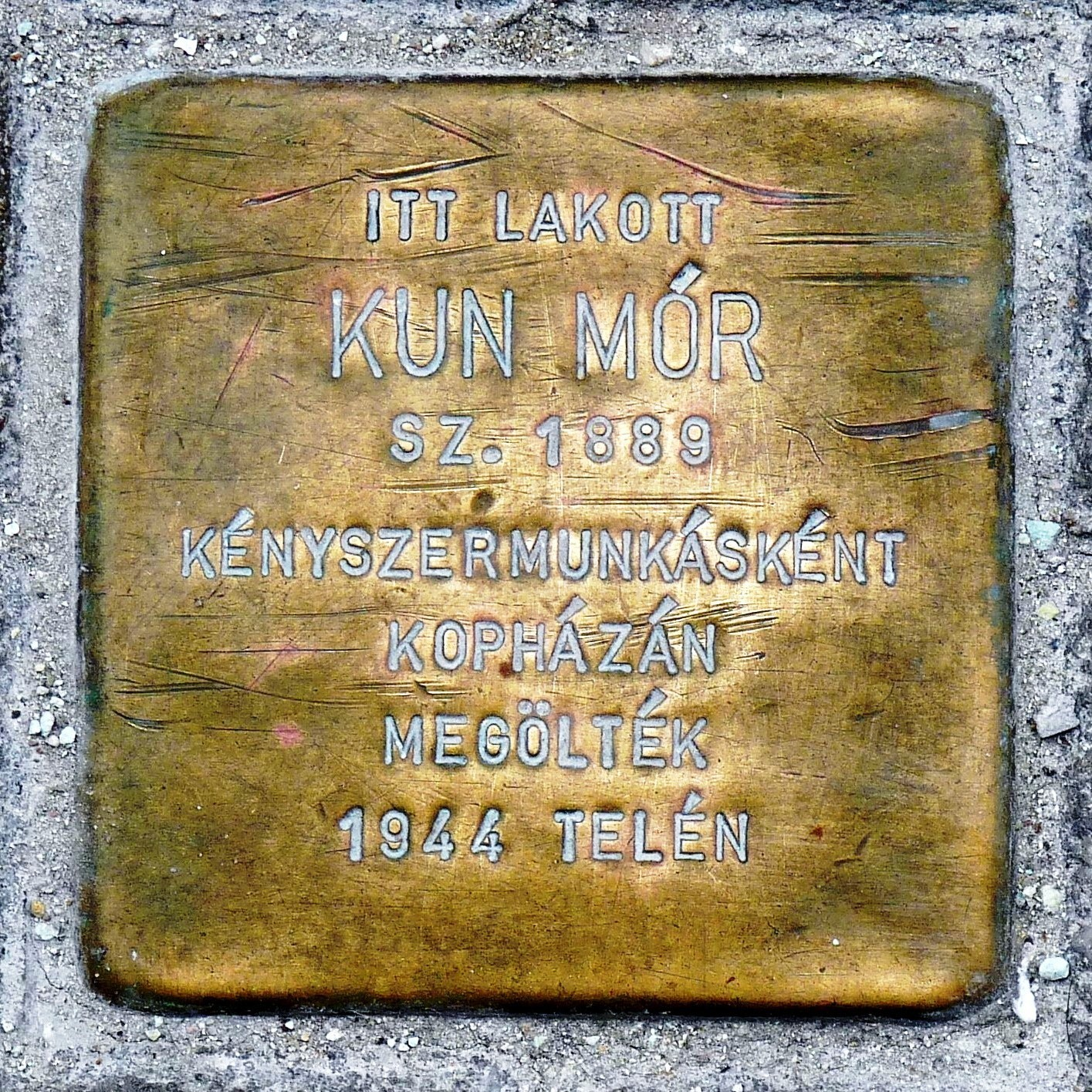
Kun Mór, Rózsa utca 20.
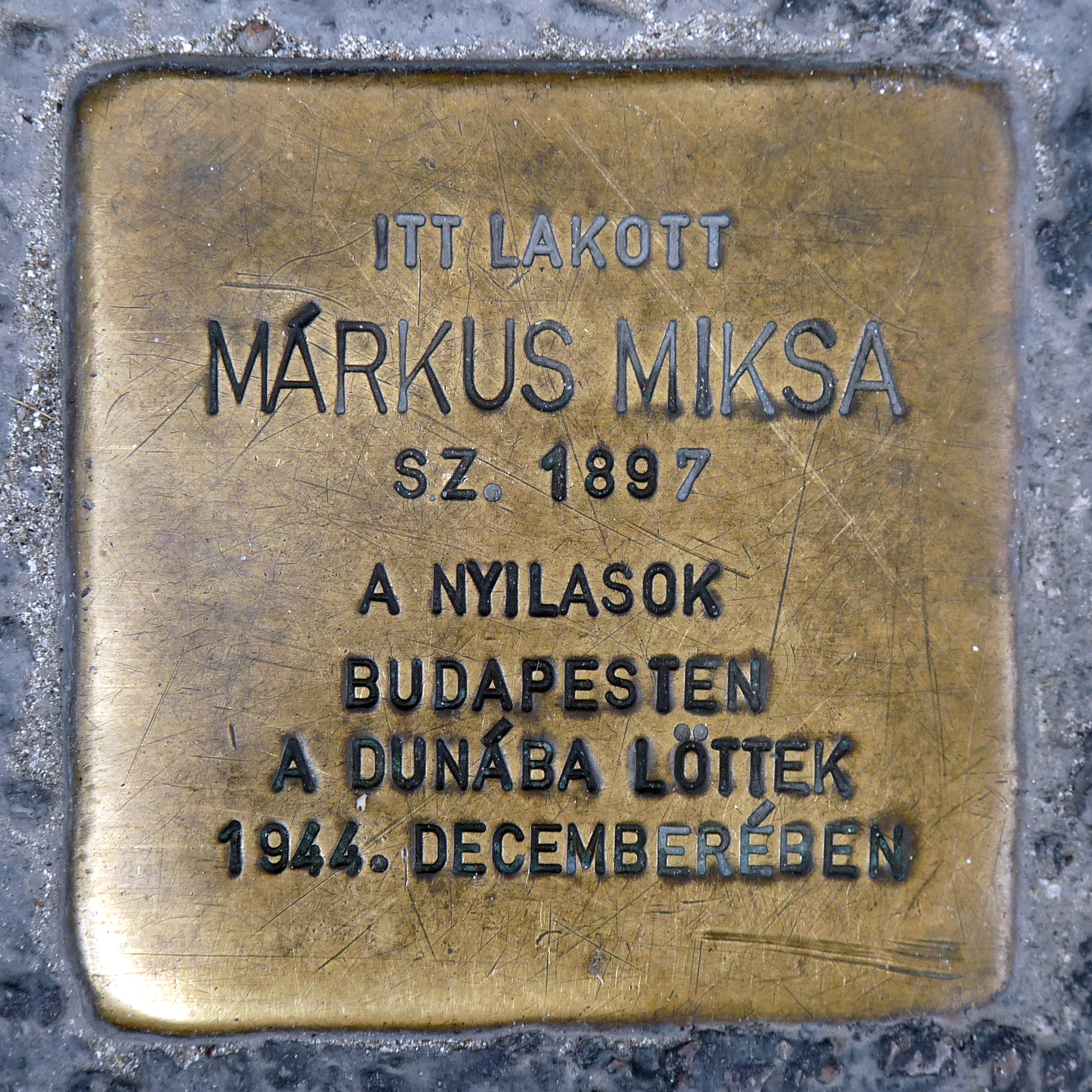
Márkus Miksa, Nyár utca 28.
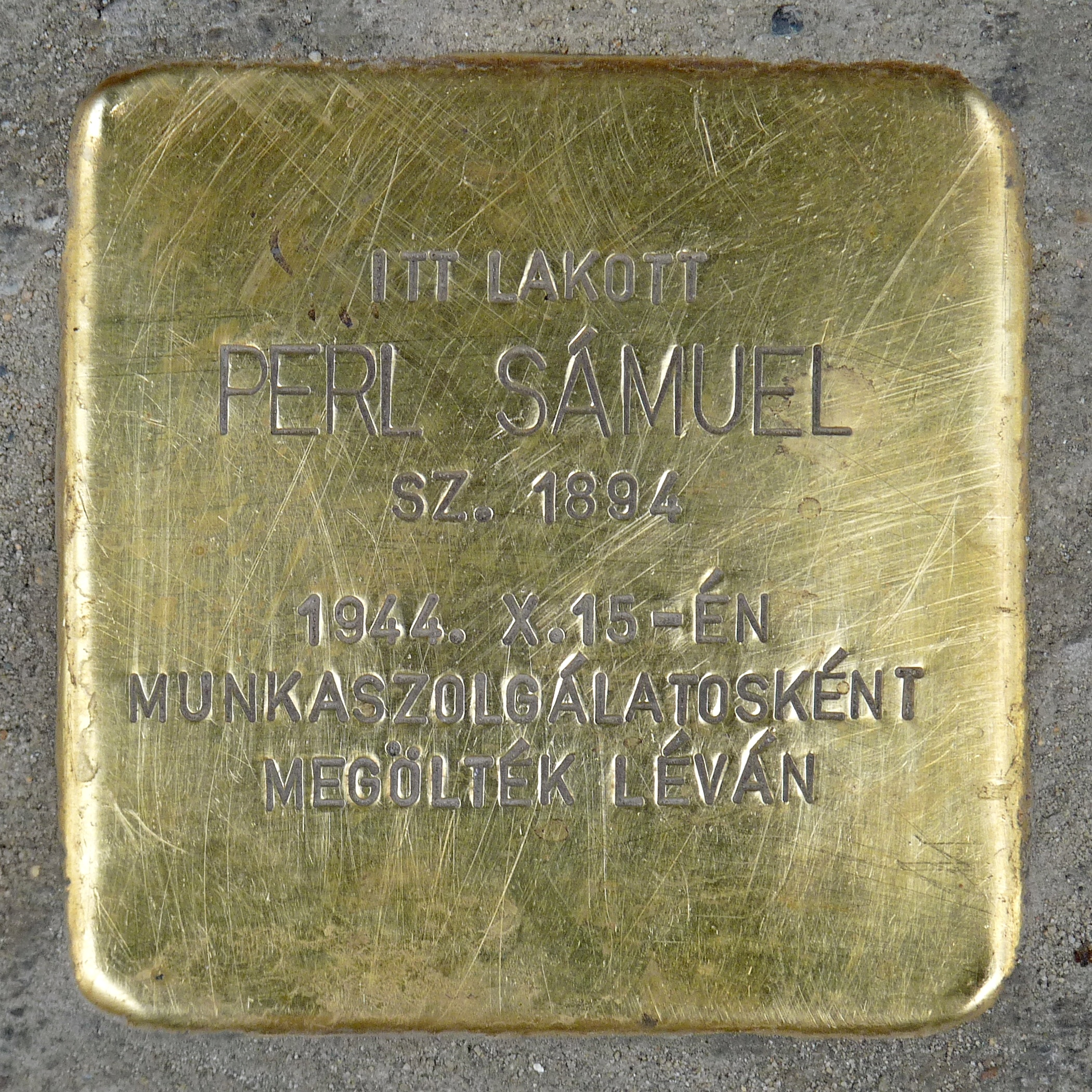
Perl Sámuel, Klauzál utca 35.
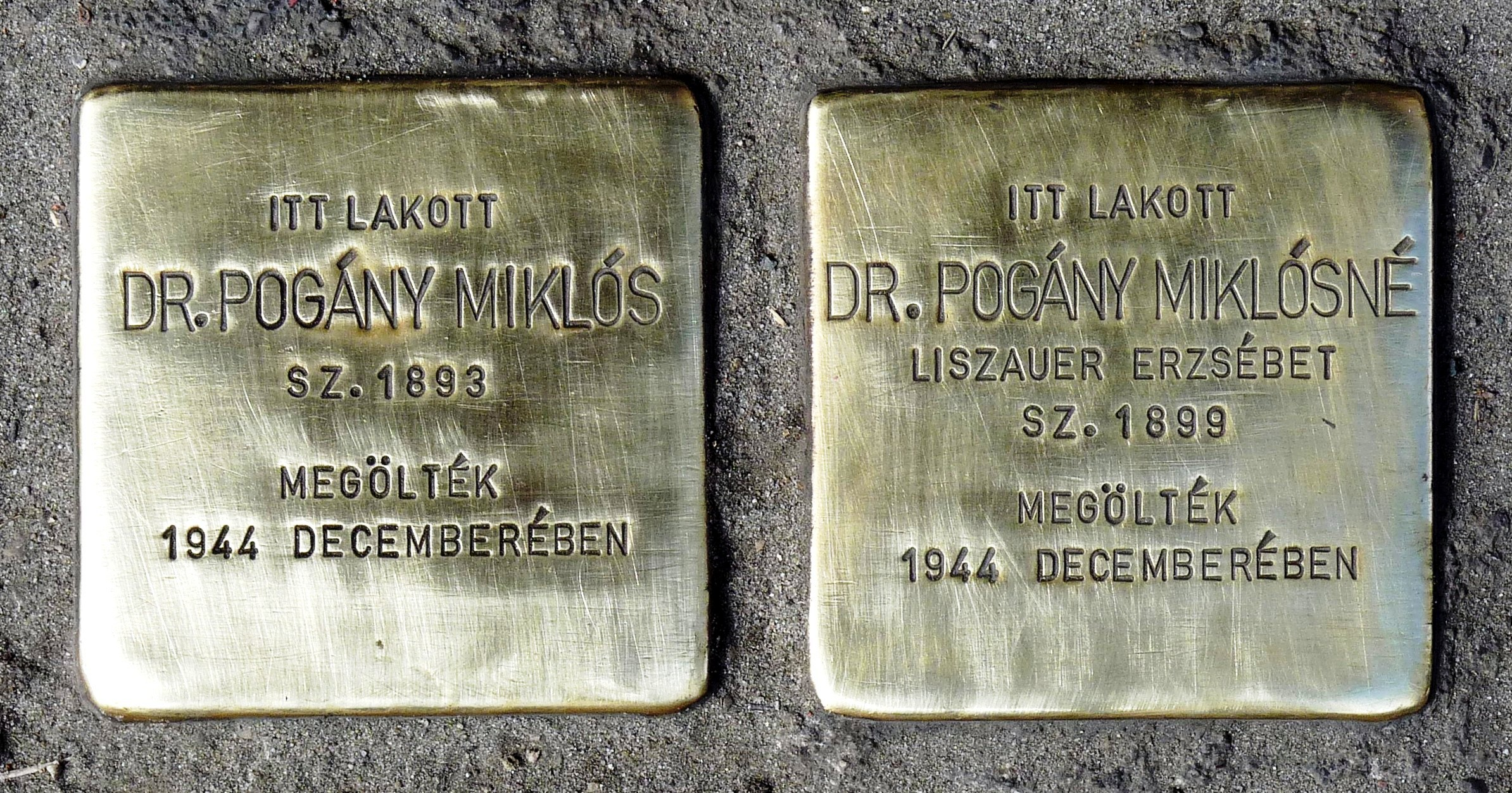
Pogány Miklós és Liszauer Erzsébet, Rákóczi út 68.
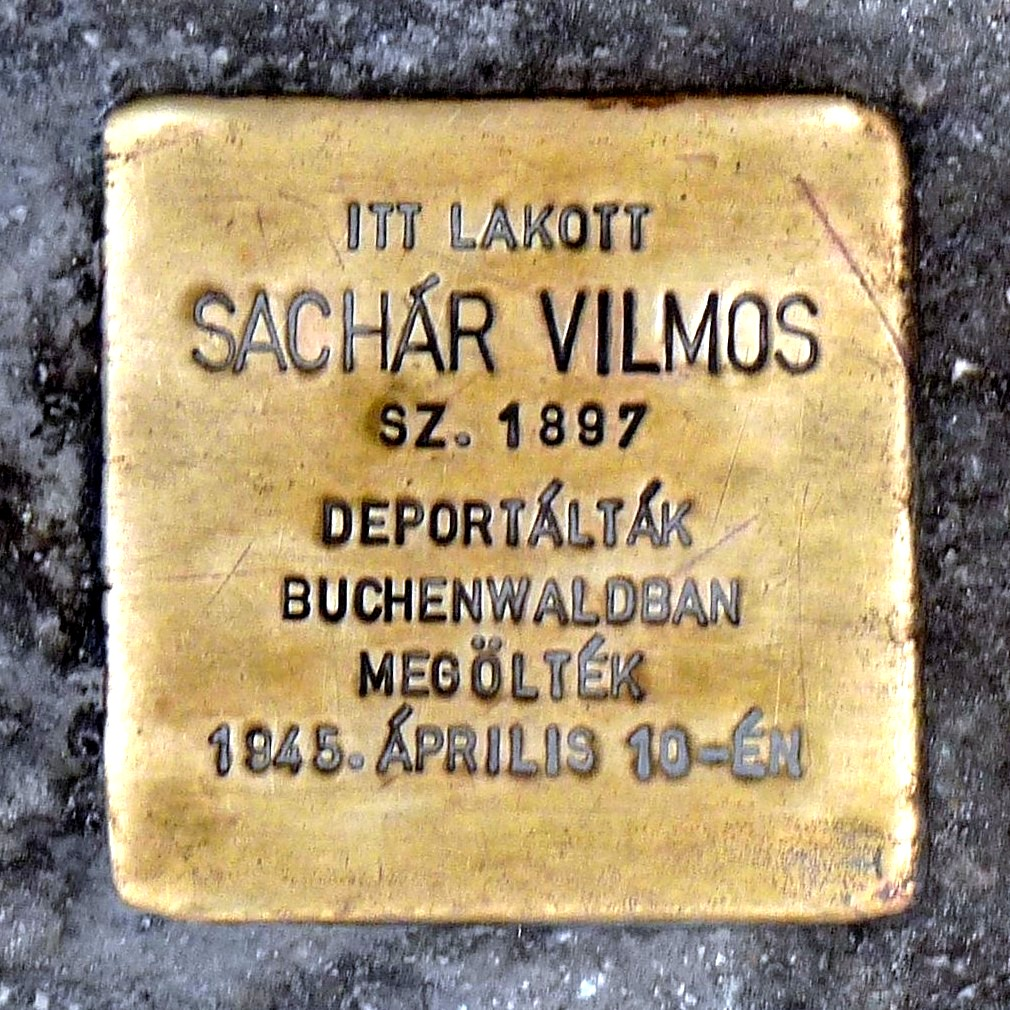
Sachár Vilmos, Nefelejcs utca 38.
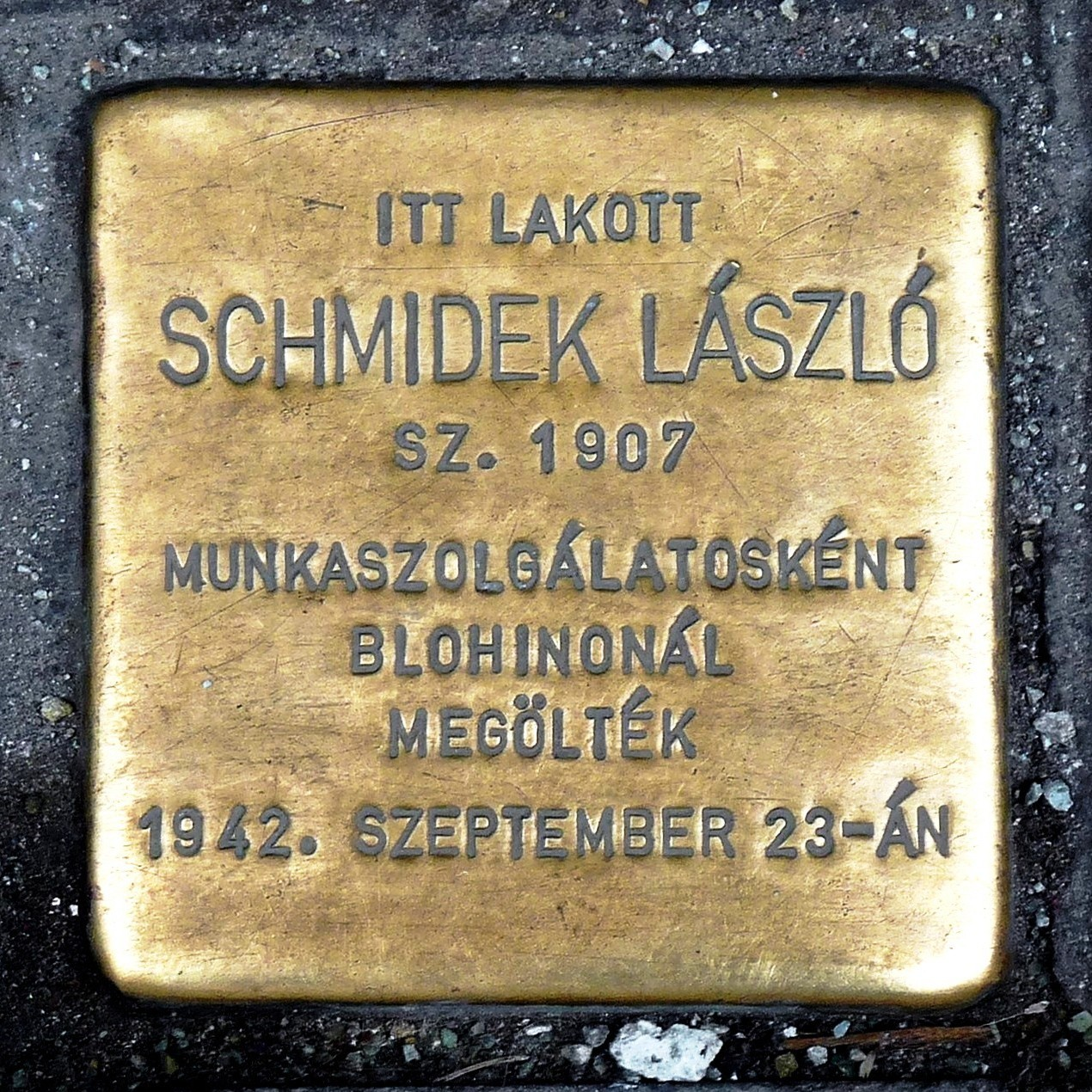
Schmidek László, Dohány utca 30/B.
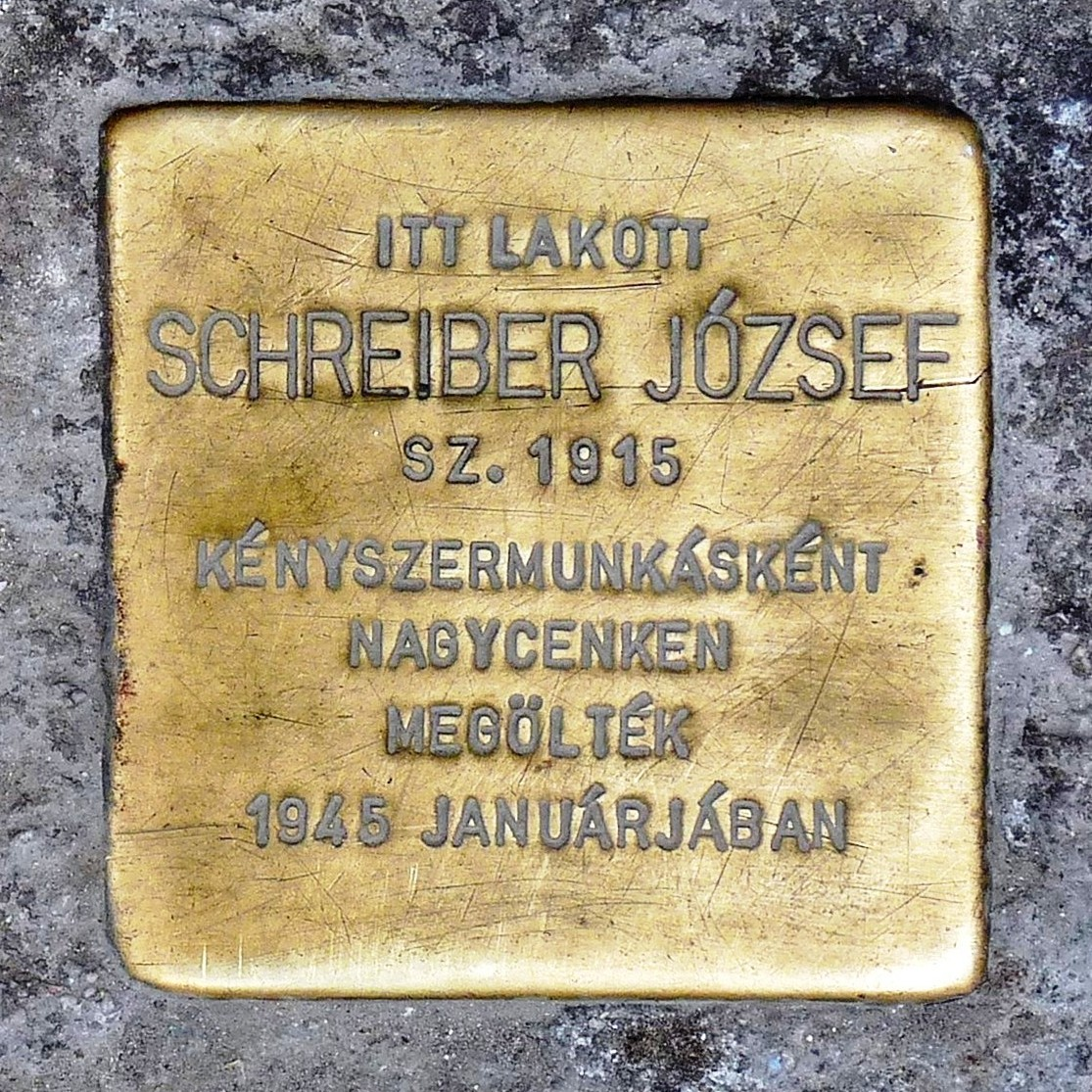
Schreiber József, Rumbach Sebestyén utca 7.
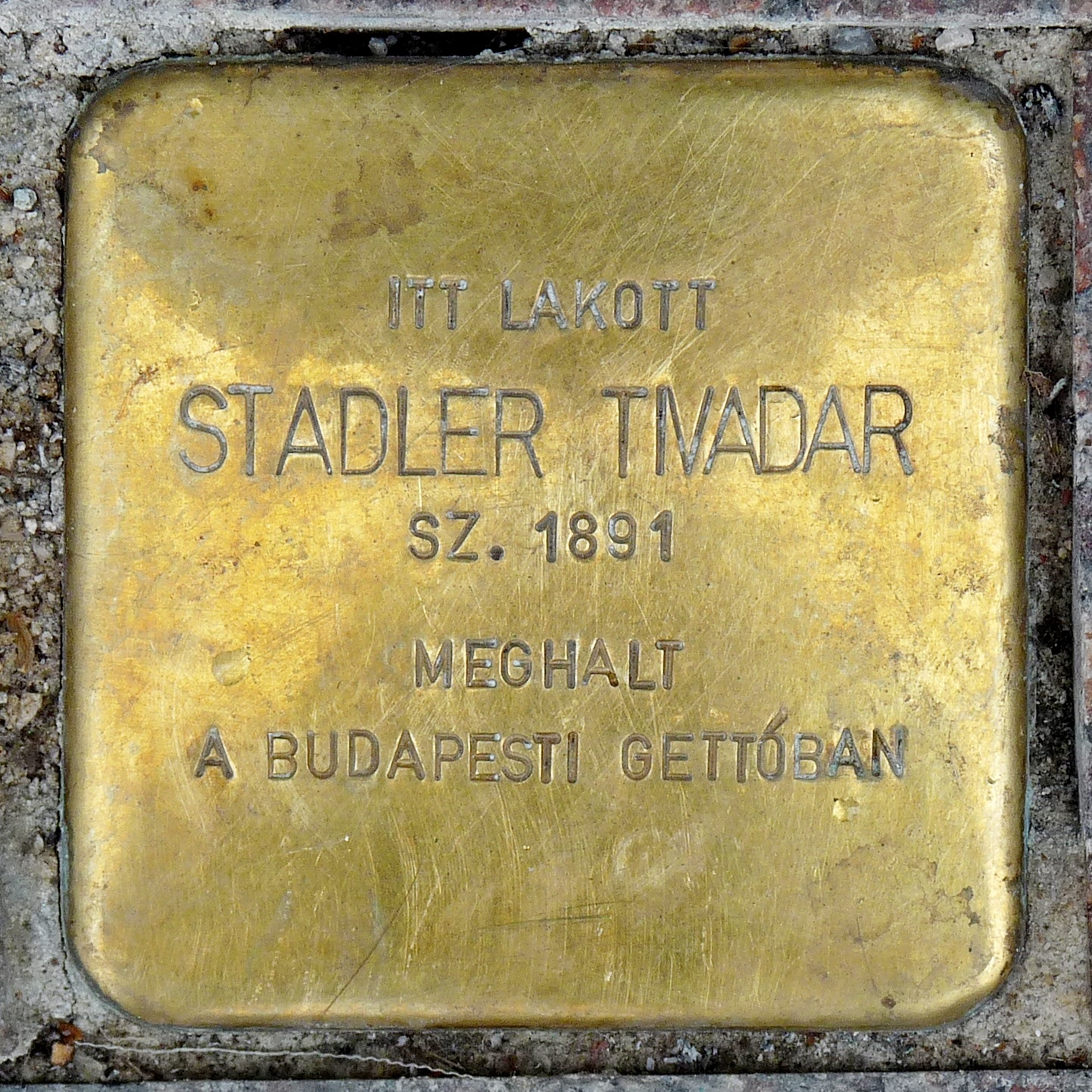
Stadler Tivadar, Erzsébet körút 9-11.
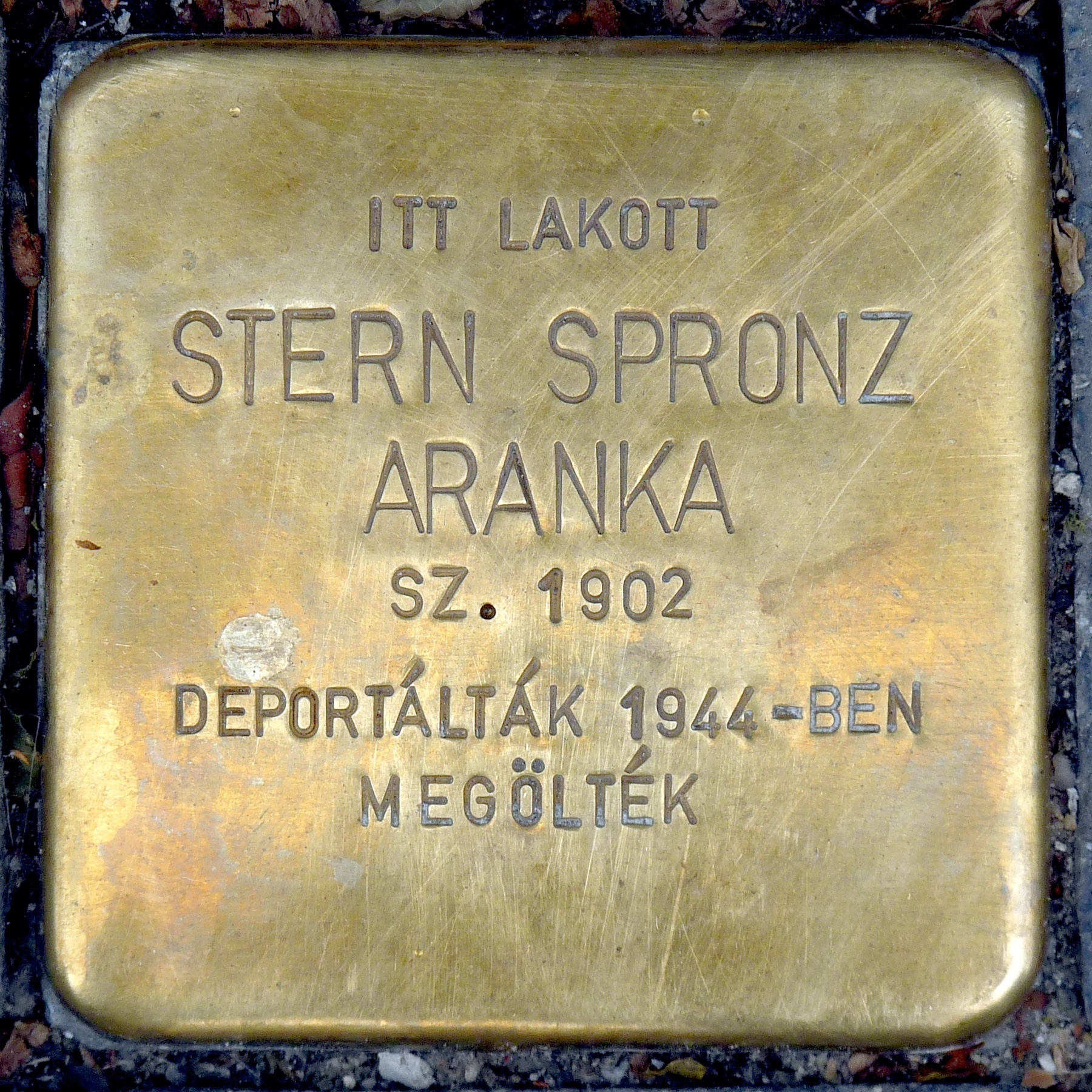
Stern Spronz Aranka, Huszár utca 6.
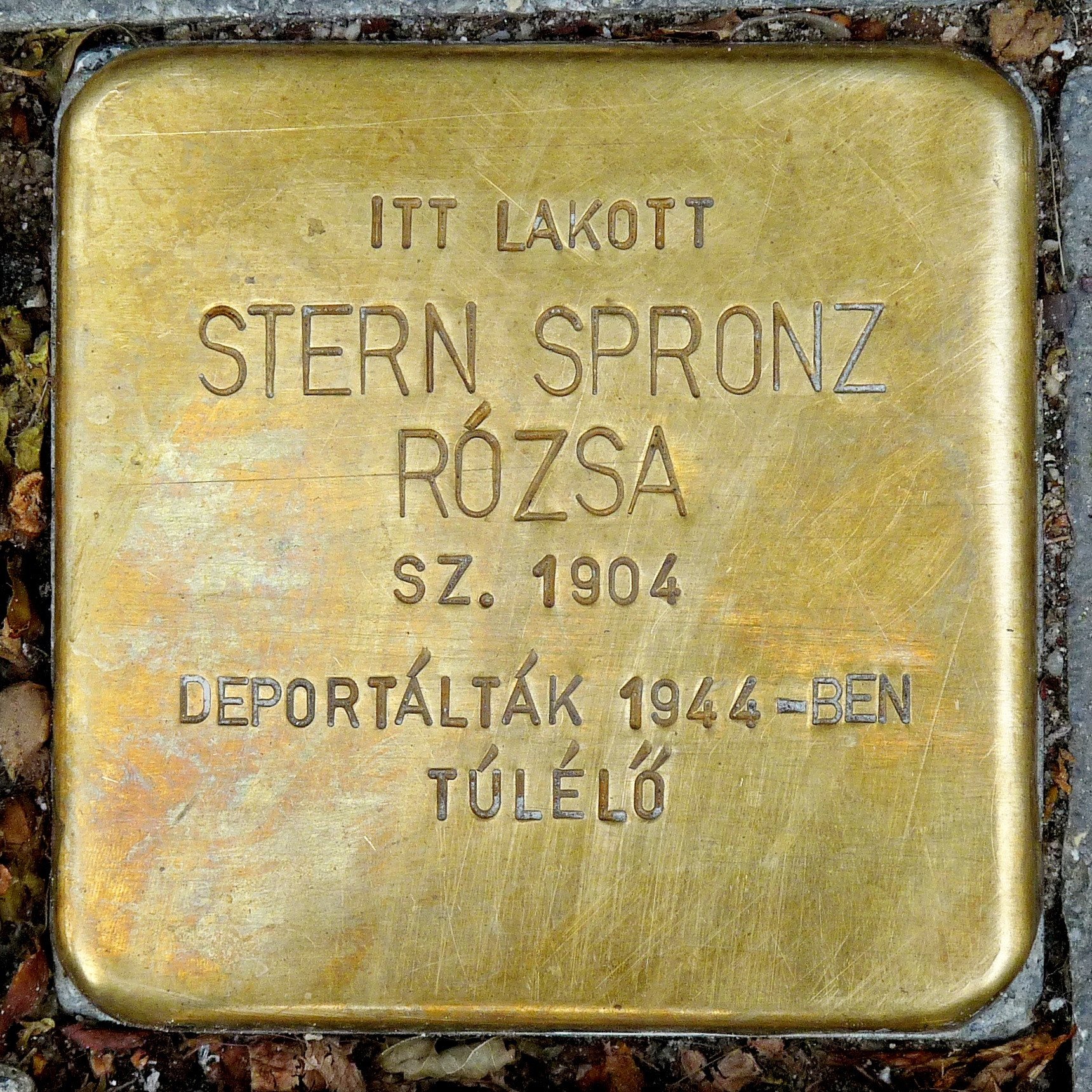
Stern Spronz Rózsa, Huszár utca 6.
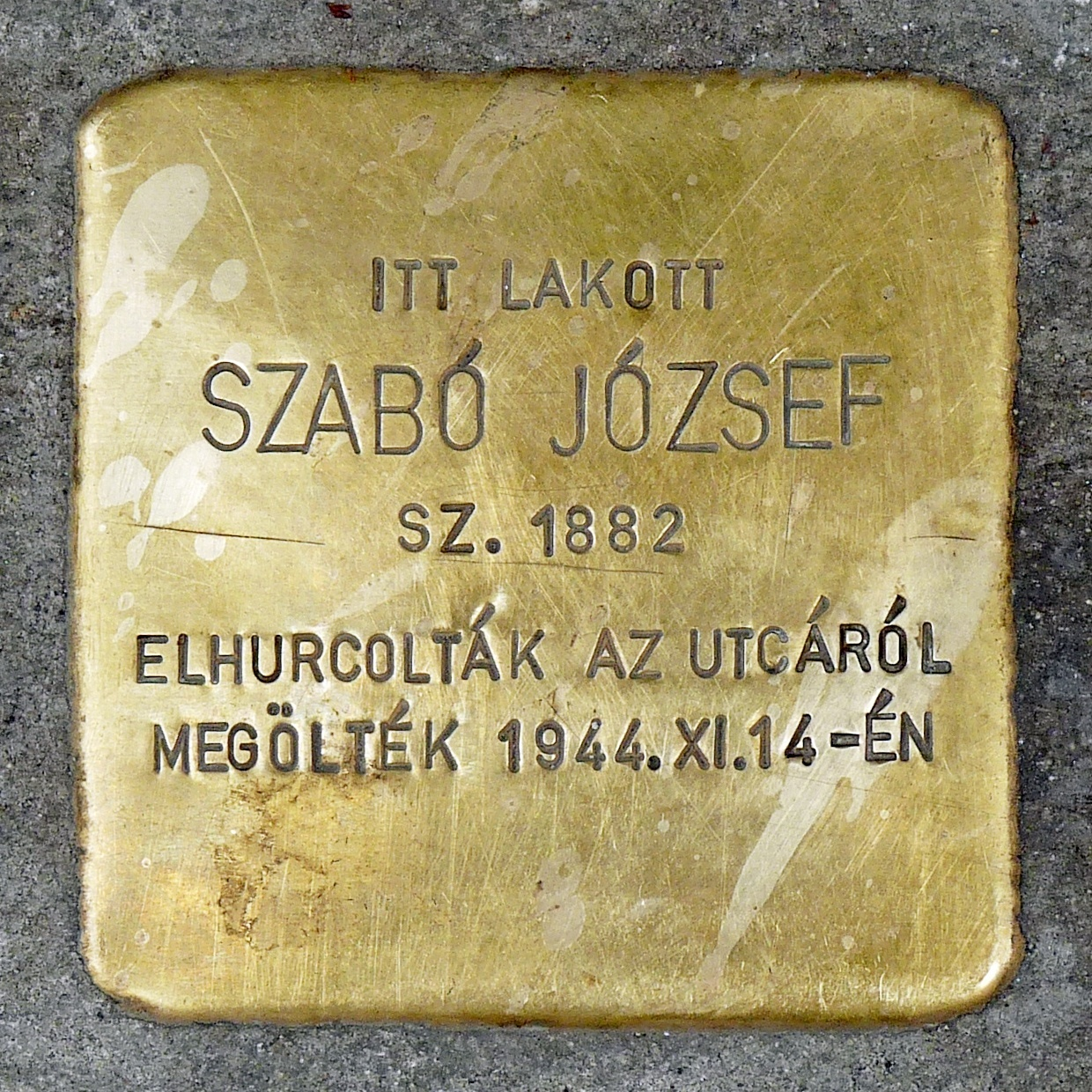
Szabó József, Nagy Diófa utca 25.
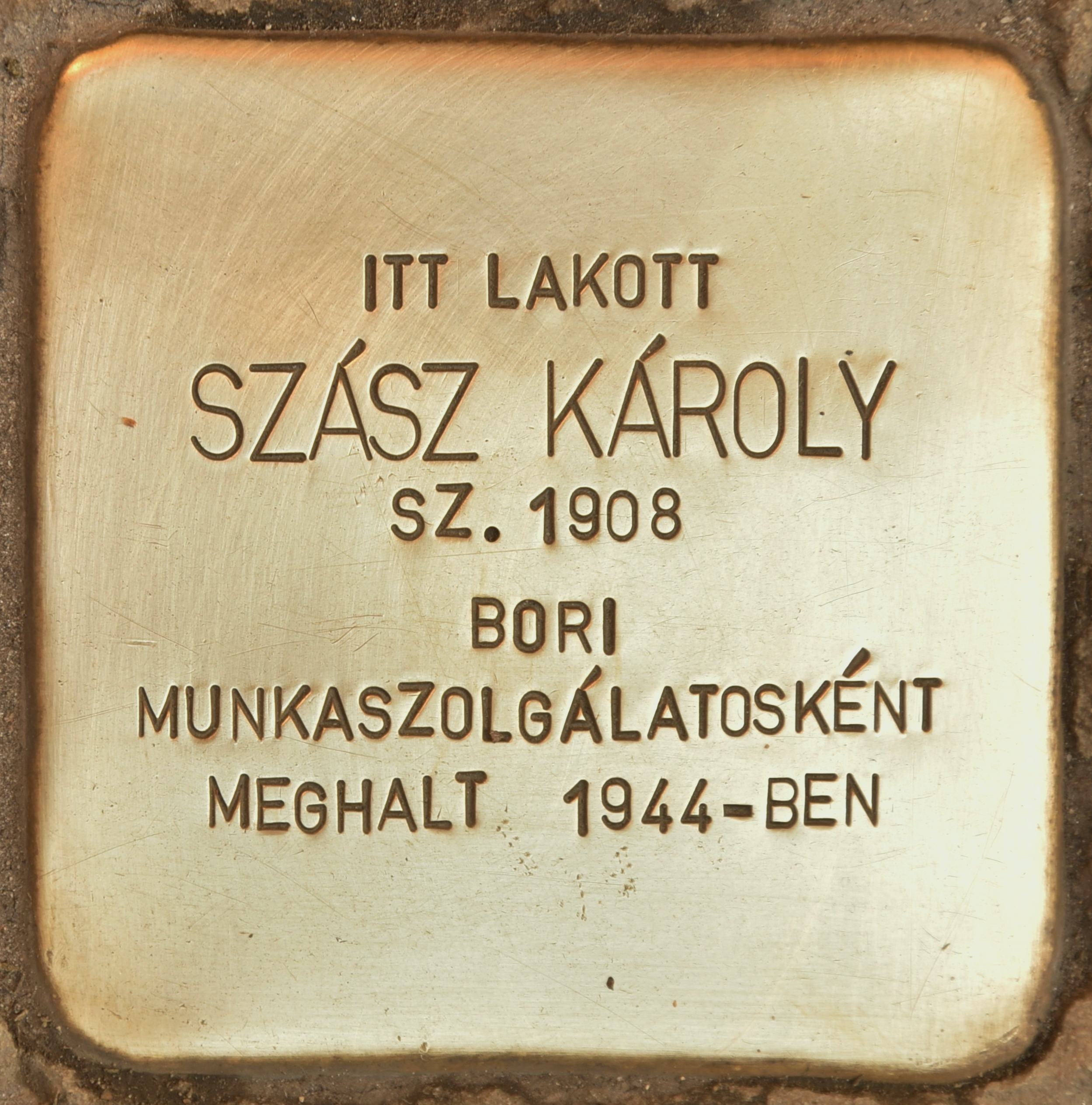
Szász Károly, Dohány utca 16.
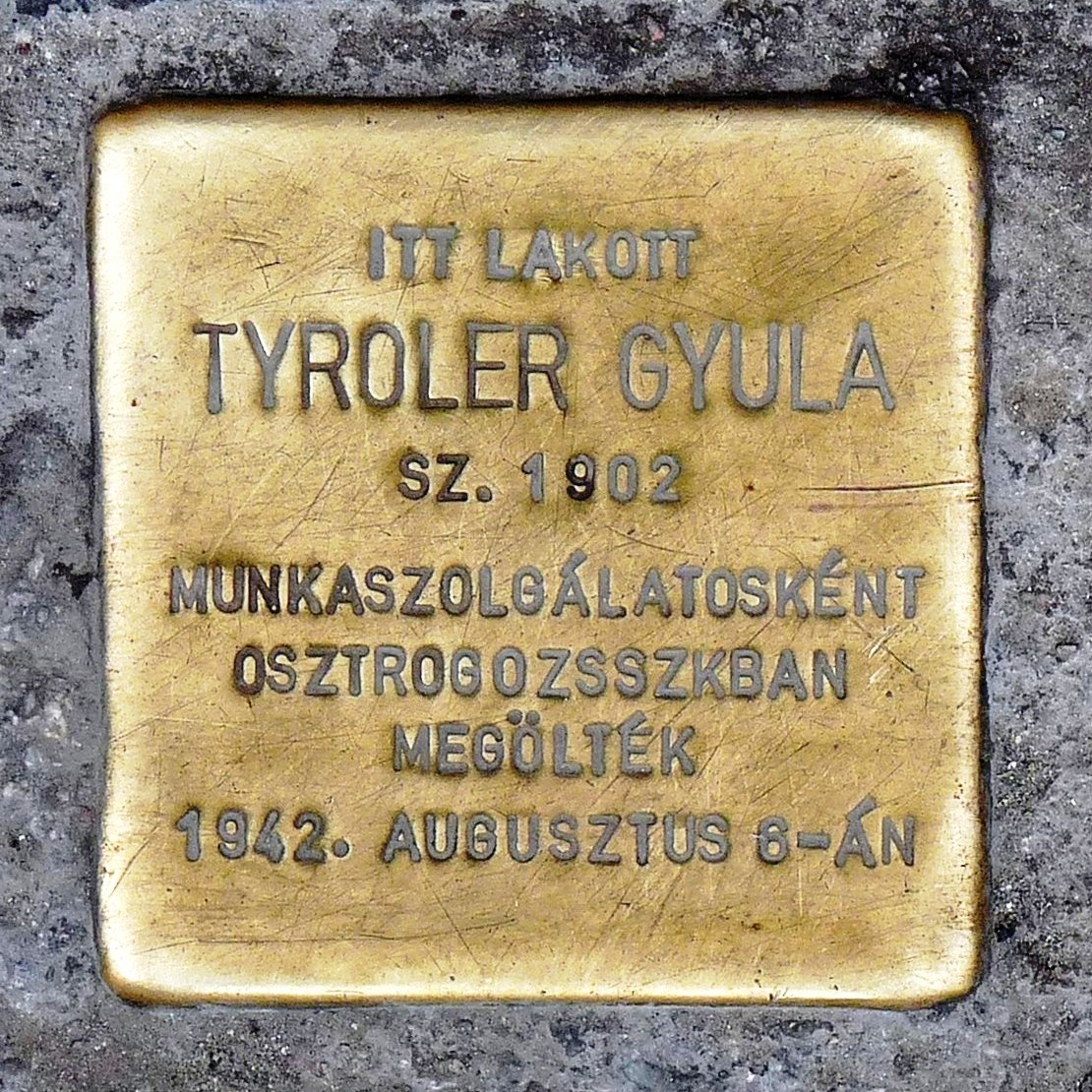
Tyroler Gyula, Rumbach Sebestyén utca 7.
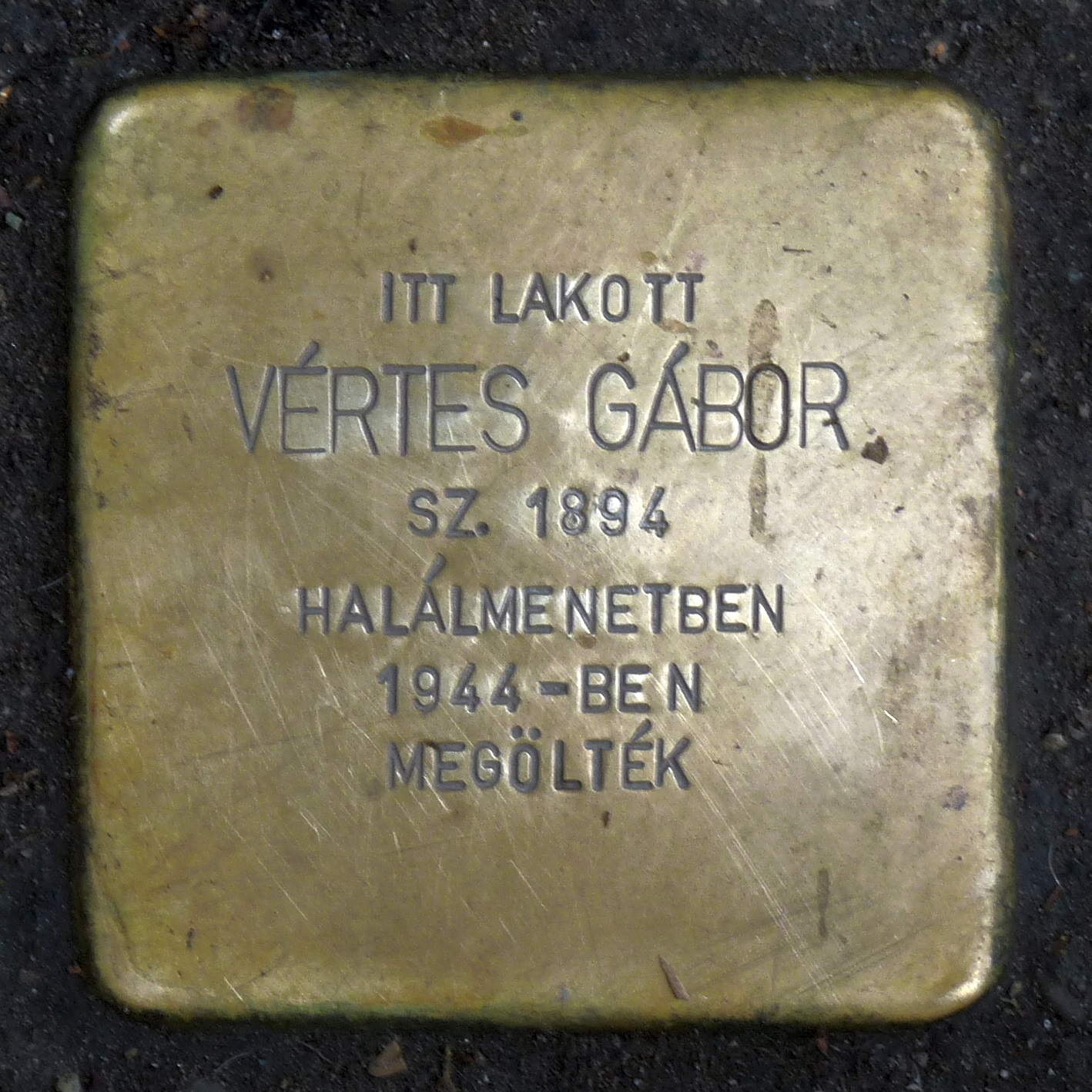
Vértes Gábor, István utca 38.
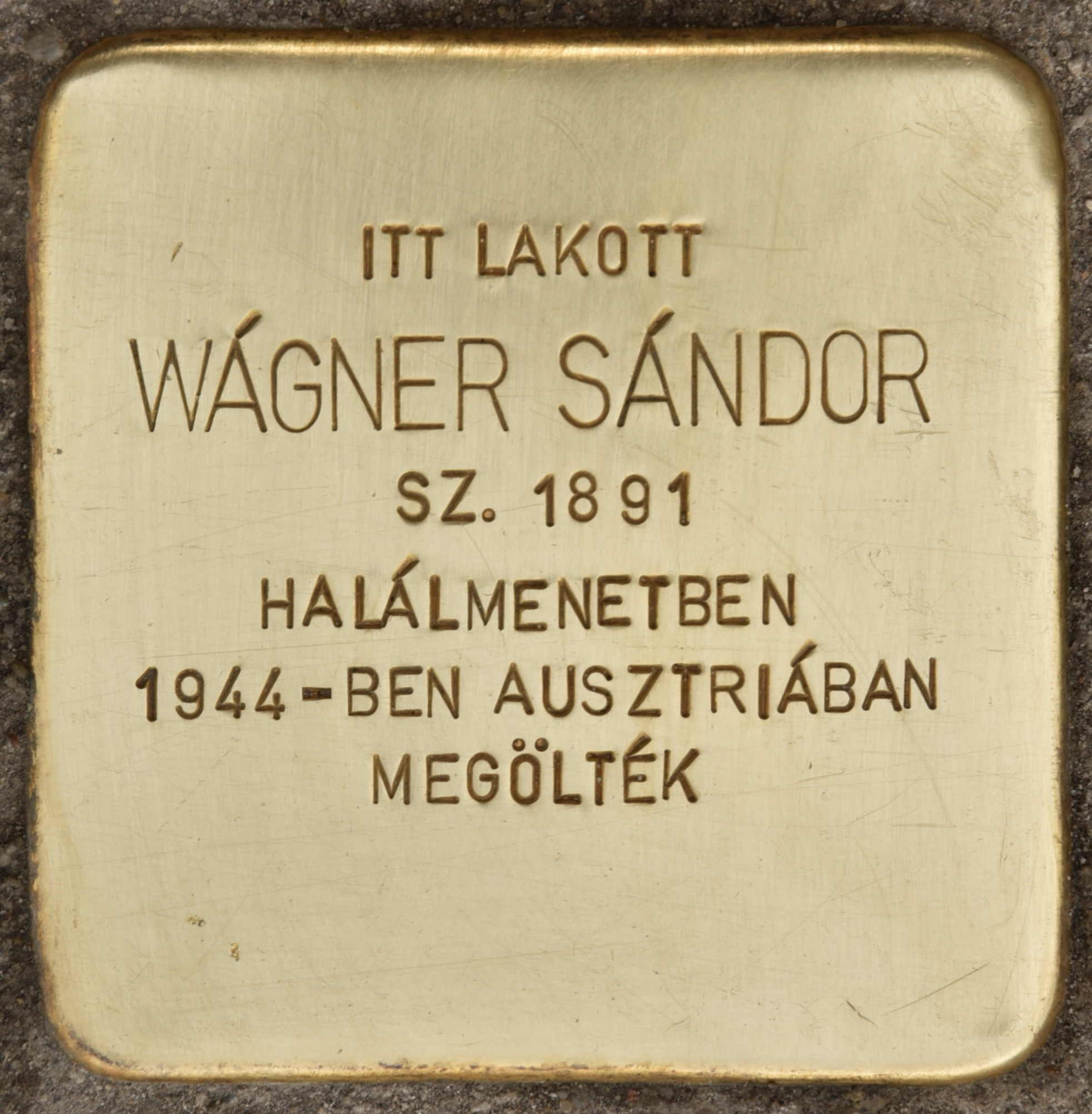
Wágner Sándor, Dózsa György út 64.
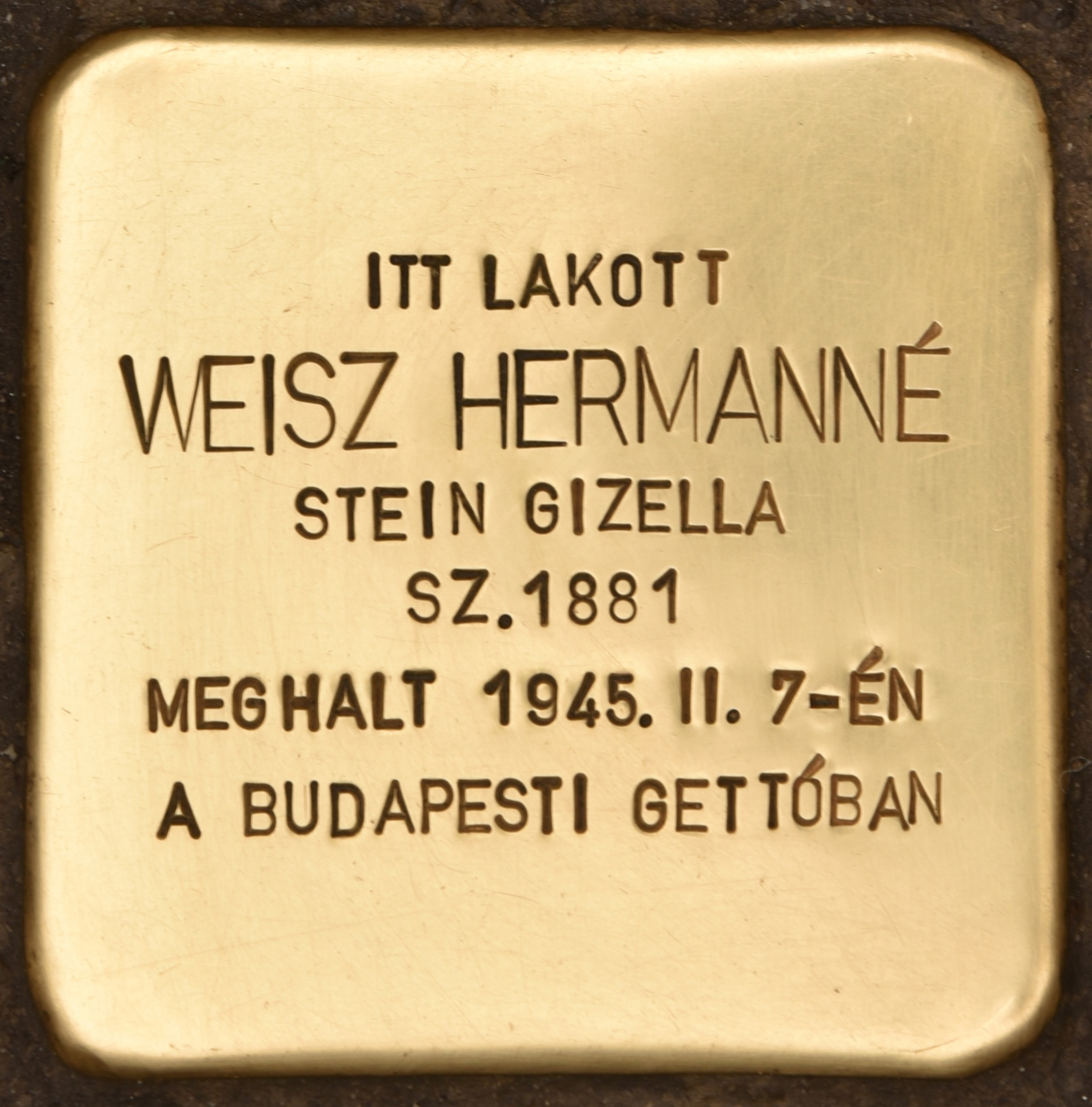
Weisz Hermanné, Wesselényi utca 27.
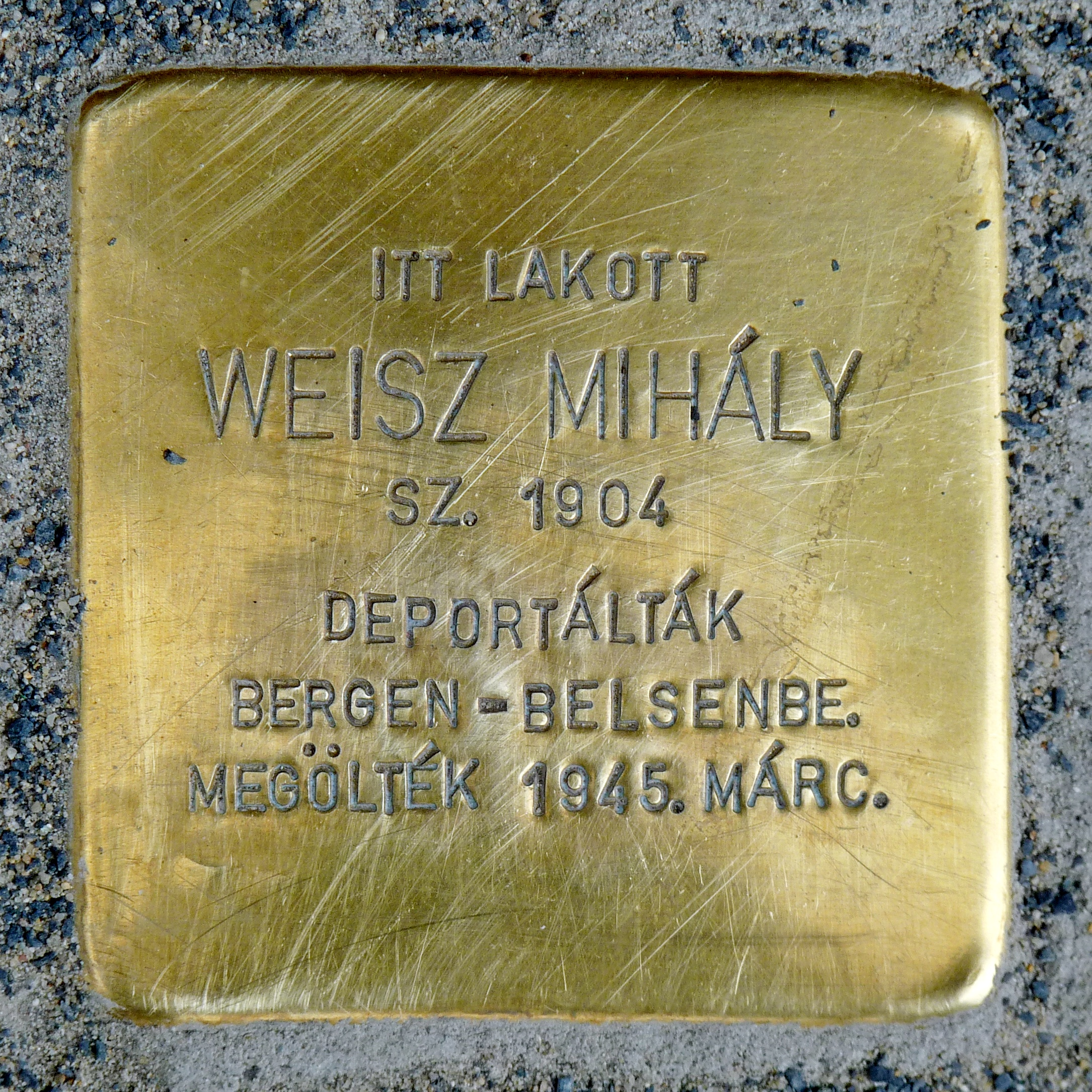
Weisz Mihály,
Dohány utca 81.

### Budapest VIII. kerülete

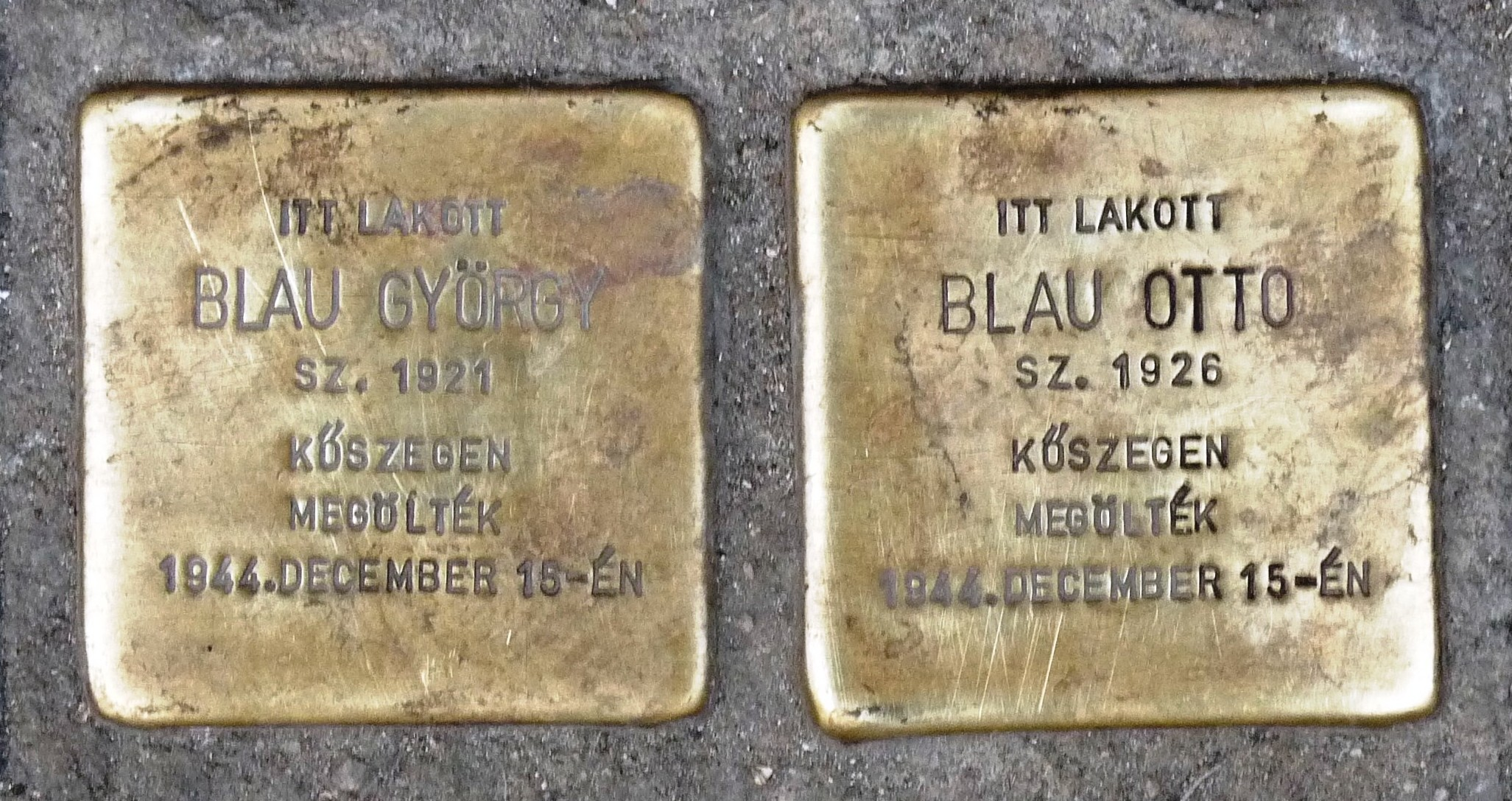
Blau György és Blau Ottó, Lujza utca 2/B.
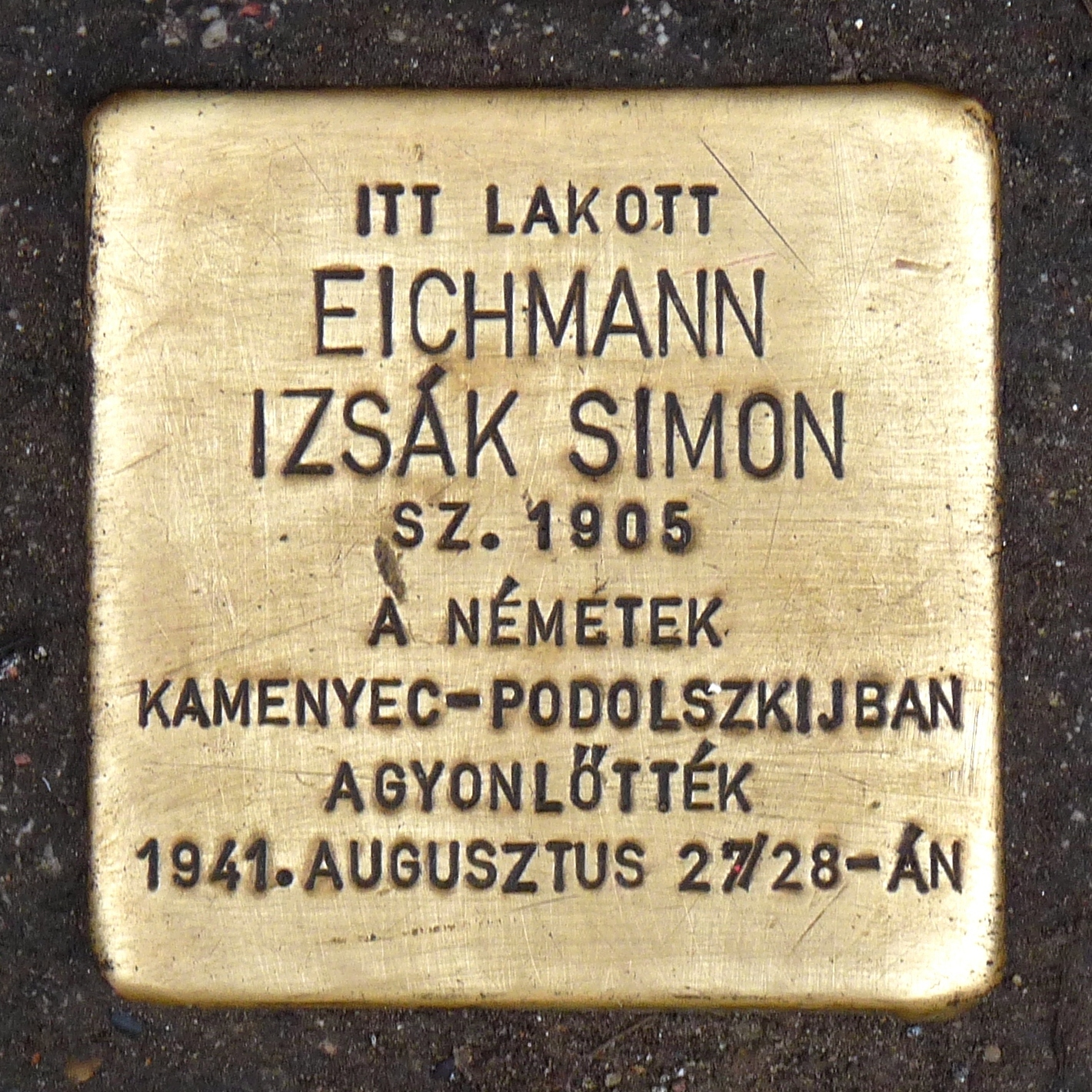
Eichmann Izsák Simon, Lujza utca 38.
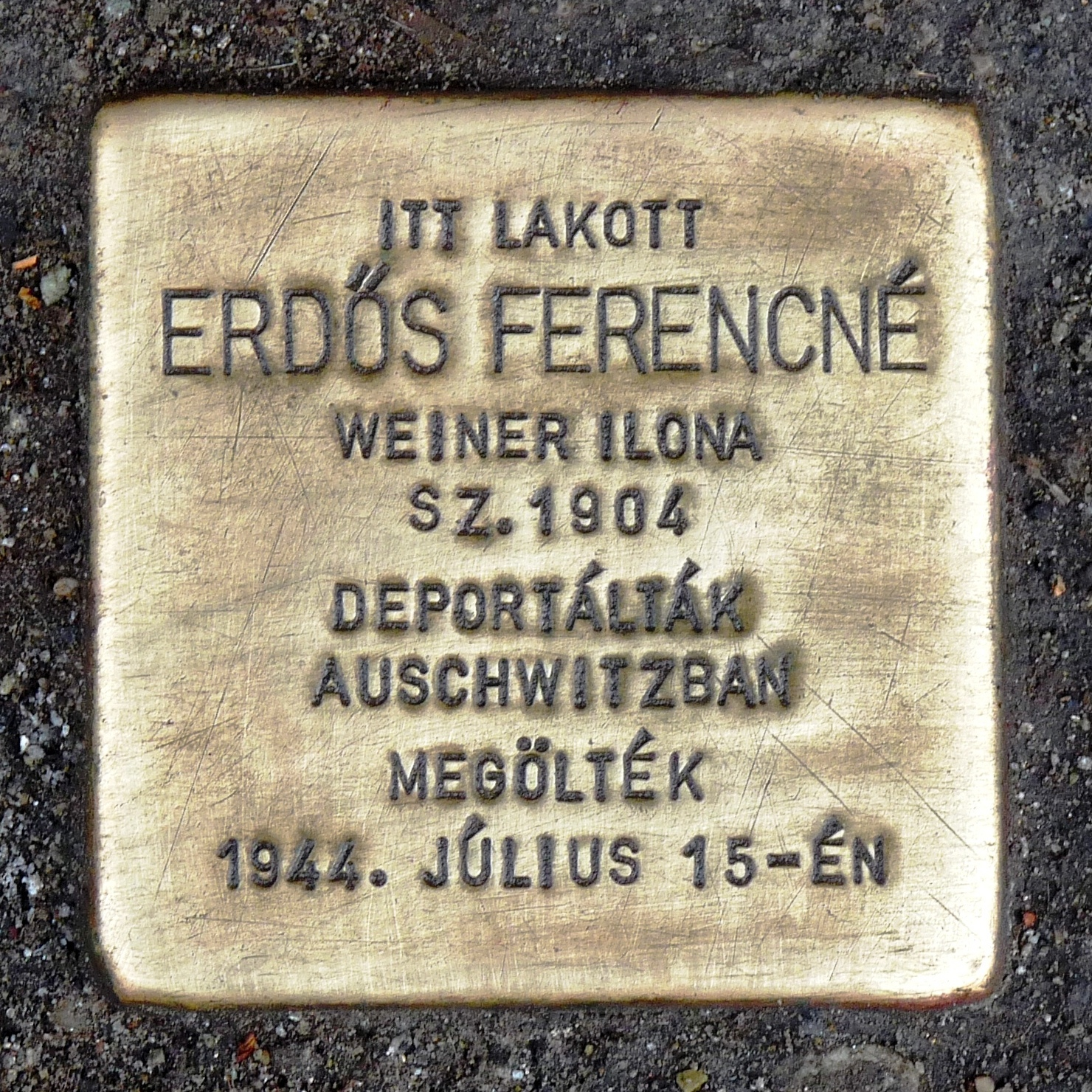
Erdős Ferencné, Kenyérmező utca 8.
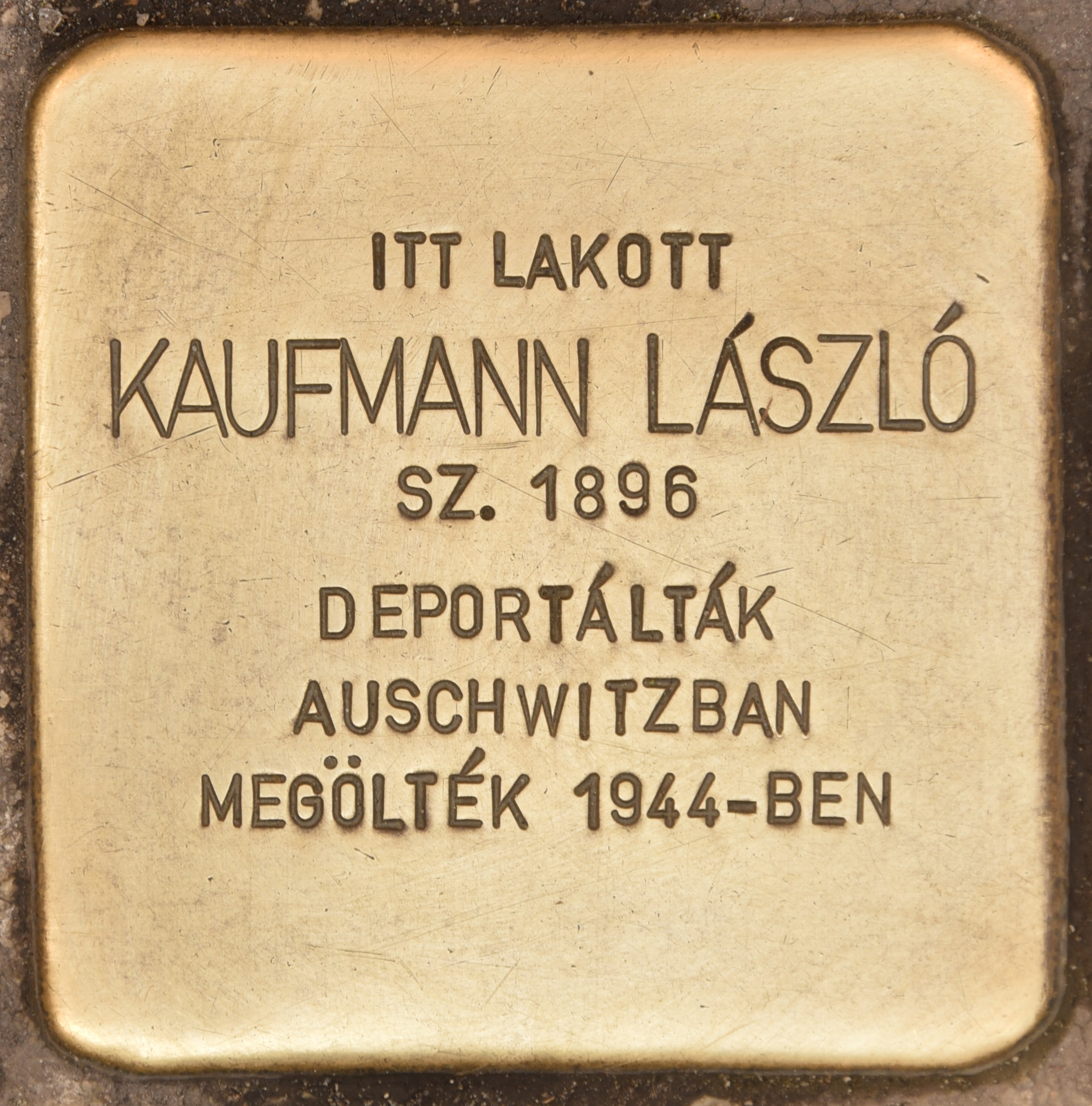
Kaufmann László, Nagy Fuvaros utca 3.
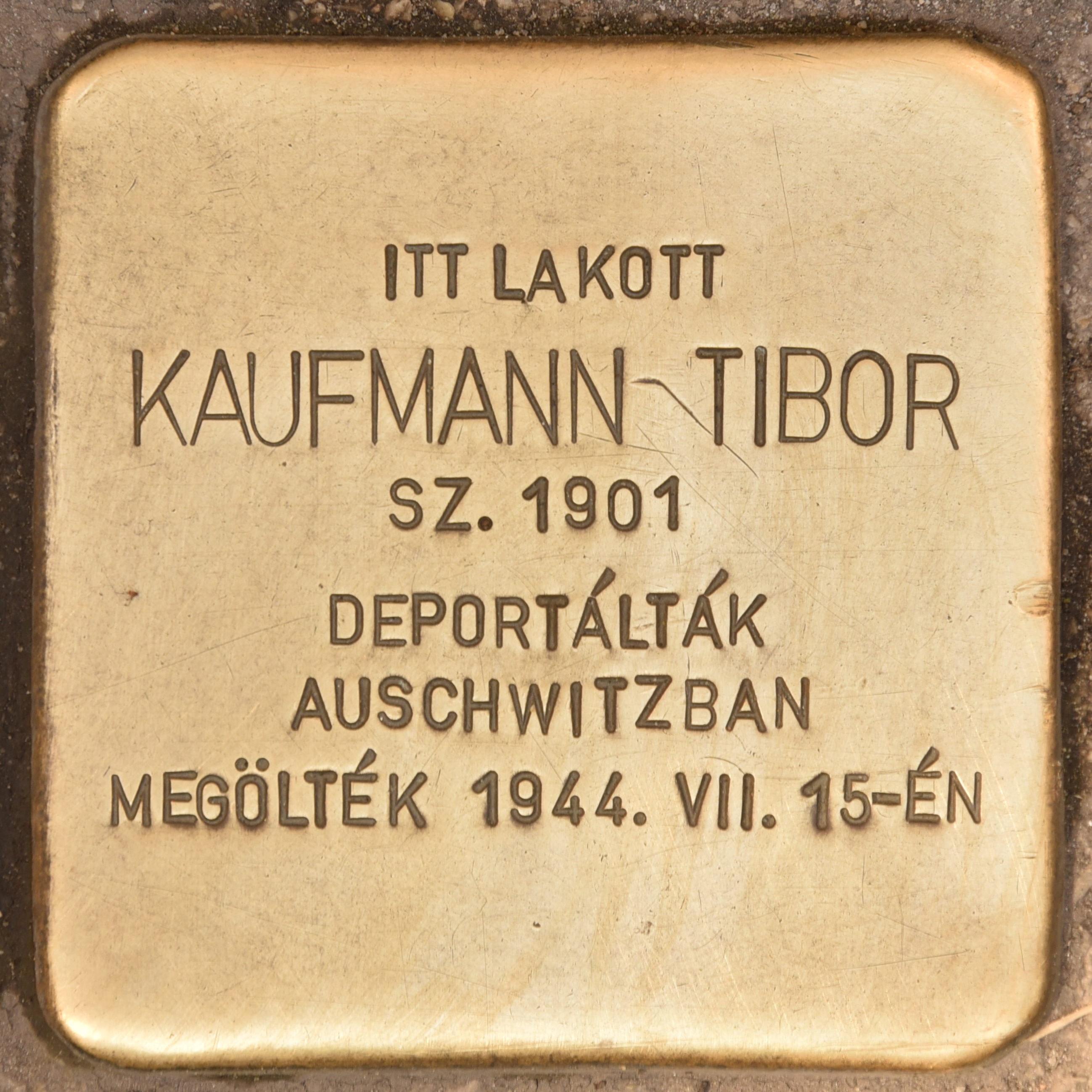
Kaufmann Tibor, Nagy Fuvaros utca 3.
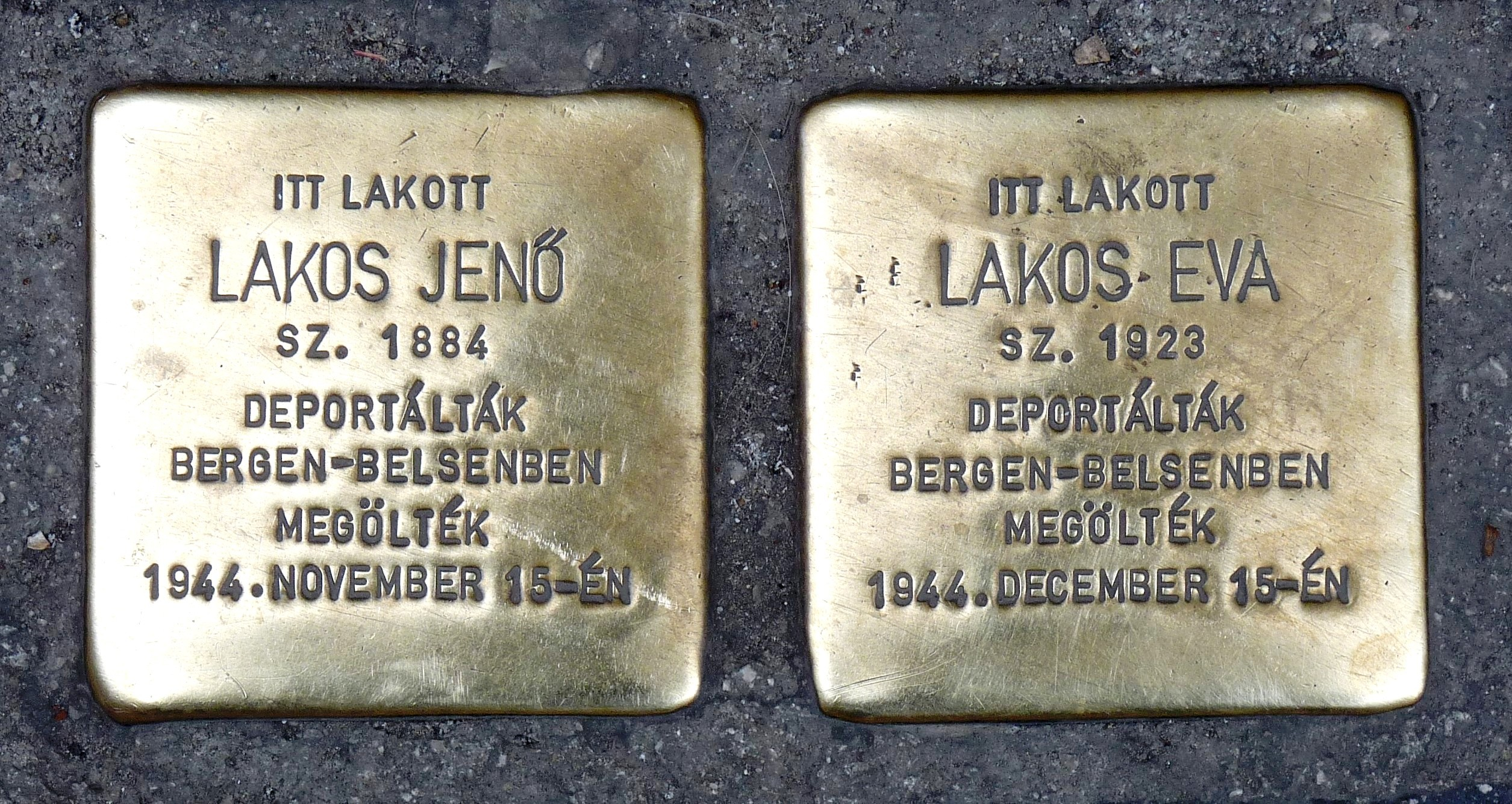
Lakos Jenő és Lakos Éva, Kis Stáció utca 1.
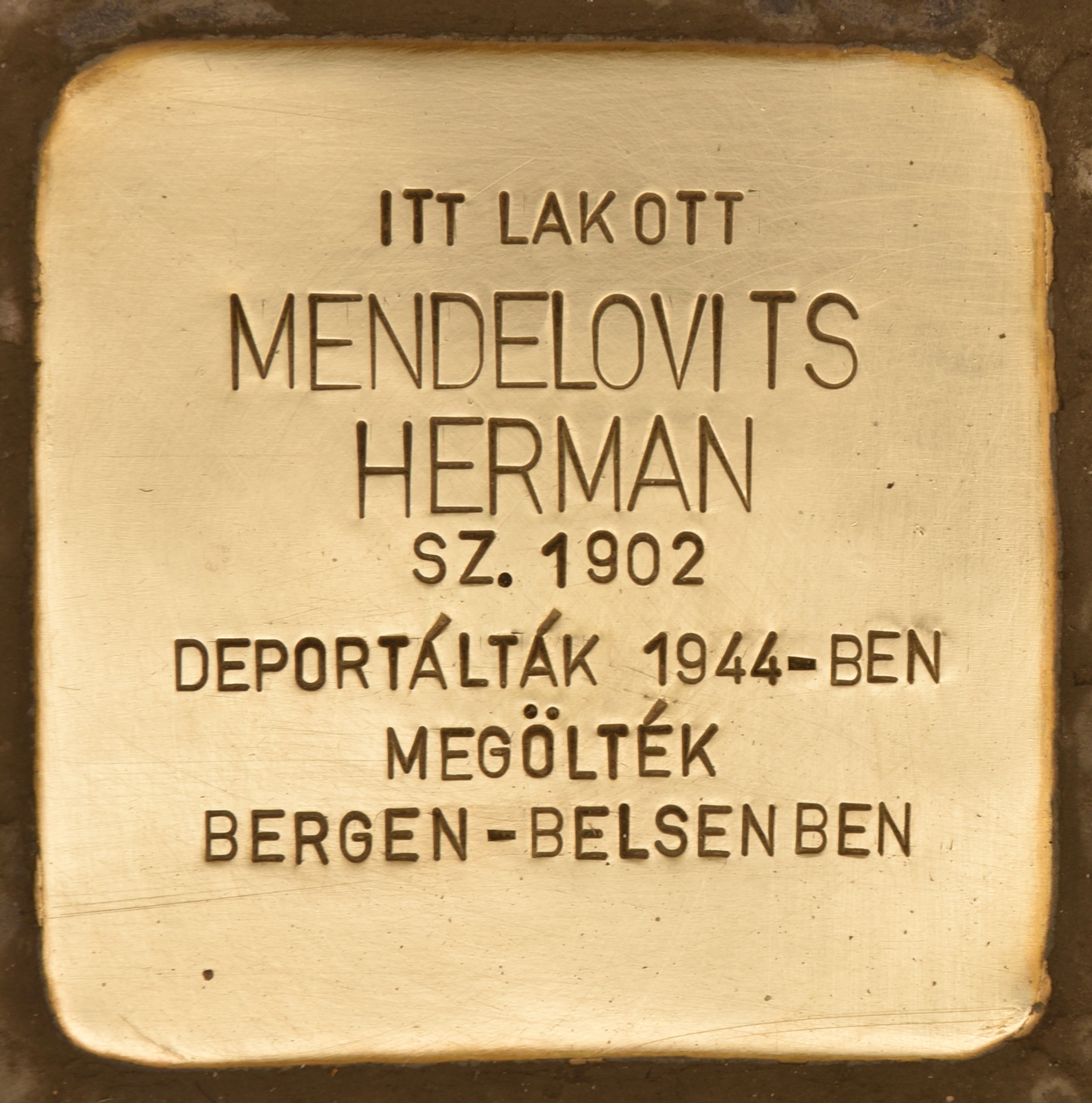
Mendelovits Herman, Lujza utca 6.
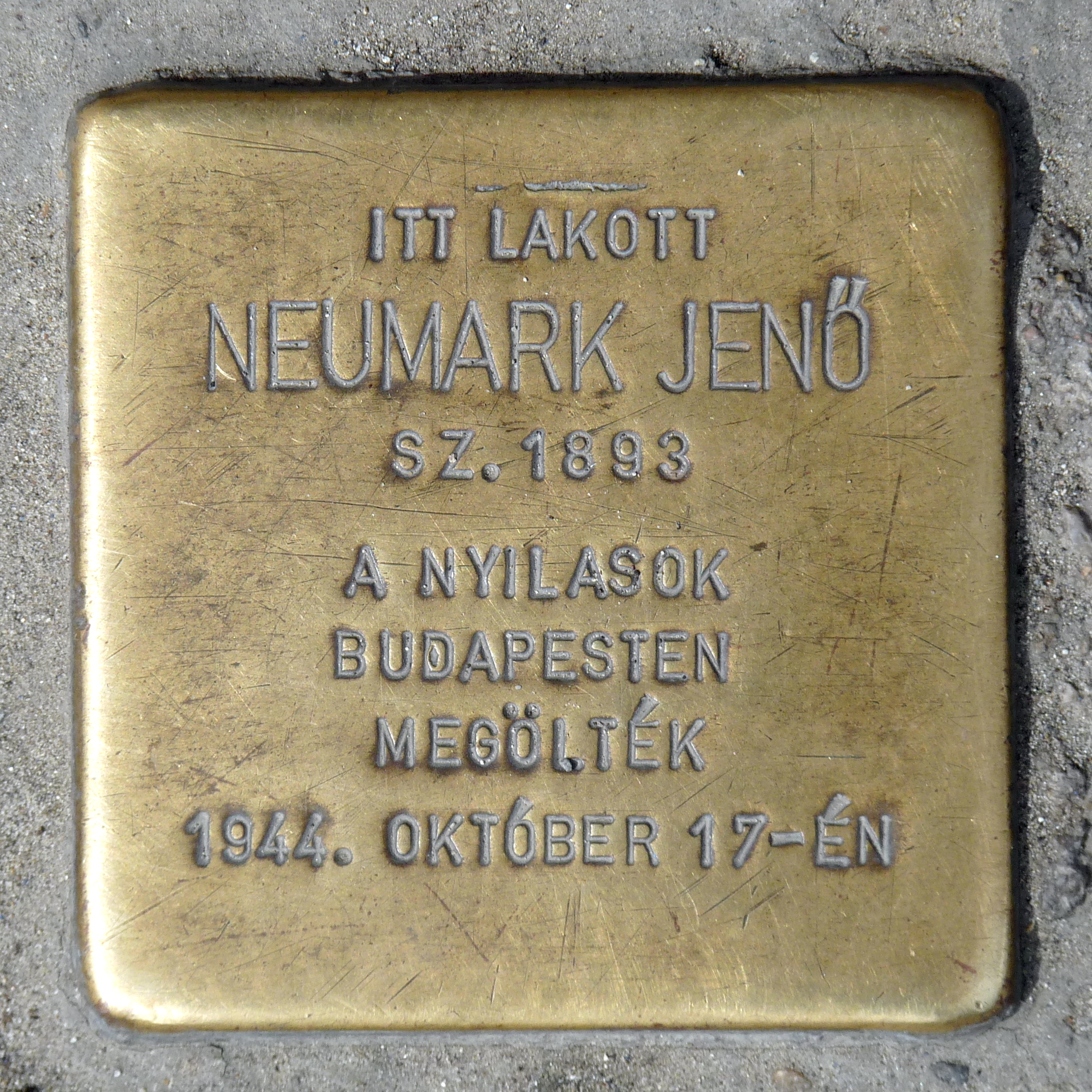
Neumark Jenő, Karácsony Sándor utca 21.
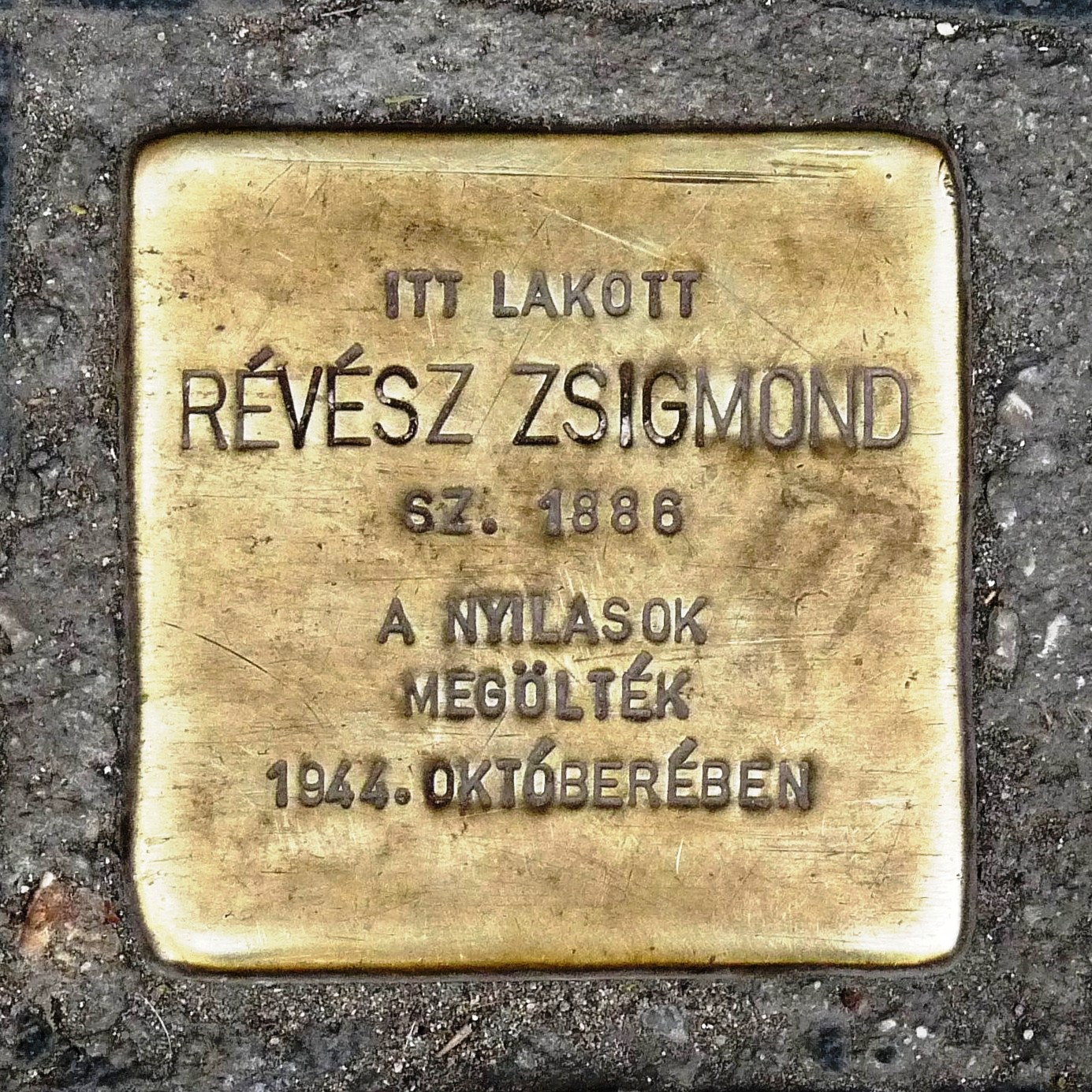
Révész Zsigmond, Nagy Fuvaros utca 18.
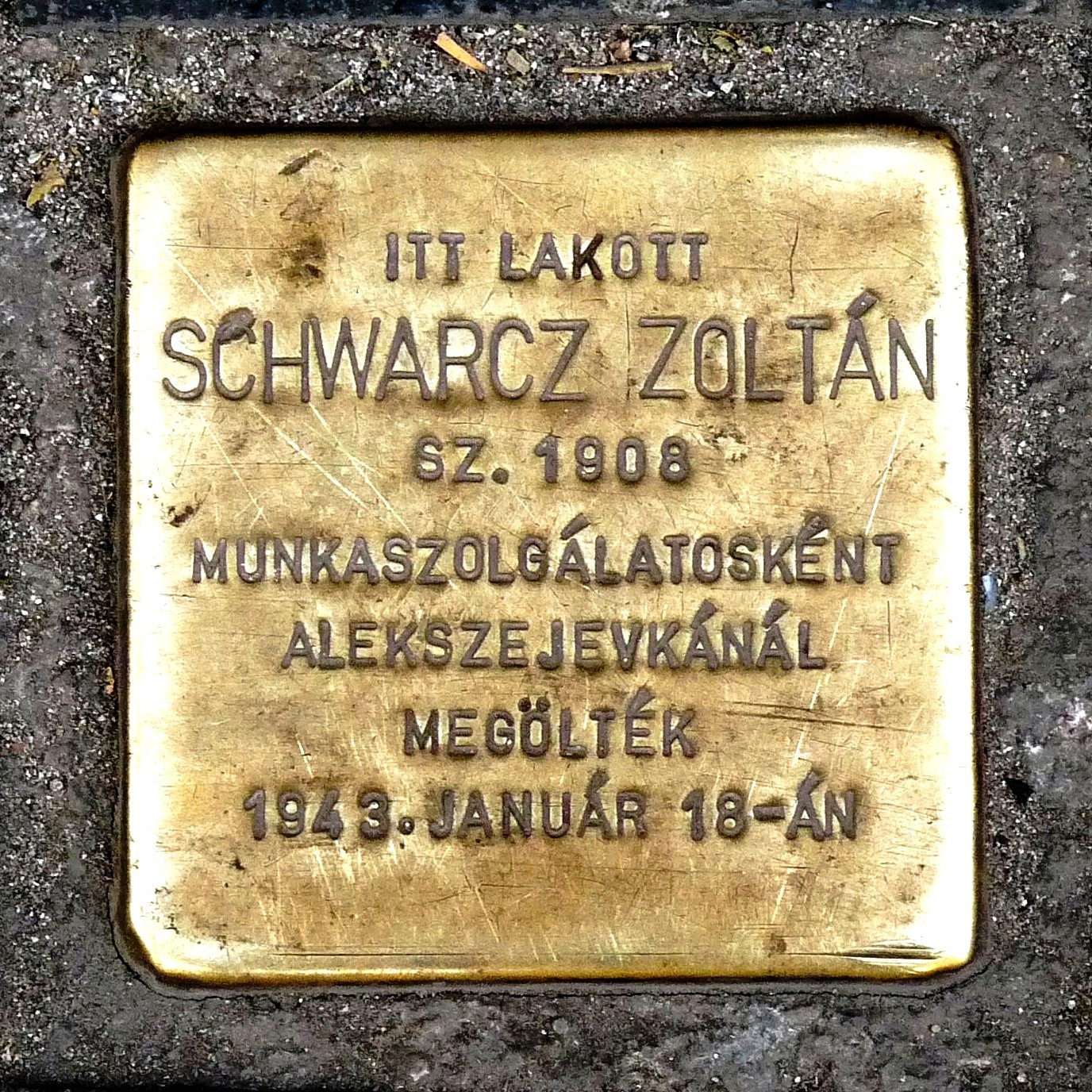
Schwarcz Zoltán, Nagy Fuvaros utca 18.
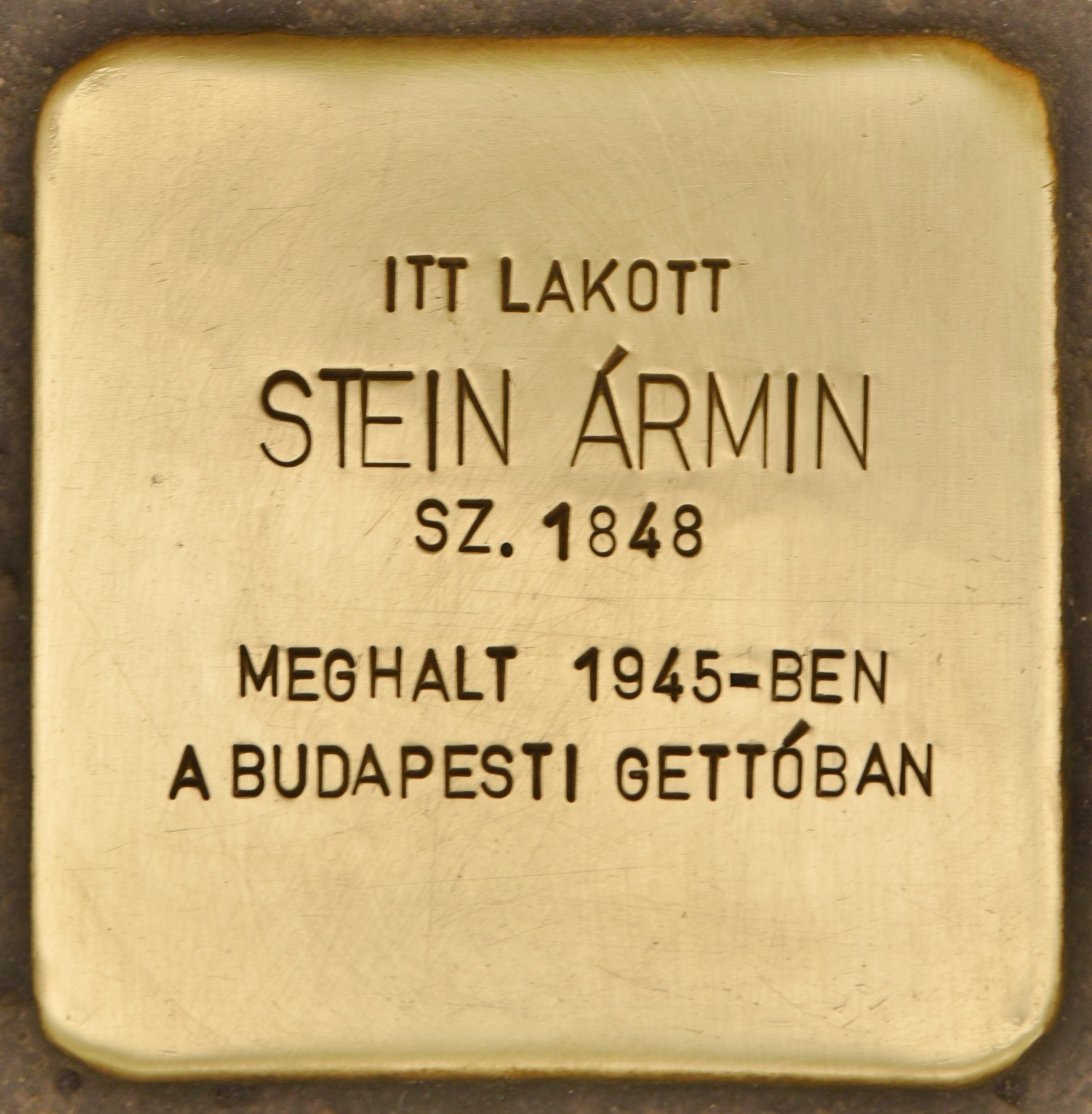
Stein Ármin, József krt. 44.
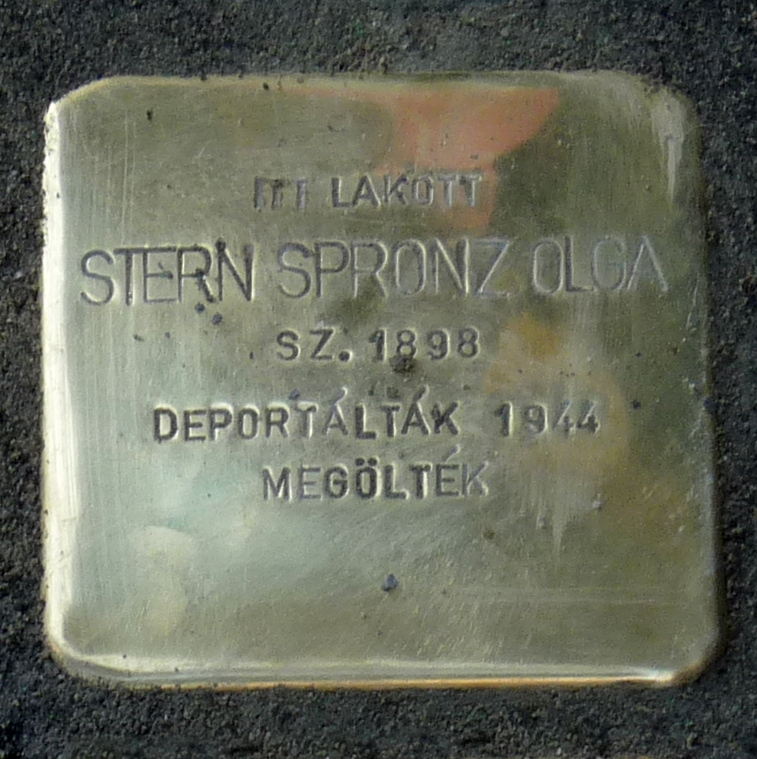
Stern Spronz Olga, Práter utca 75.
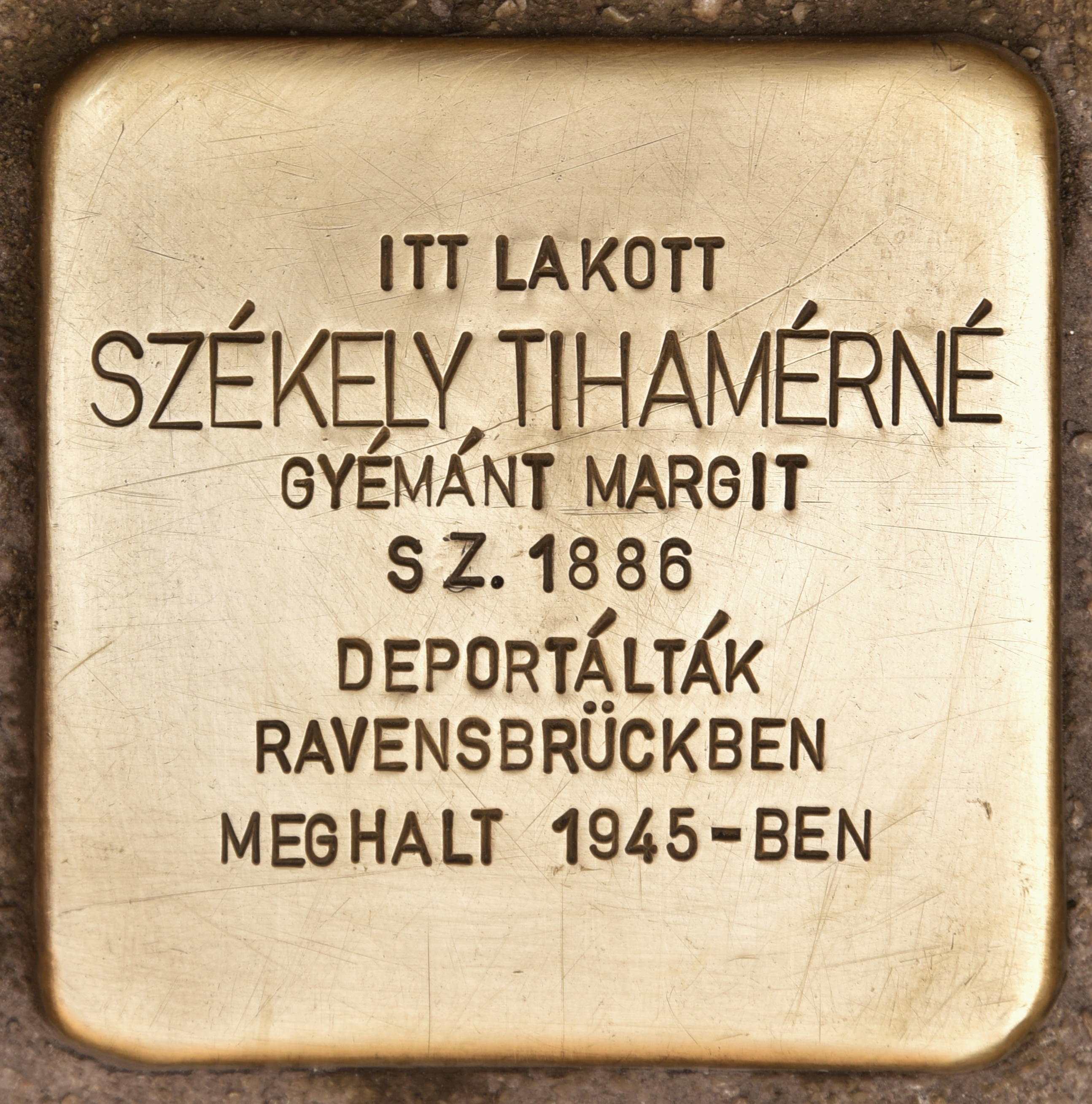
Székely Tihamérné, Vay Ádám utca 8.
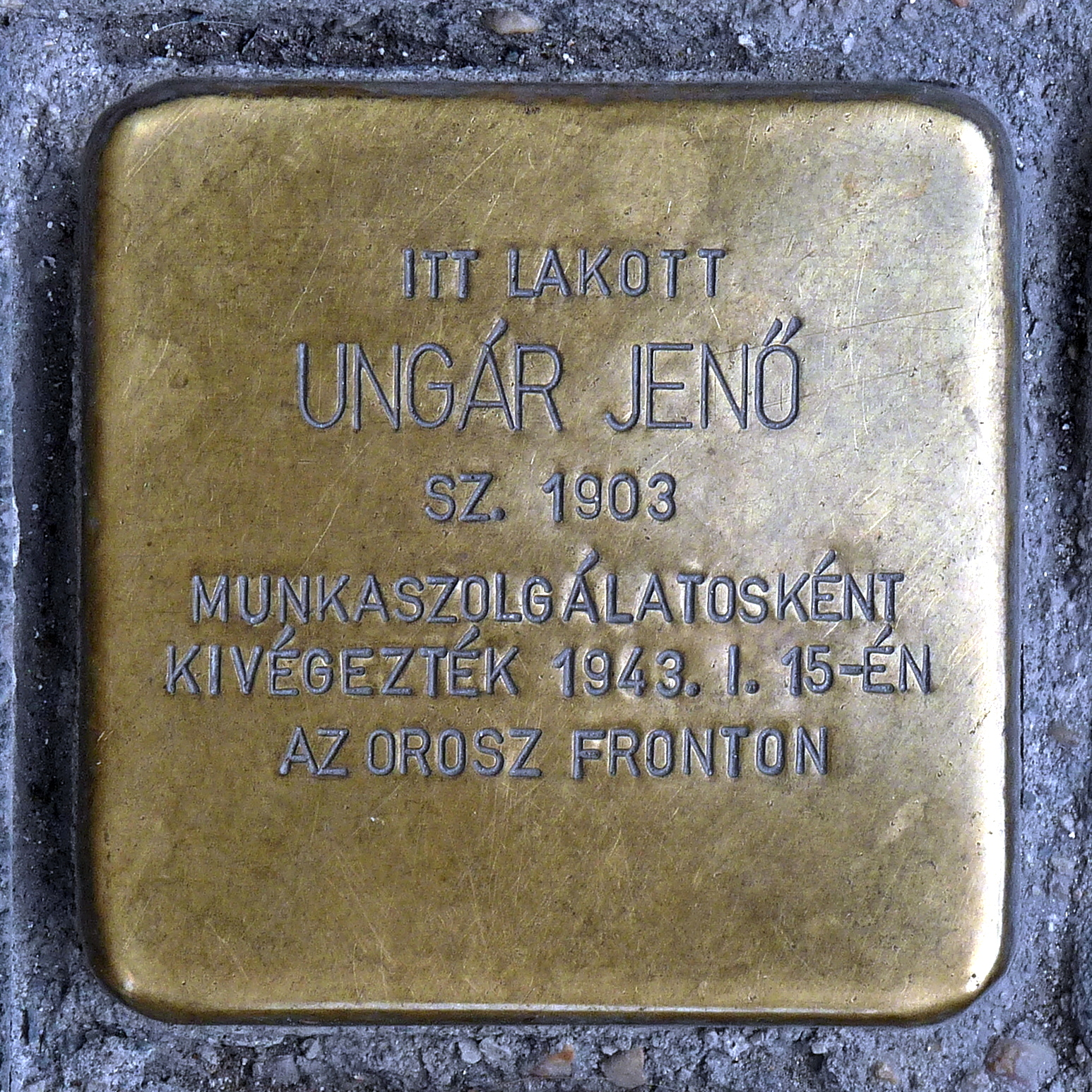
Ungár Jenő, Auróra utca 10.
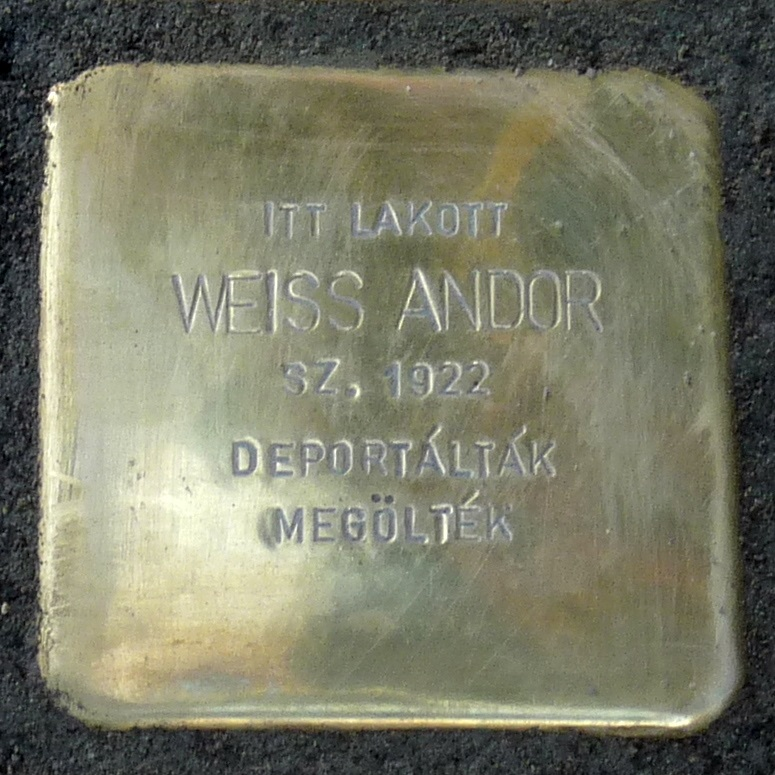
Weiss Andor, Práter utca 75.
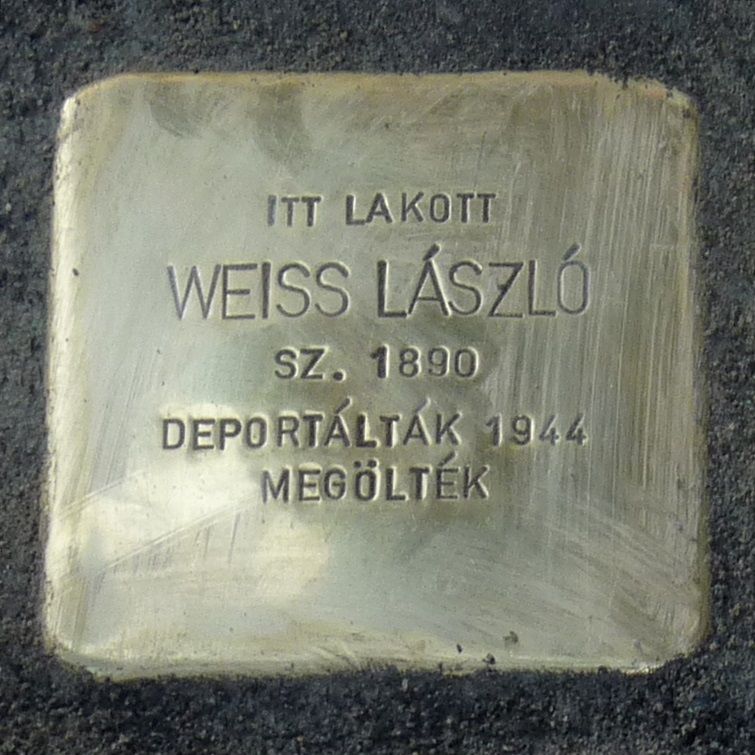
Weiss László, Práter utca 75.
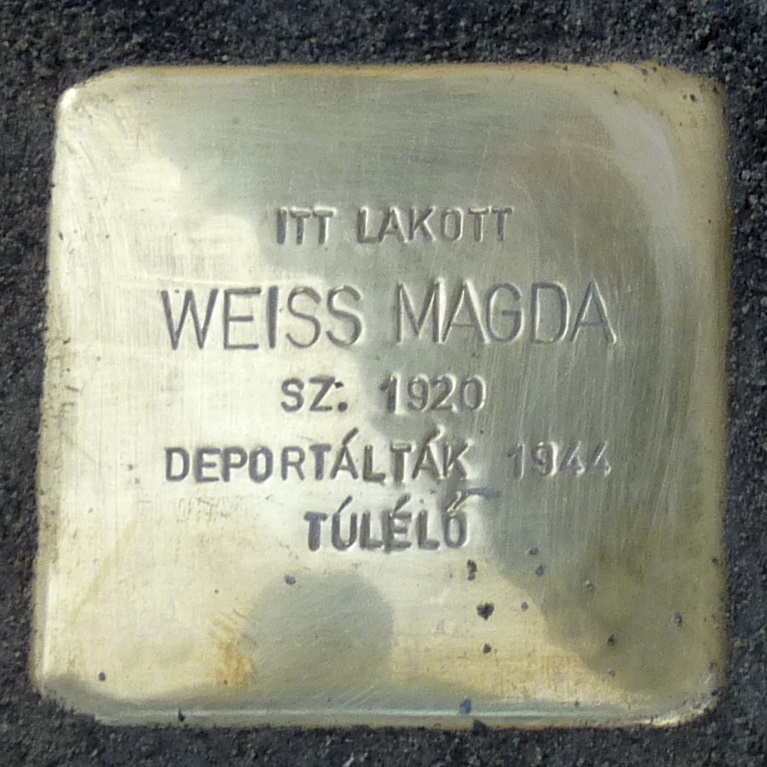
Weiss Magda, Práter utca 75.
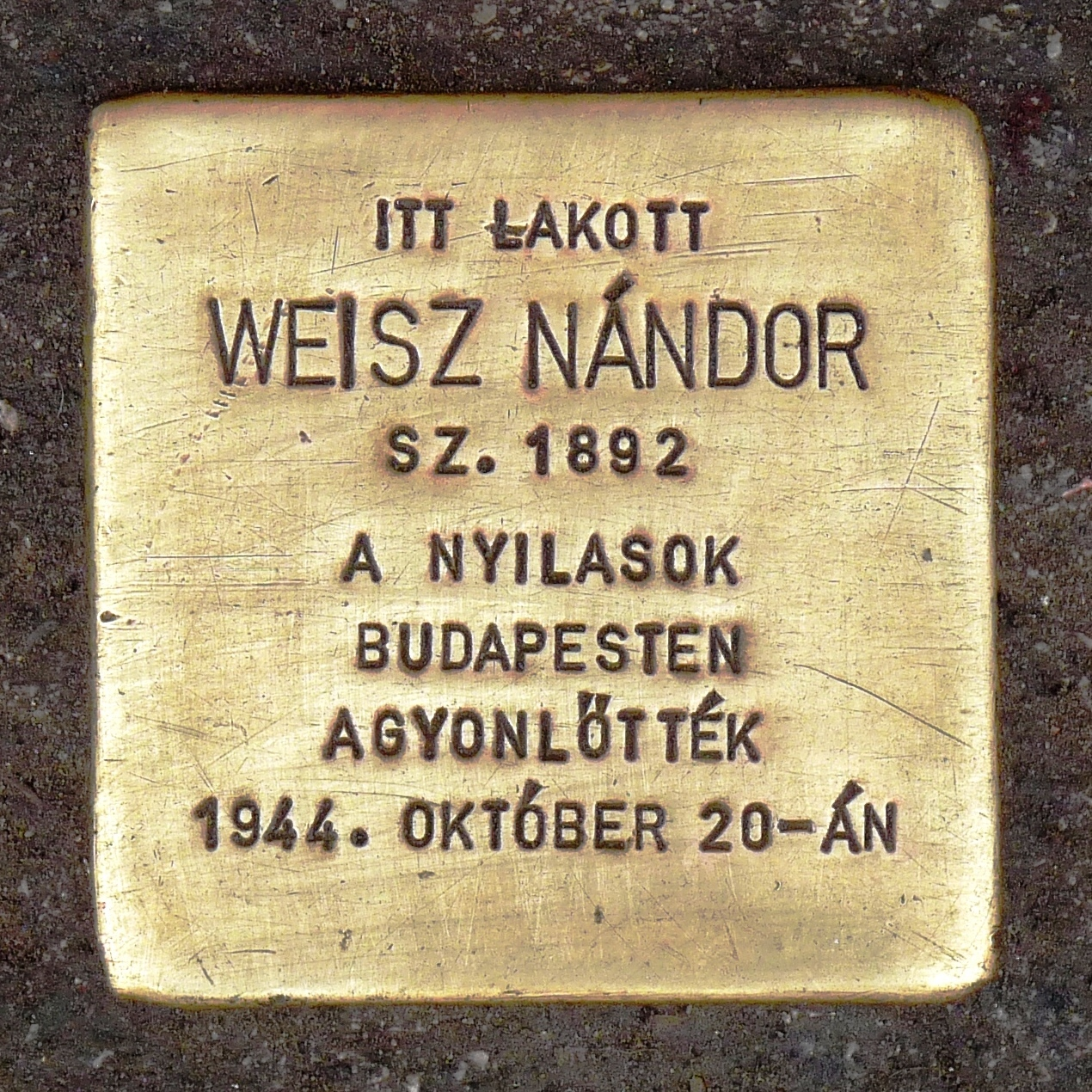
Weisz Nándor,
Dobozi utca 7-9.

### Budapest IX. kerülete

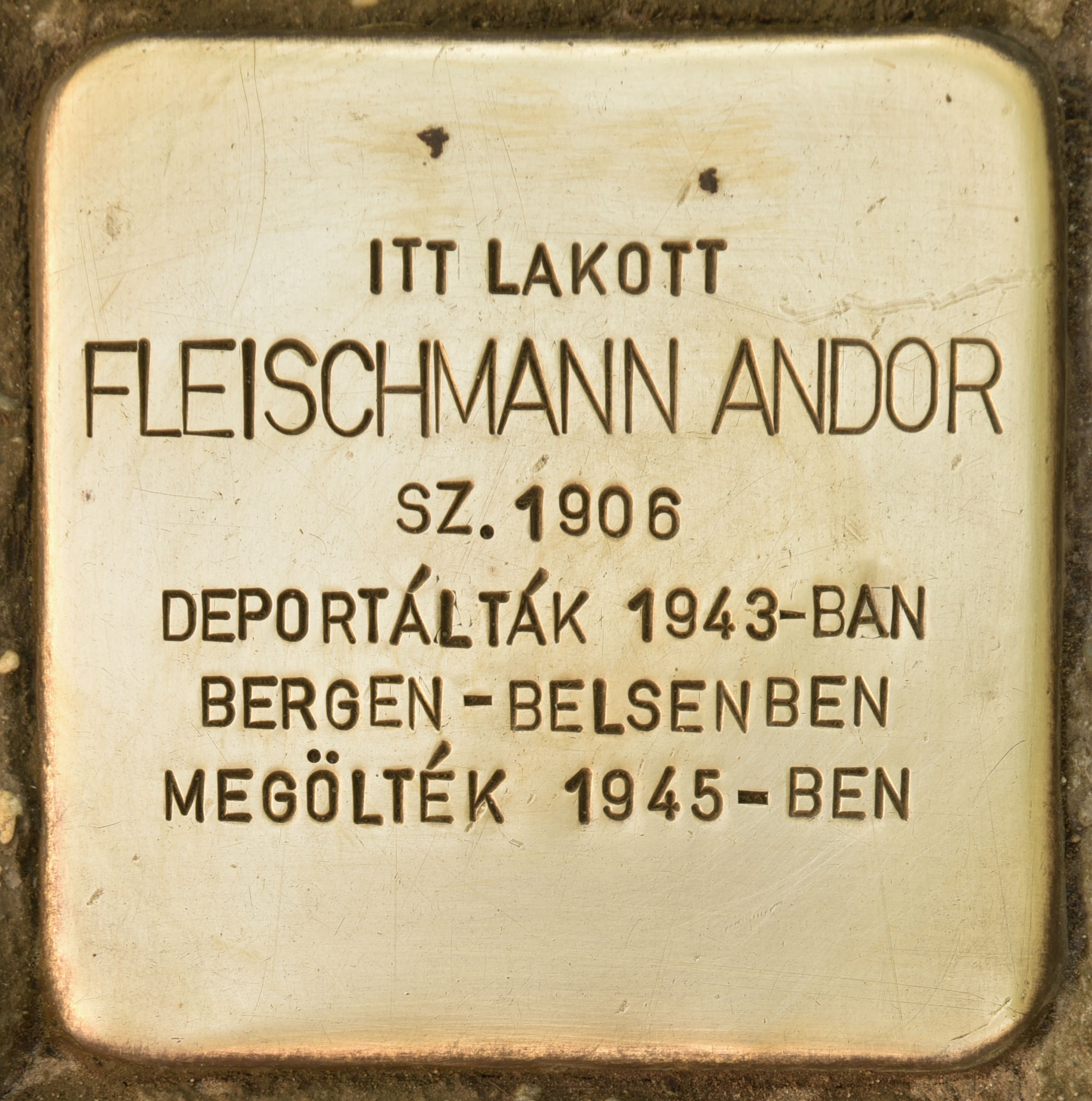
Fleischmann Andor, Lenhossék utca/Vendel utca.
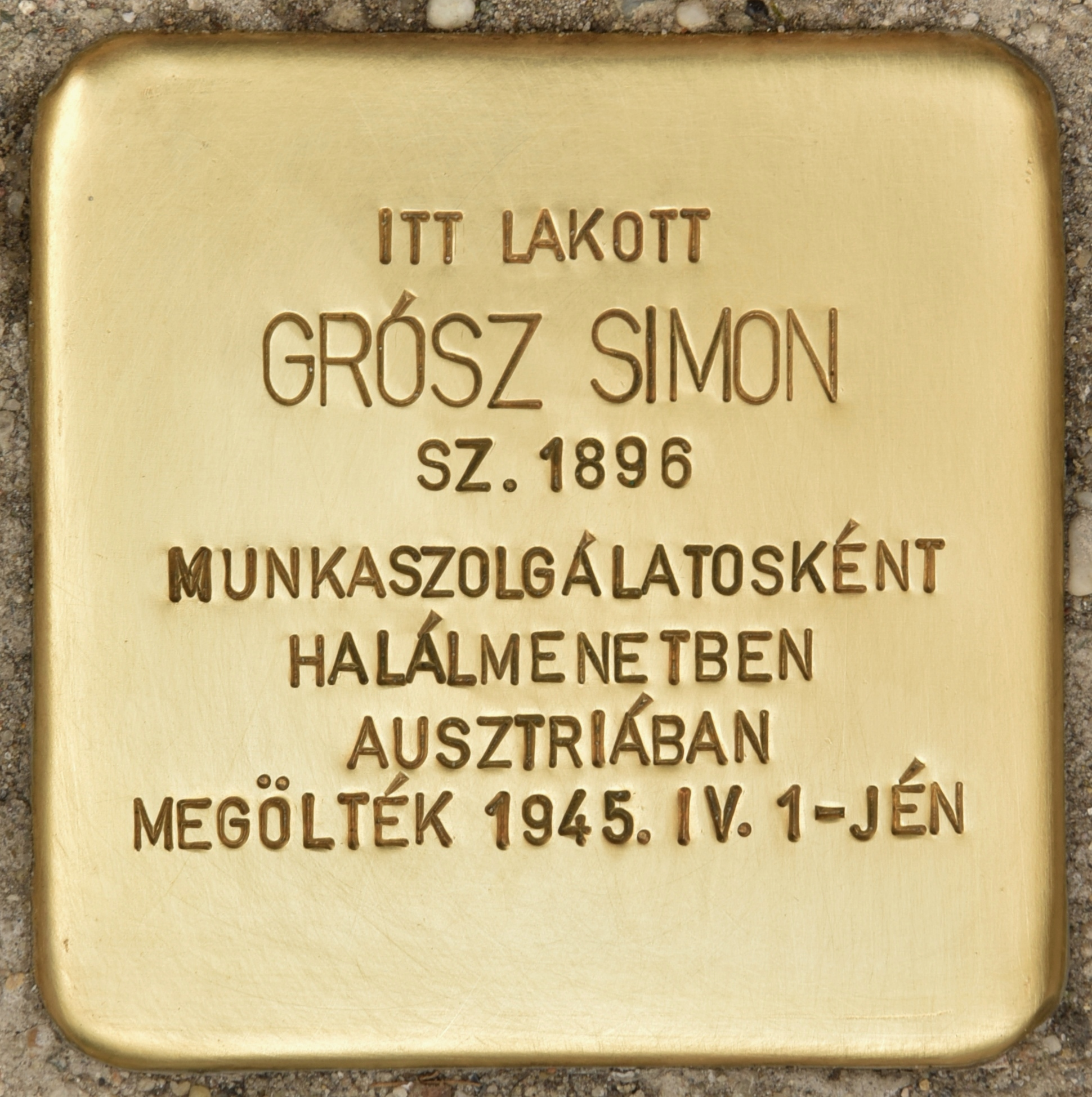
Grósz Simon, Ráday utca 40.
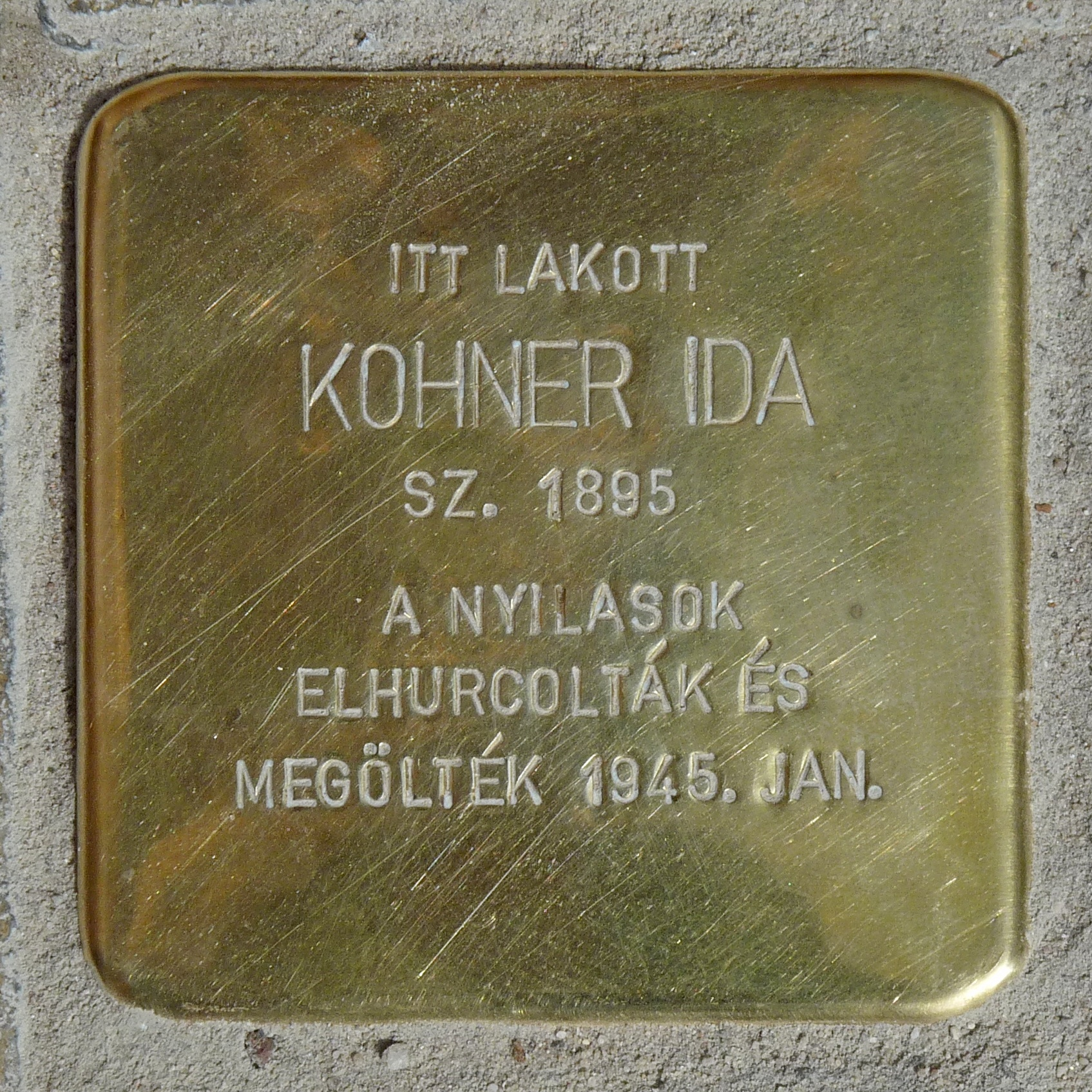
Kohner Ida, Ráday utca 8.
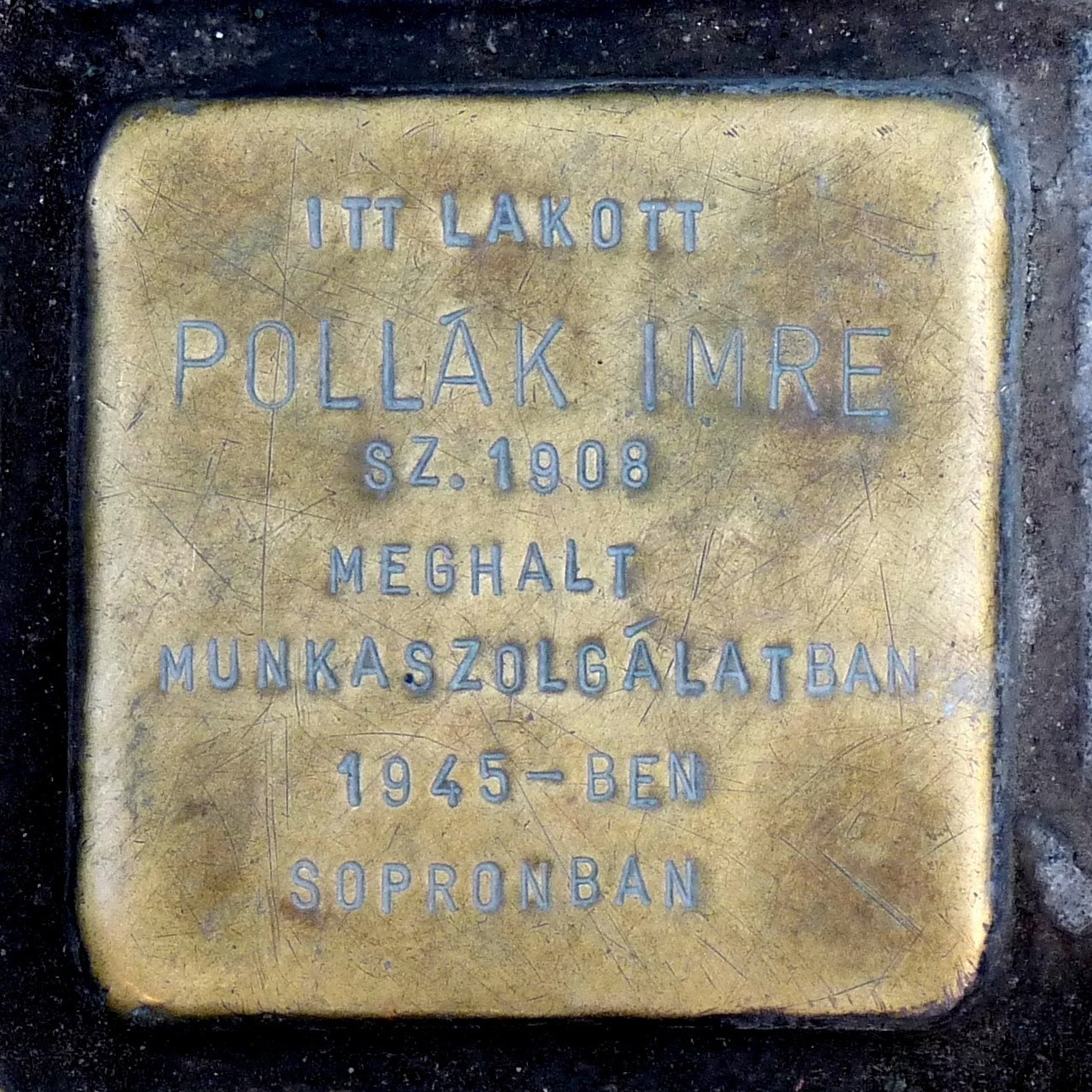
Pollák Imre Ráday utca 31/B.
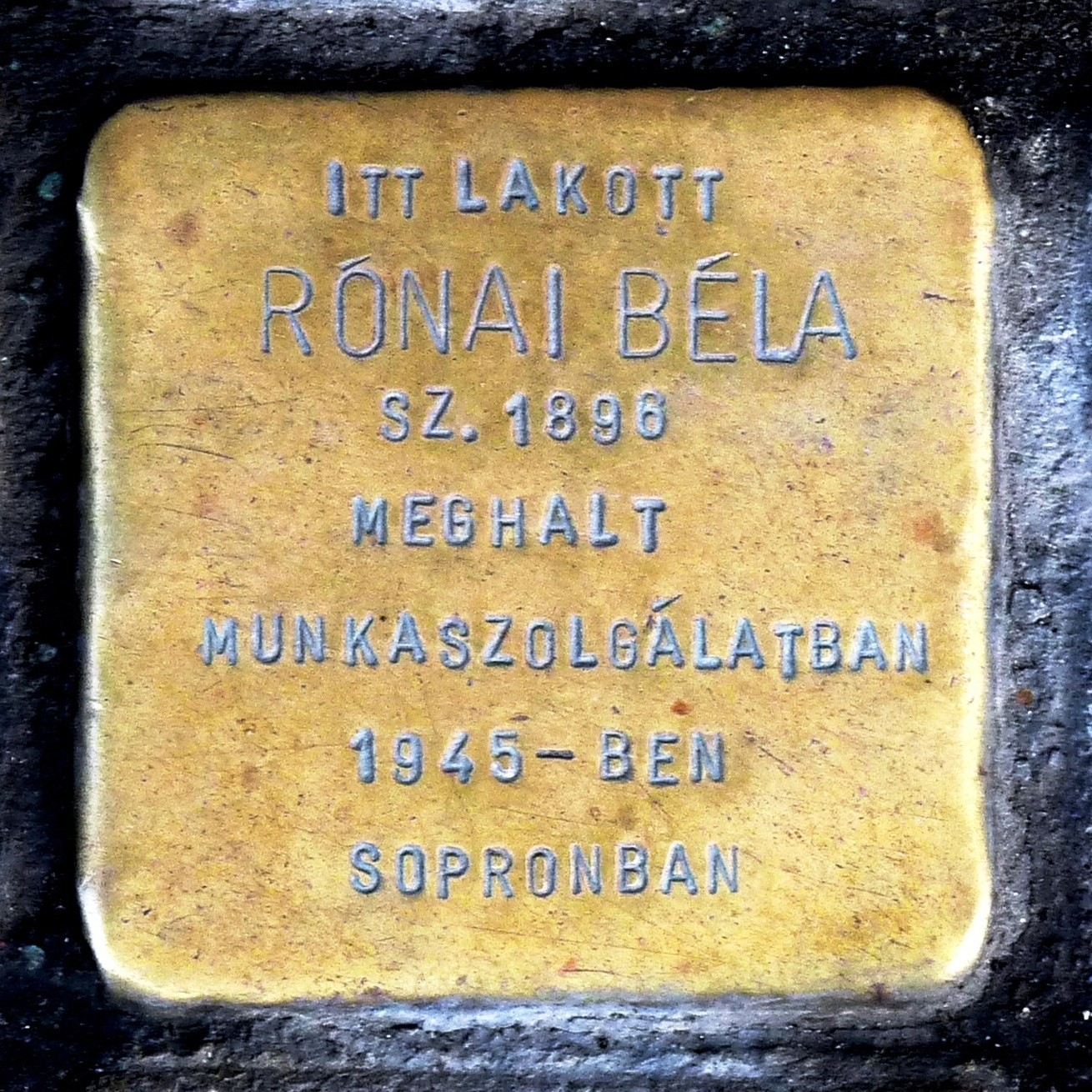
Rónai Béla Ráday utca 54.
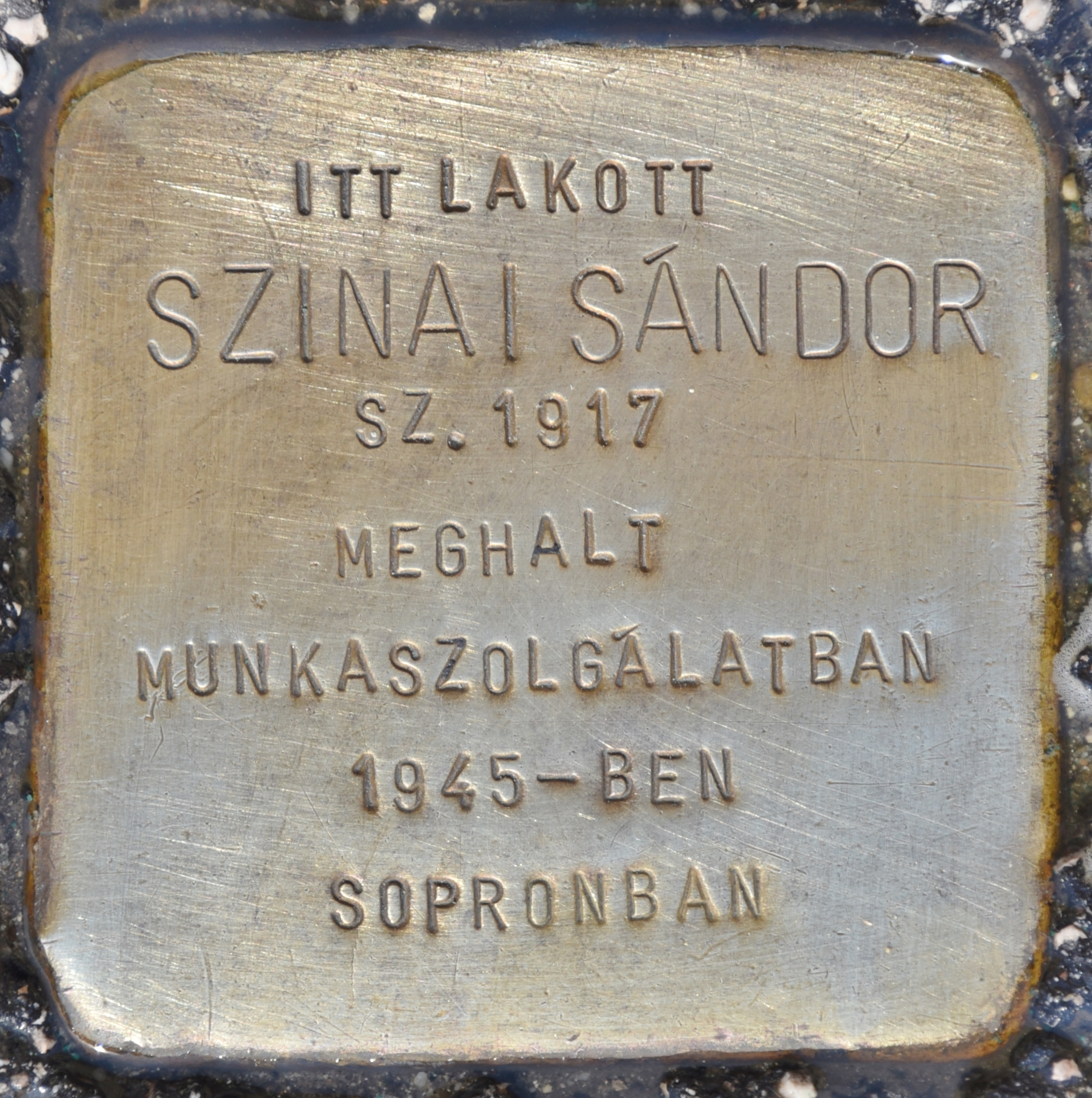
Szinai Sándor Ráday utca 5.
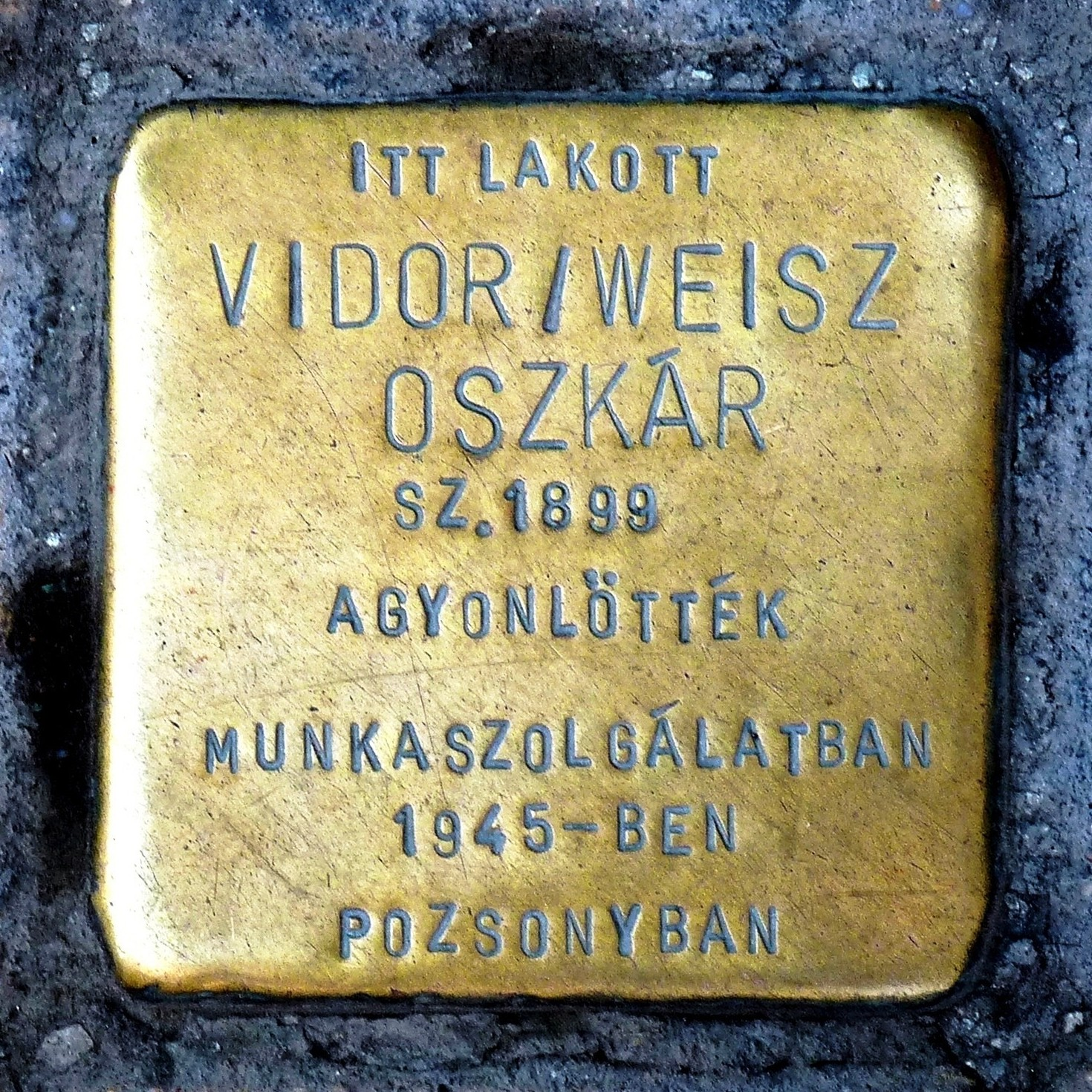
Vidor Oszkár
Ráday utca 25.

### Budapest X. kerülete

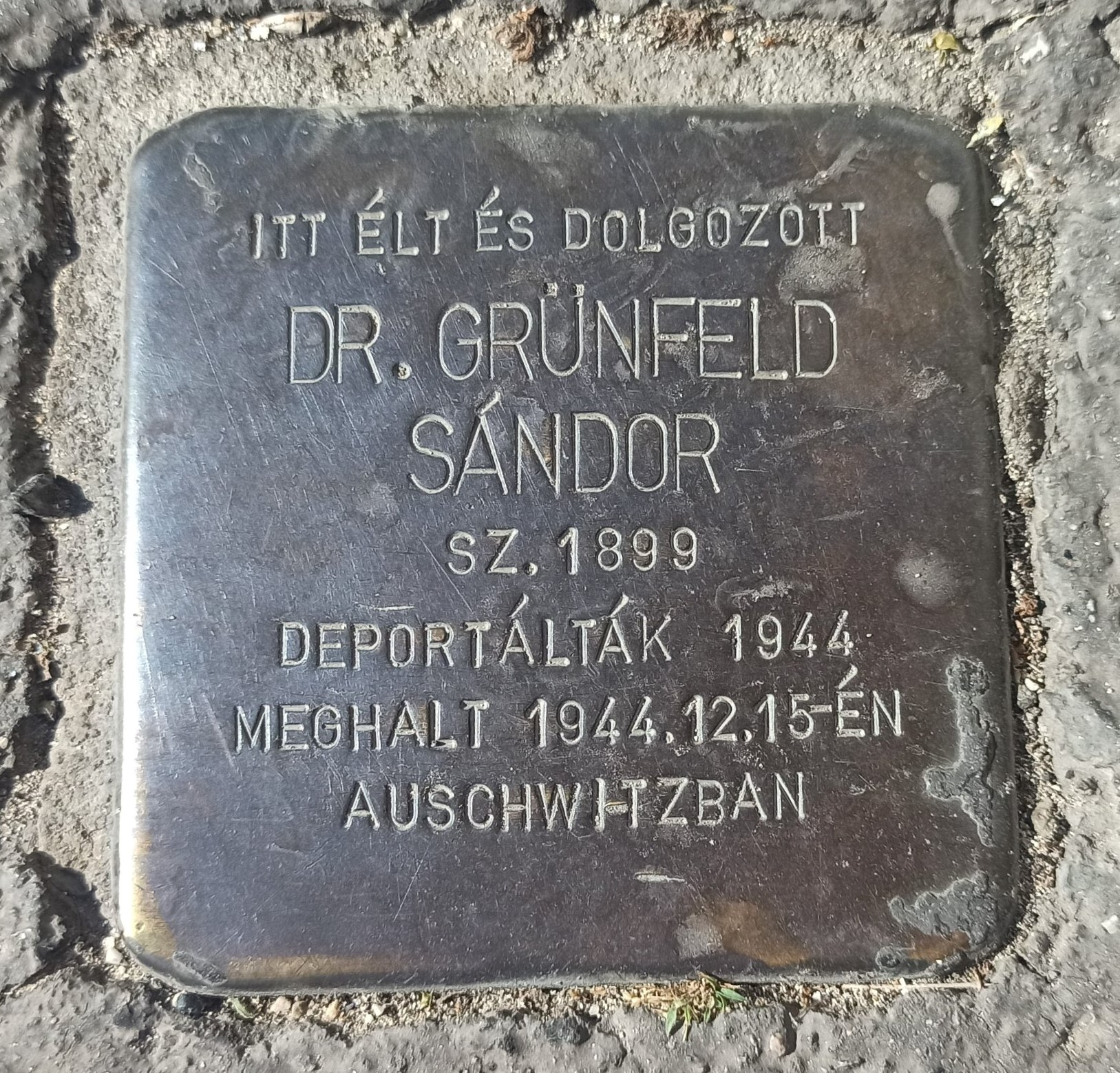
Dr. Grünfeld Sándor, Korponai utca 14.
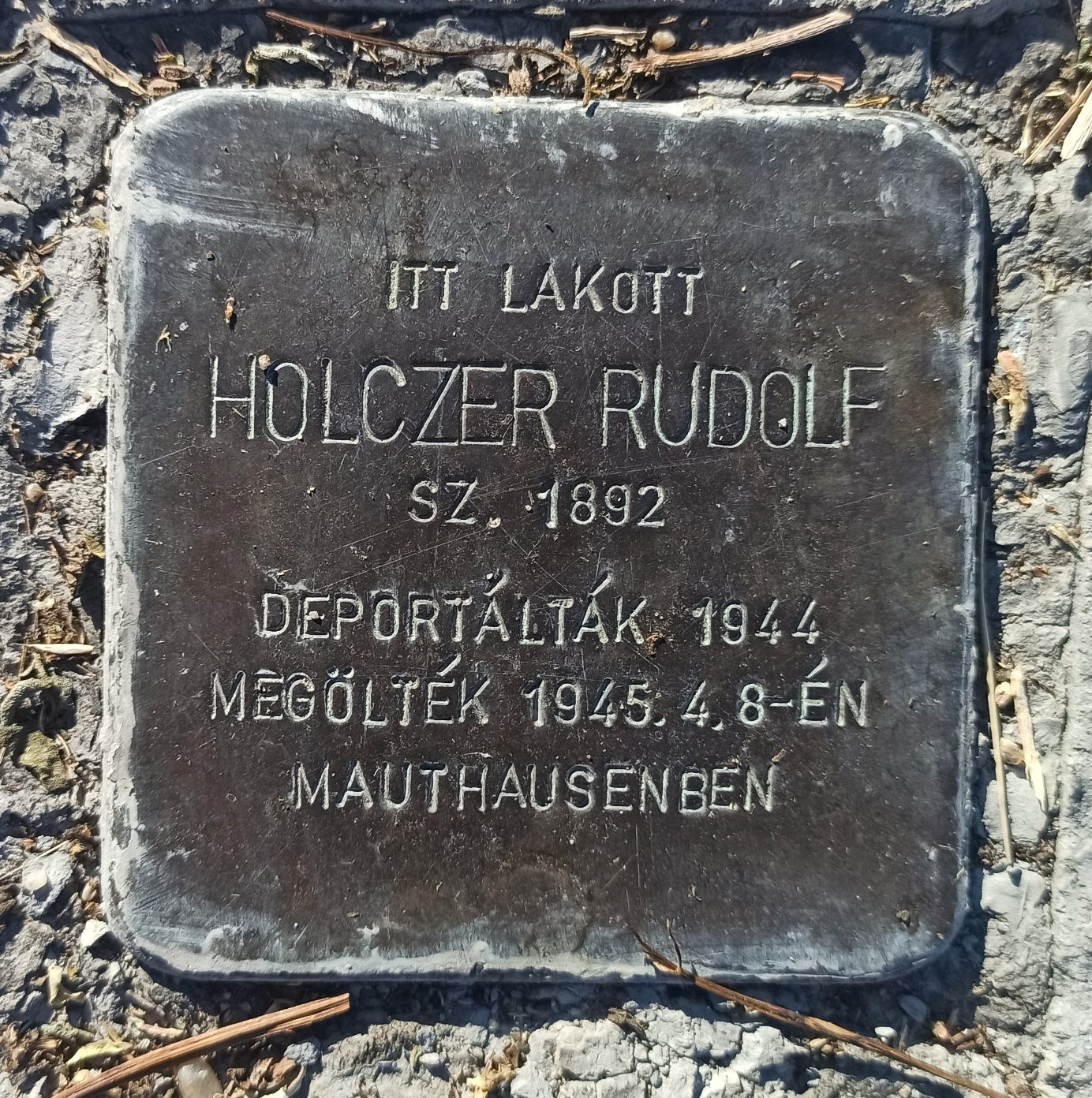
Holczer Rudolf, Pongrác út 7.
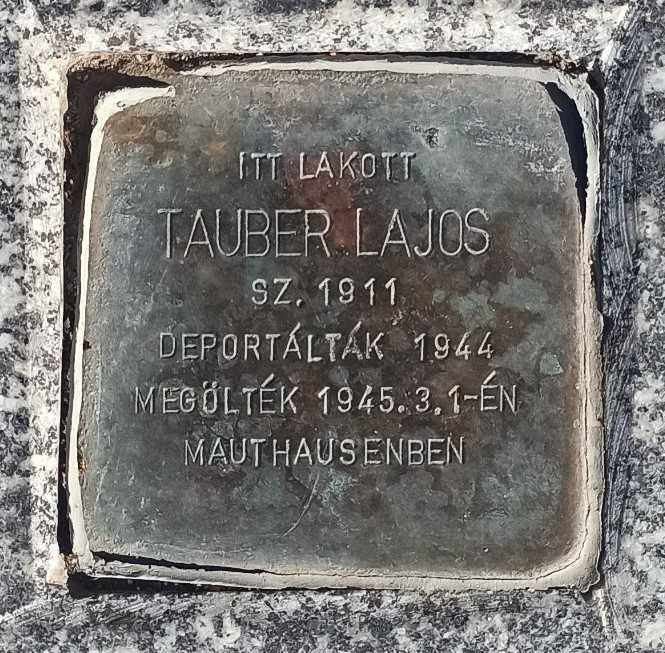
Tauber Lajos, Pongrác út 20.
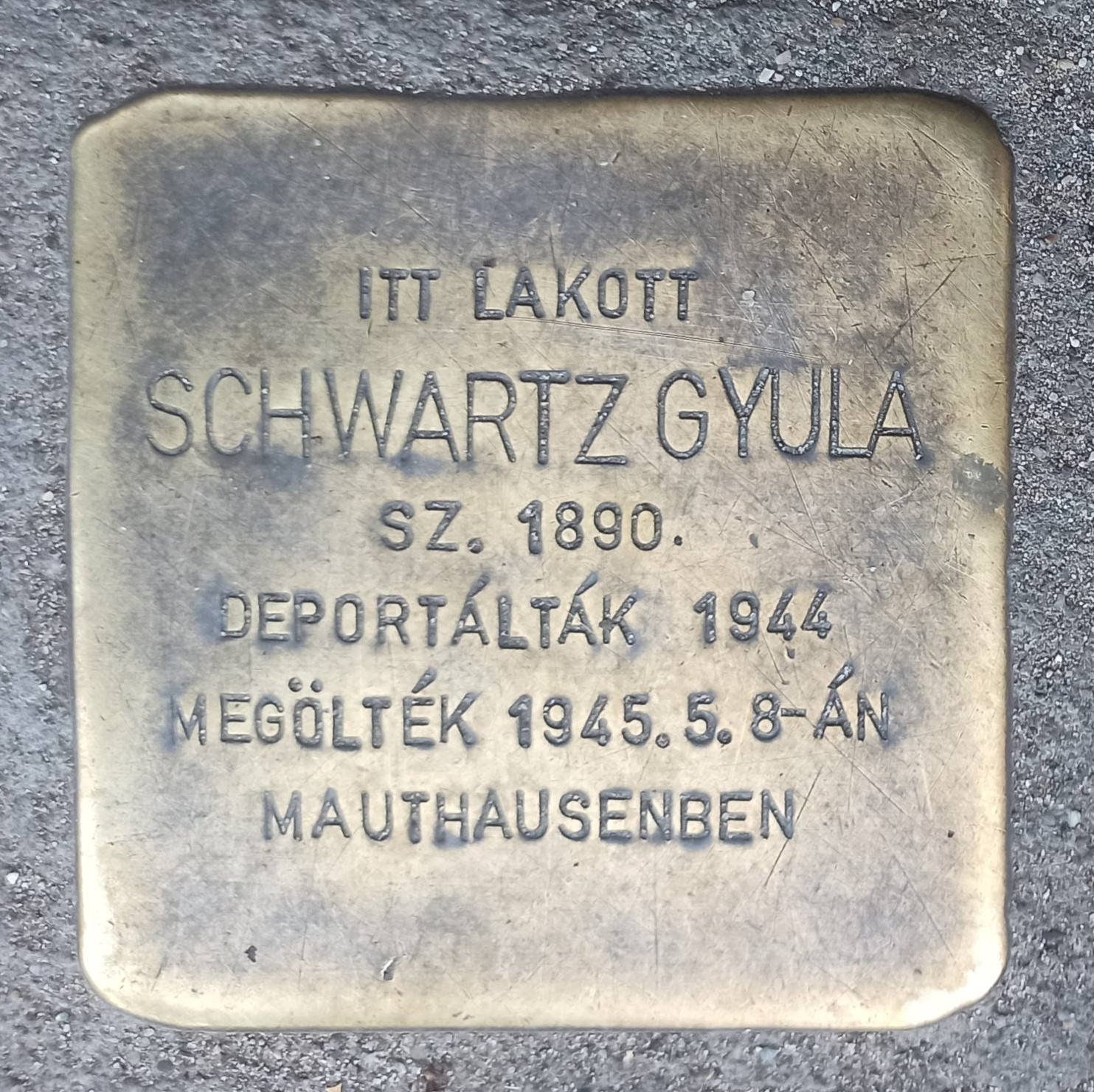
Schwartz Gyula, Martinovics tér 4/B.
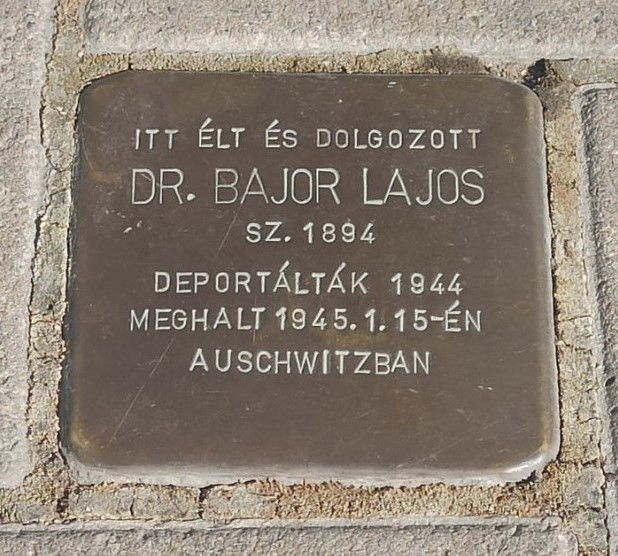
Dr. Bajor Lajos,
Liget tér 2.

### Budapest XI. kerülete

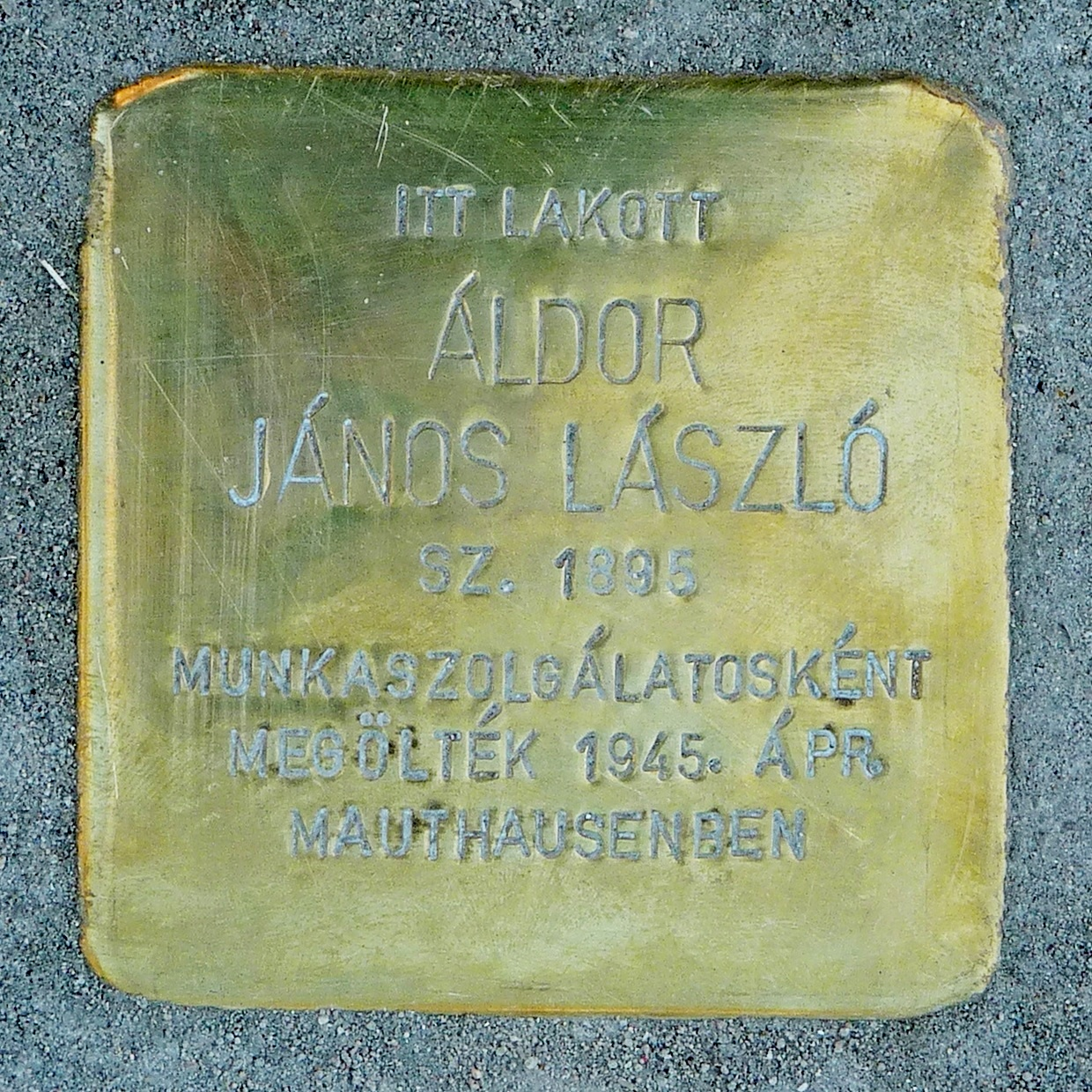
Áldor János László, Kelenhegyi út 12.
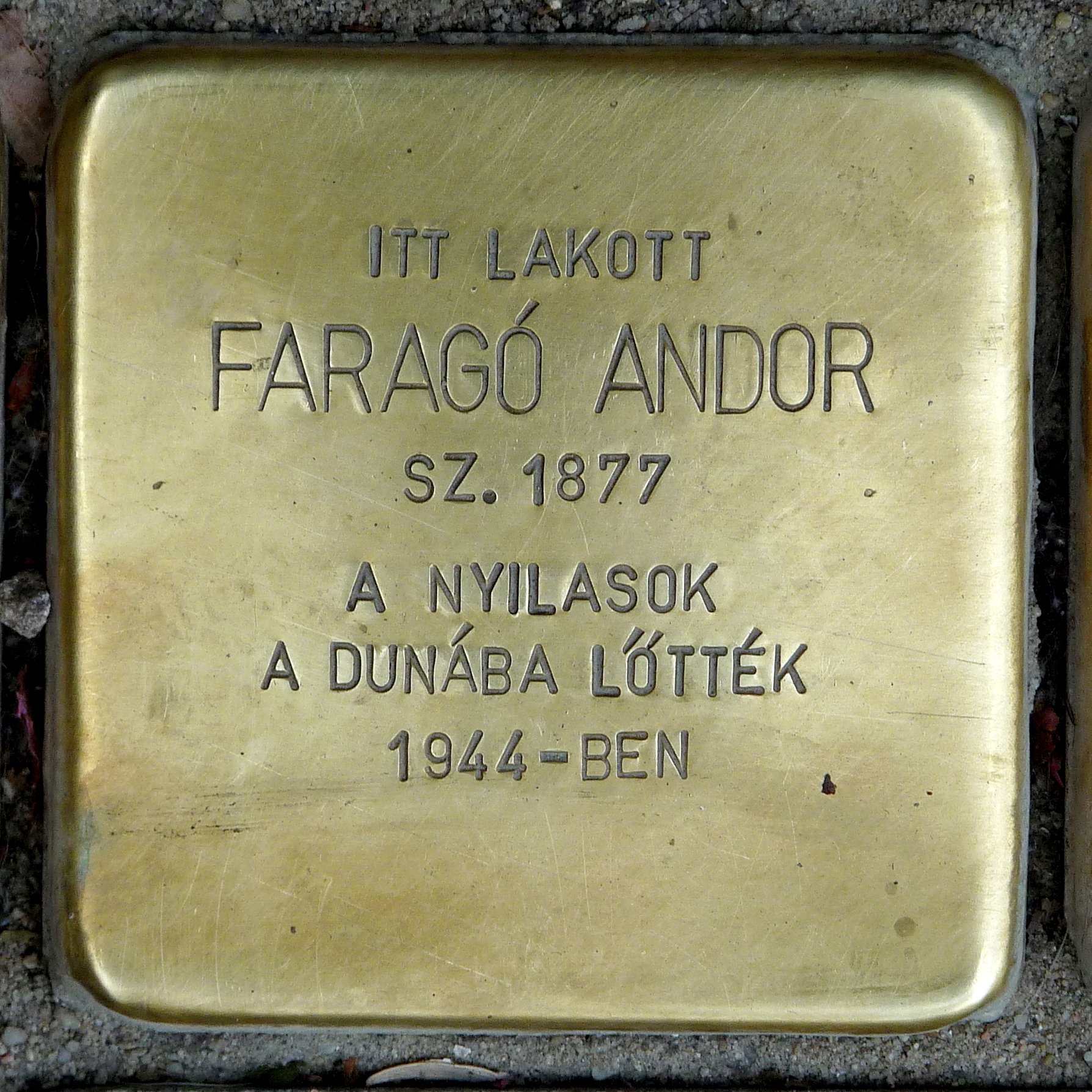
Faragó Andor, Bartók Béla út 52.
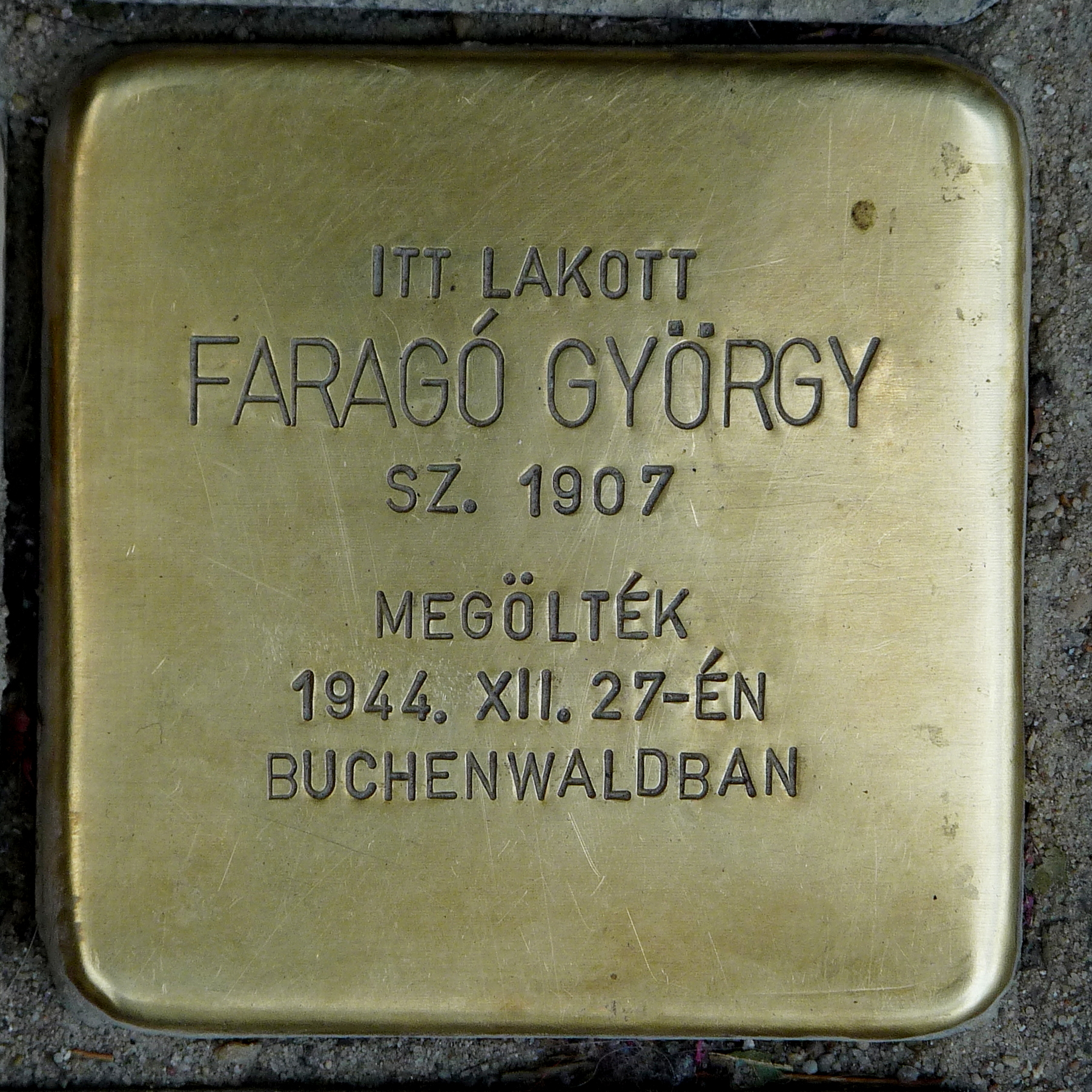
Faragó György, Bartók Béla út 52.
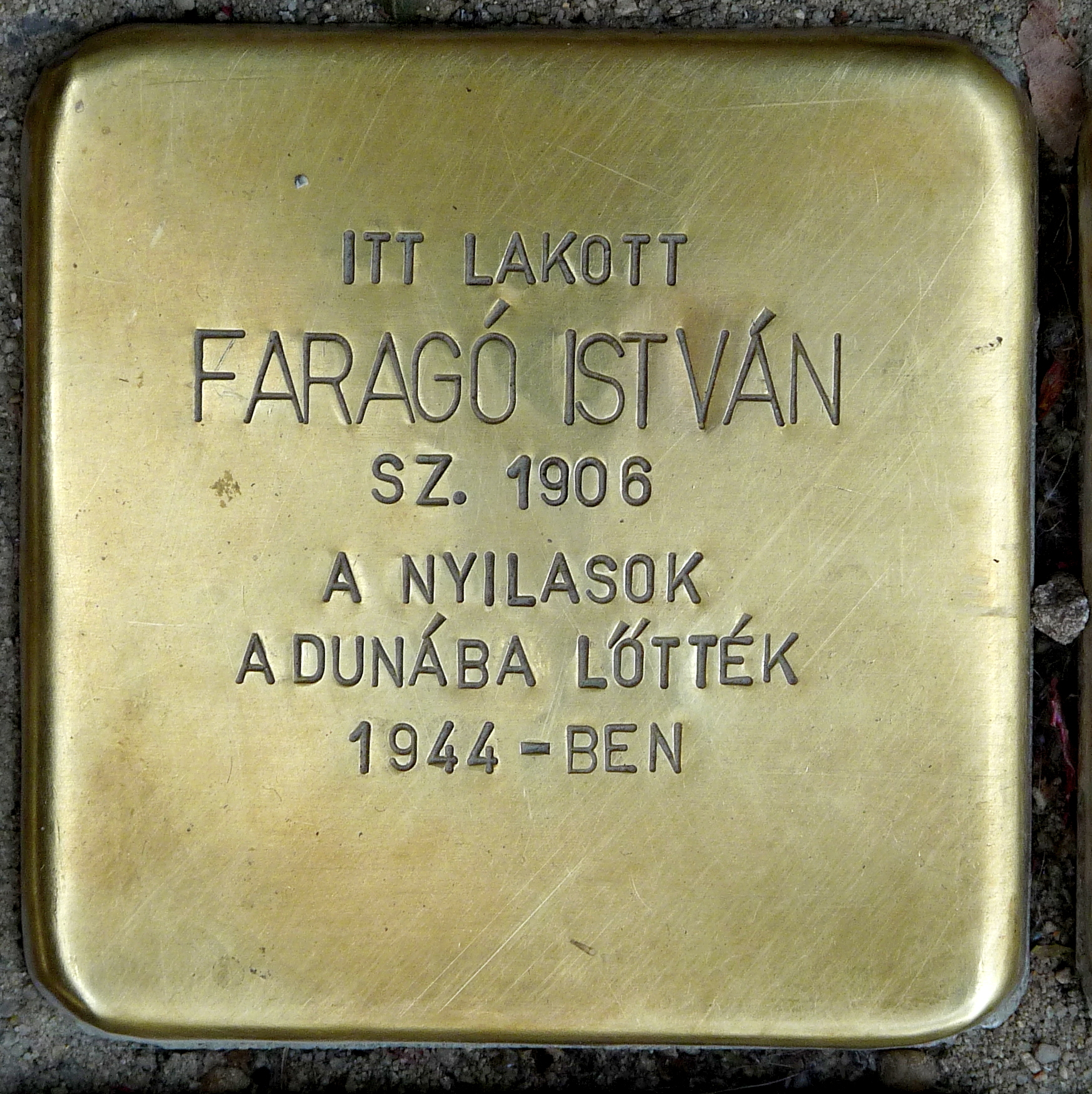
Faragó István, Bartók Béla út 52.
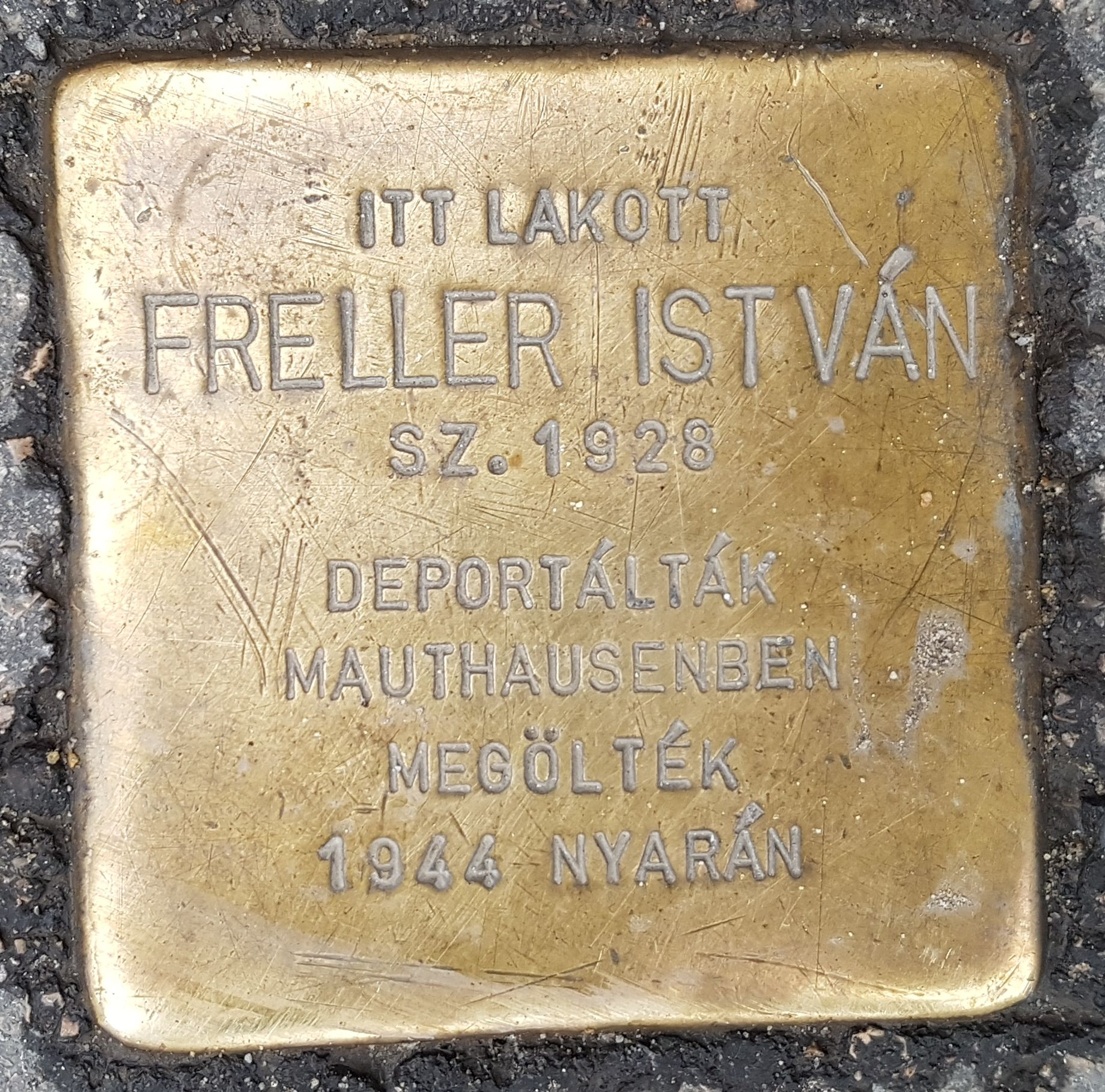
Freller István, Fehérvári út 48.
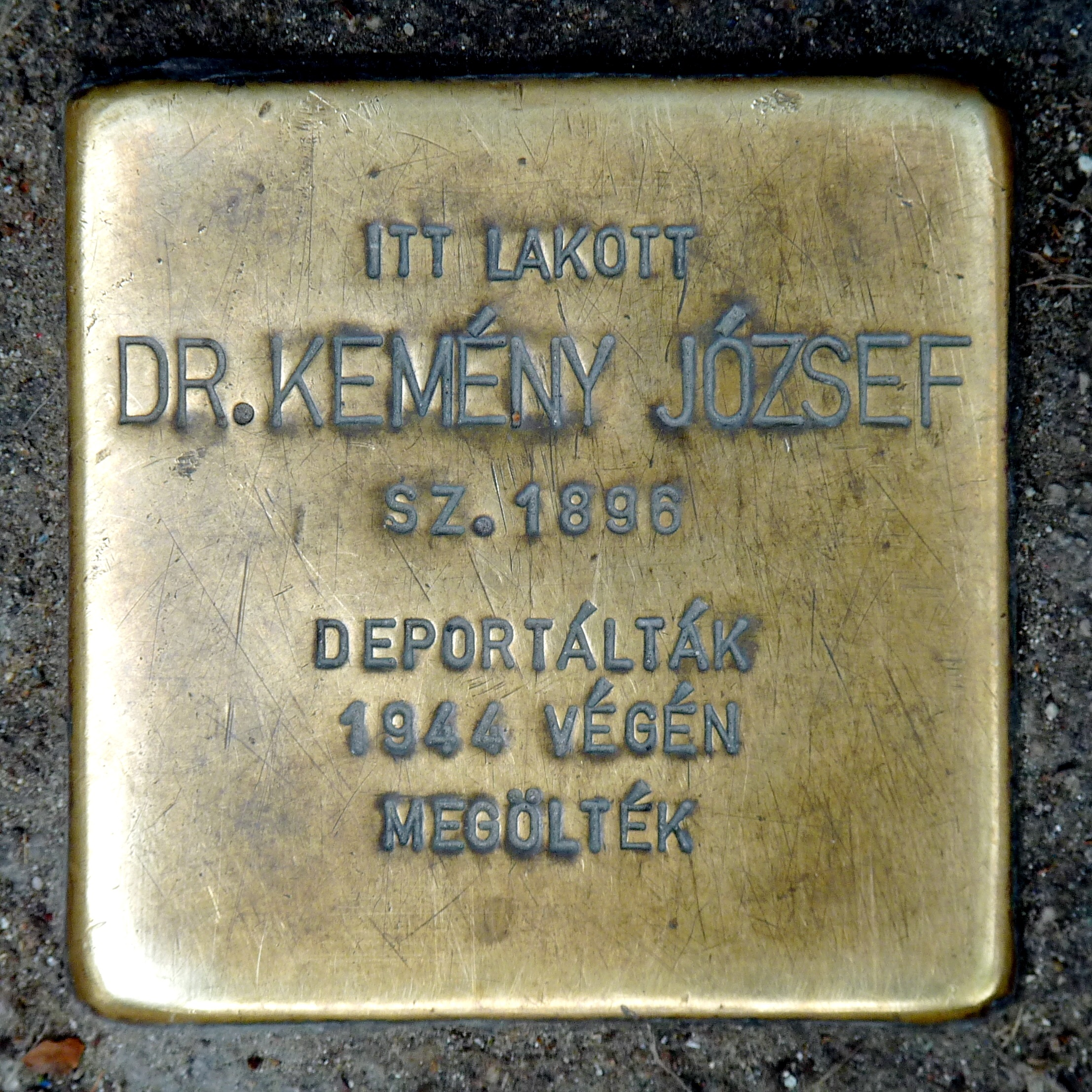
Kemény József, Bartók Béla út 29.
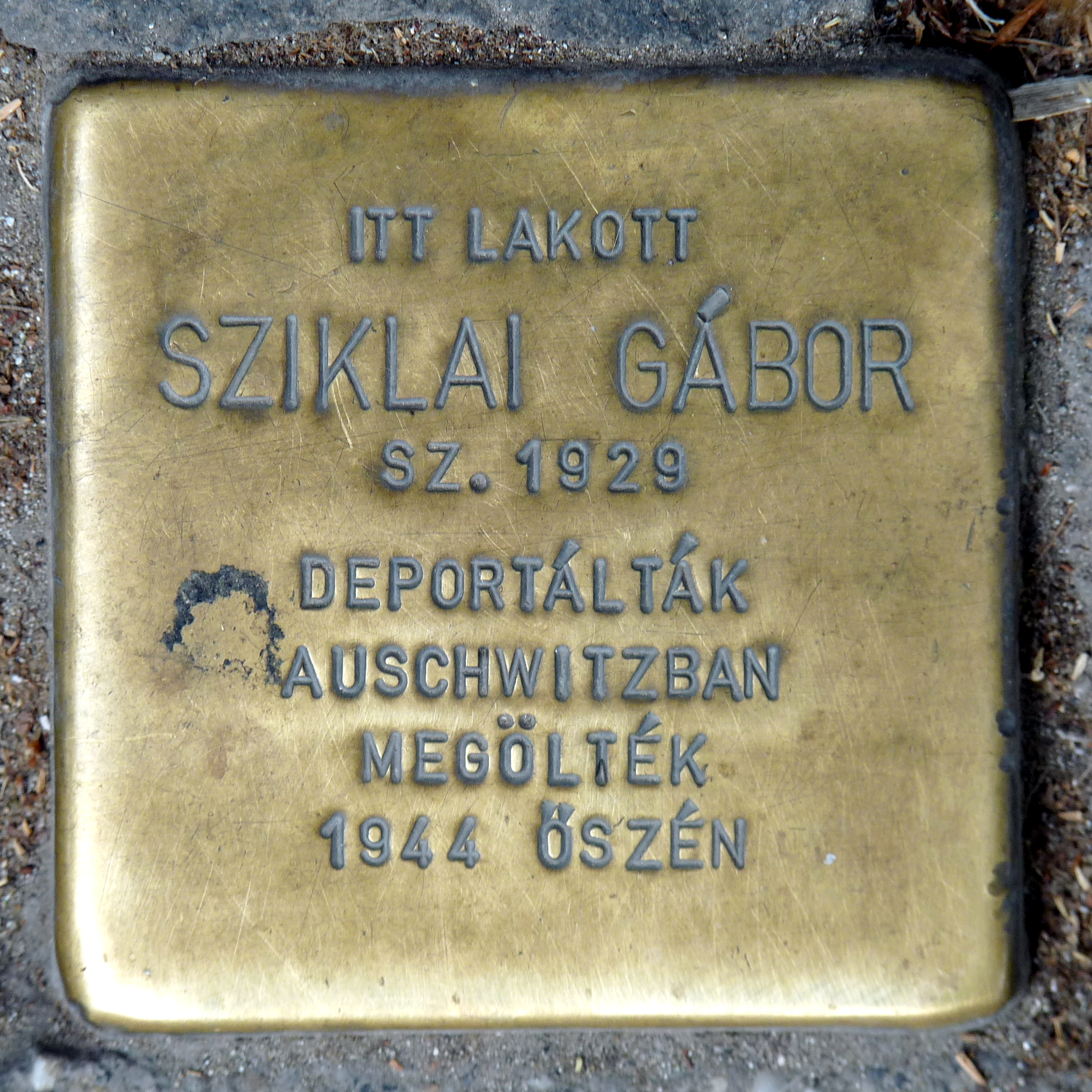
Sziklai Gábor, Bartók Béla út 35.
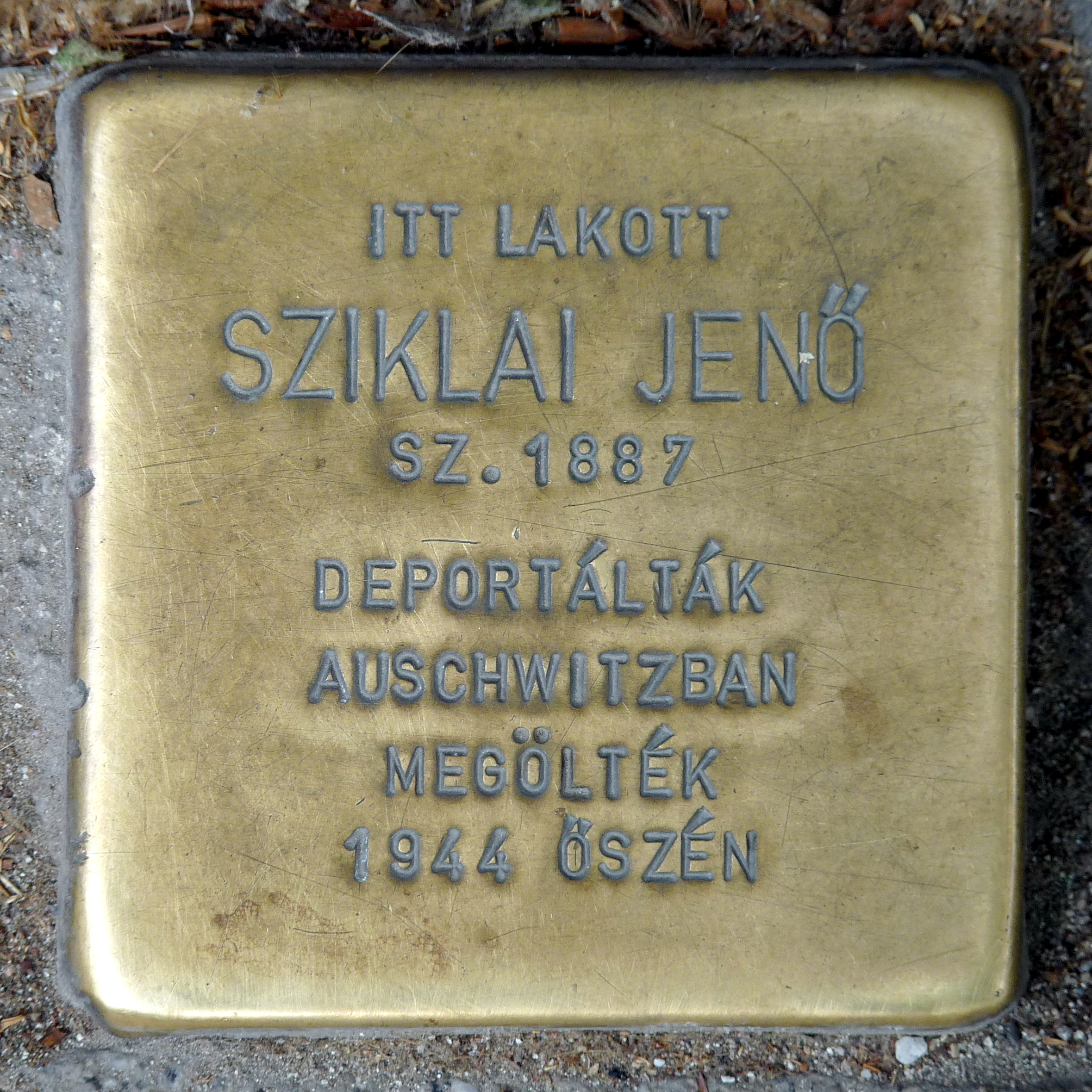
Sziklai Jenő,
Bartók Béla út 35.

### Budapest XII. kerülete

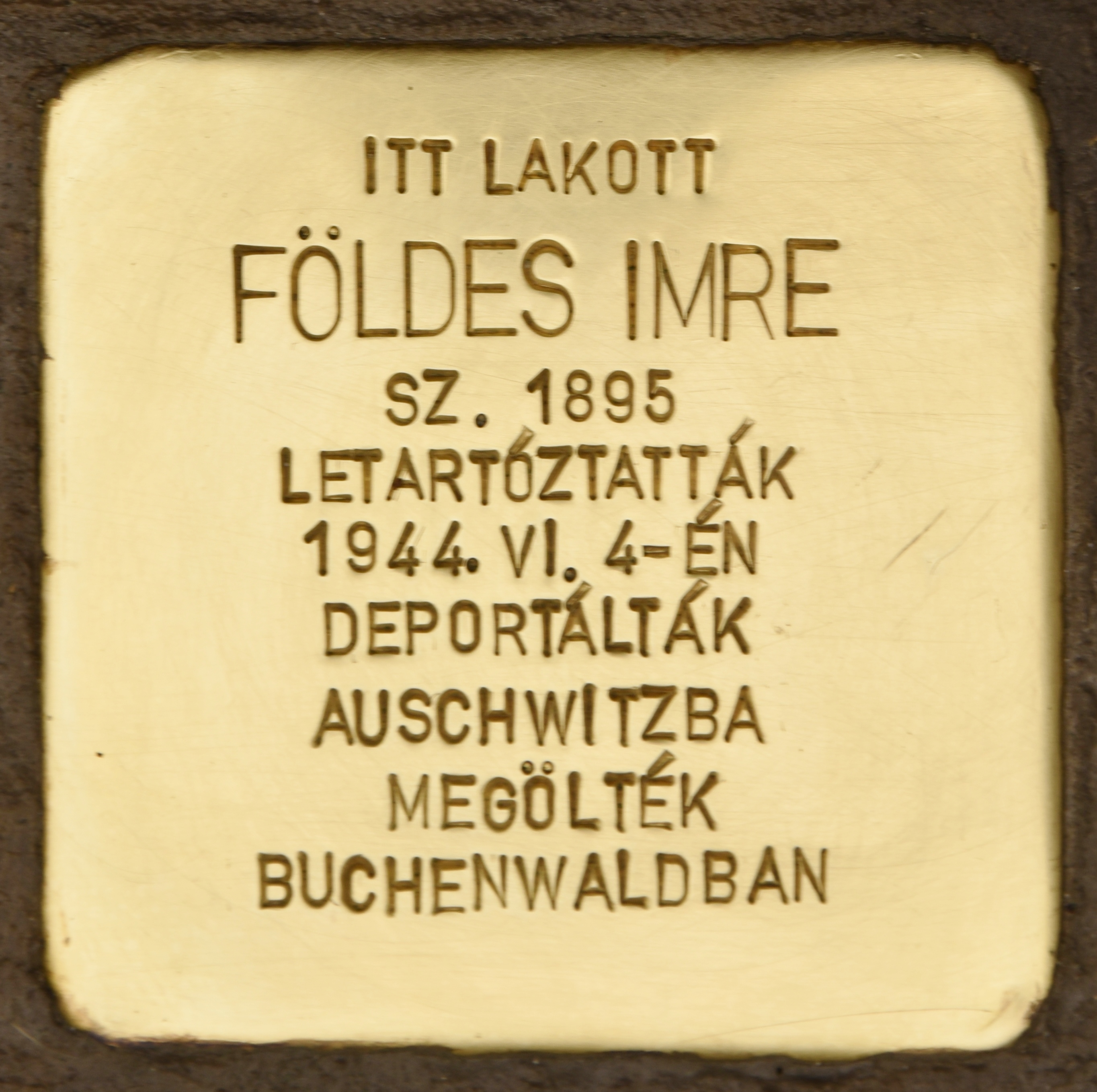
Földes Imre, Fürj utca 14/B.
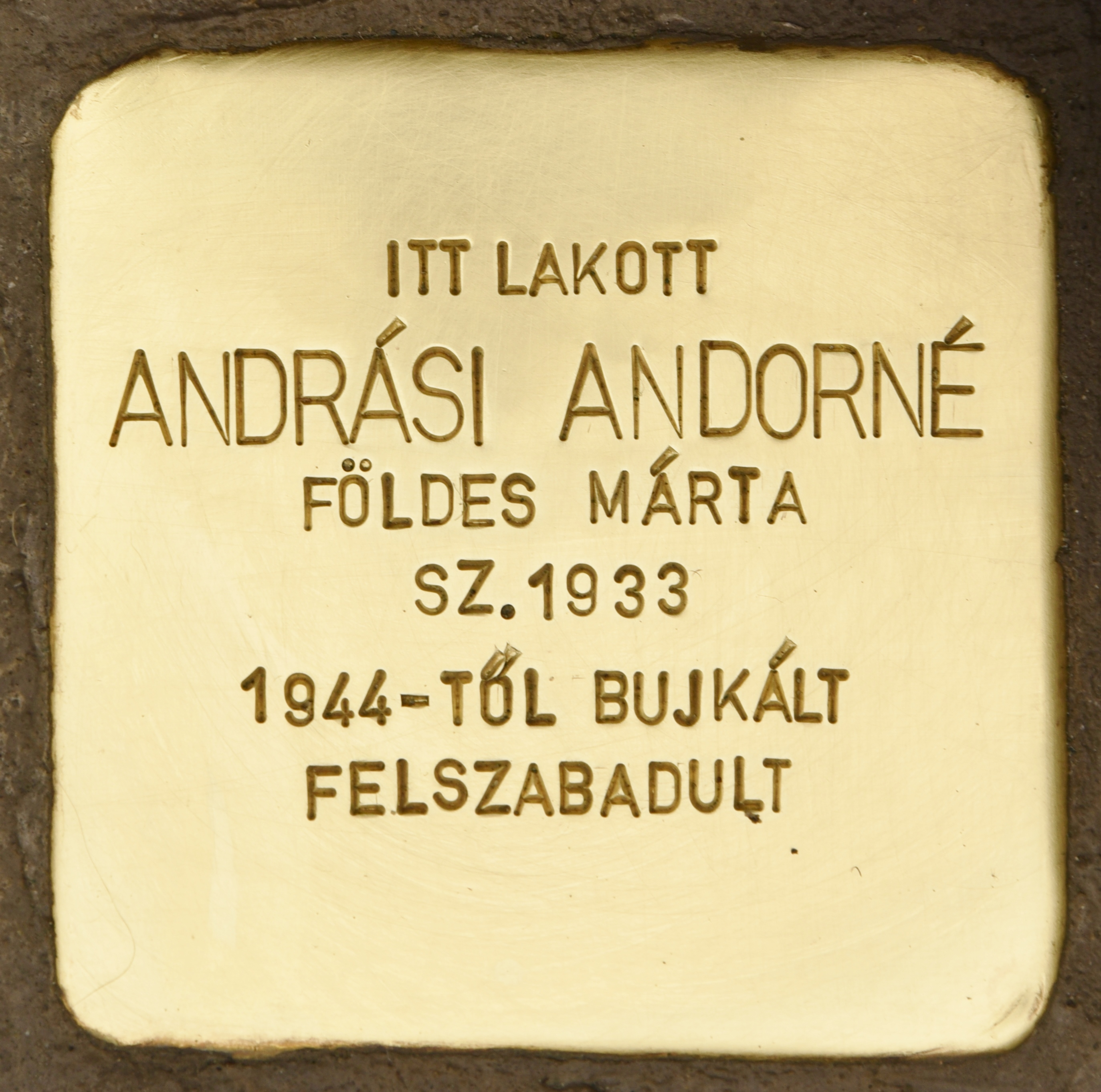
Földes Márta Fürj utca 14/B.
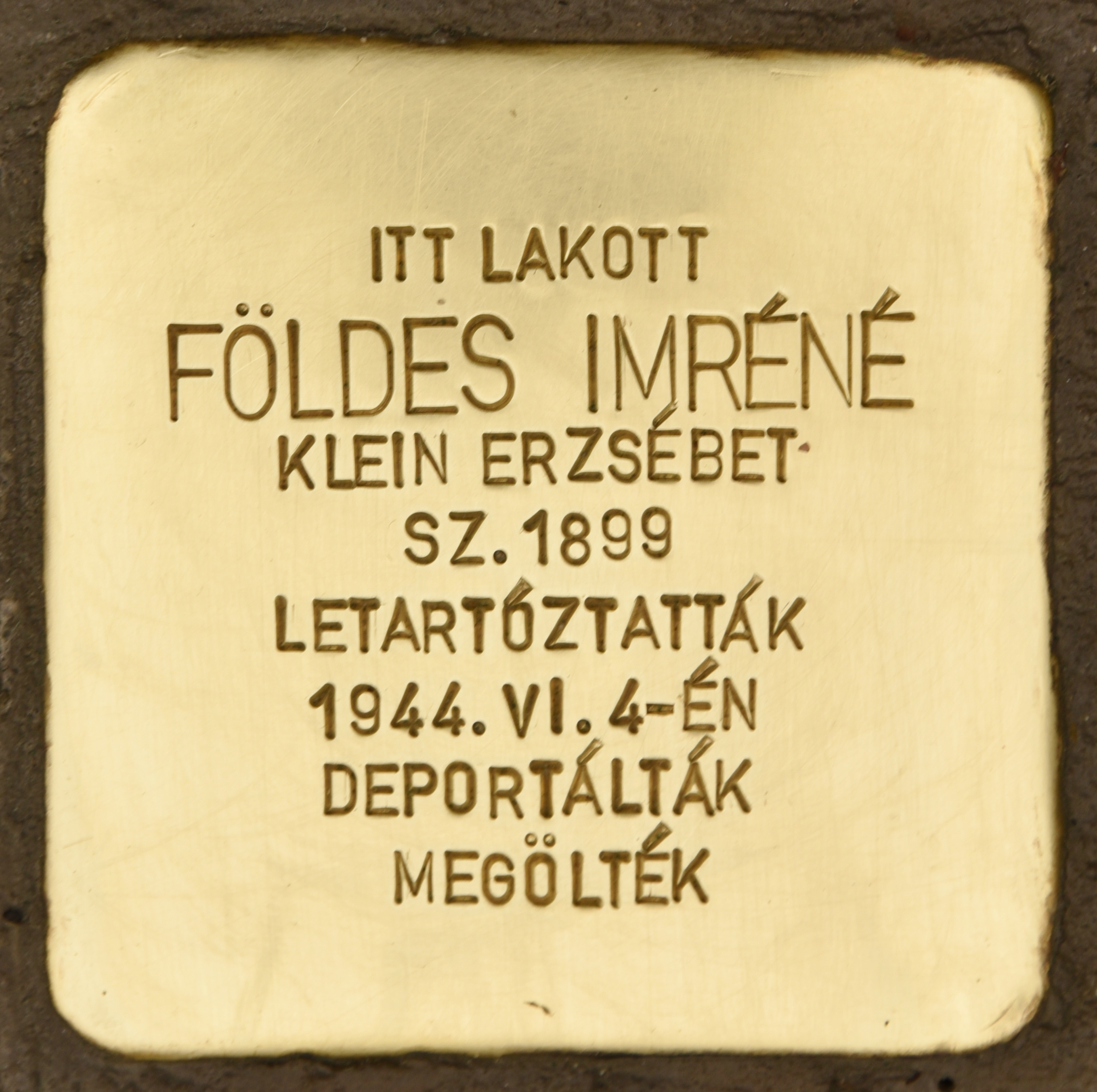
Klein Erzsébet Fürj utca 14/B.
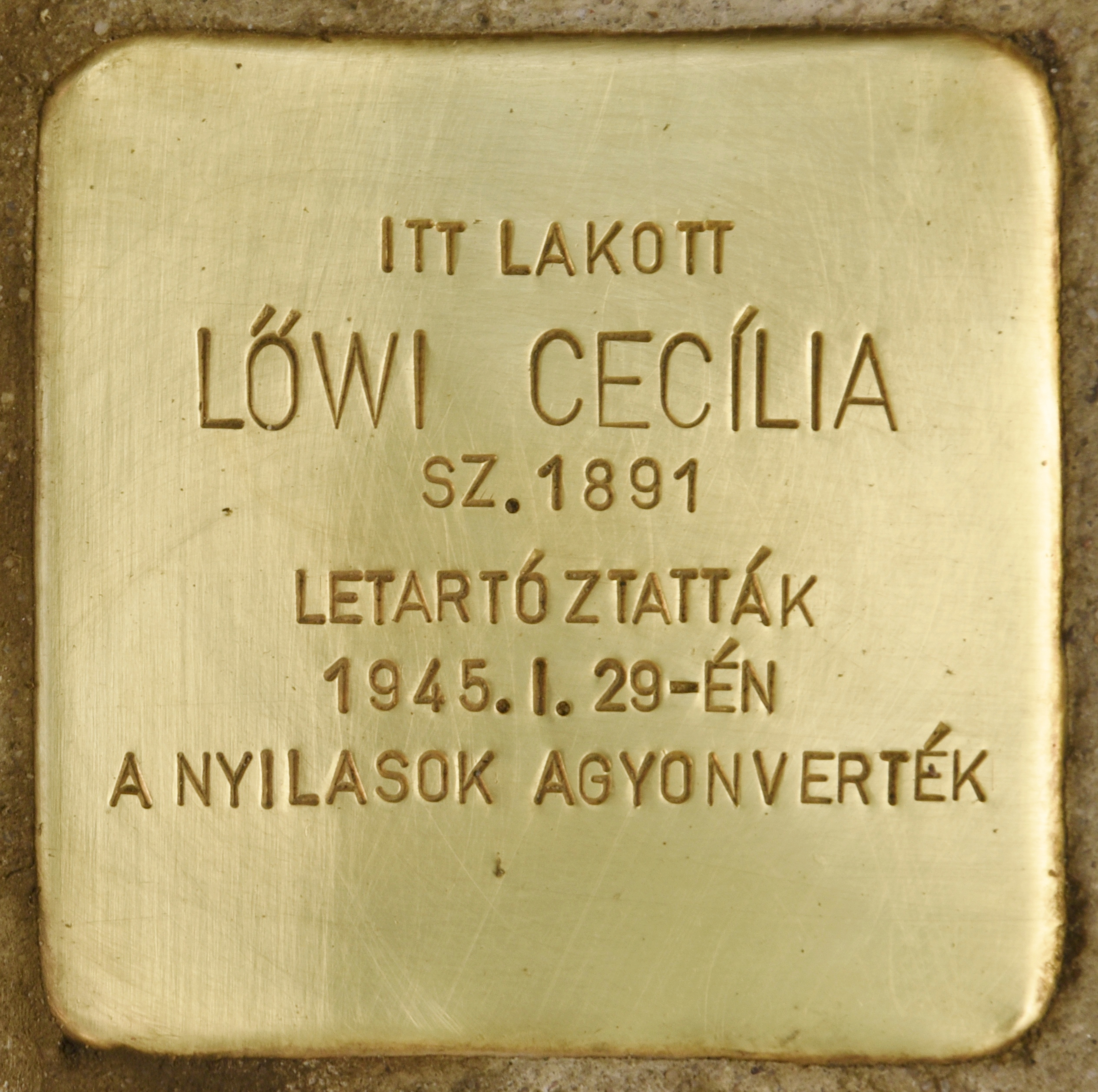
Lőwi Cecília, Hollósy Simon utca 6.
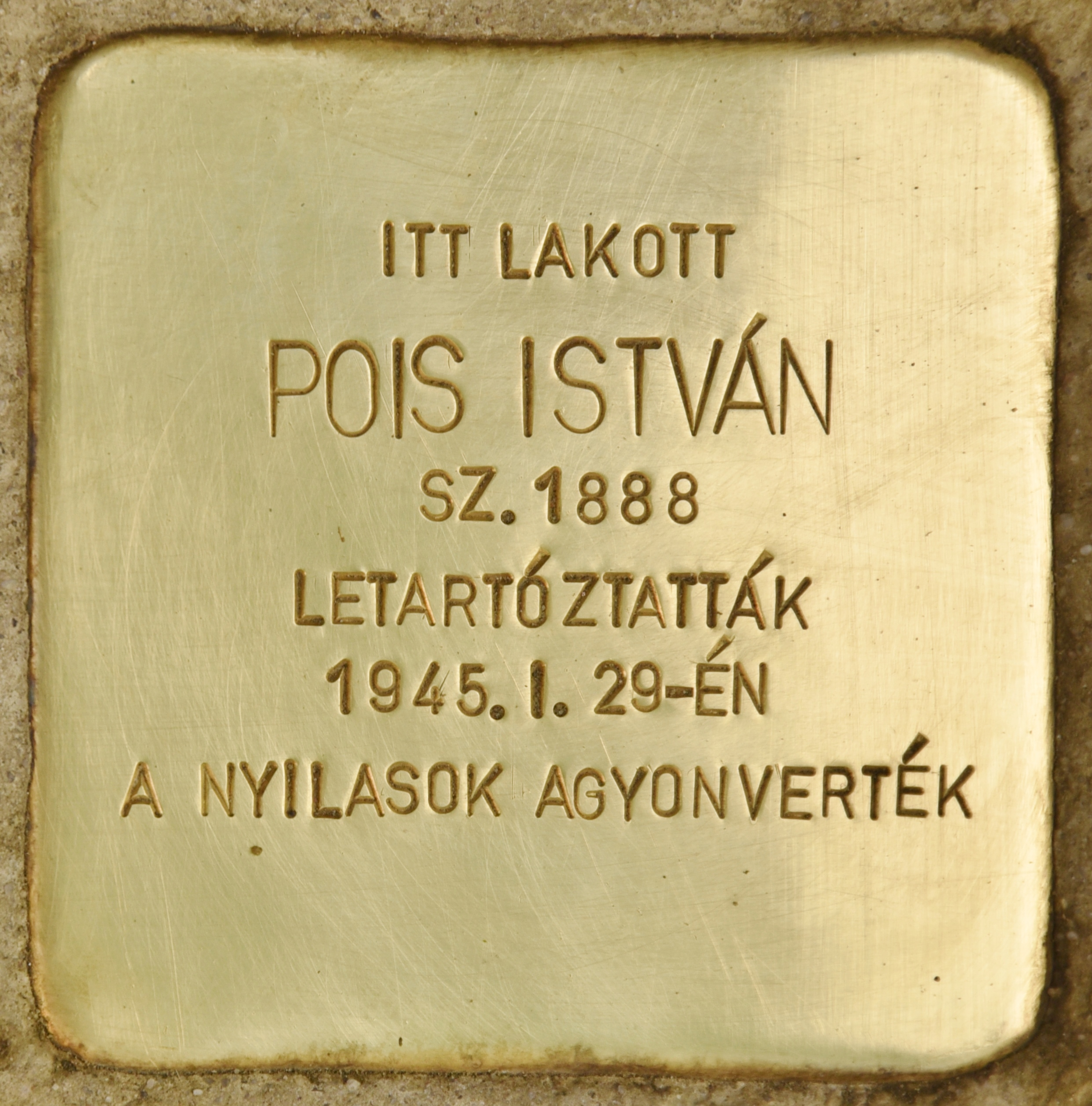
Pois István, Hollósy Simon utca 6.
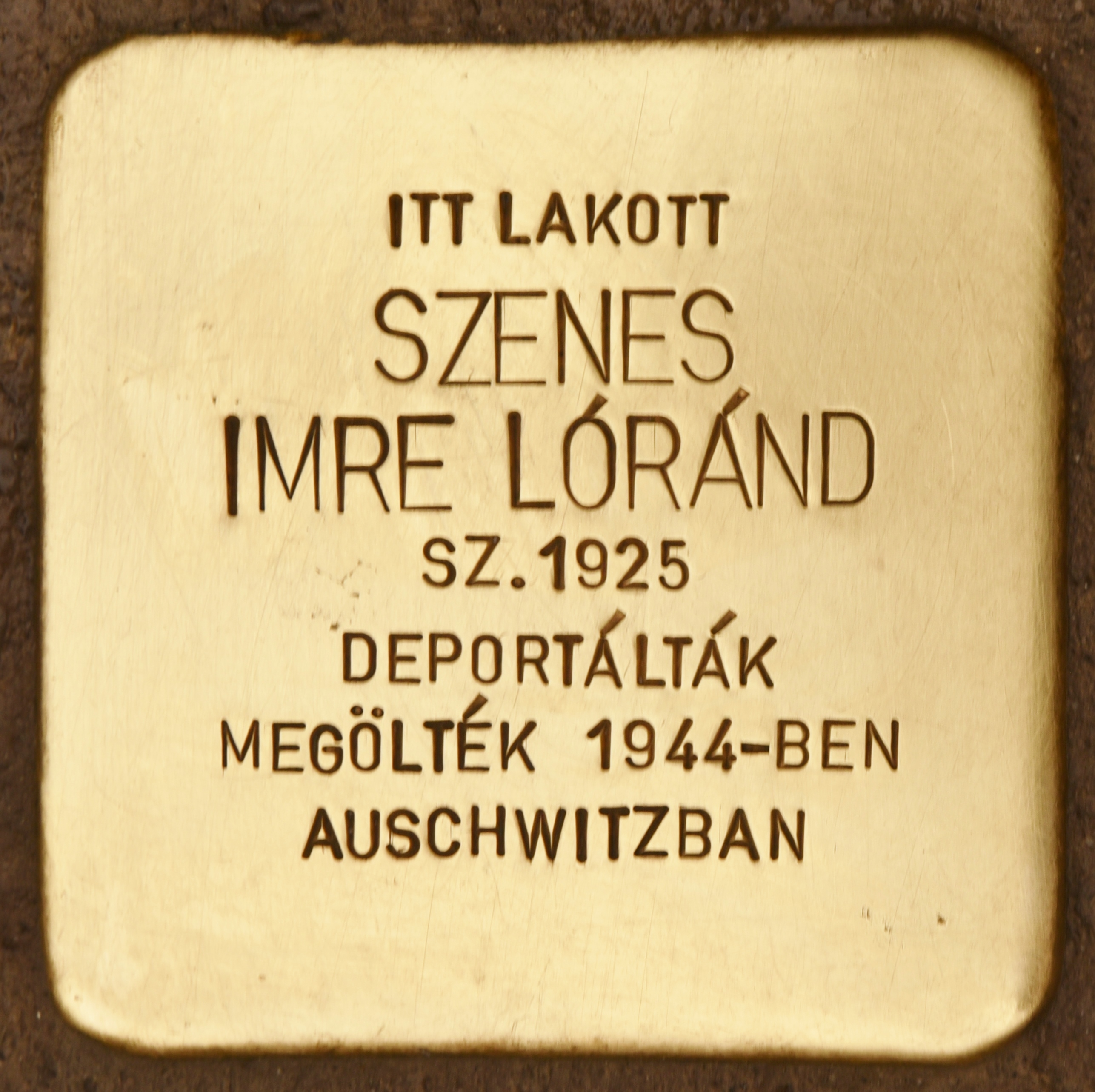
Szenes Imre Lóránd,
Nagyenyed utca 11.

### Budapest XIII. kerülete

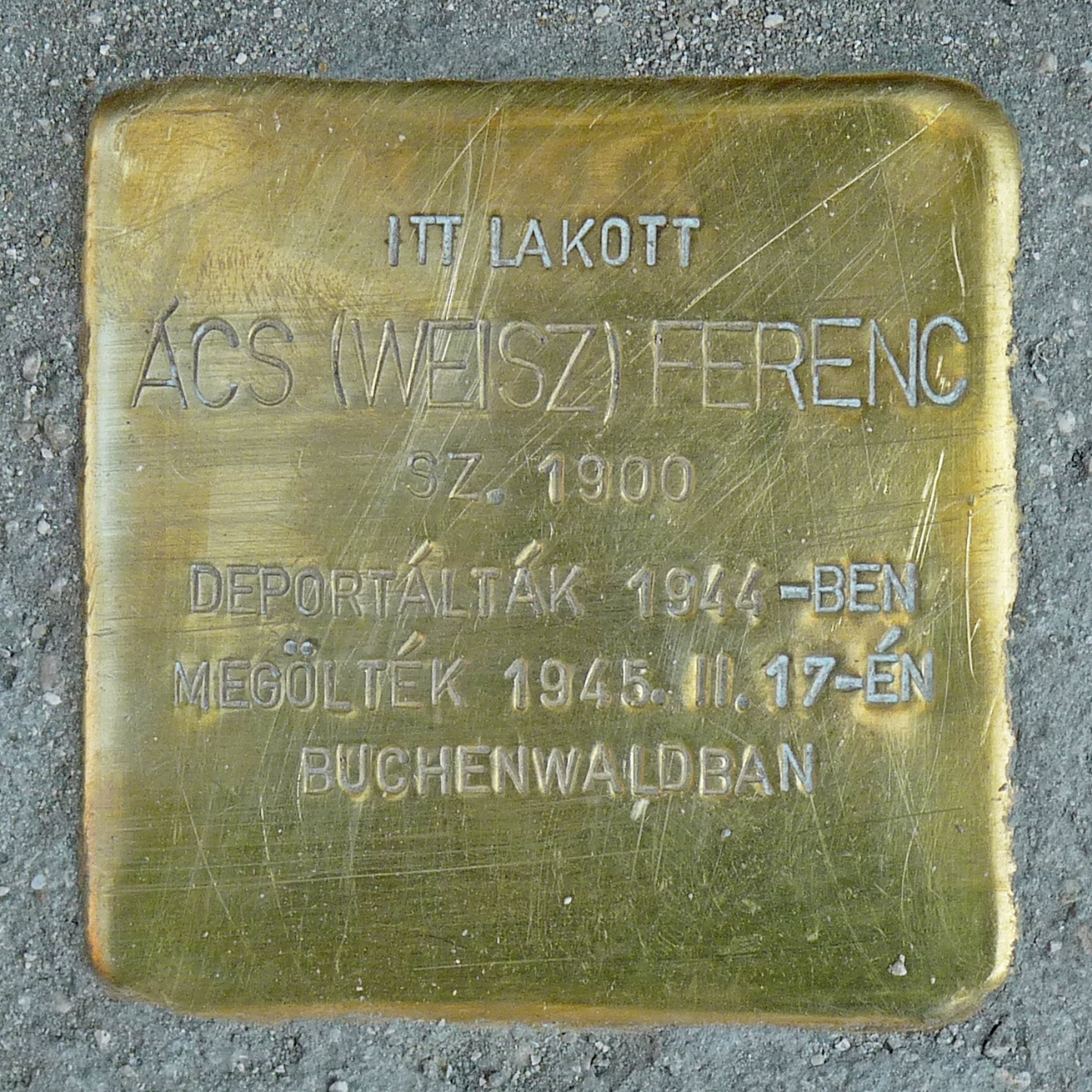
Ács Ferenc, Balzac utca 3/A.
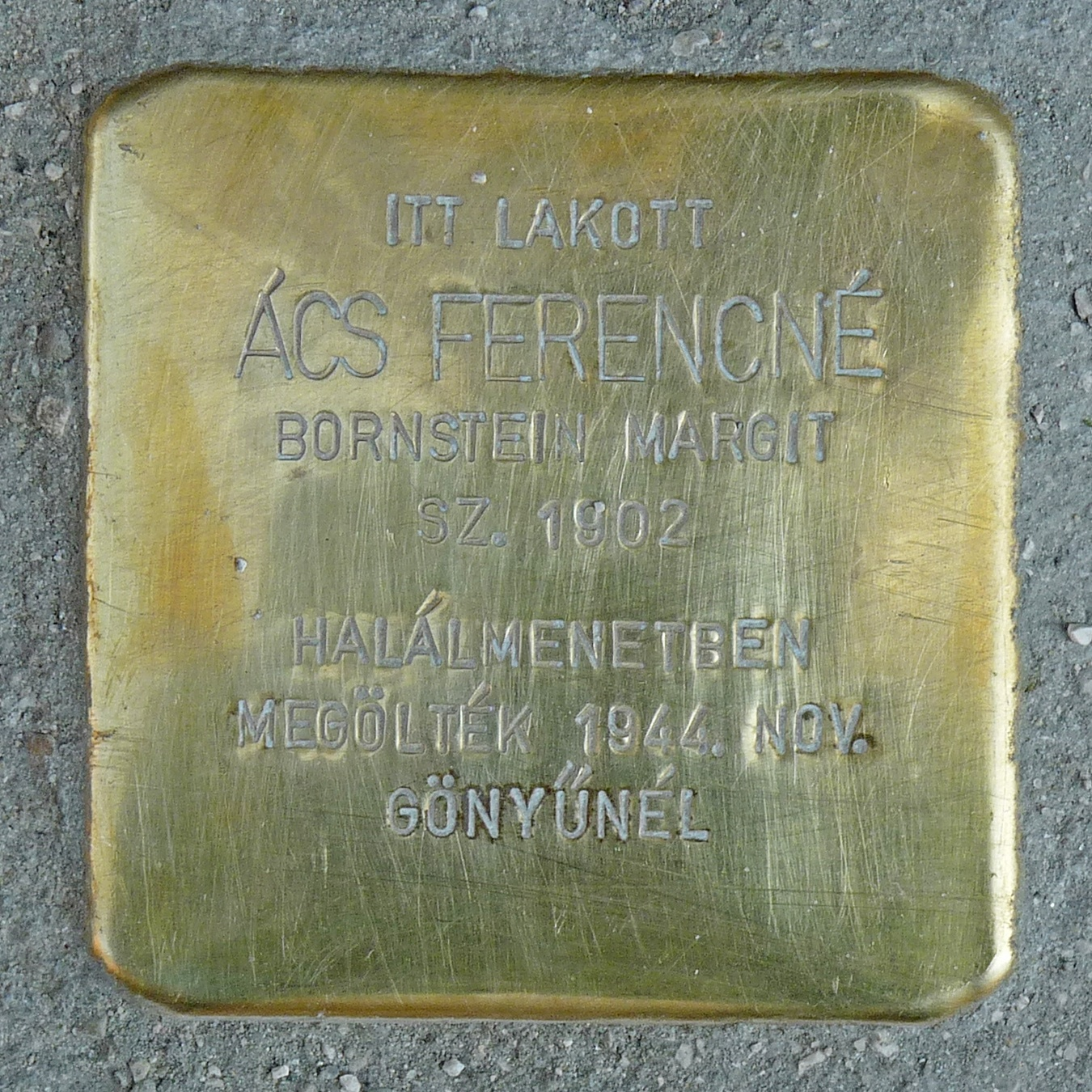
Ács Ferencné, Balzac utca 3/A.
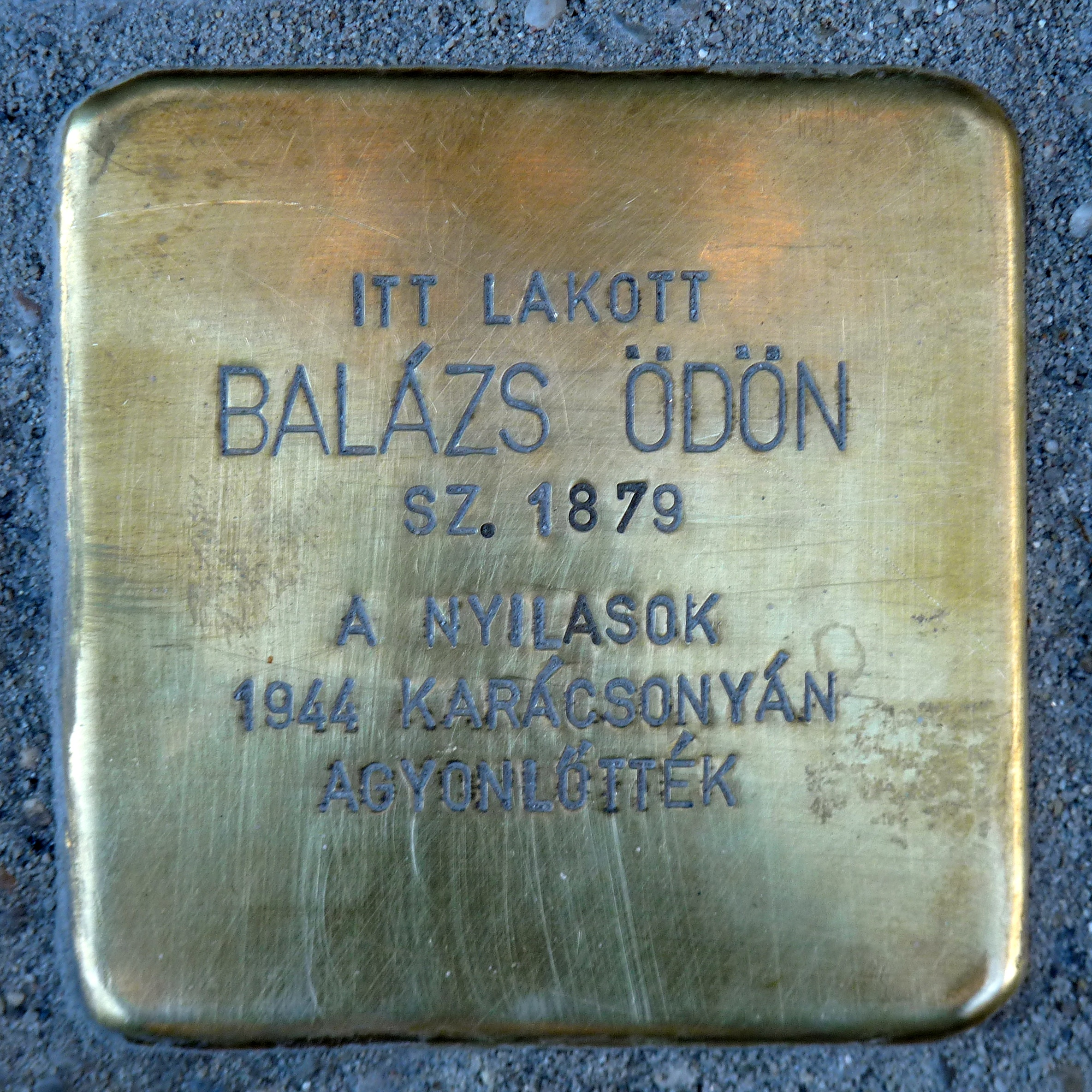
Balázs Ödön, Kádár utca 5.
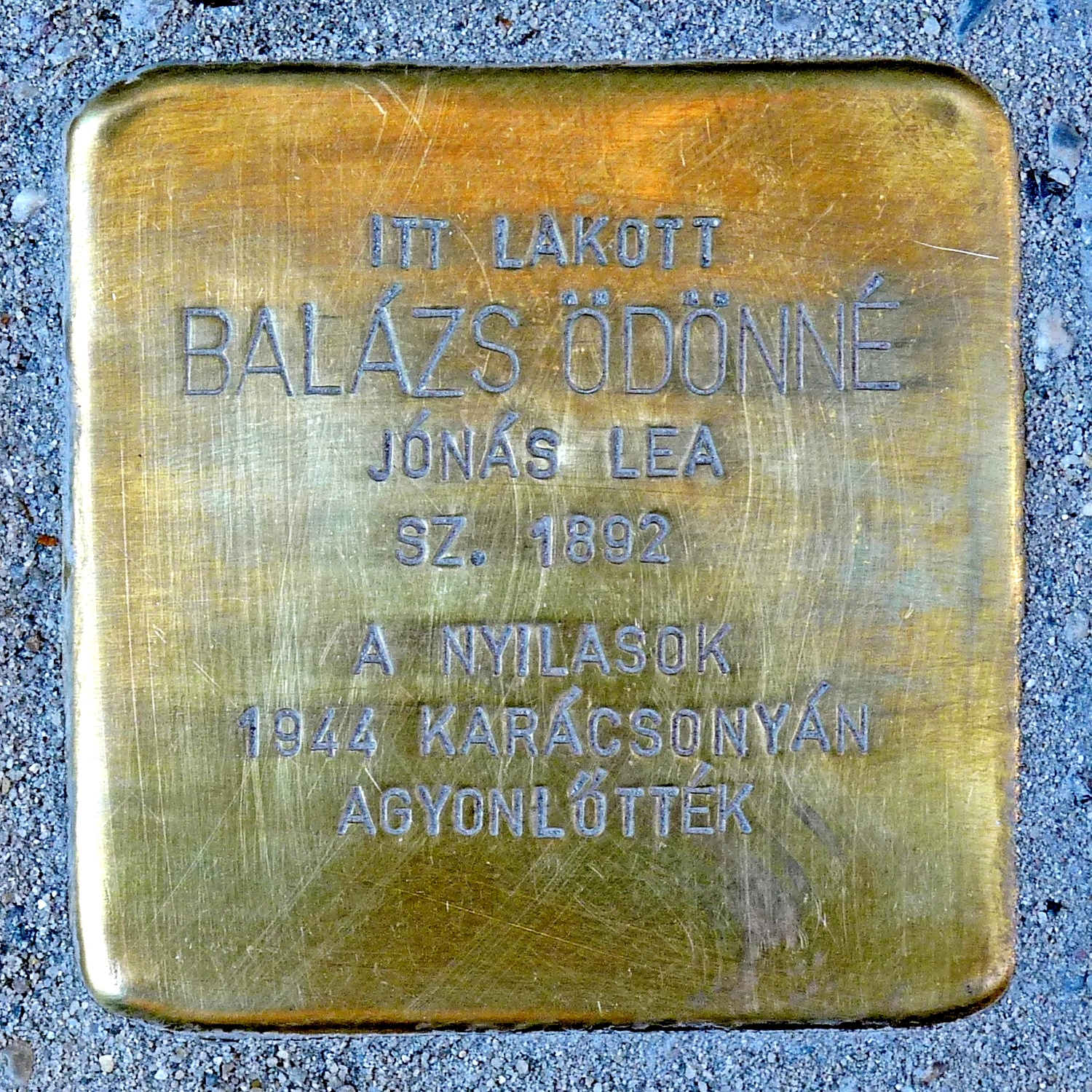
Balázs Ödönné, Kádár utca 5.
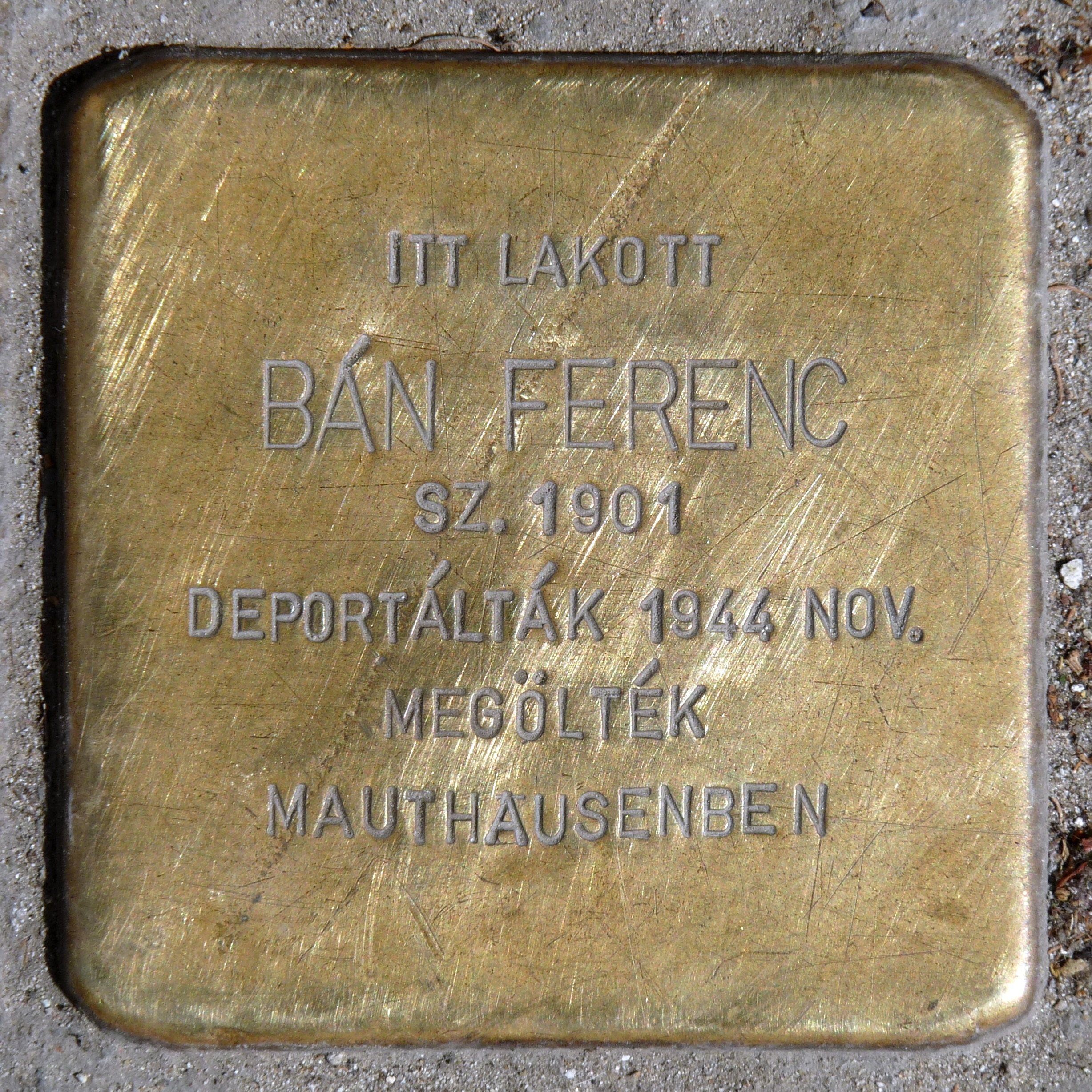
Bán Ferenc, Hollán Ernő utca 3.
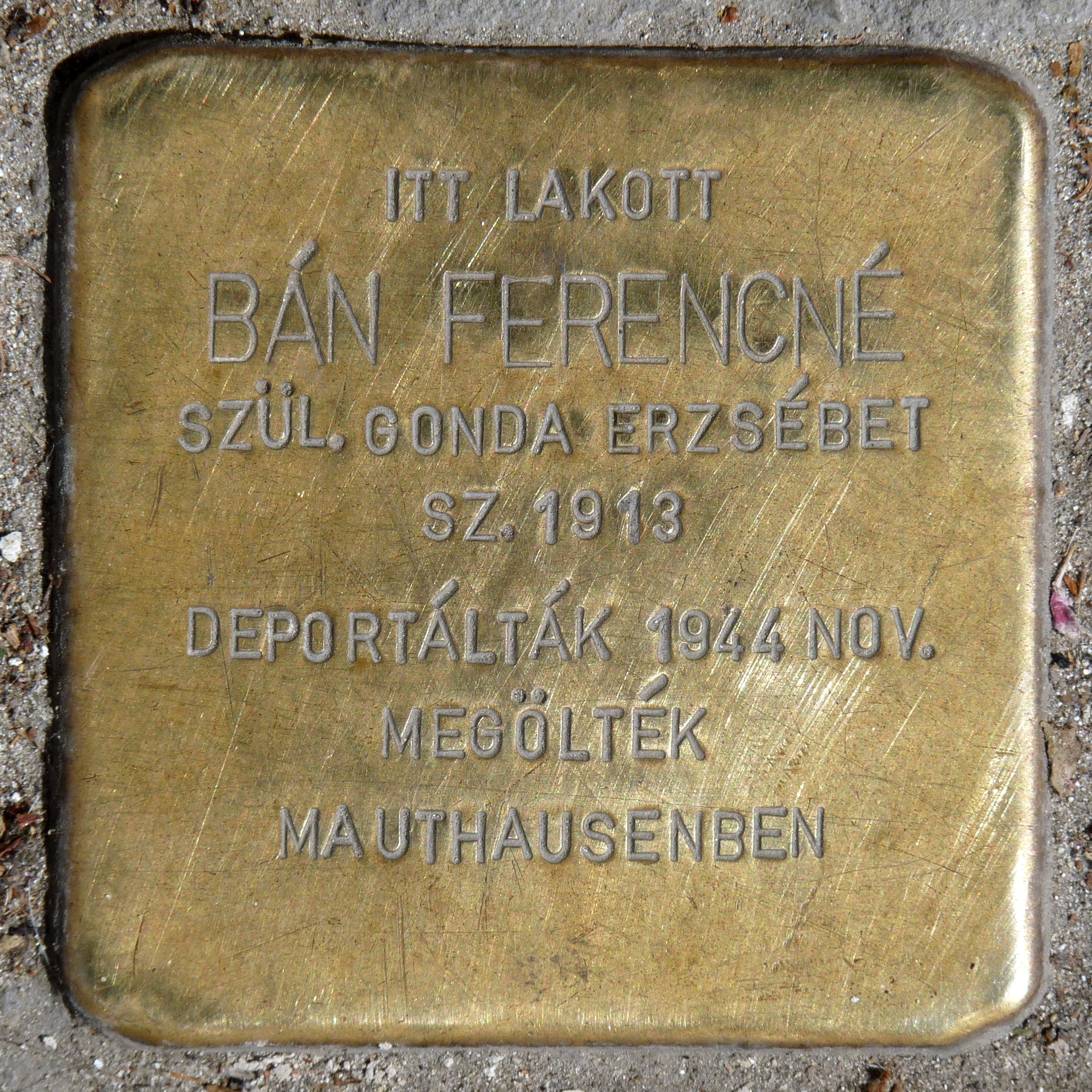
Bán Ferencné, Hollán Ernő utca 3.
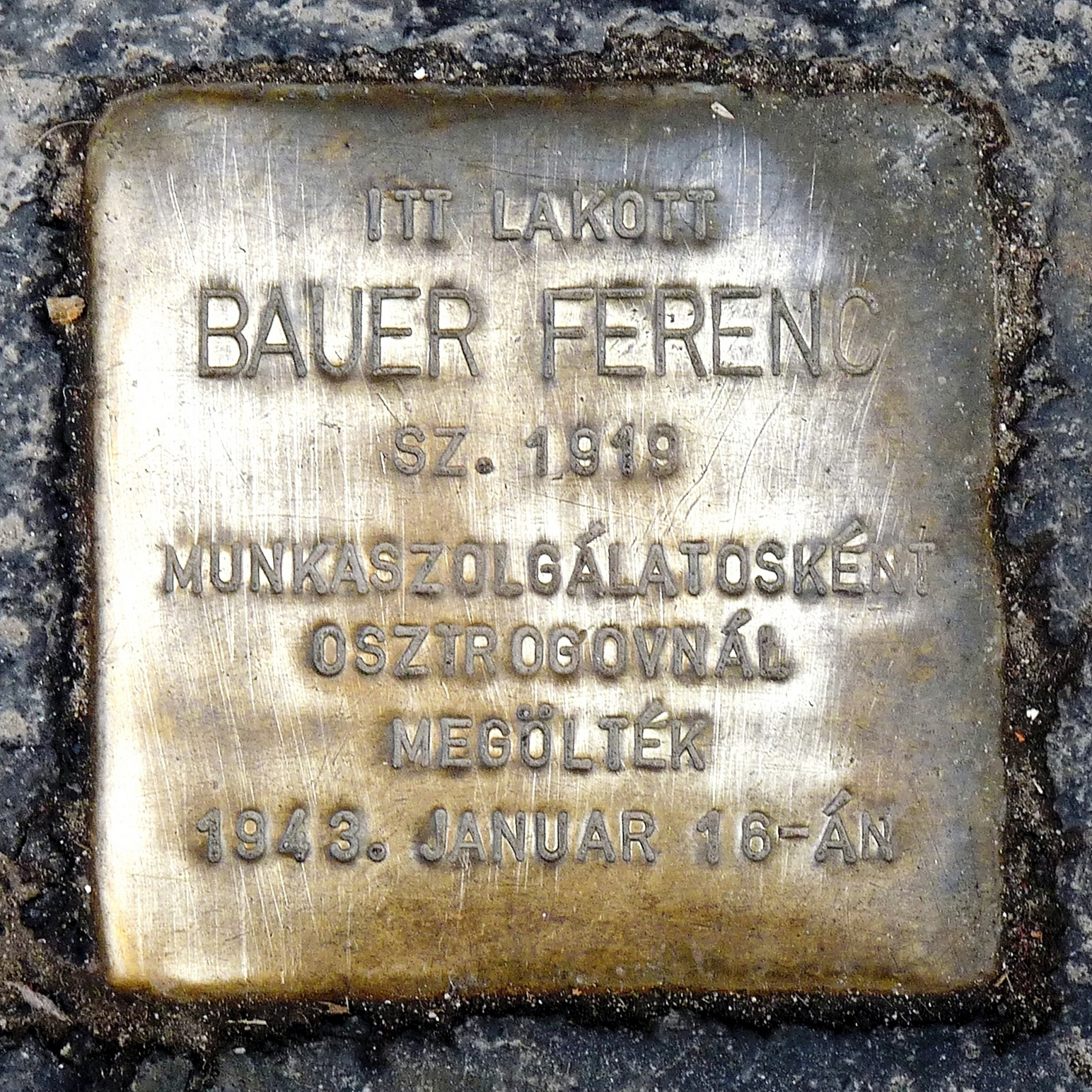
Bauer Ferenc, Hegedűs Gyula utca 9.
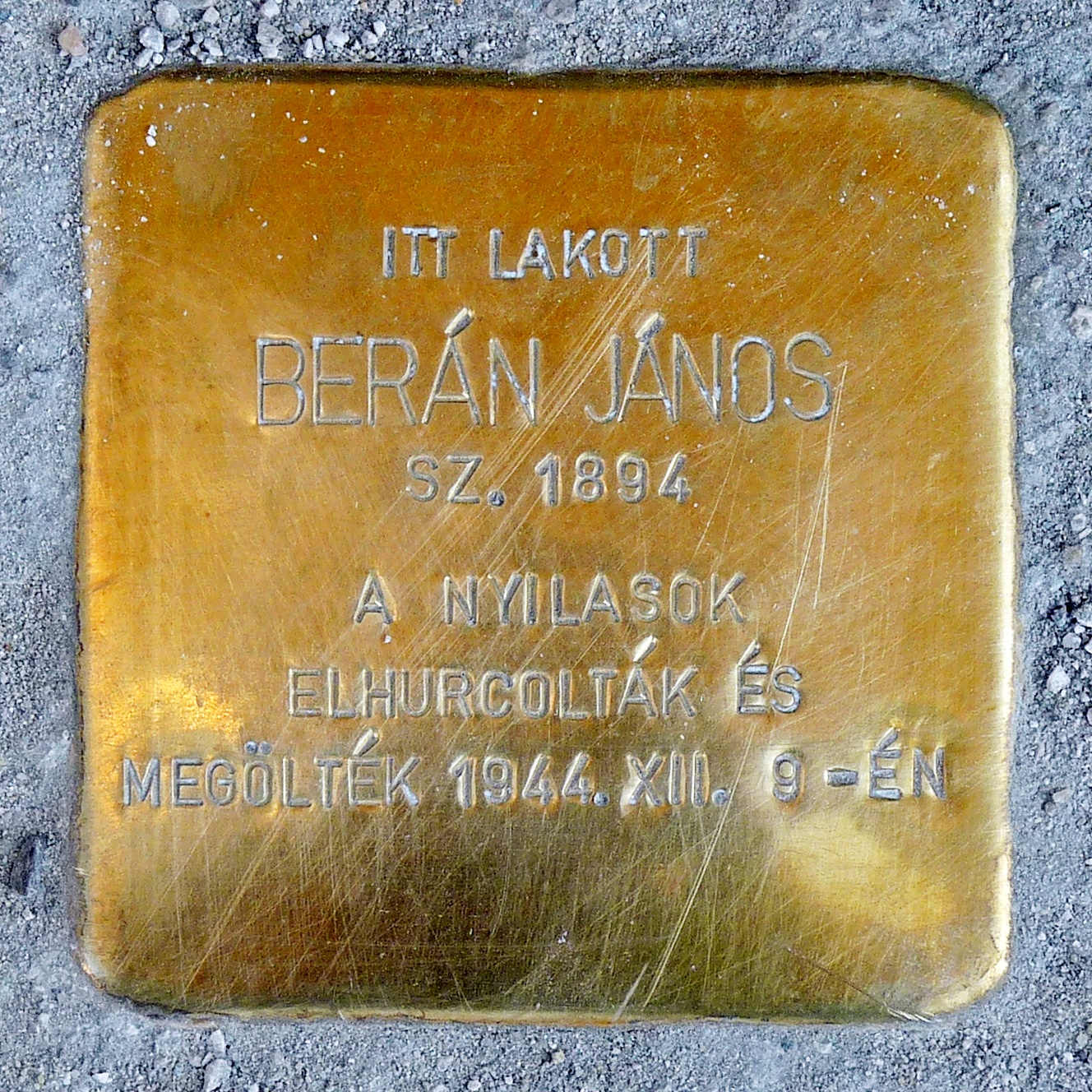
Berán János, Victor Hugo utca 29.
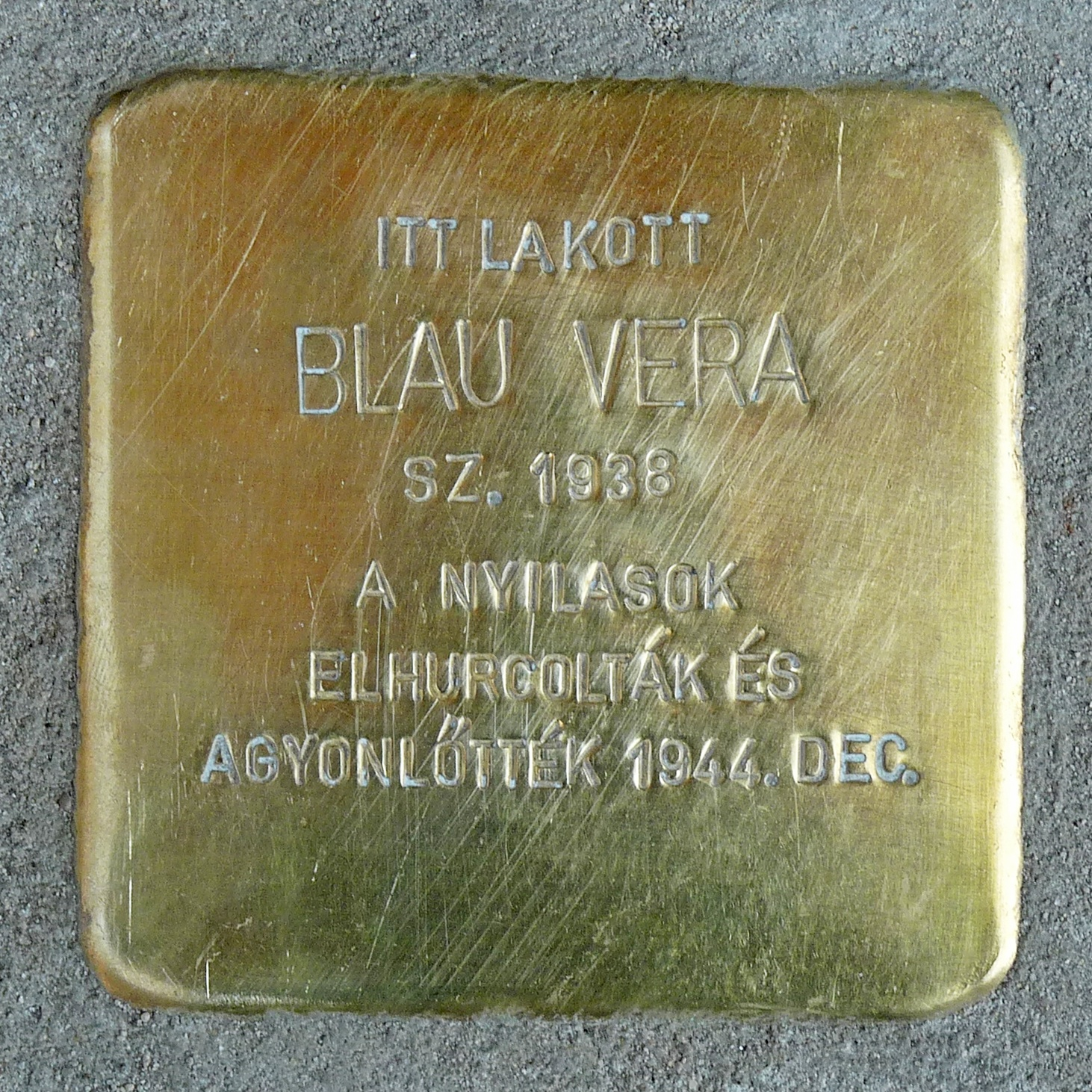
Blau Vera, Katona József utca 21.
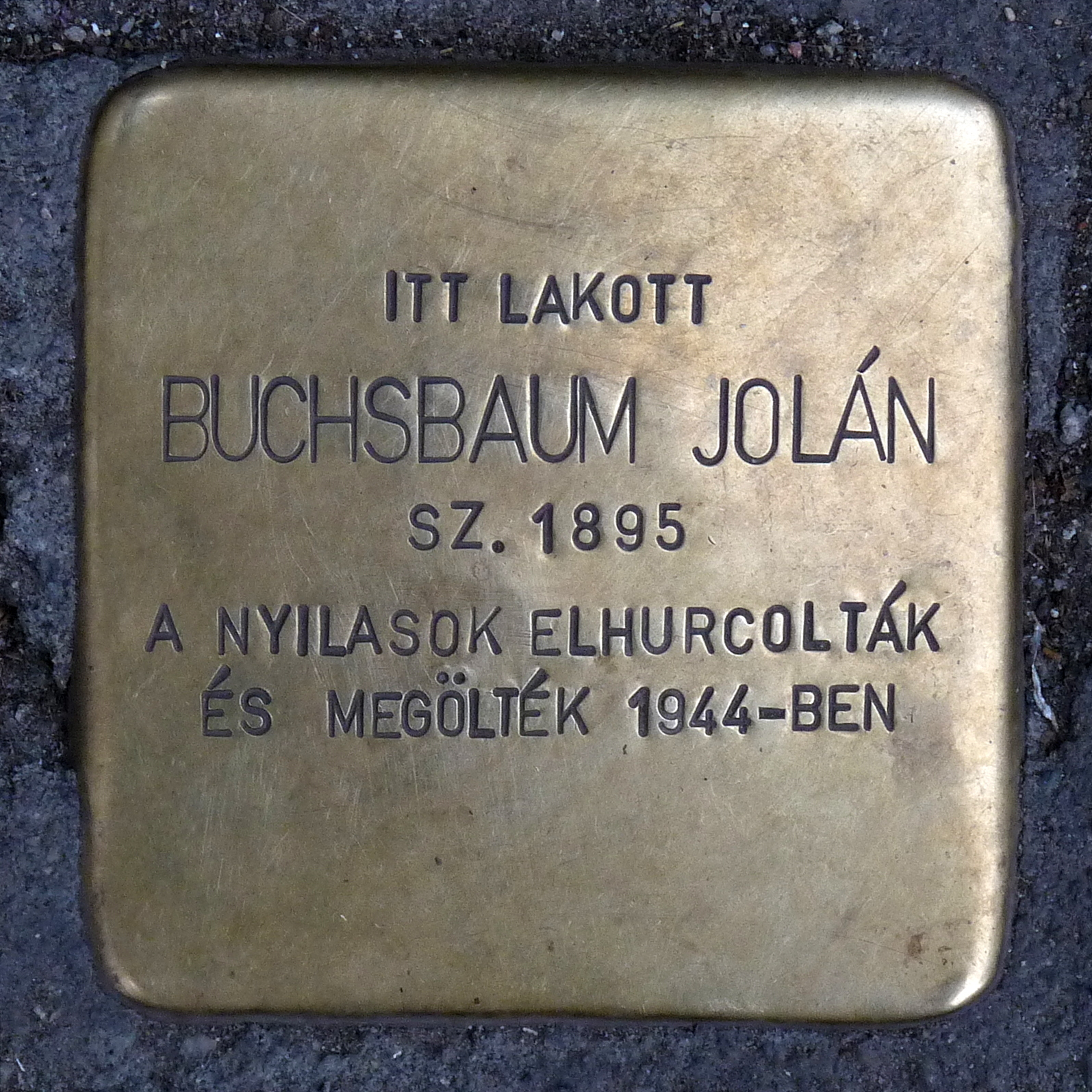
Buchsbaum Jolán, Hegedűs Gyula utca 8/B.
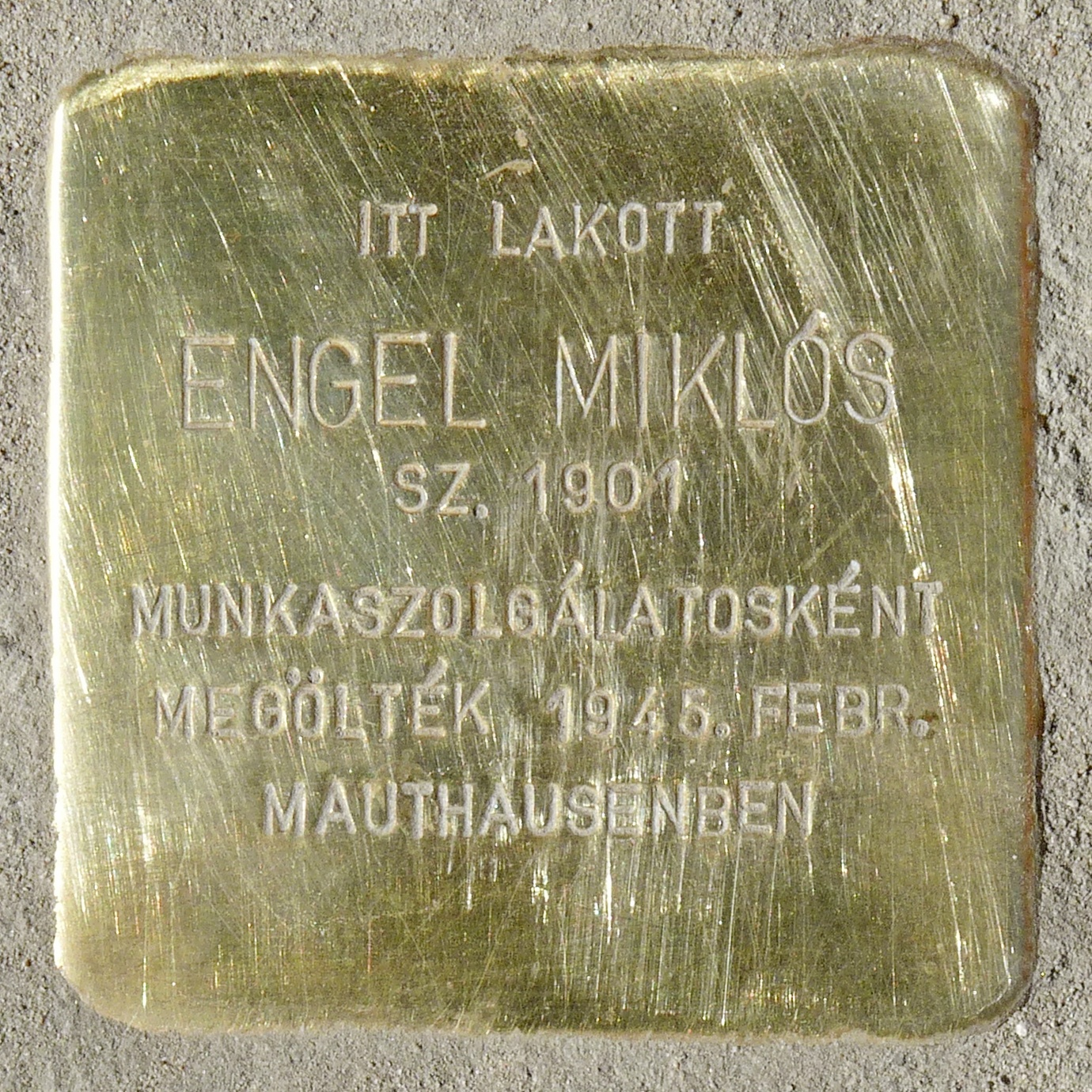
Engel Miklós, Csanády utca 18.
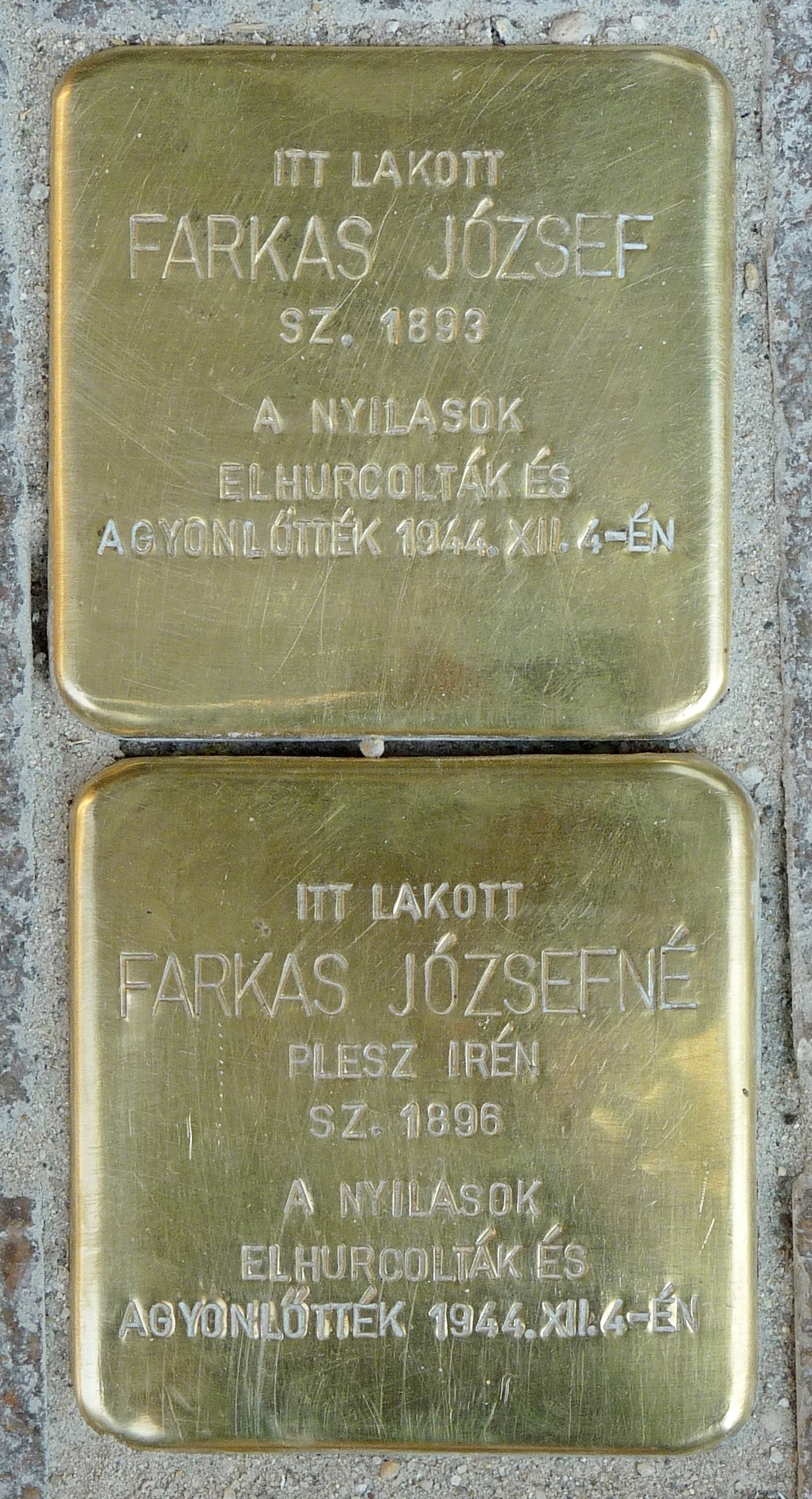
Farkas házaspár, Hollán Ernő utca 7/B.
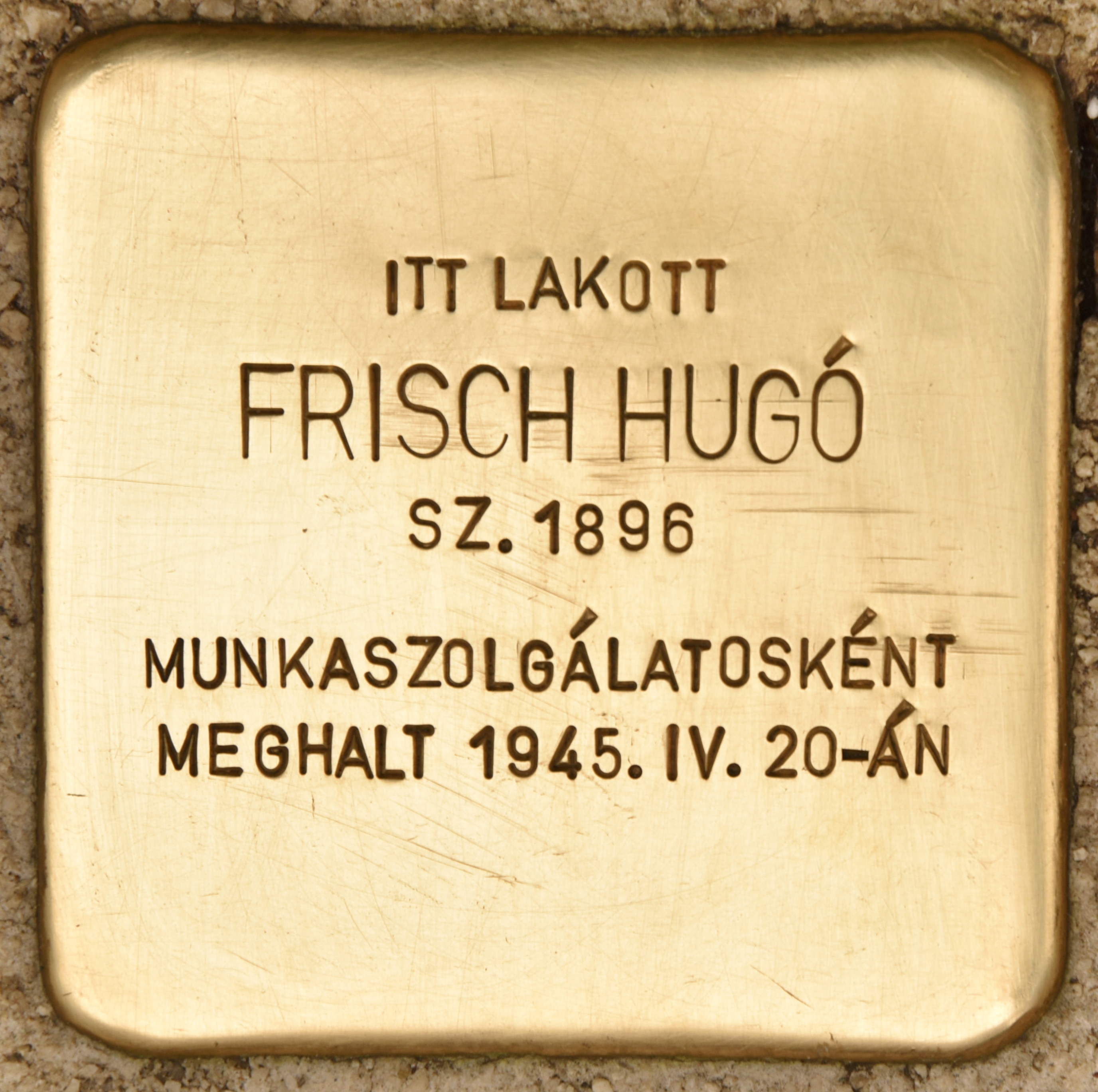
Frisch Hugó, Hegedus Gyula utca 34
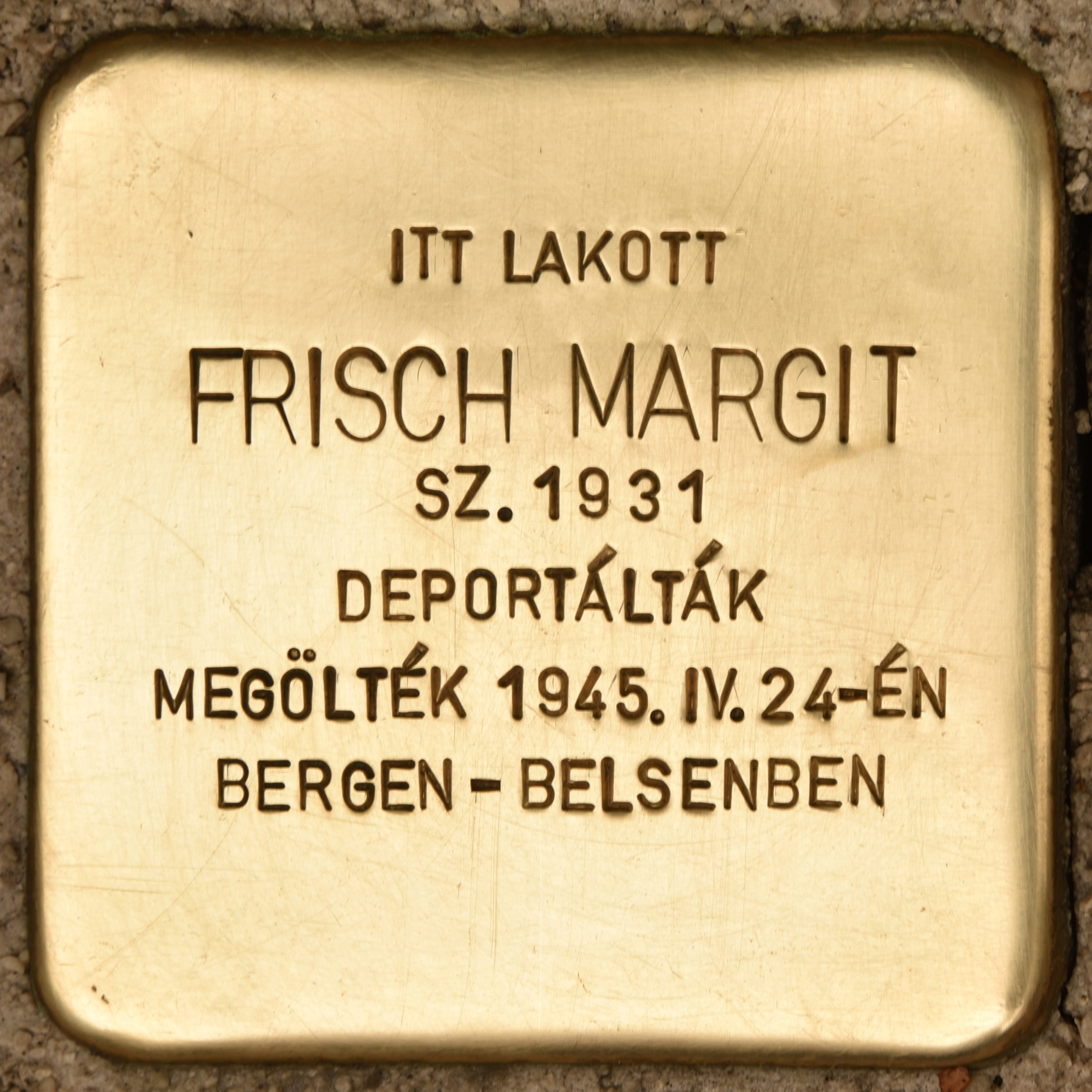
Frisch Margit, Hegedus Gyula utca 34
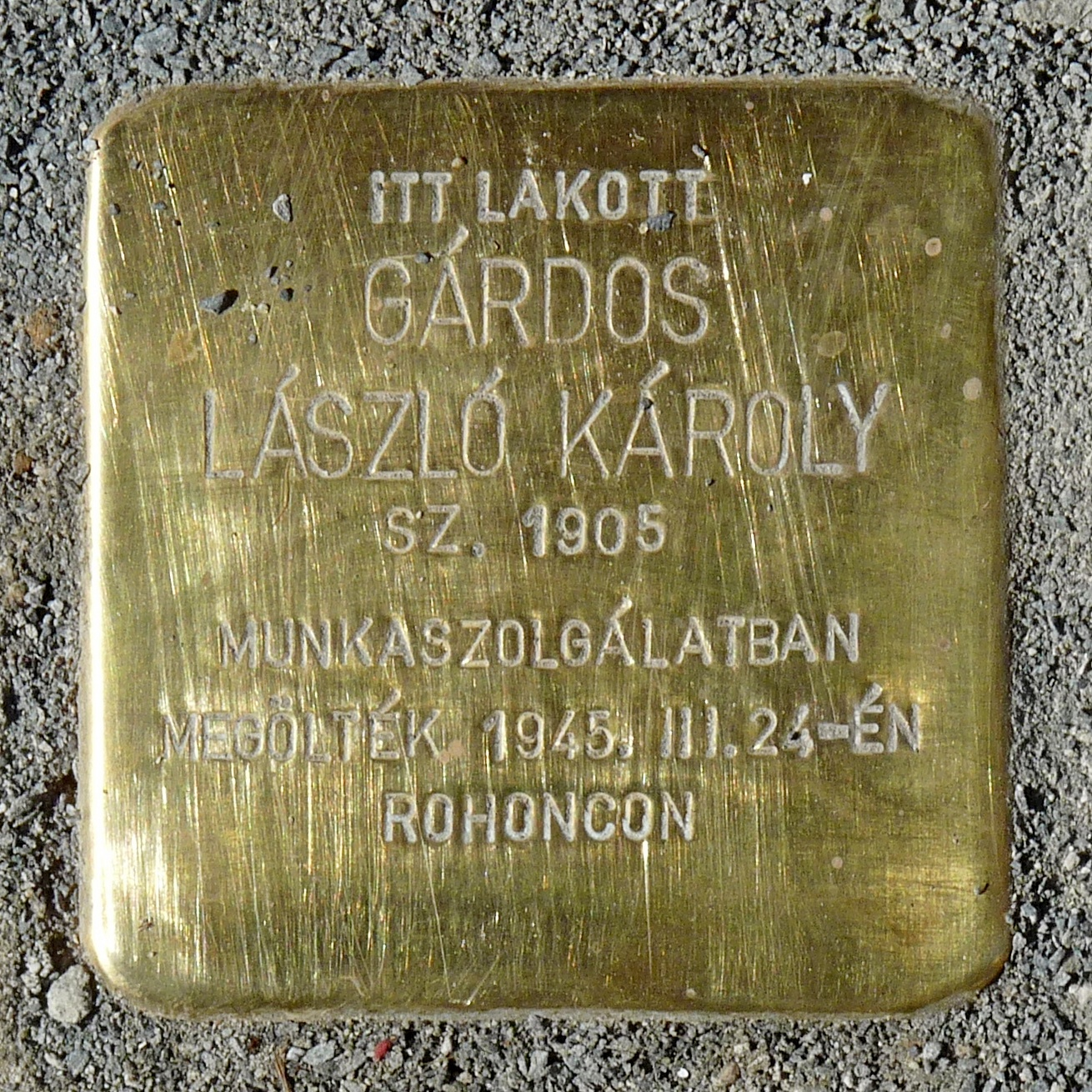
Gárdos LászLó Károly, Balzac utca 44/B.
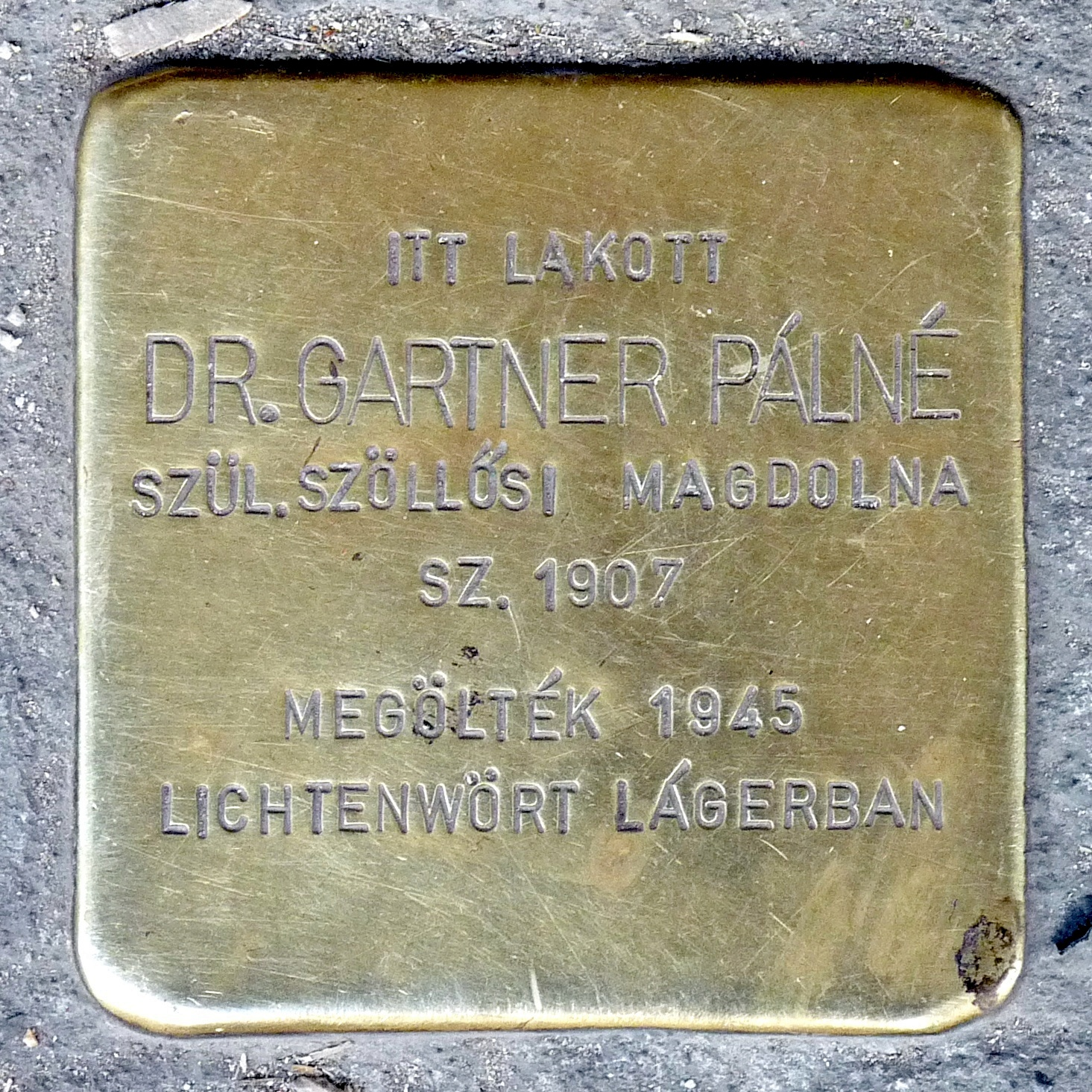
Gartner Pálné,[5] Hollán Ernő utca 9.
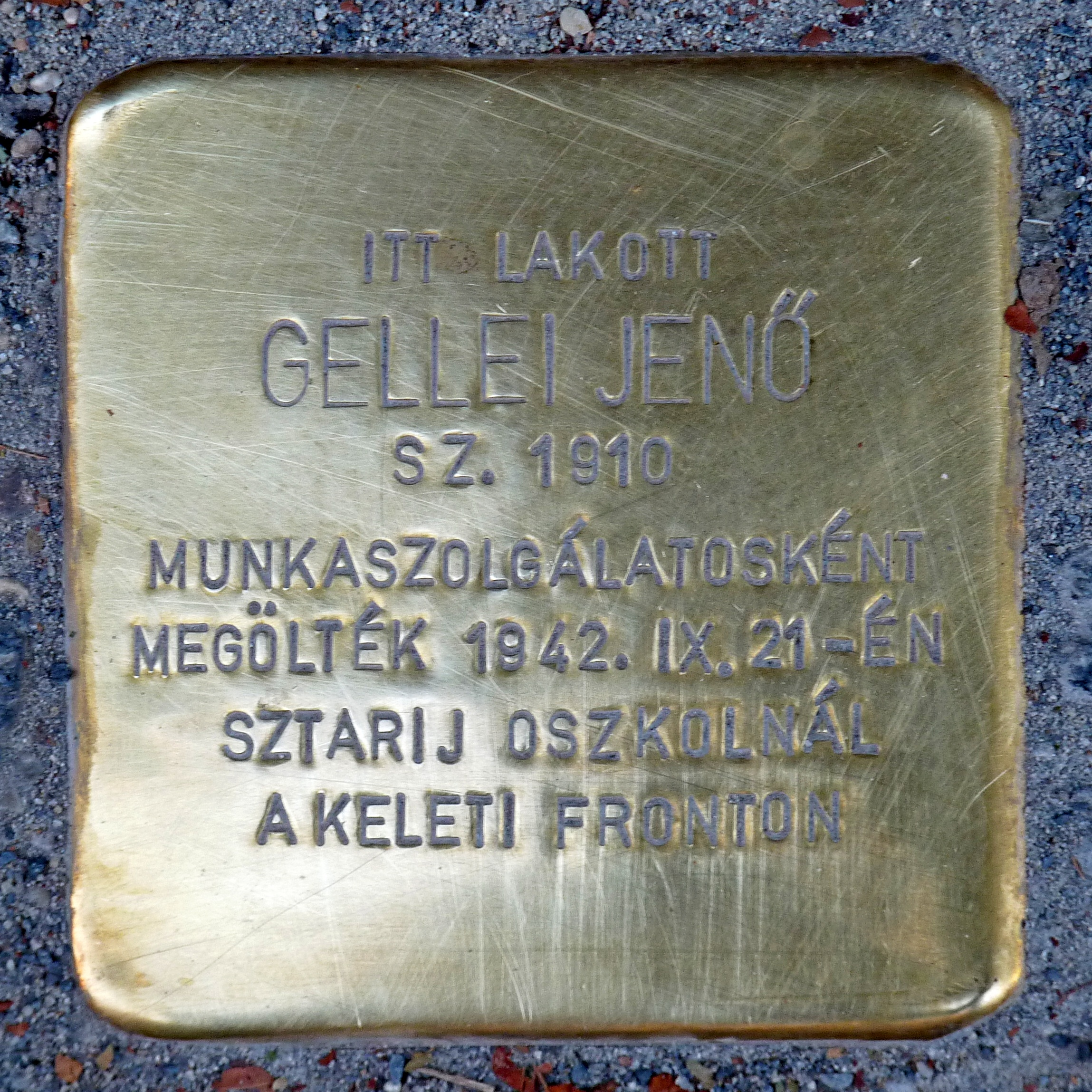
Gellei Jenő, Hegedűs Gyula utca 37.
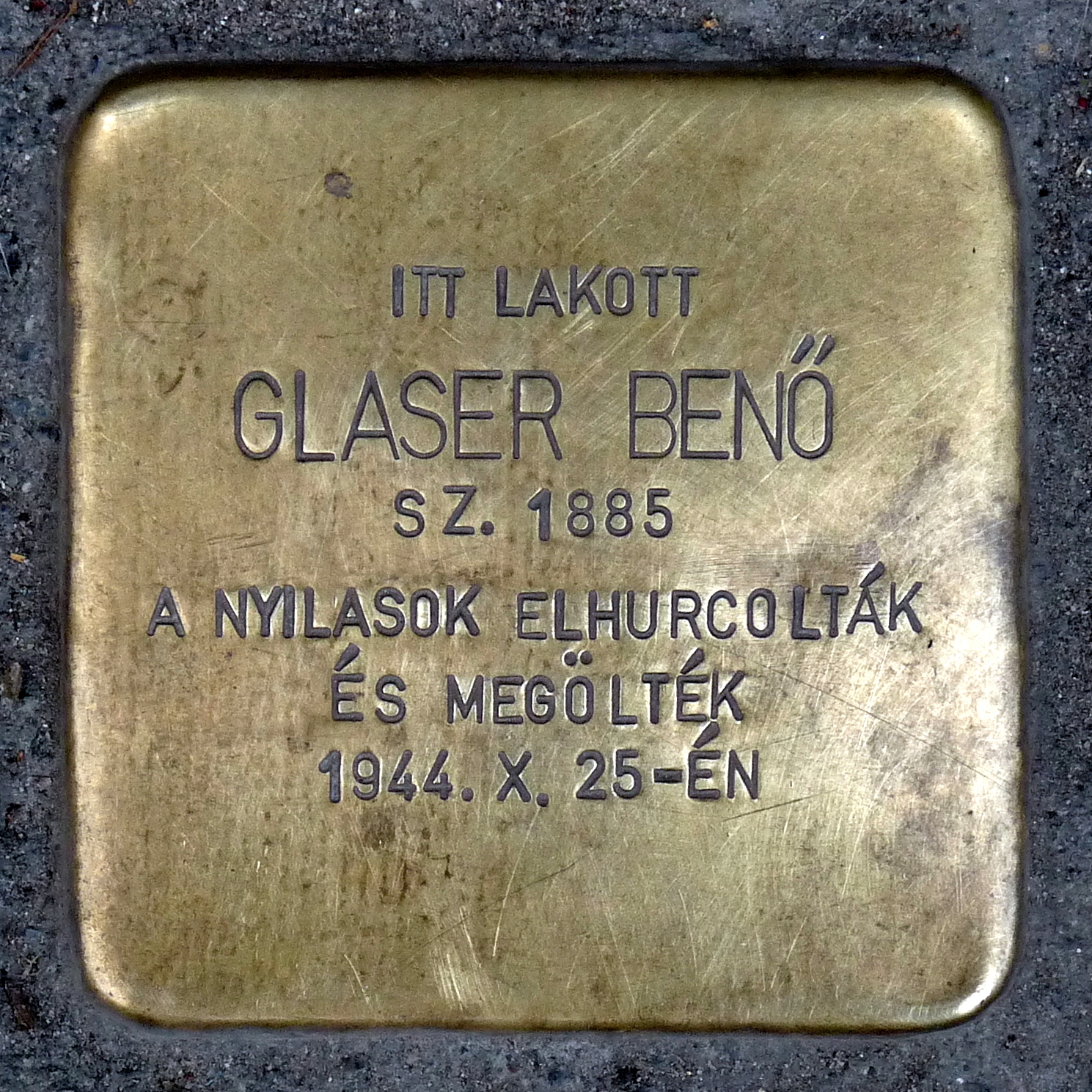
Glaser Benő, Tátra utca 20/B.
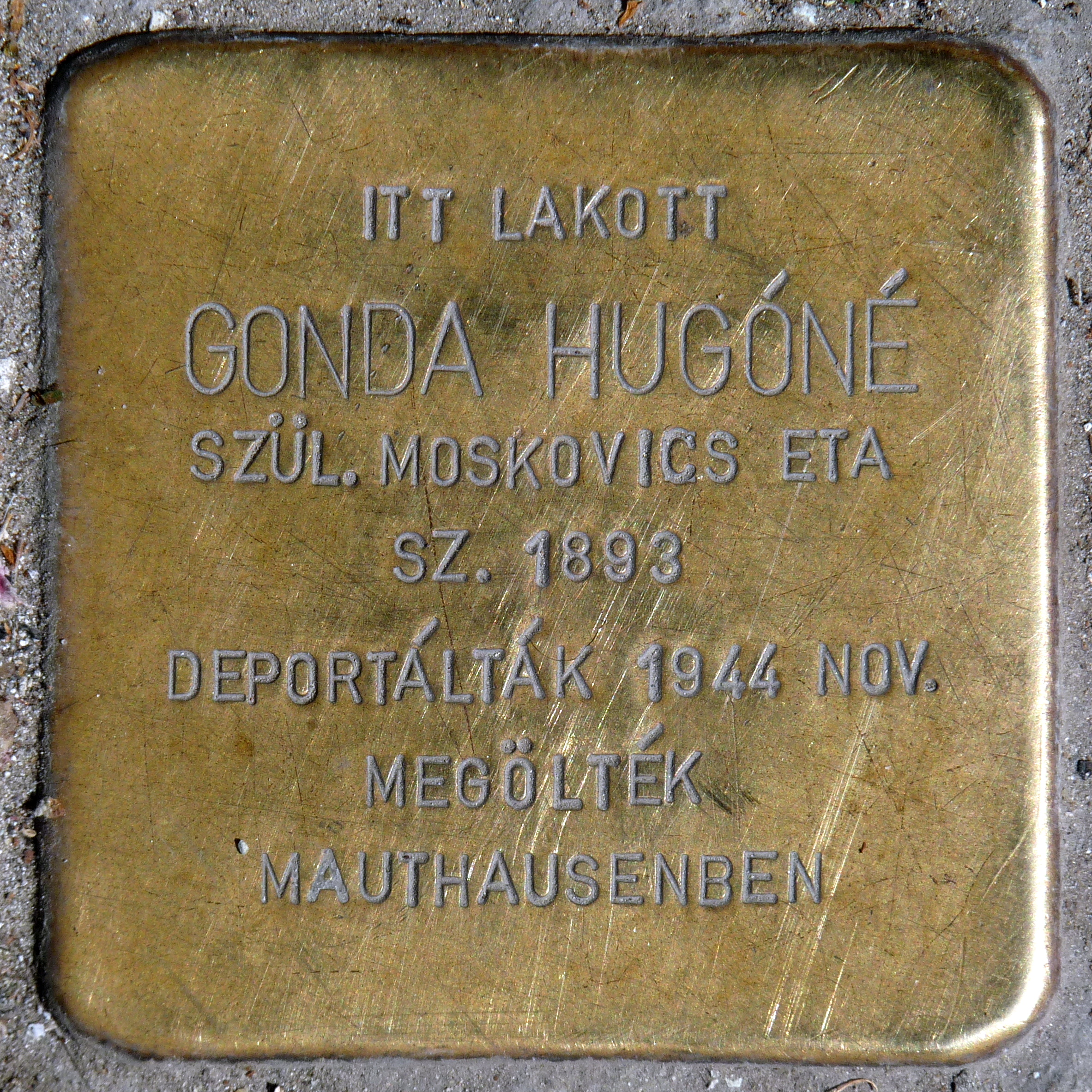
Gonda Hugóné, Hollán Ernő utca 3.
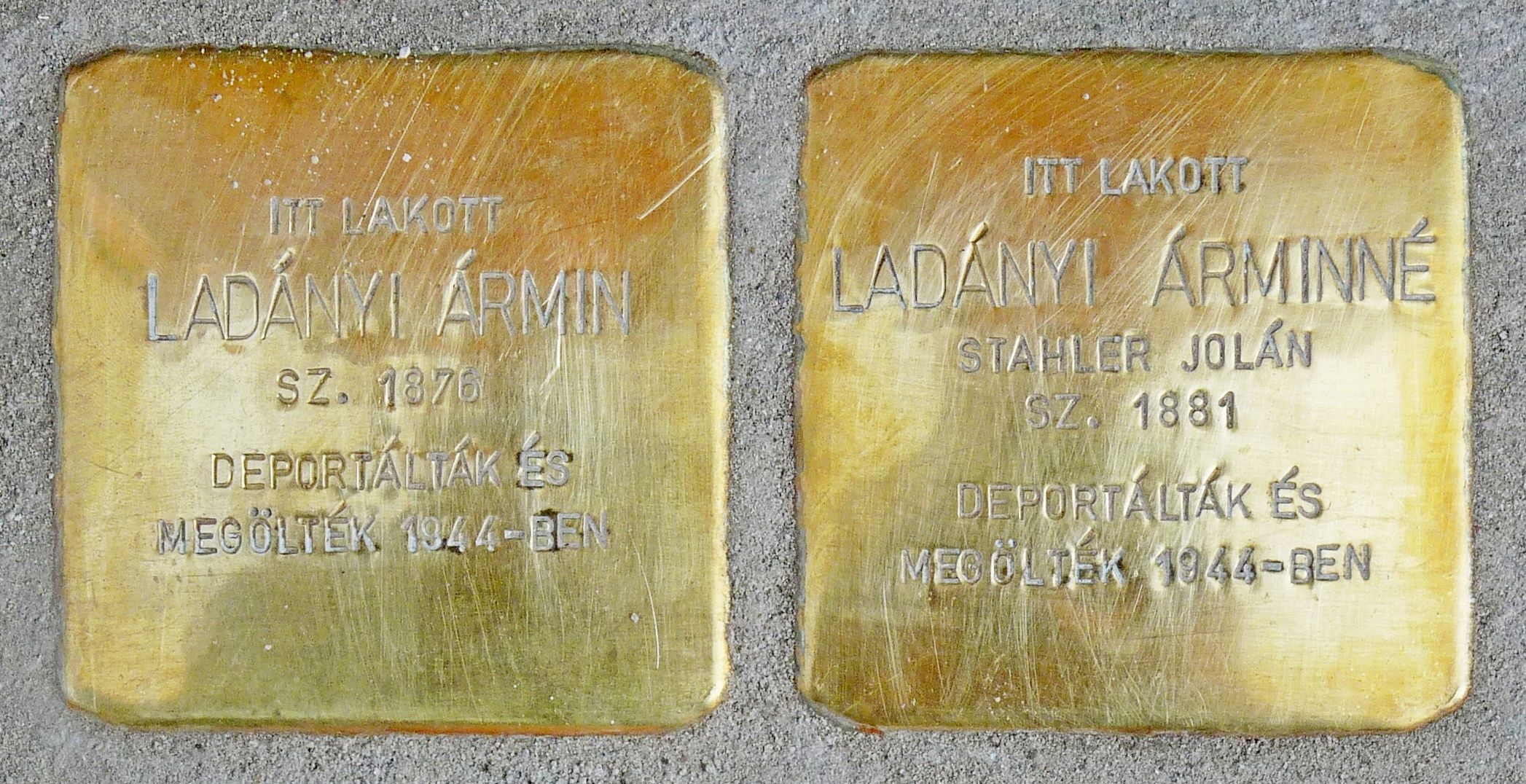
Ladányi házaspár, Raoul Wallenberg utca 9.
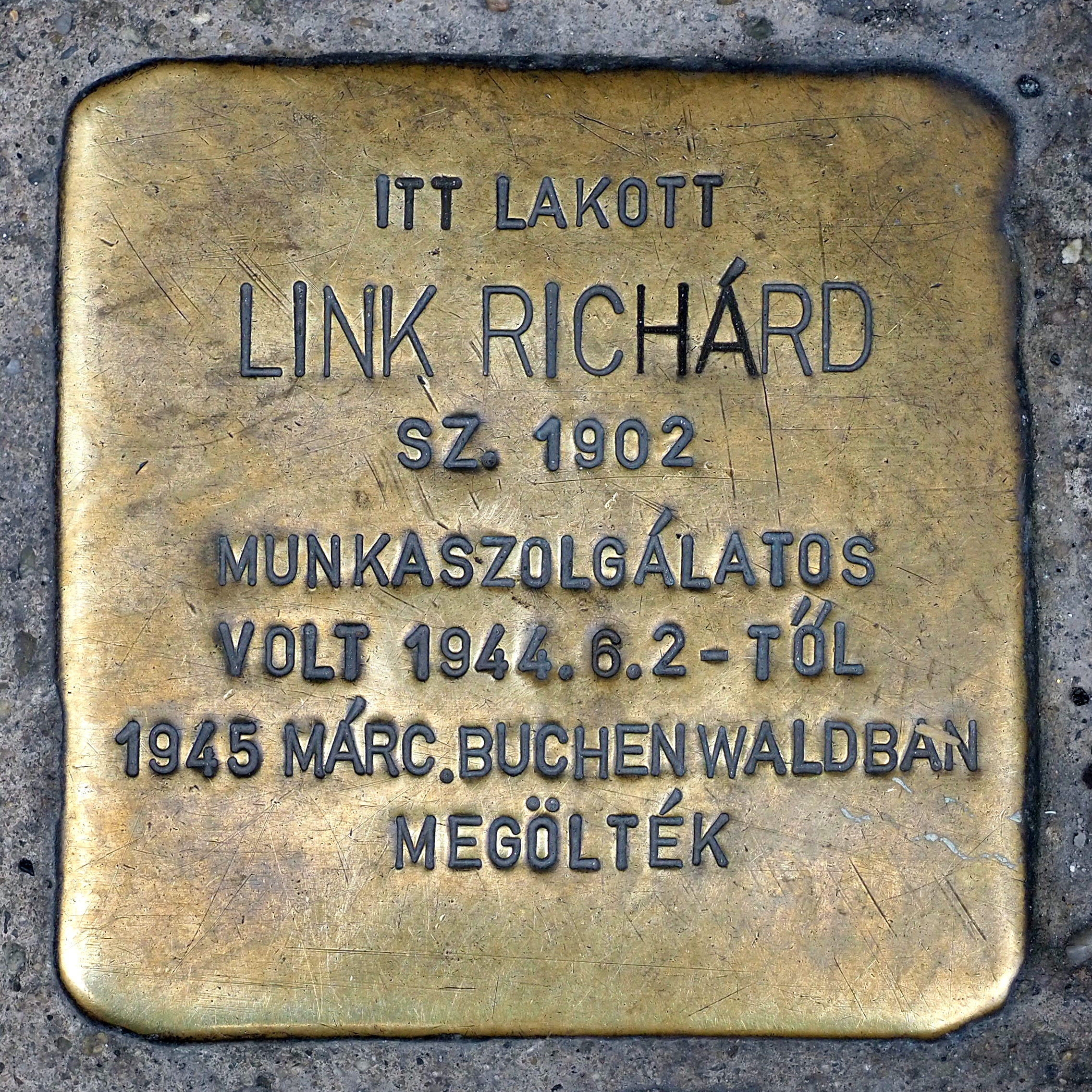
Link Richárd, Visegrádi utca 19.
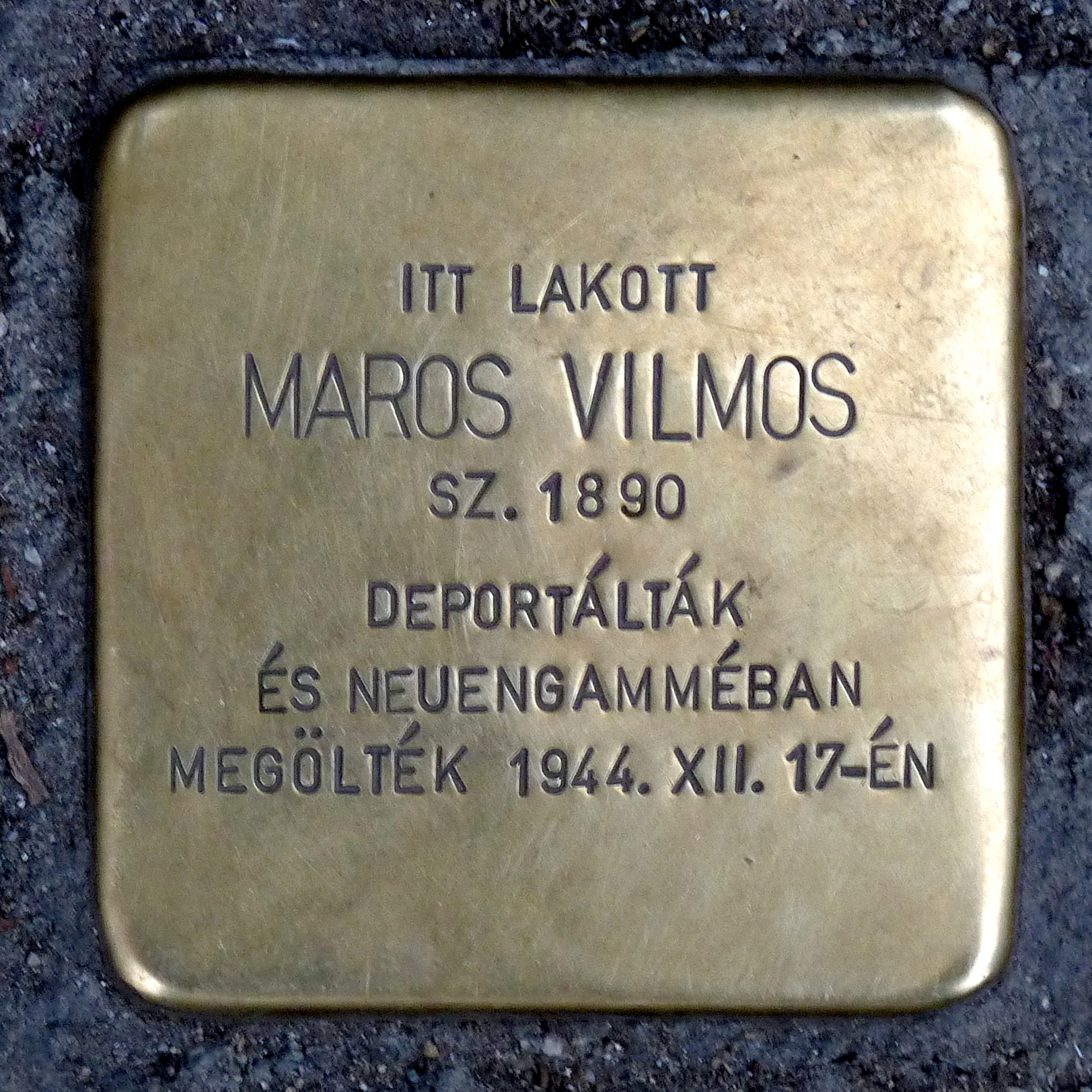
Maros Vilmos, Hegedűs Gyula utca 8/B.
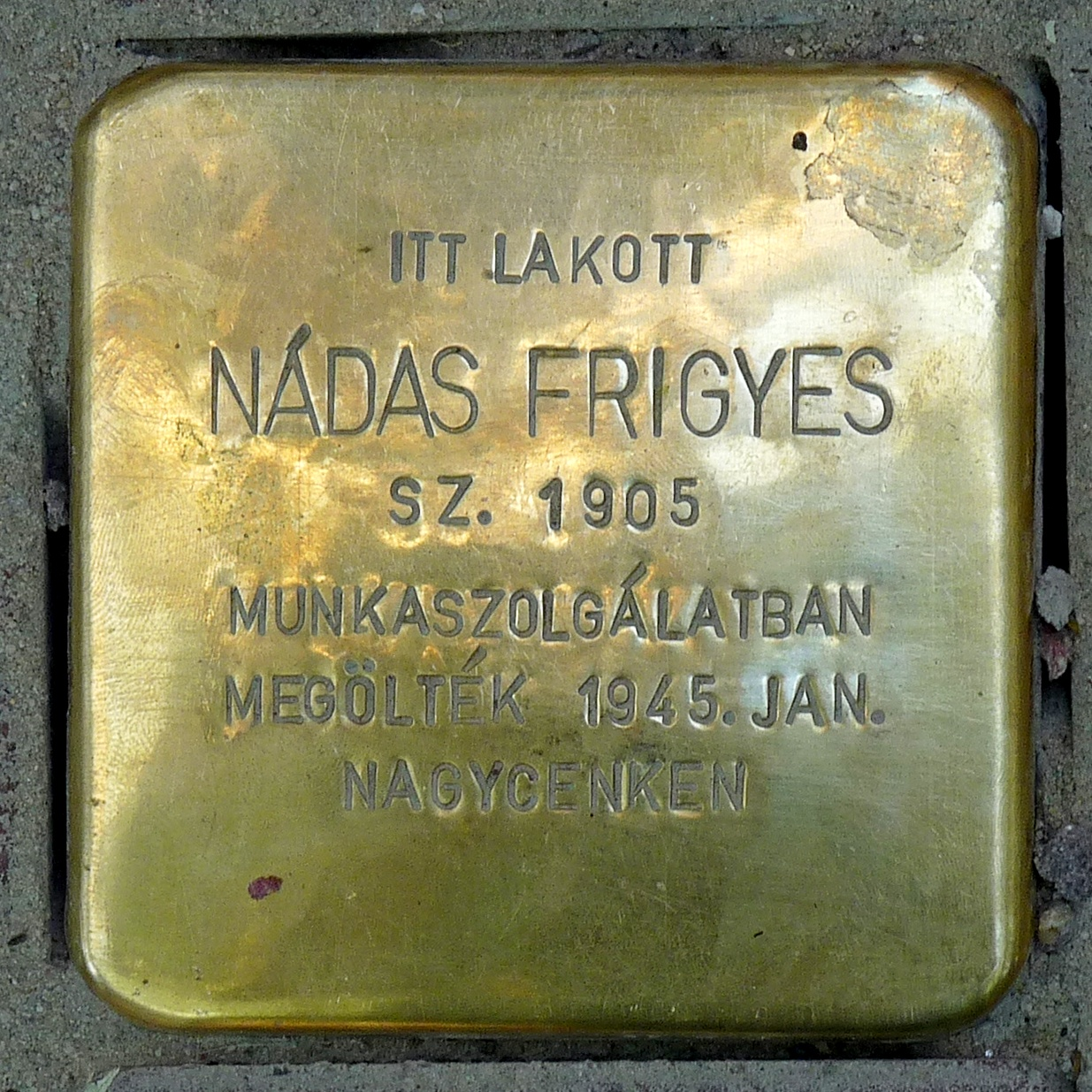
Nádas Frigyes, Pozsonyi út 12.
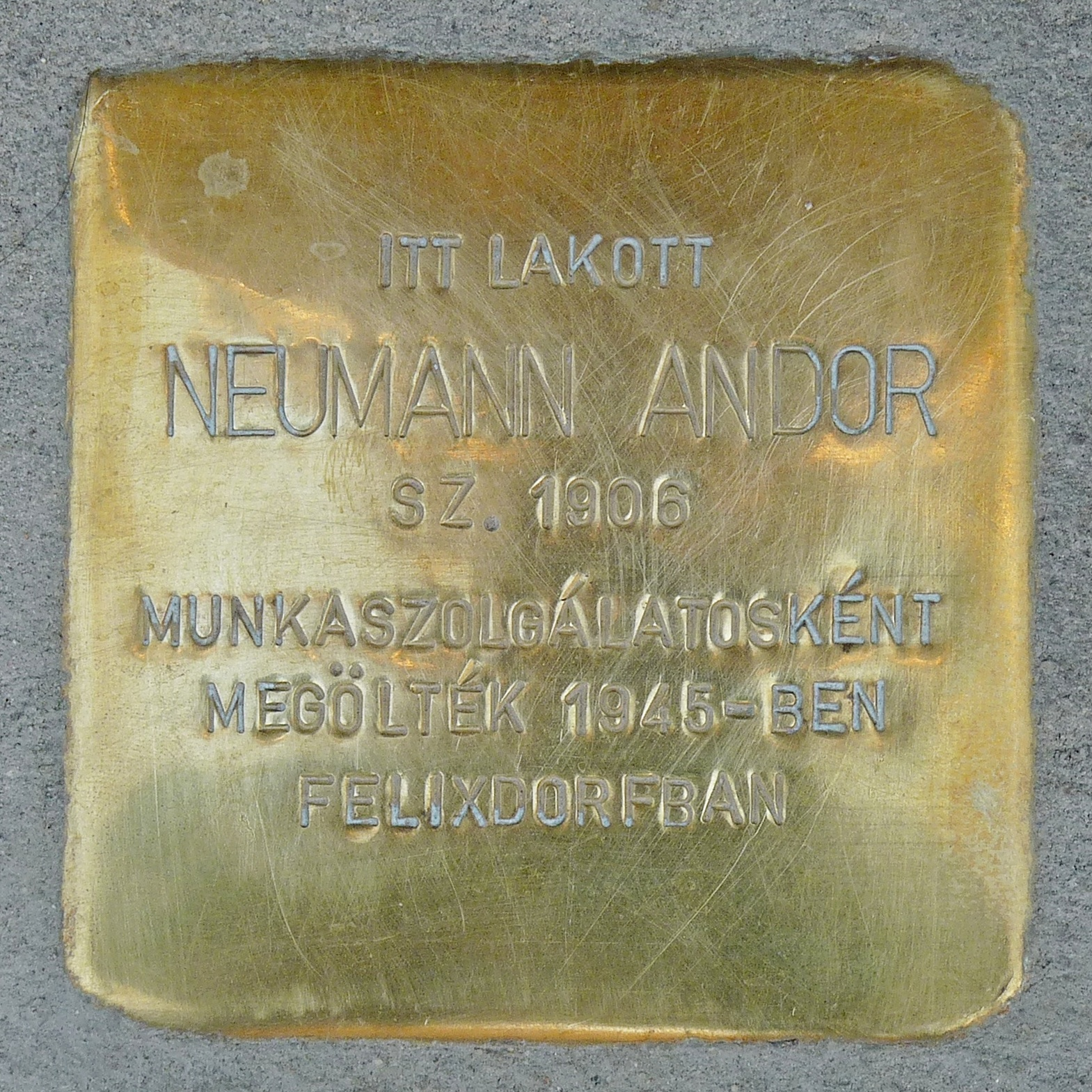
Neumann Andor, Hollán Ernő utca 20.
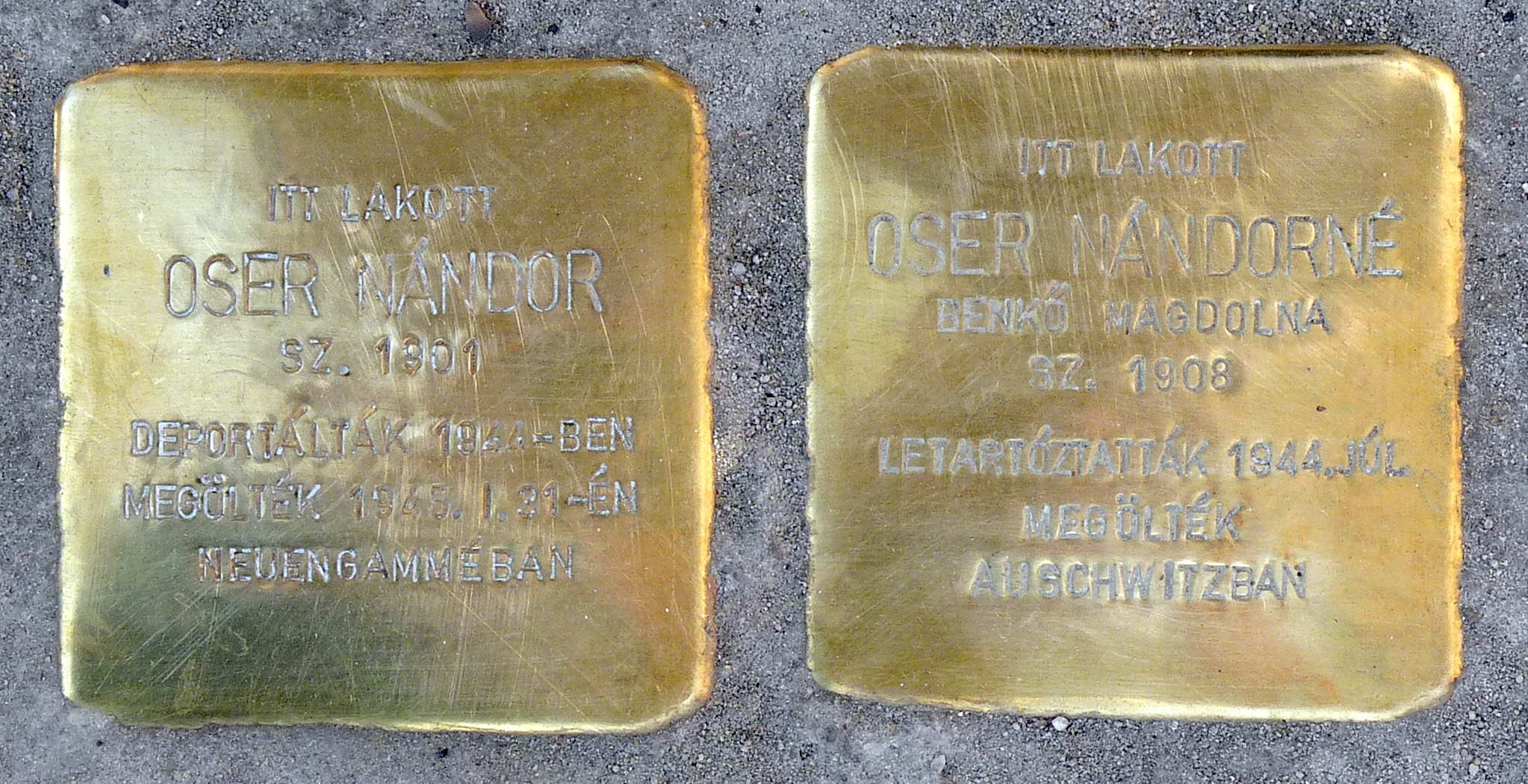
Oser házaspár, Hegedűs Gyula utca 8.
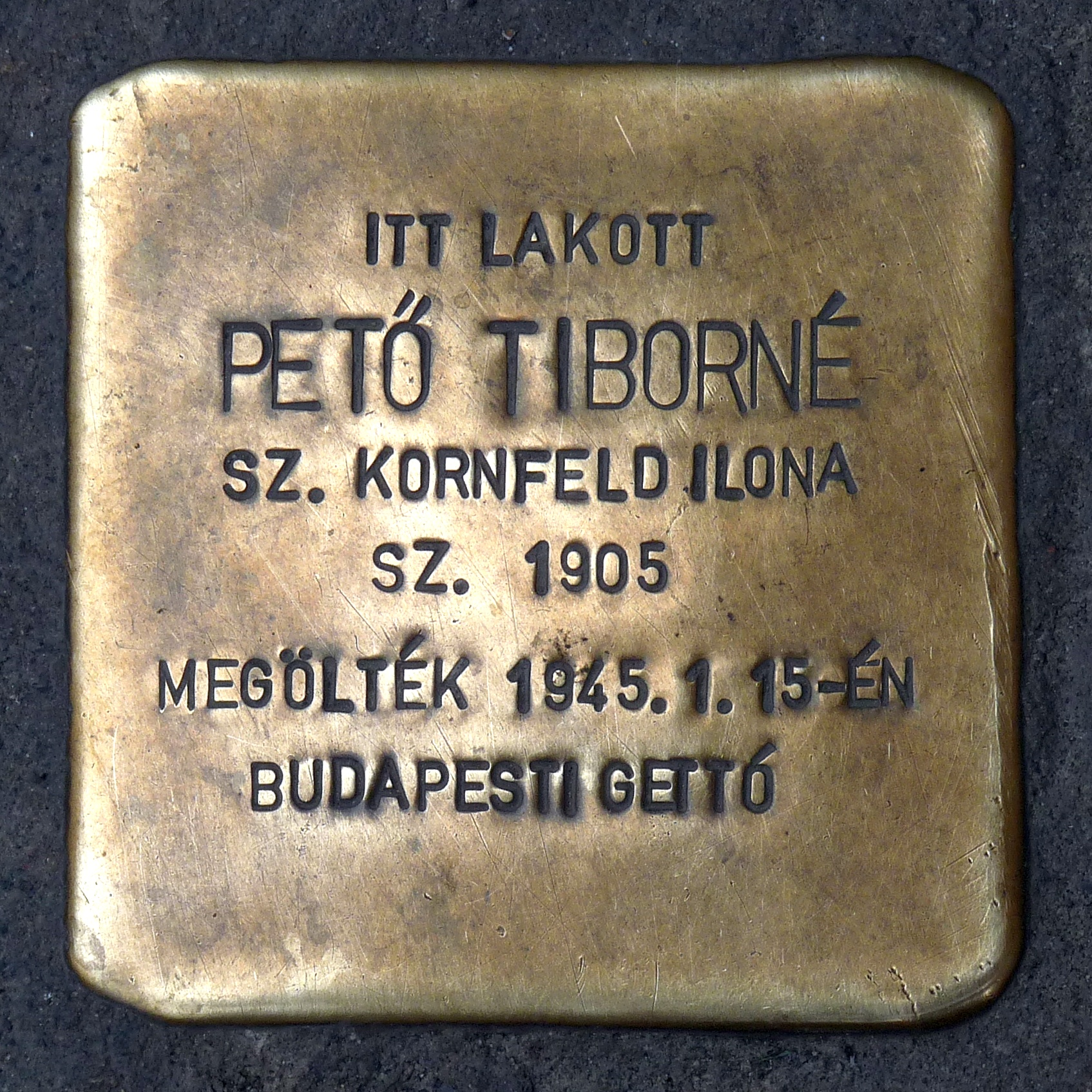
Pető Tiborné, Tátra utca 17.
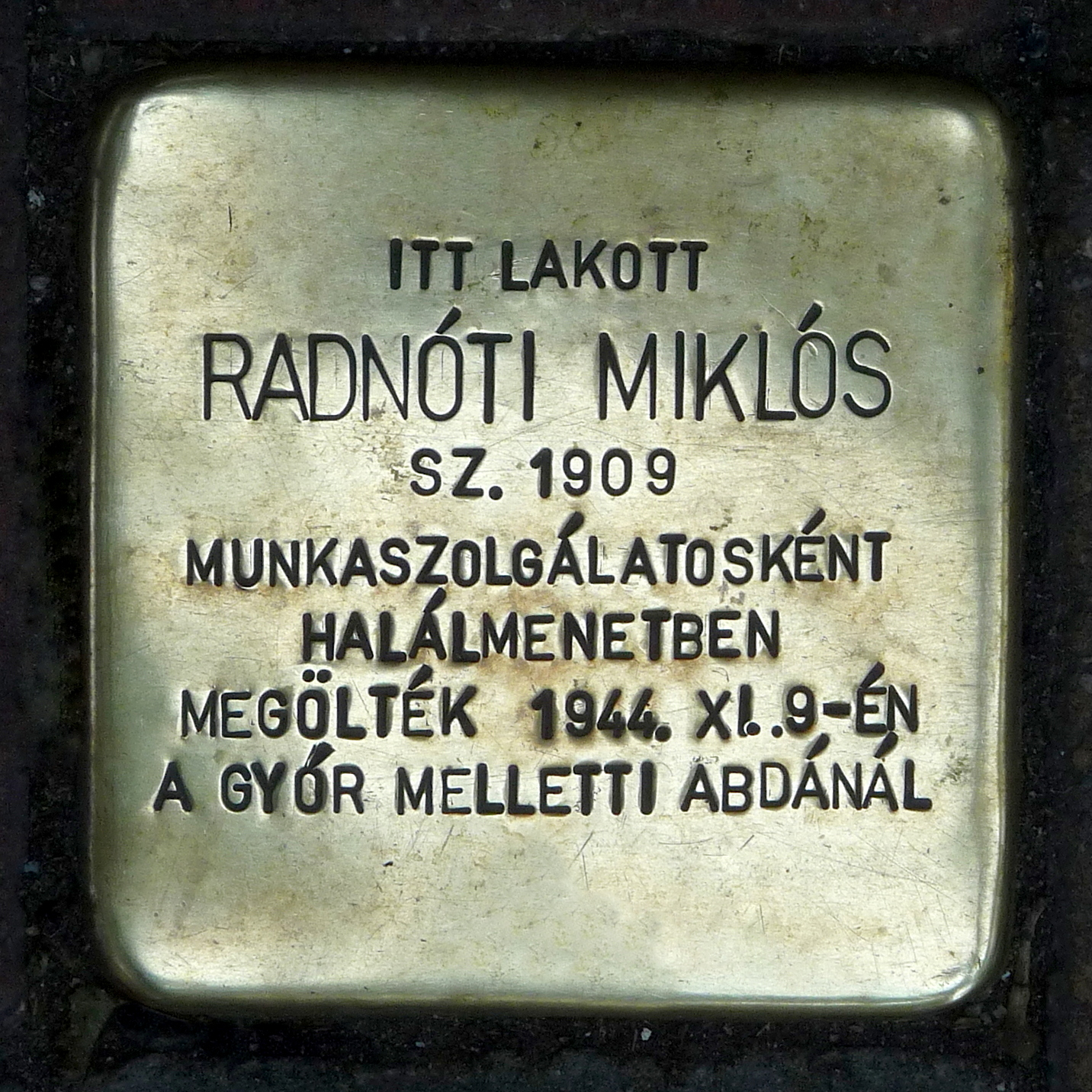
Radnóti Miklós, Pozsonyi út 1.
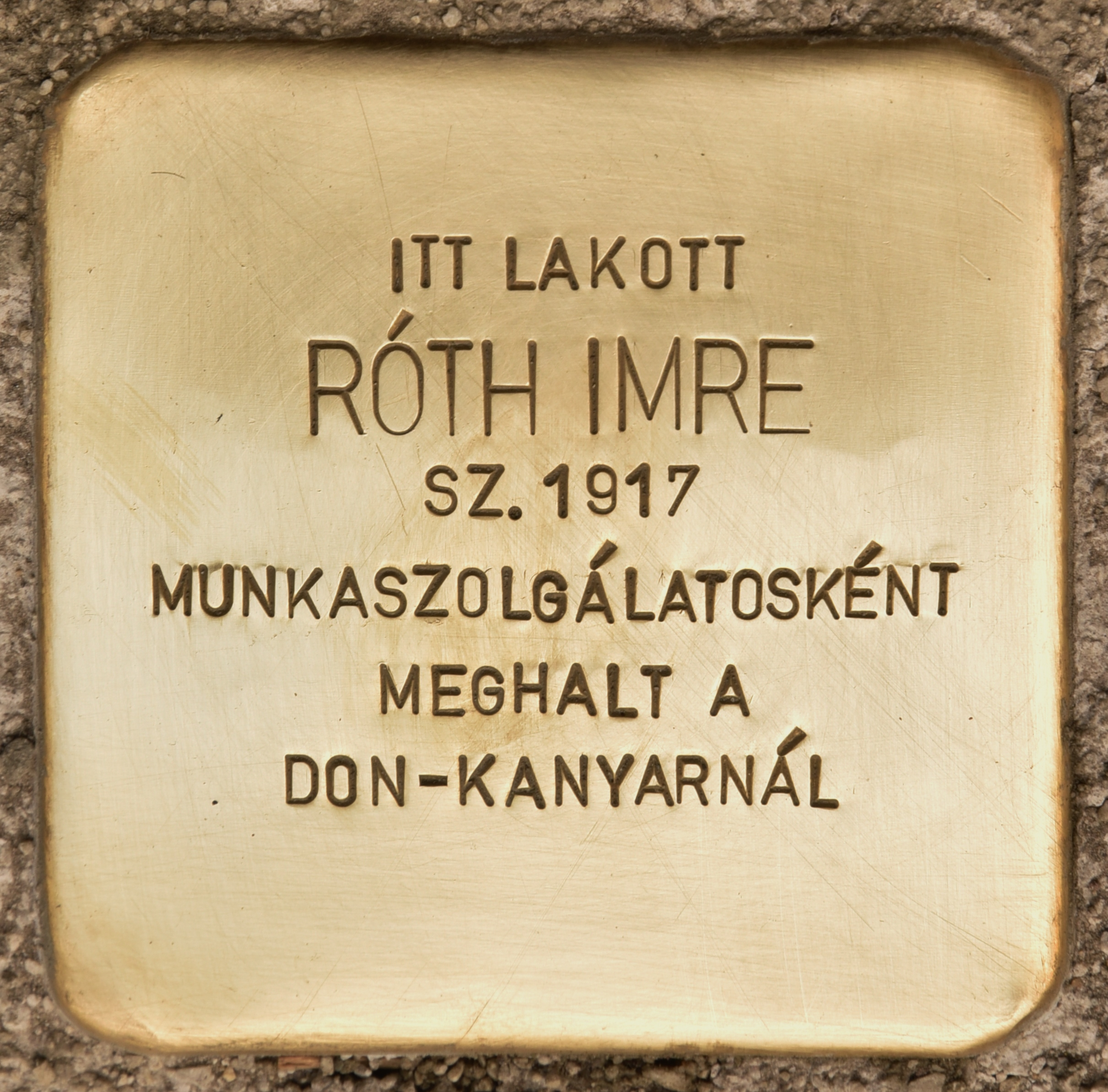
Róth Imre, Bulcsú utca 5-7.
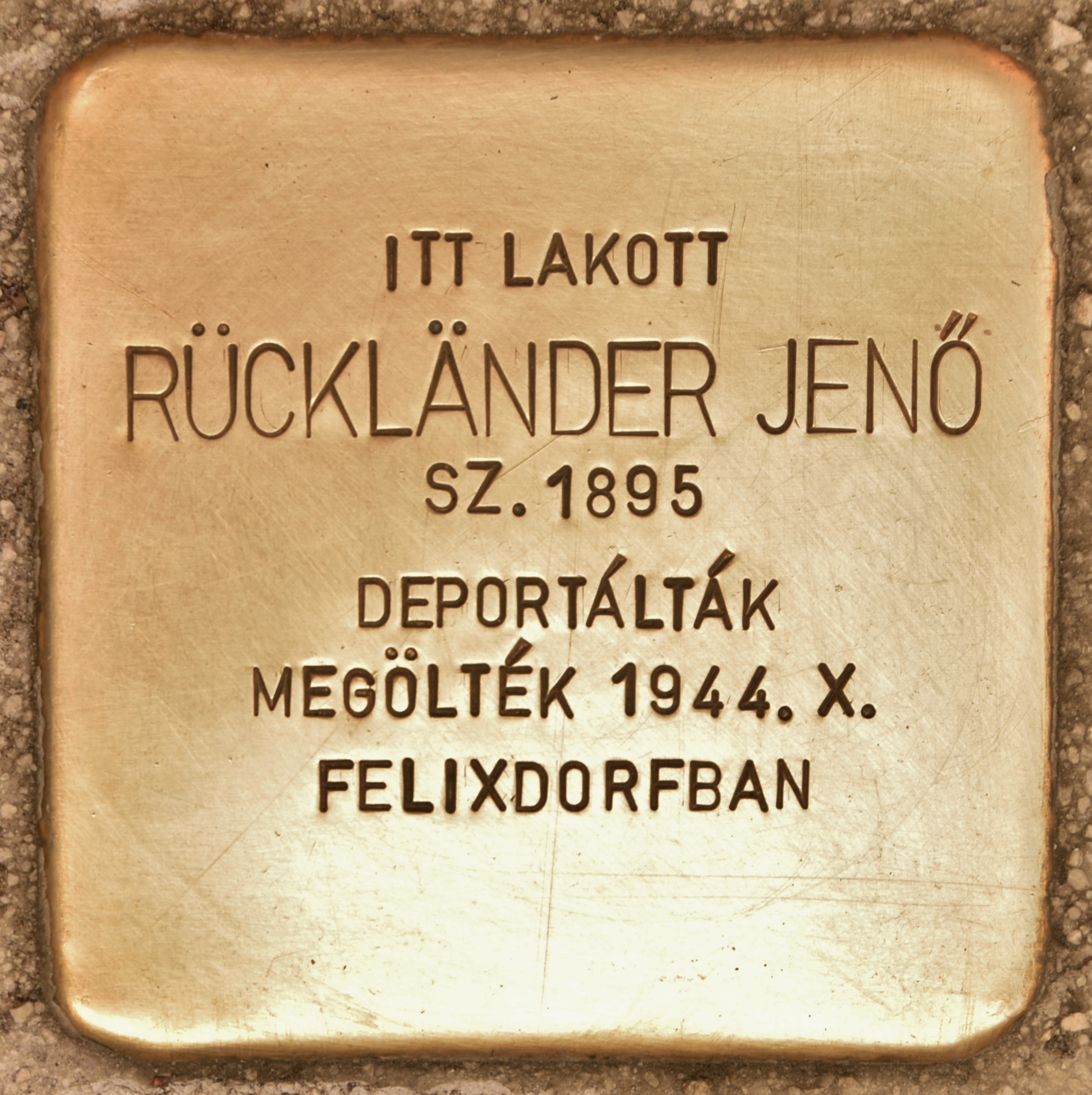
Rückländer Jenő, Hegedűs Gyula utca 68.
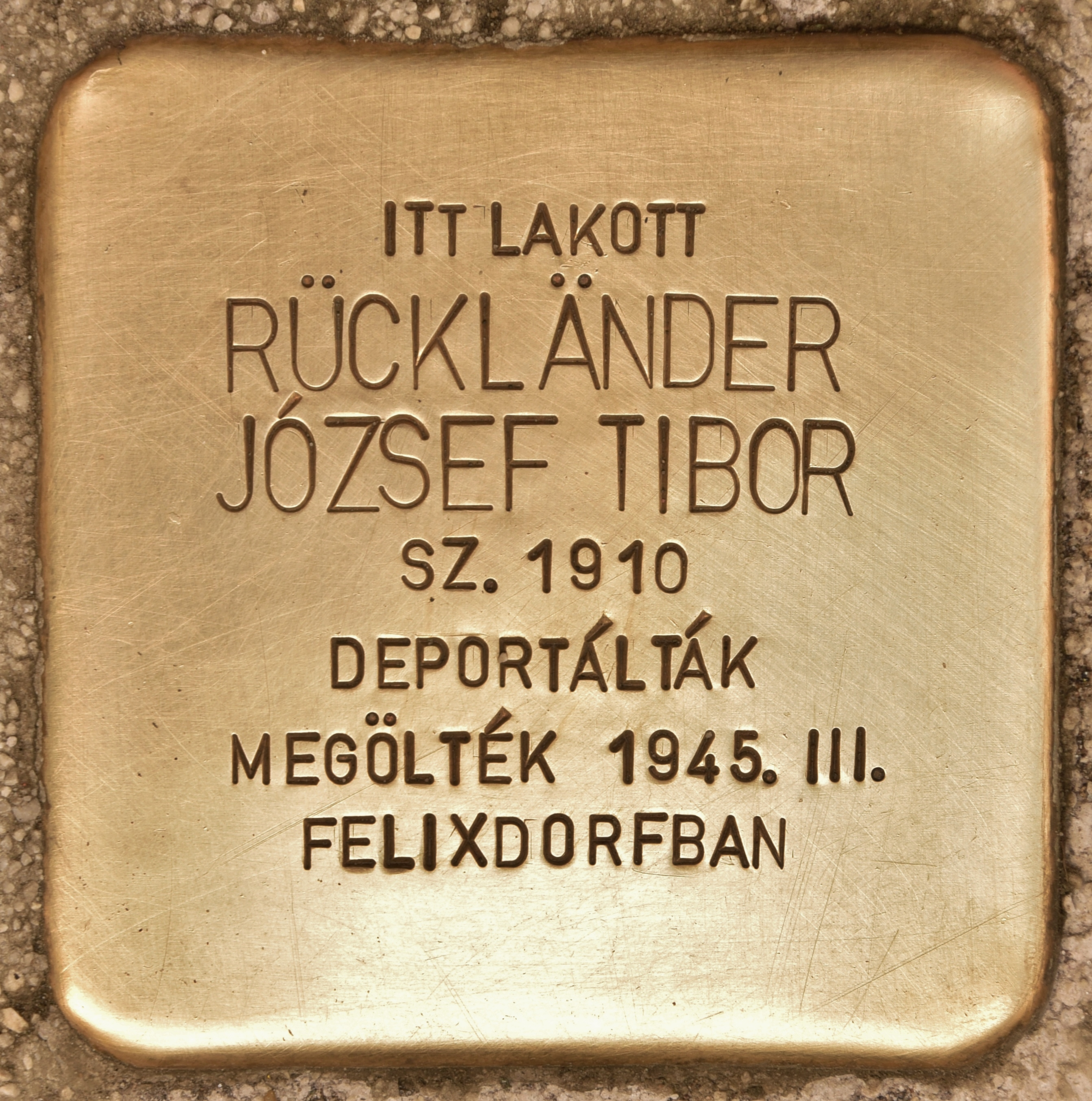
Rückländer József Tibor, Hegedűs Gyula utca 68.
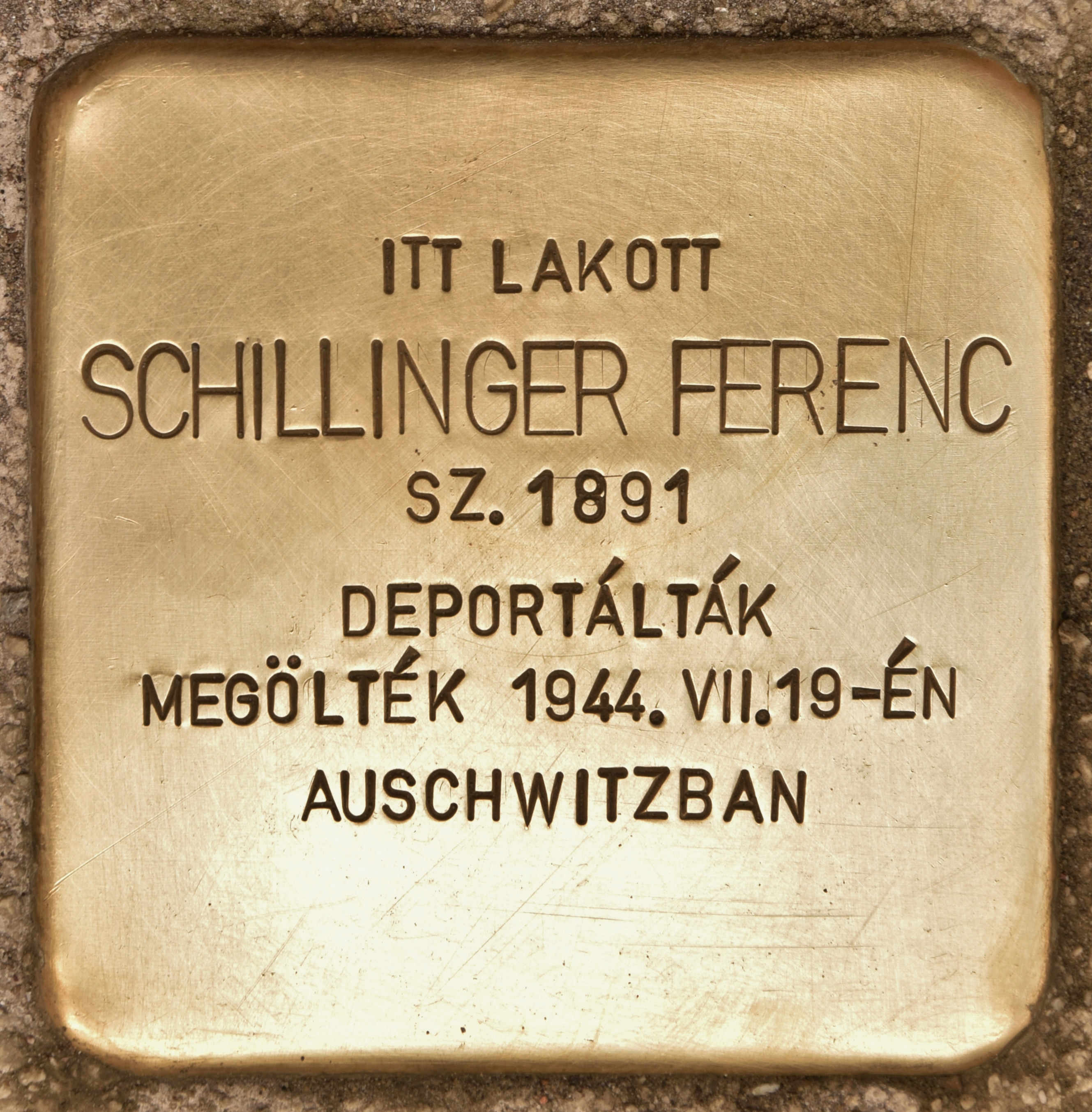
Schillinger Ferenc, Hegedűs Gyula utca 68.
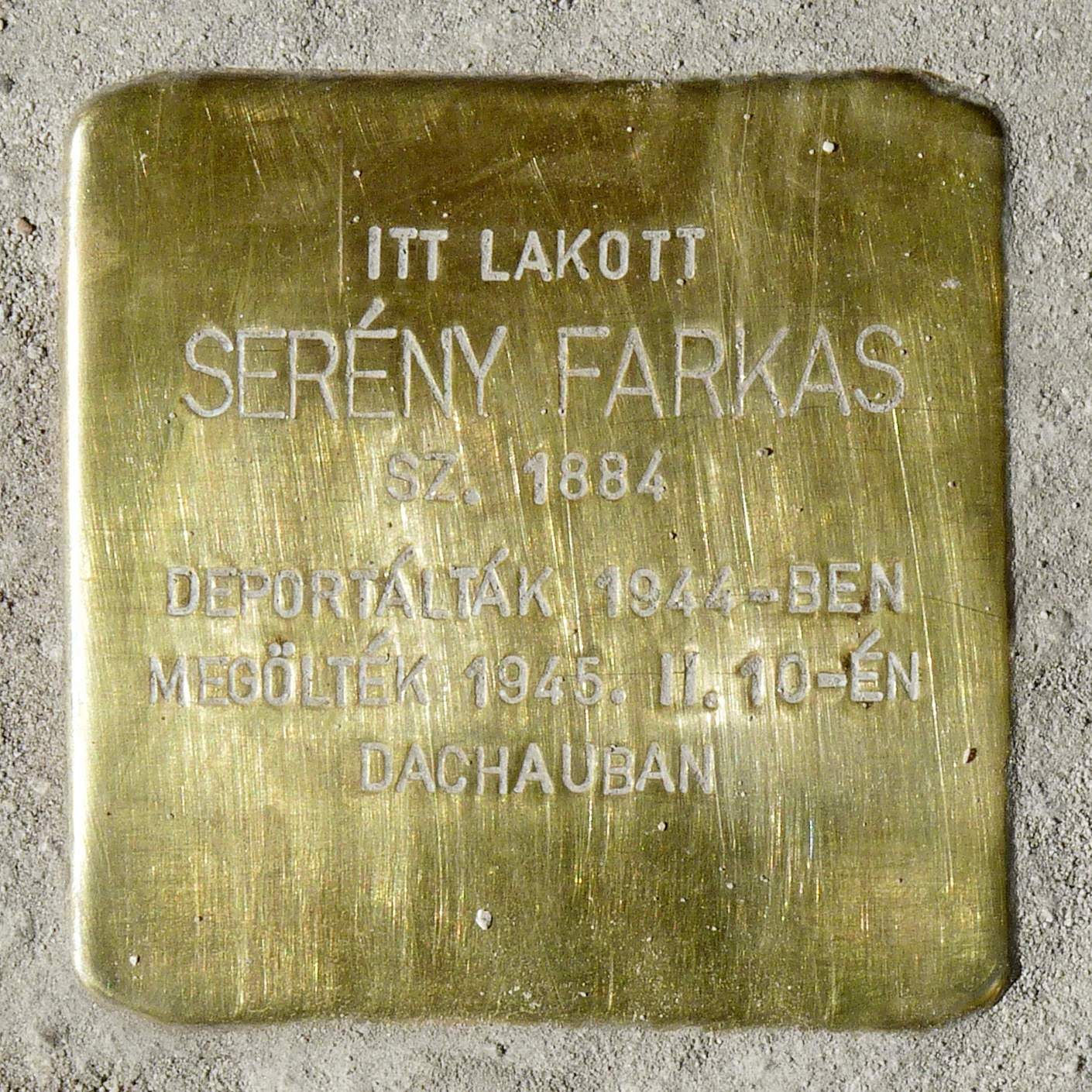
Serény Farkas, Balzac utca 20.
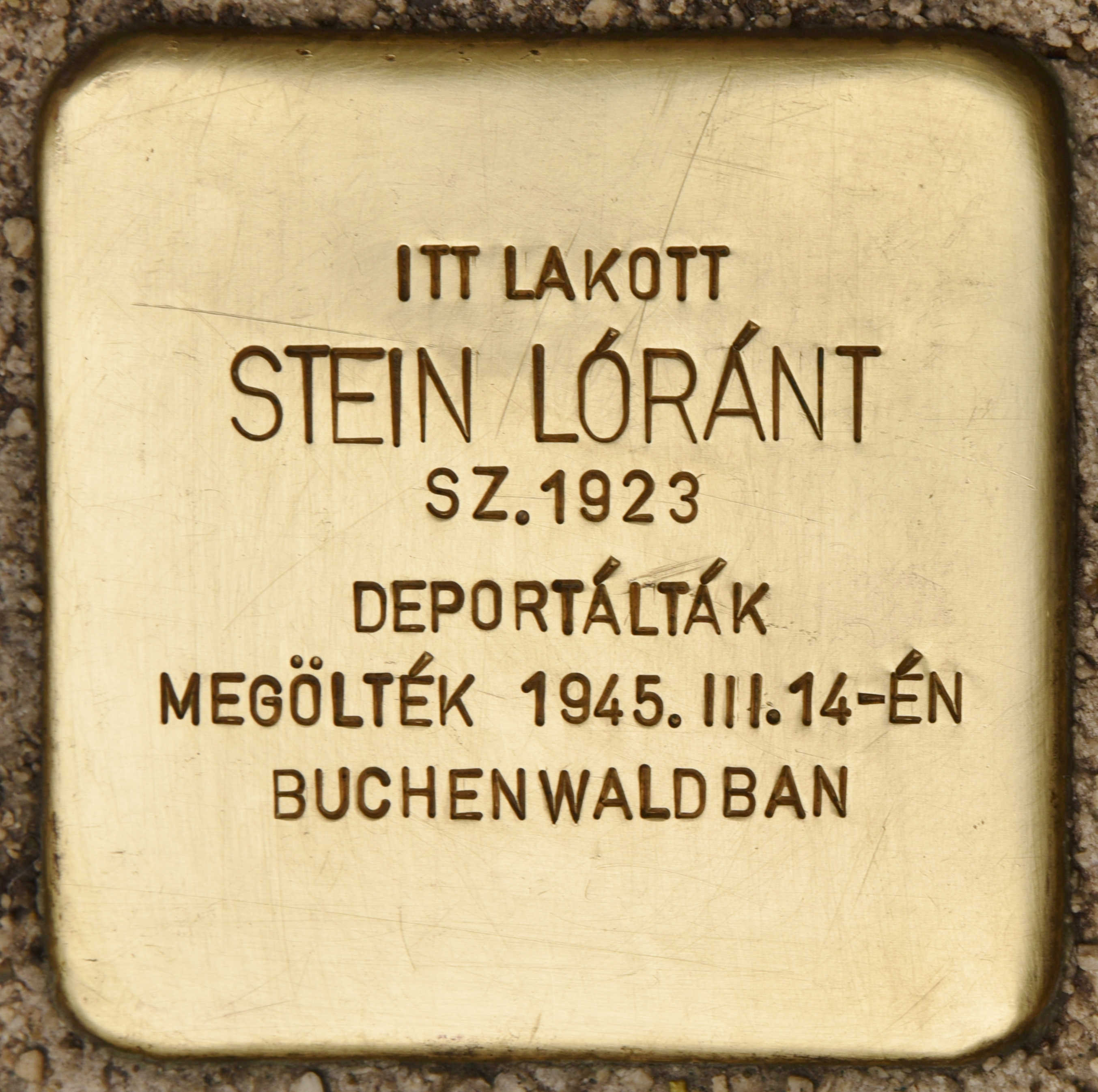
Stein Lóránt, Szent István park 4.
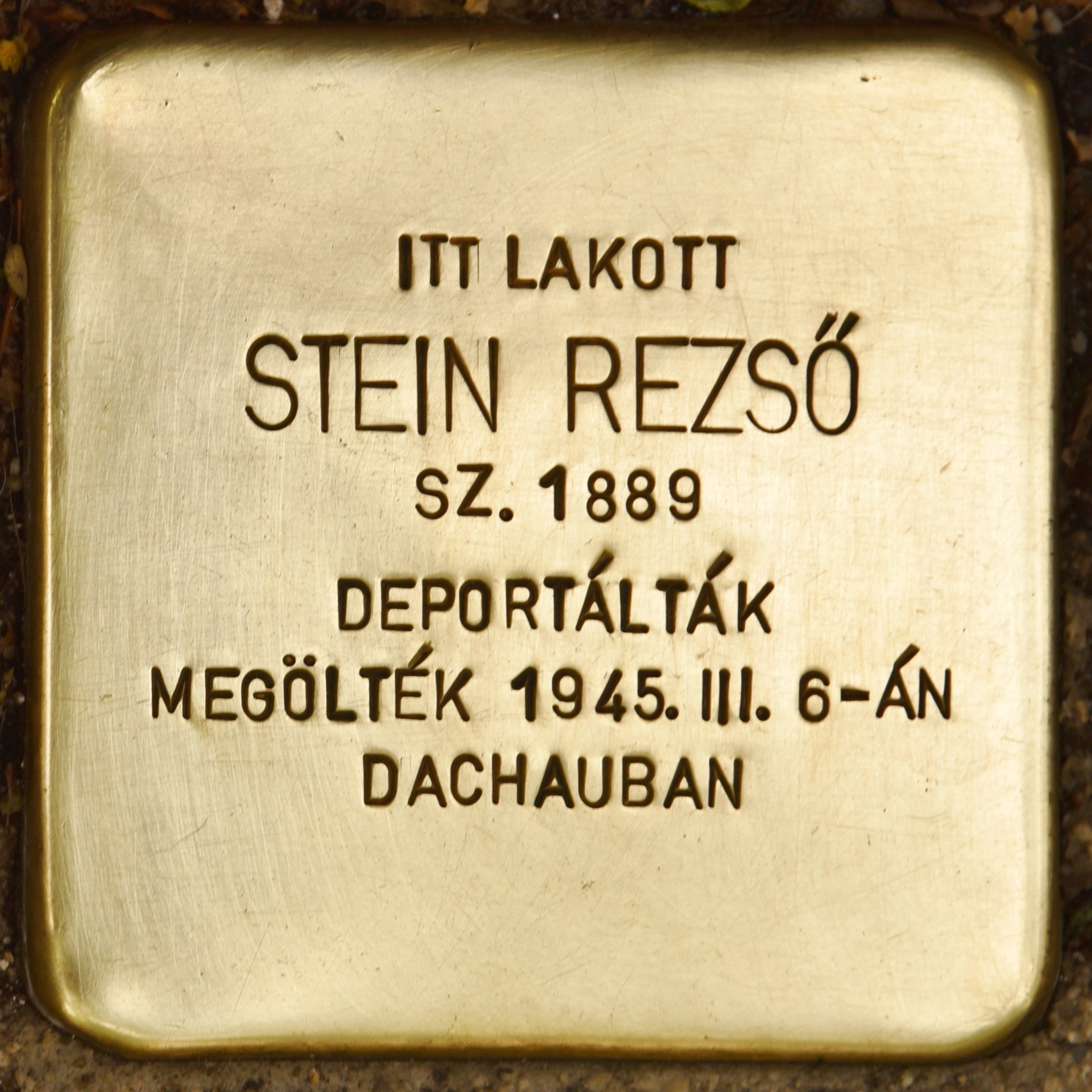
Stein Rezső, Pozsonyi ut 33b.
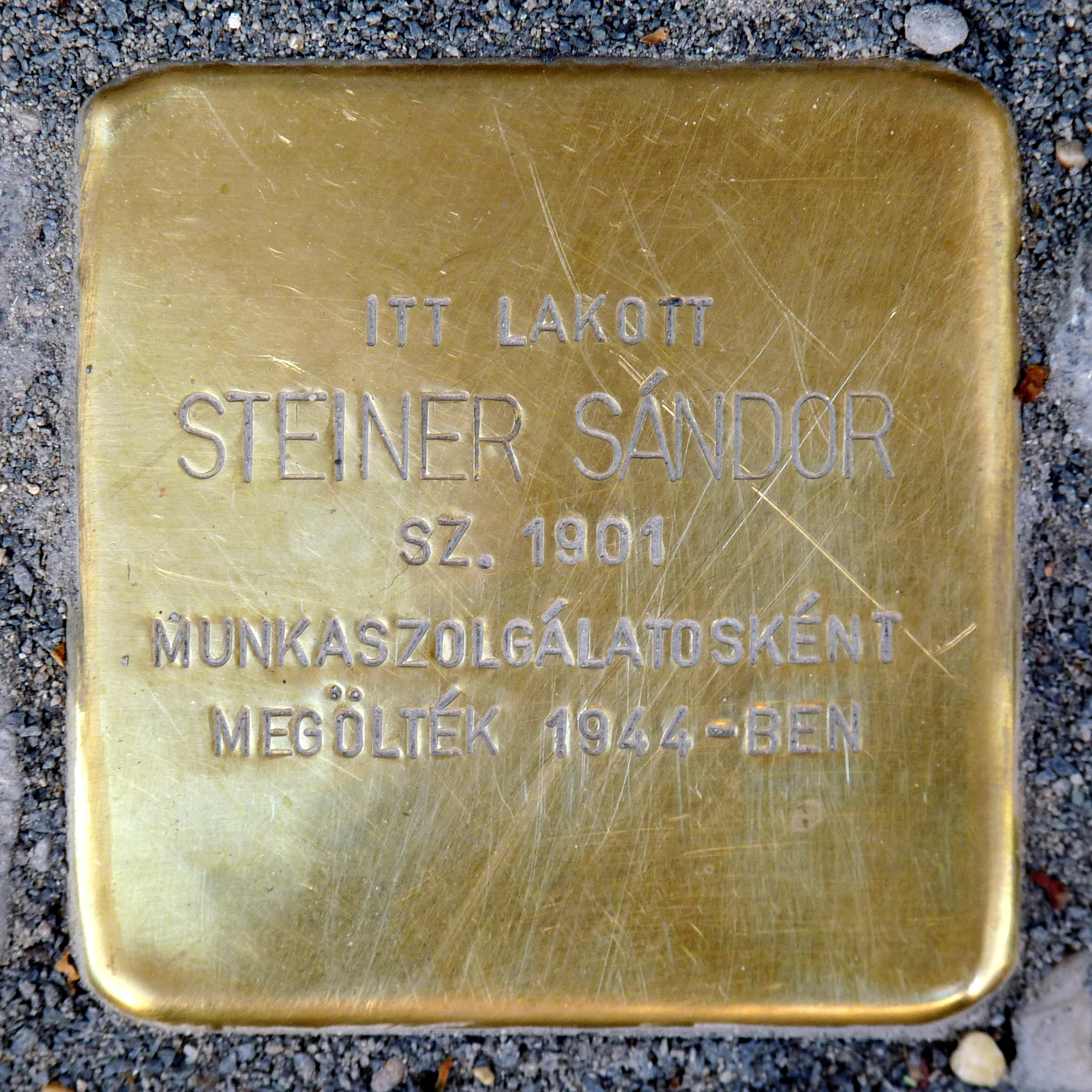
Steiner Sándor, Kresz Géza utca 18.
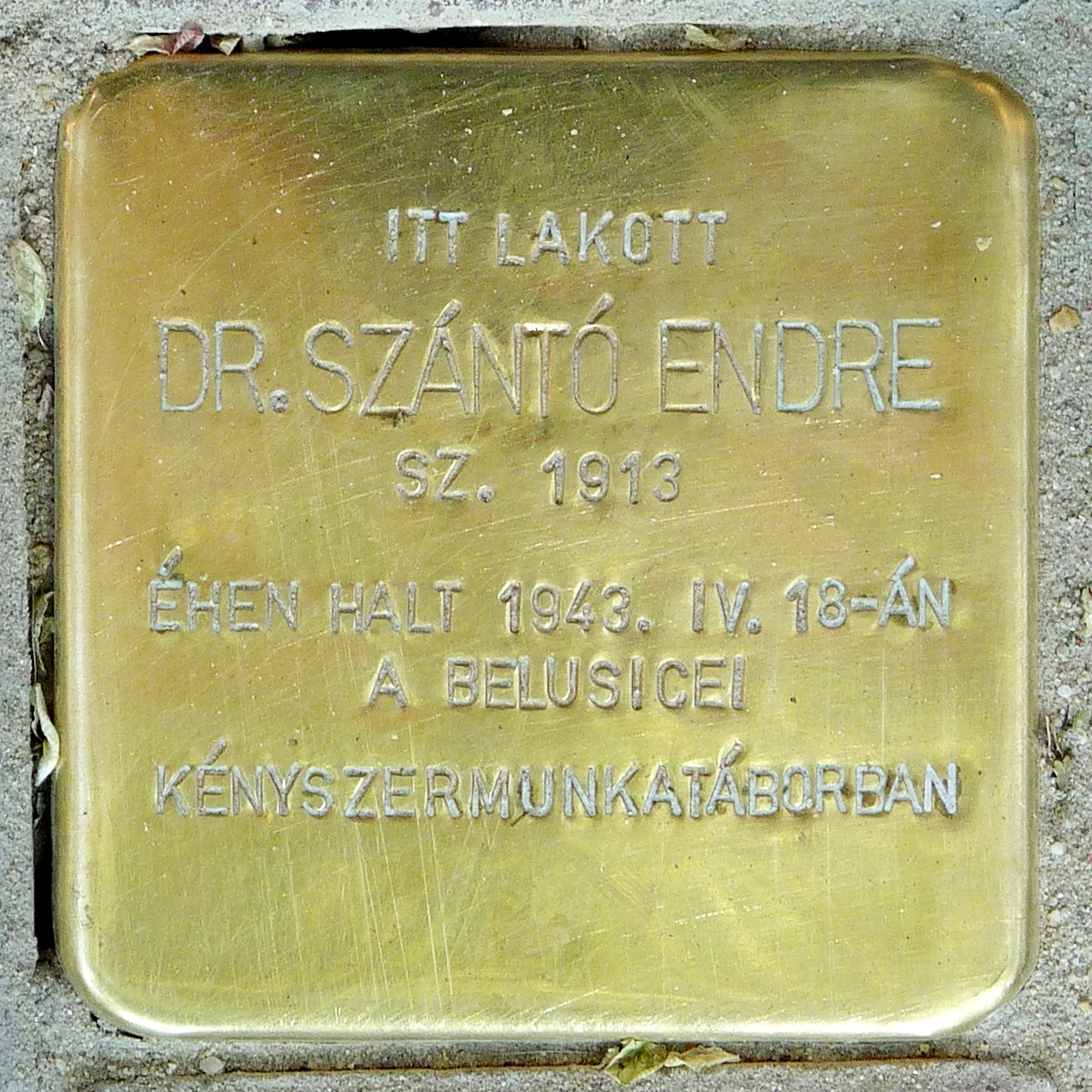
Szántó Endre, Pozsonyi út 24.
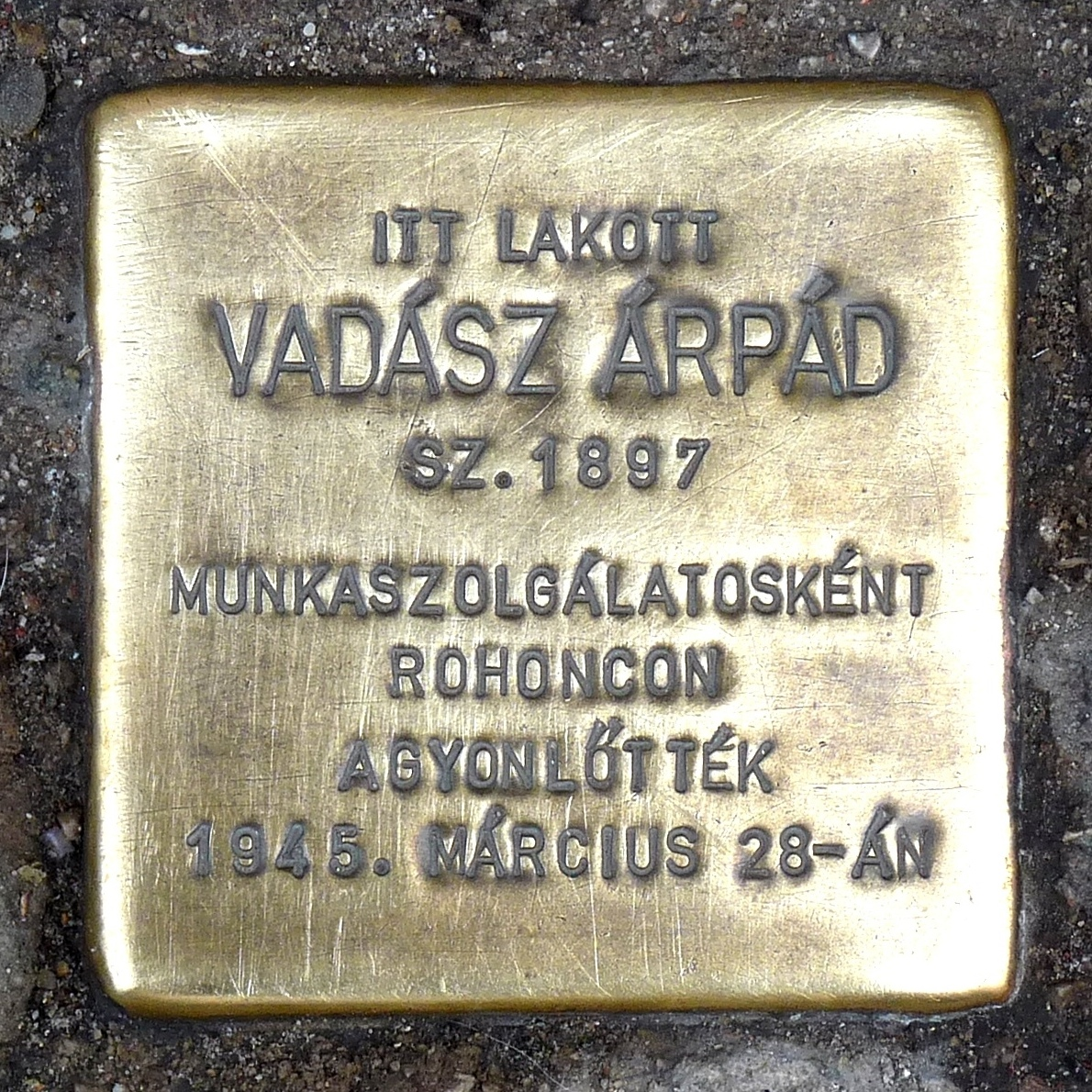
Vadász Árpád, Hollán Ernő utca 21/B.
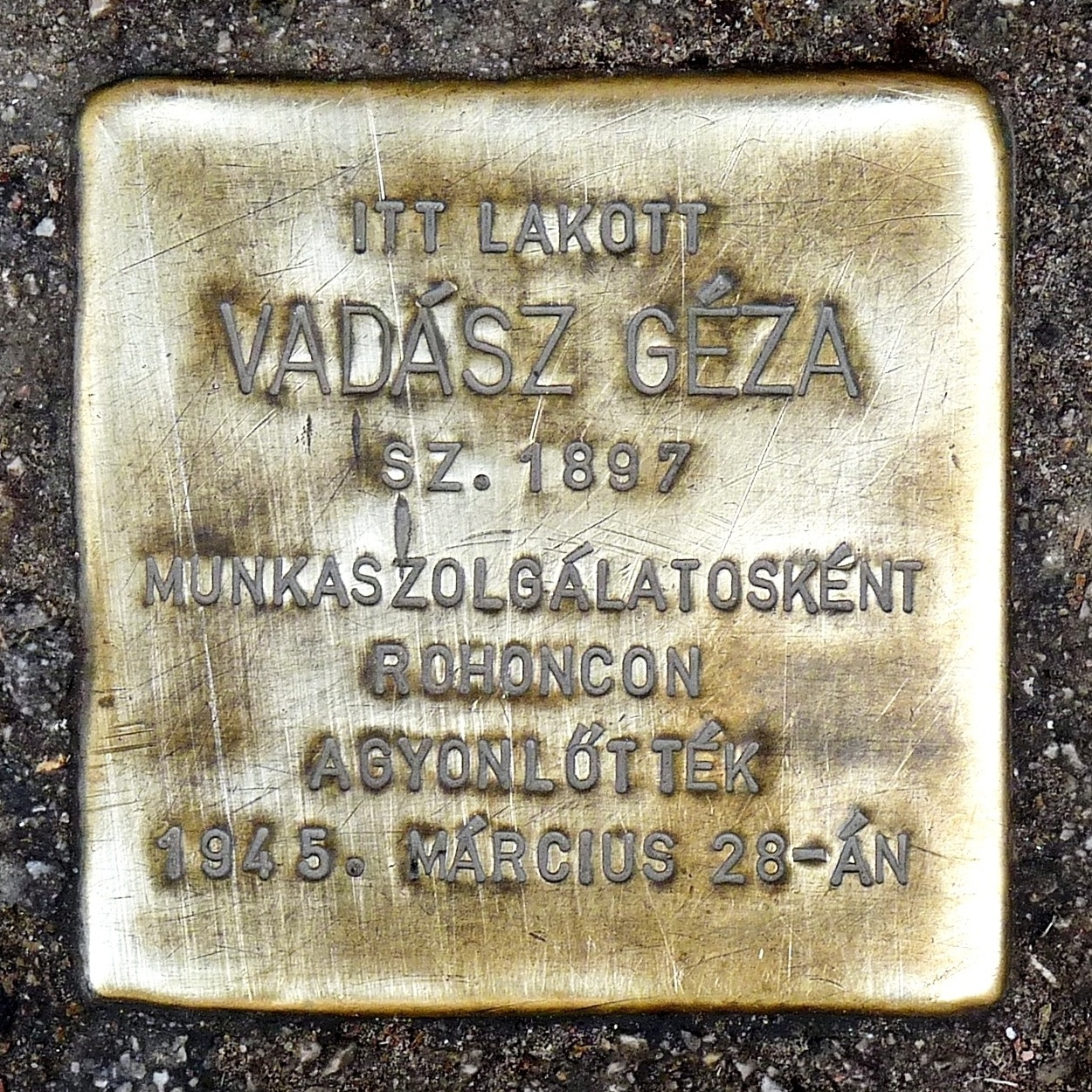
Vadász Géza, Hegedűs Gyula utca 12.
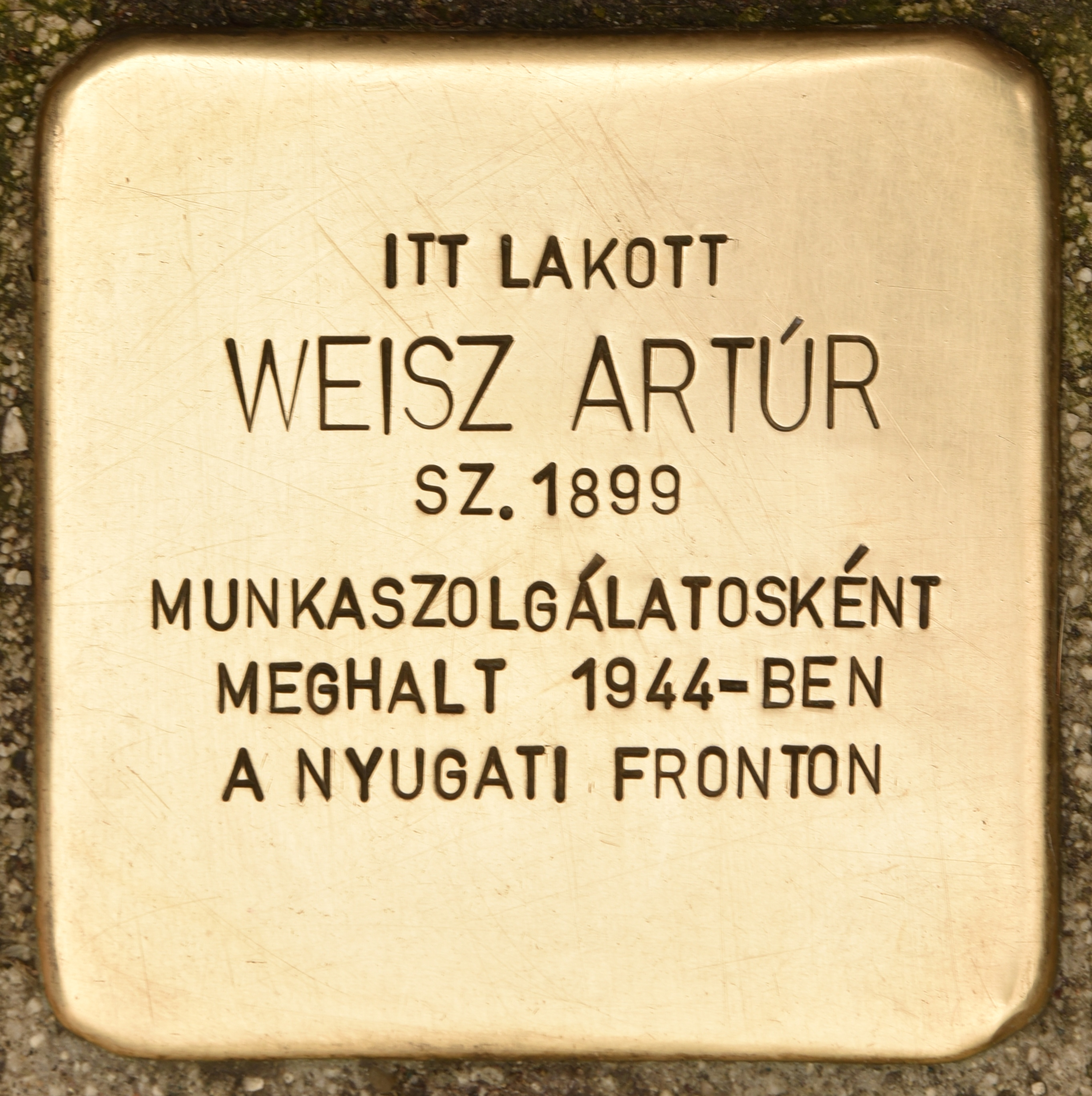
Weisz Artúr,
Ambrus utca 3-5/a.

### Budapest XIV. kerülete

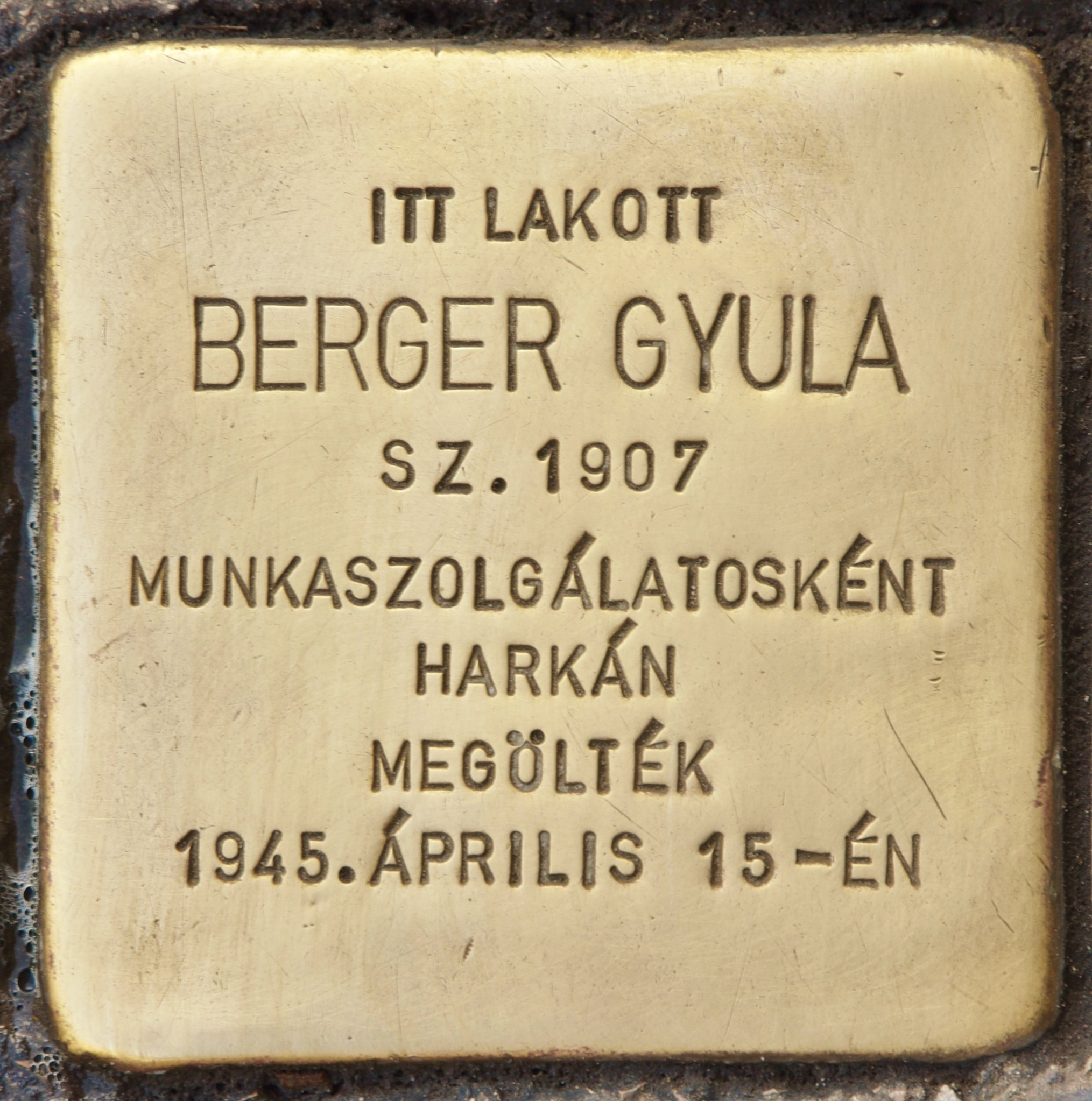
Berger Gyula, Kerepesi út 32.
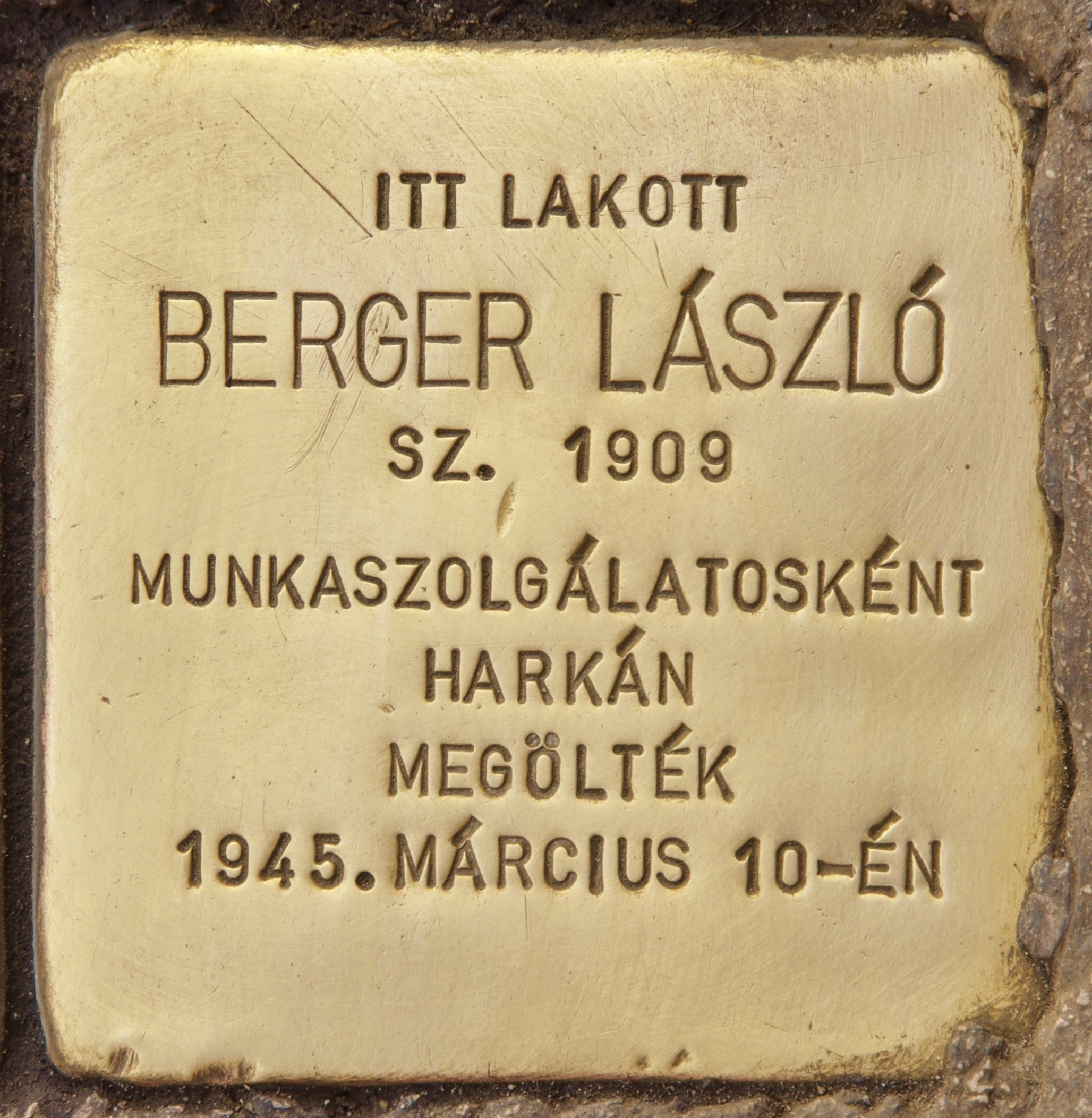
Berger László, Kerepesi út 32.
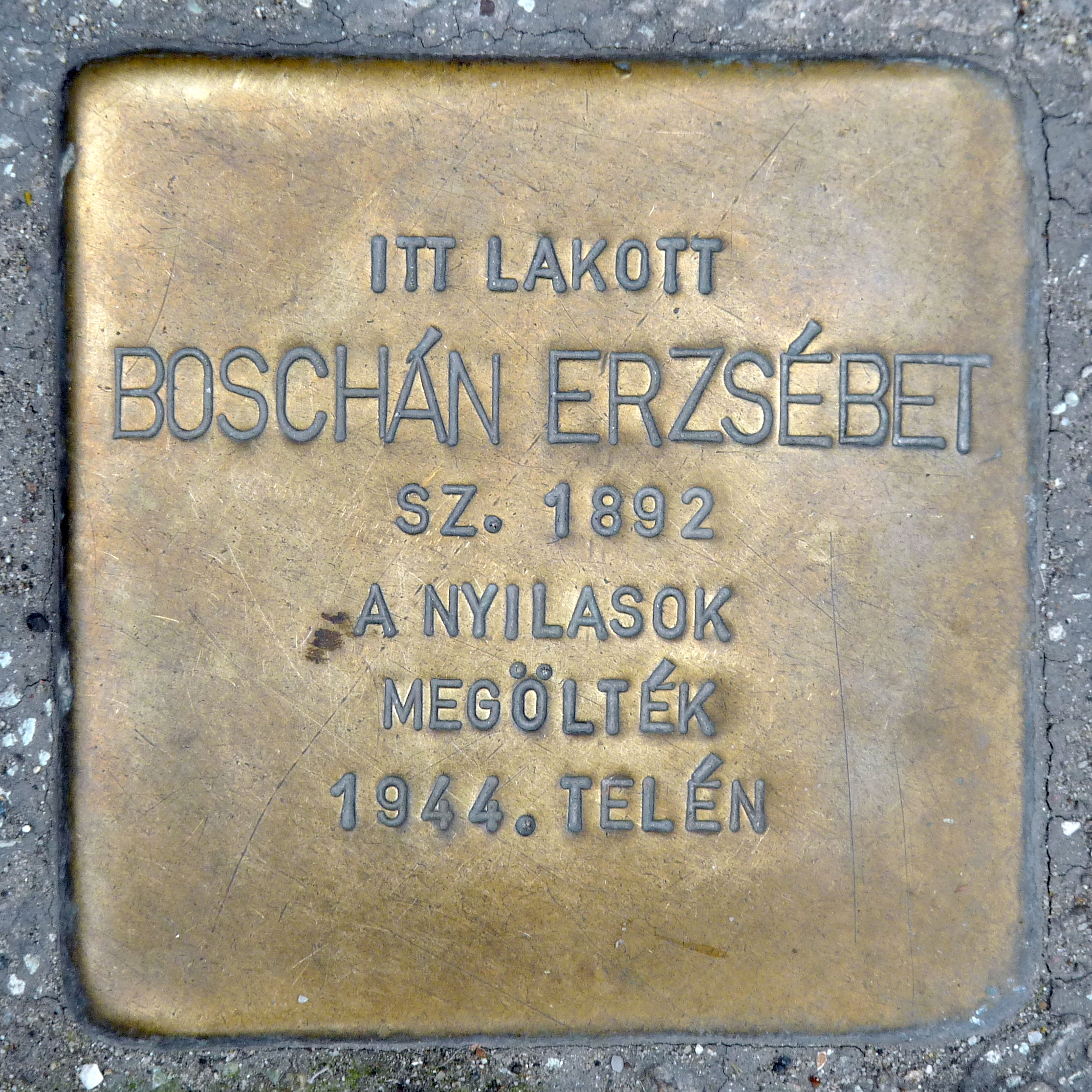
Boschán Erzsébet, Semsey Andor utca 12.
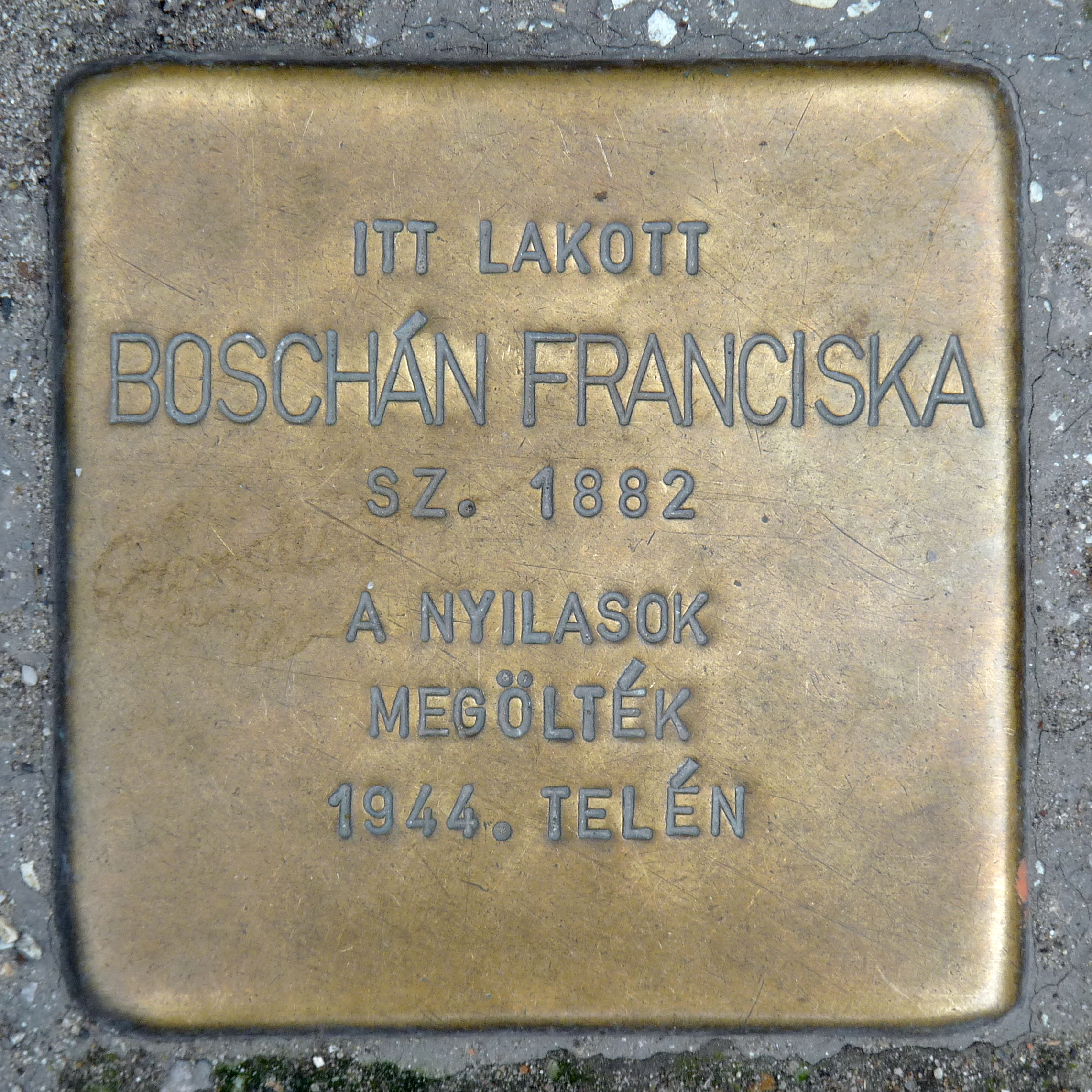
Boschán Franciska, Semsey Andor utca 12.
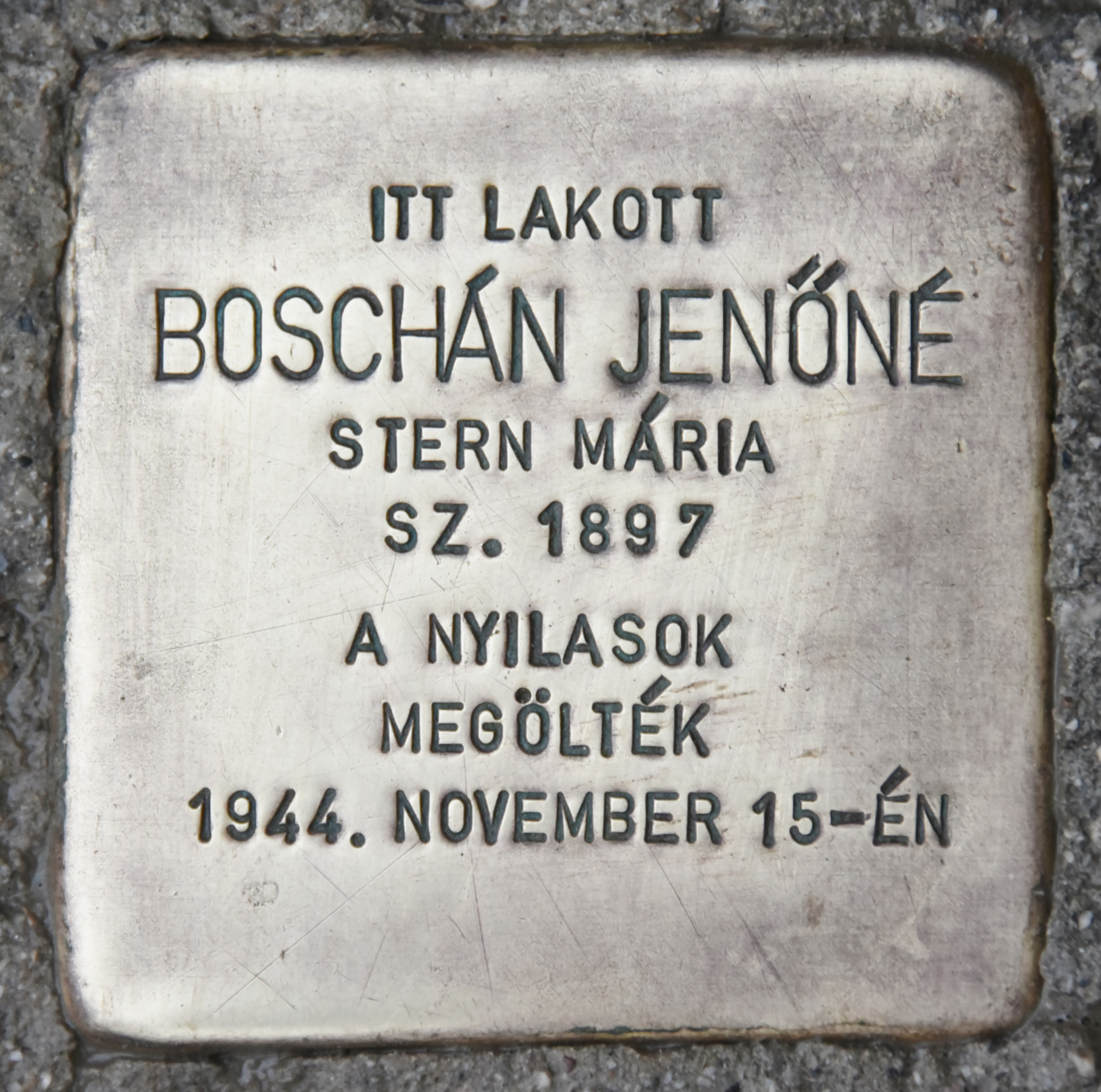
Boschán Jenőné, Stefánia út 16.
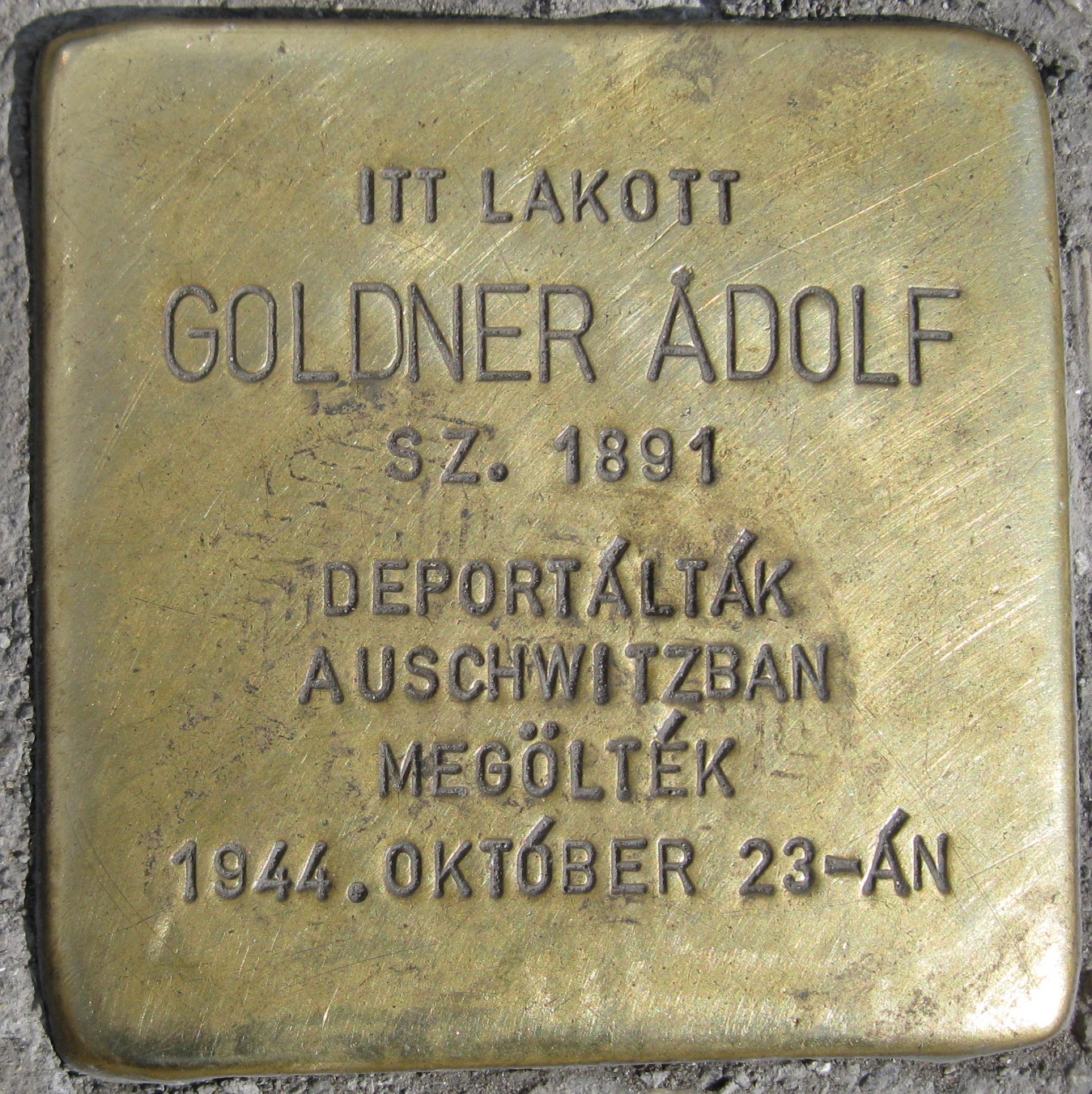
Goldner Adolf, Gizella út 51-57.
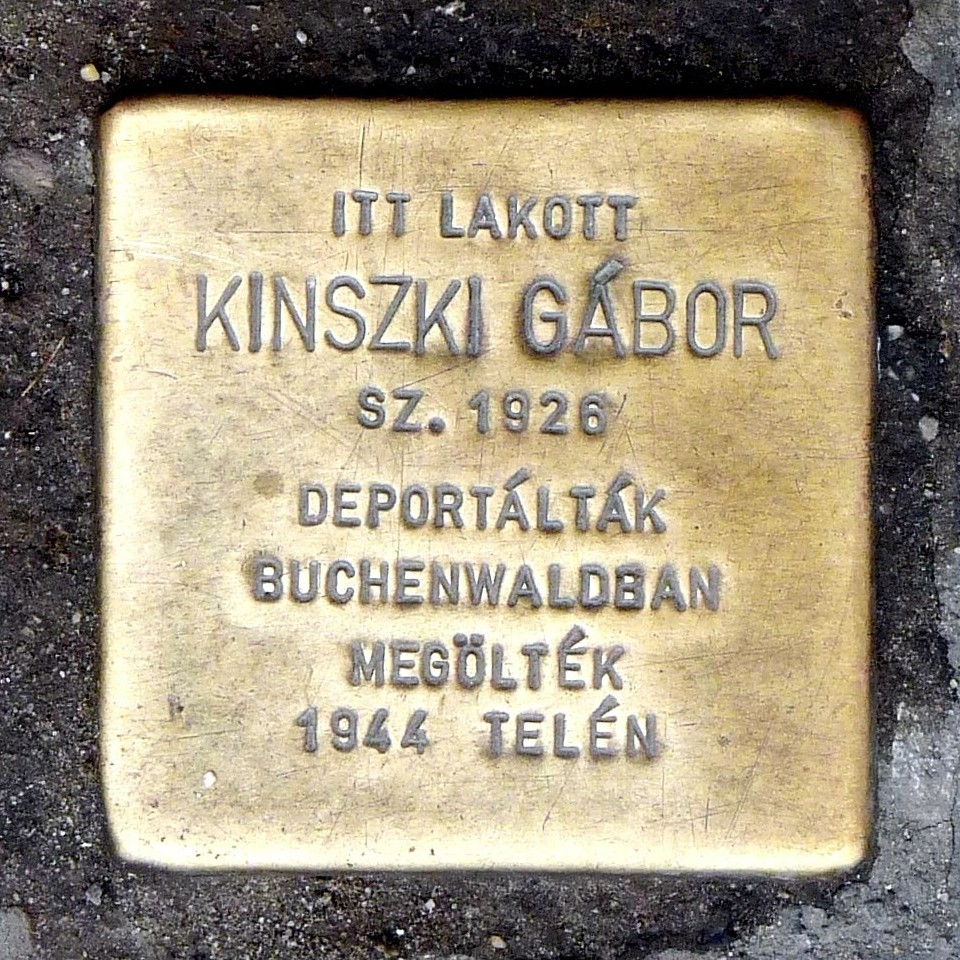
Kinszki Gábor, Róna utca 121.
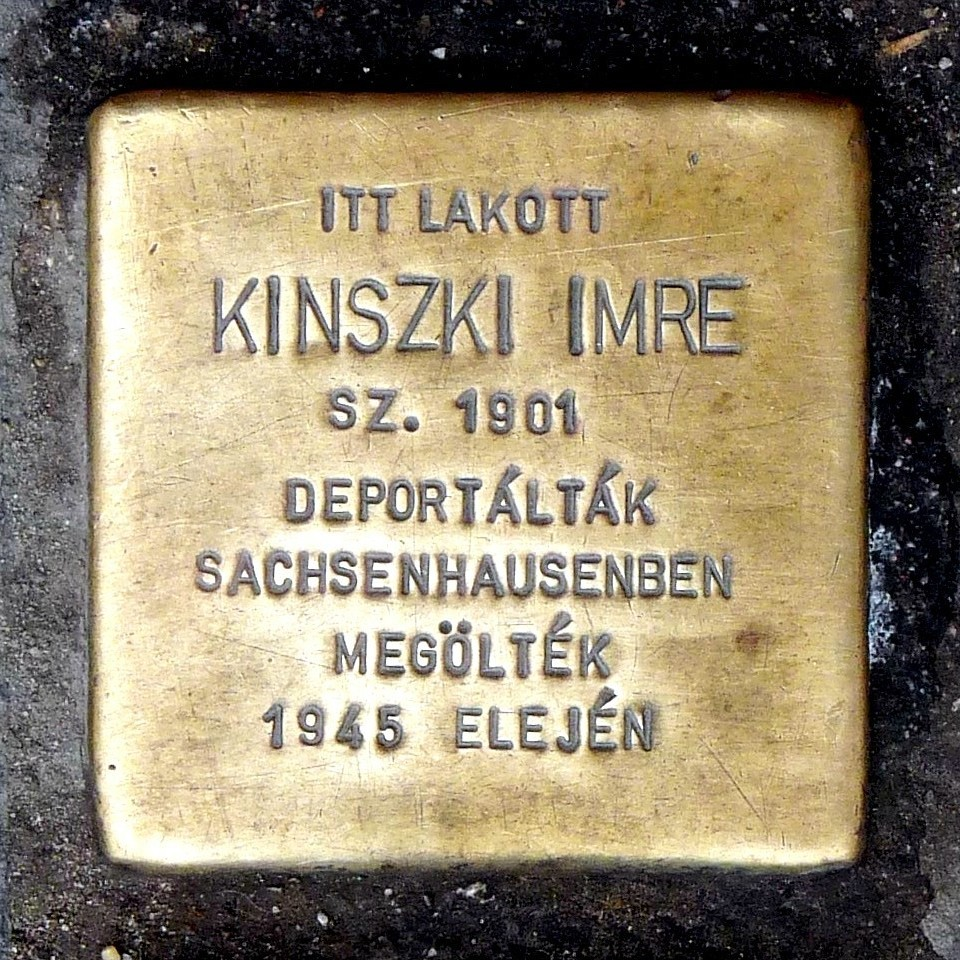
Kinszki Imre, Róna utca 121.
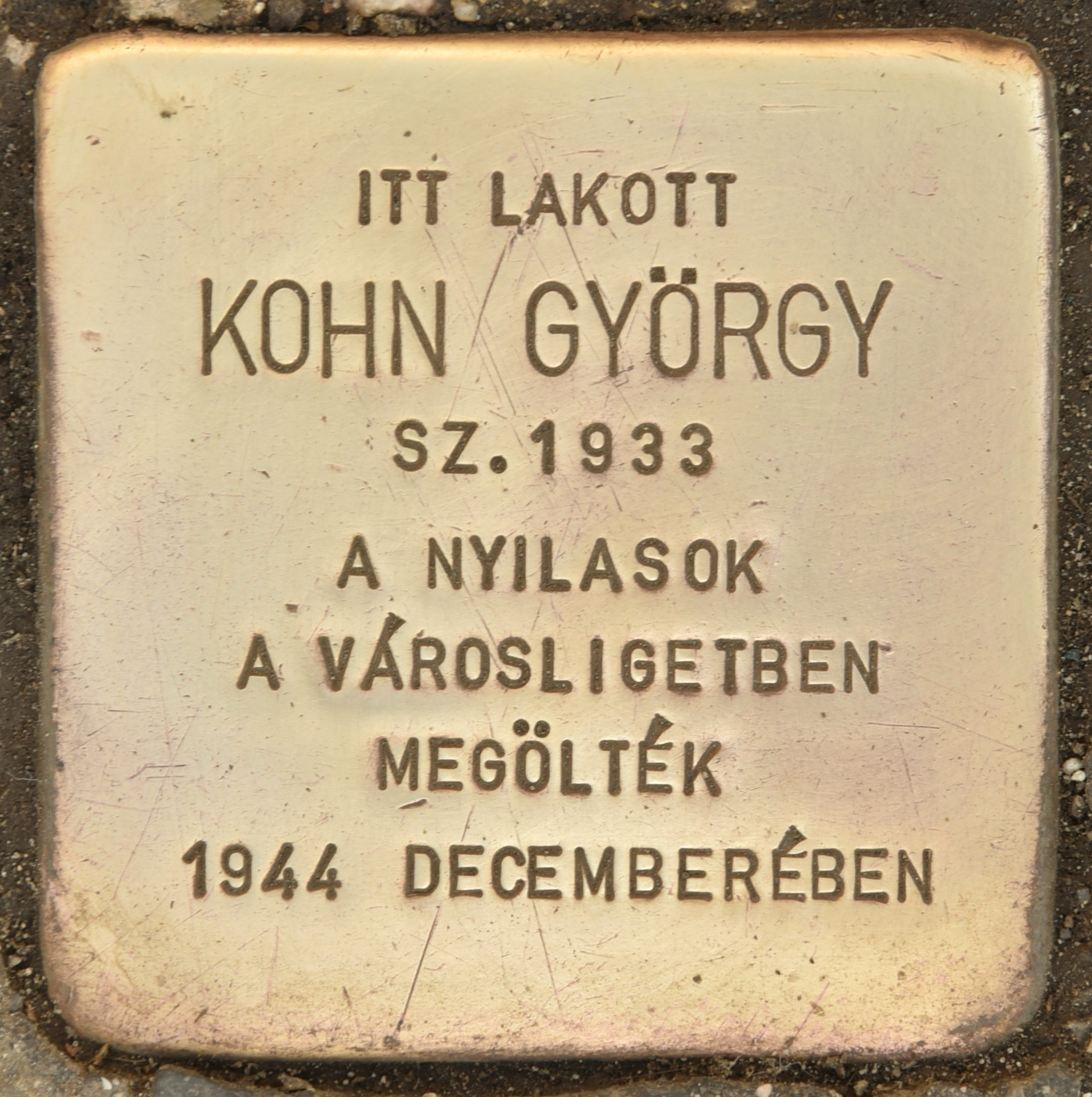
Kohn György, Egressy út 95.
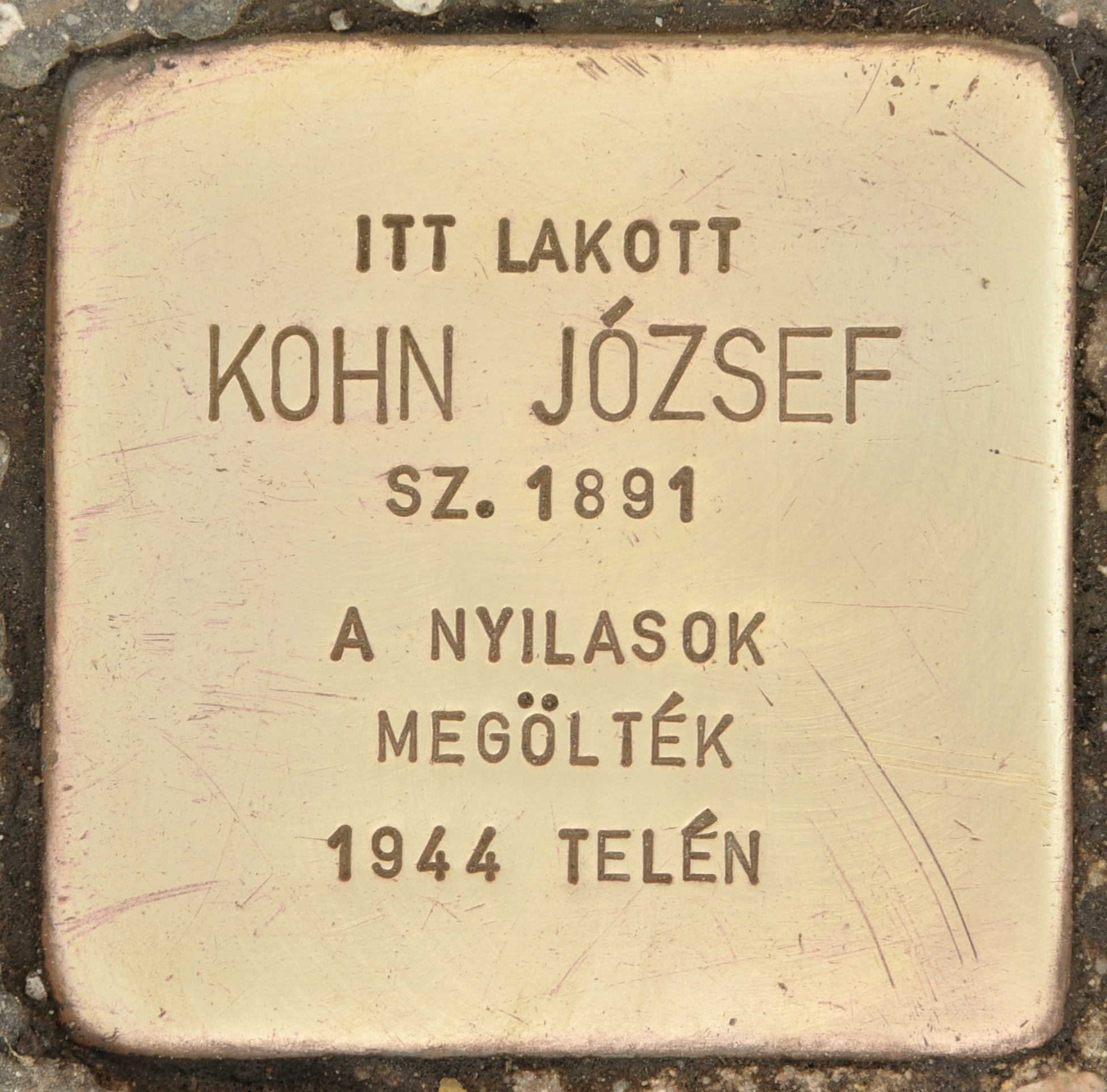
Kohn József, Egressy út 95.
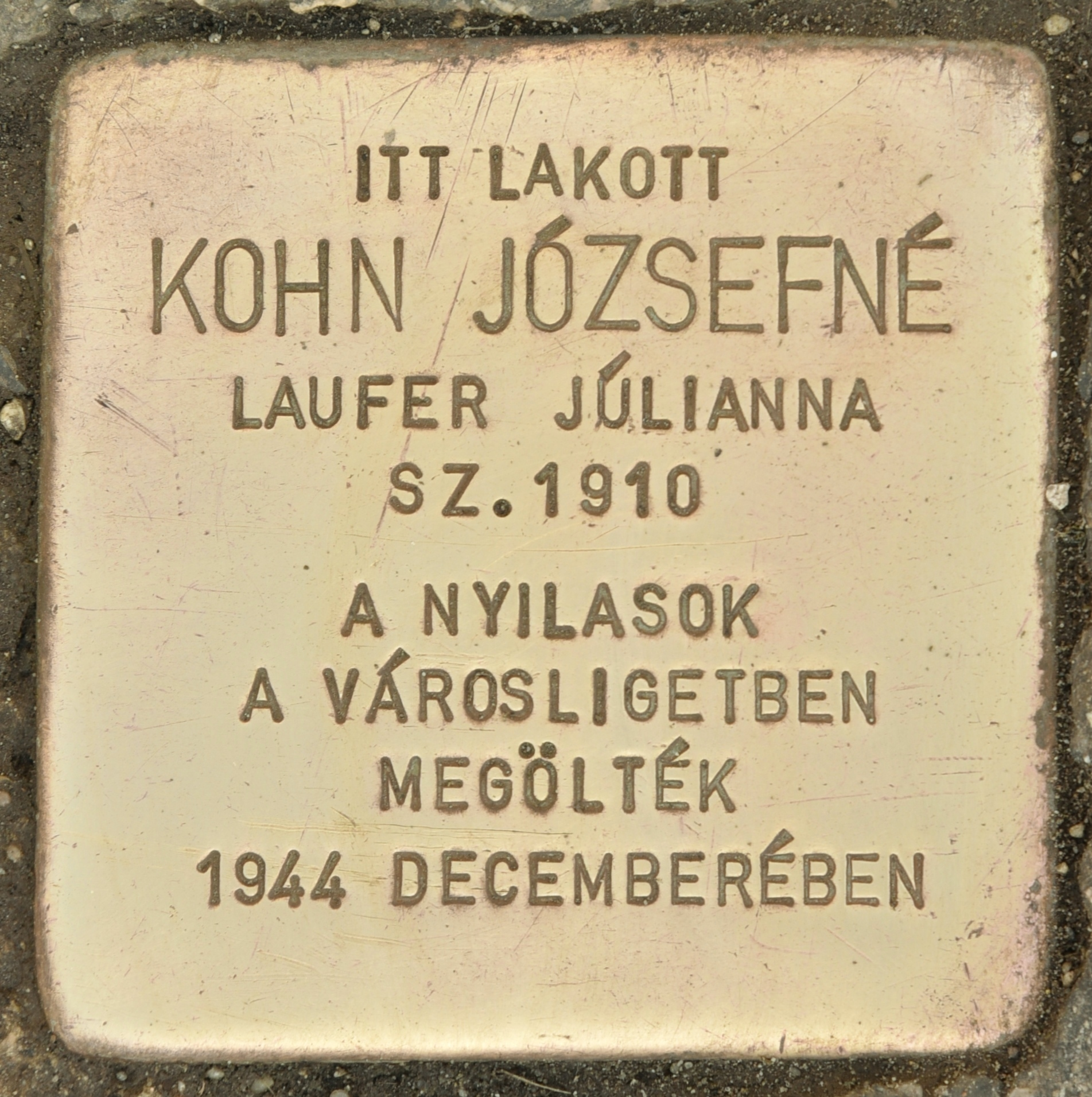
Kohn Józsefné, Egressy út 95.
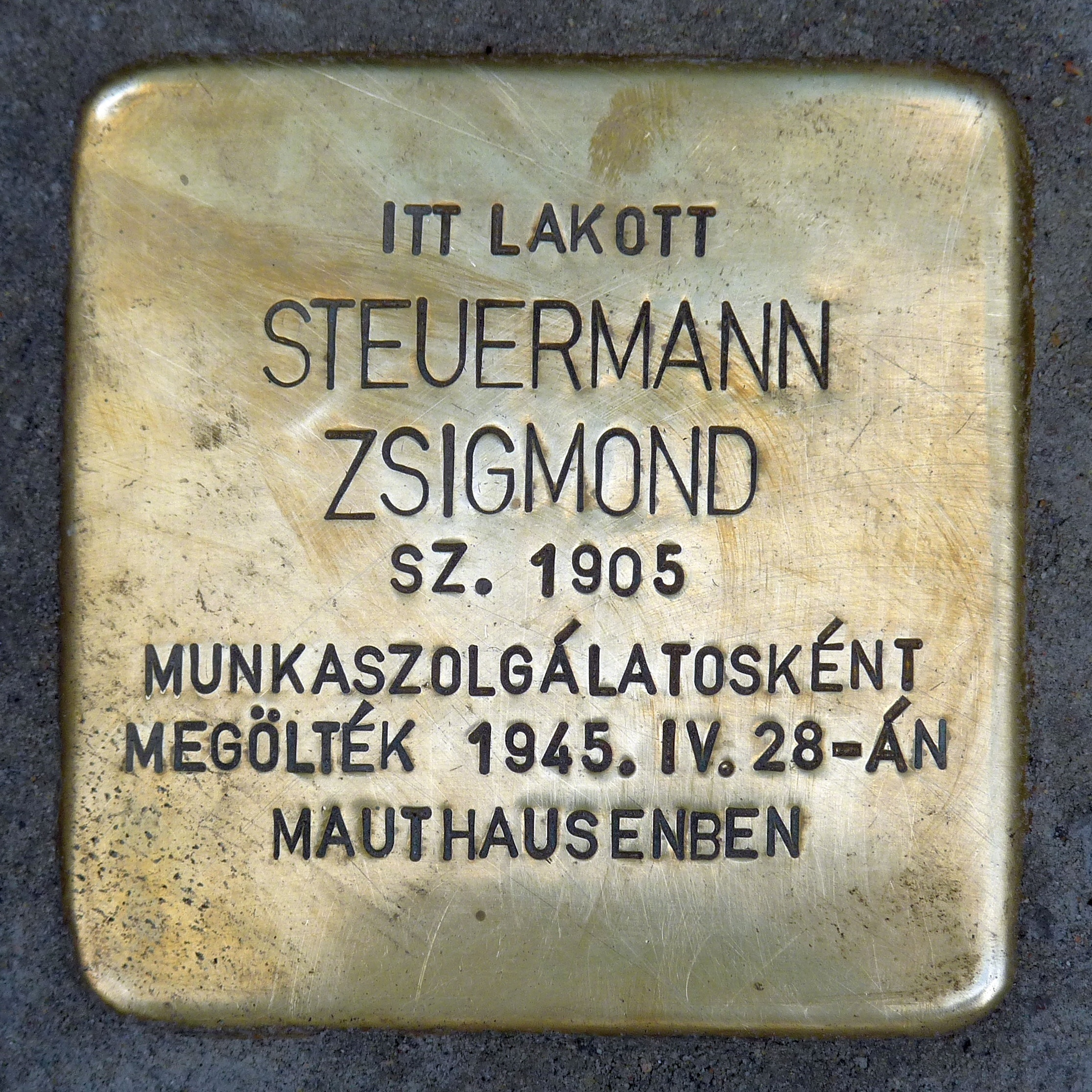
Steuermann Zsigmond, Columbus utca 69/C.
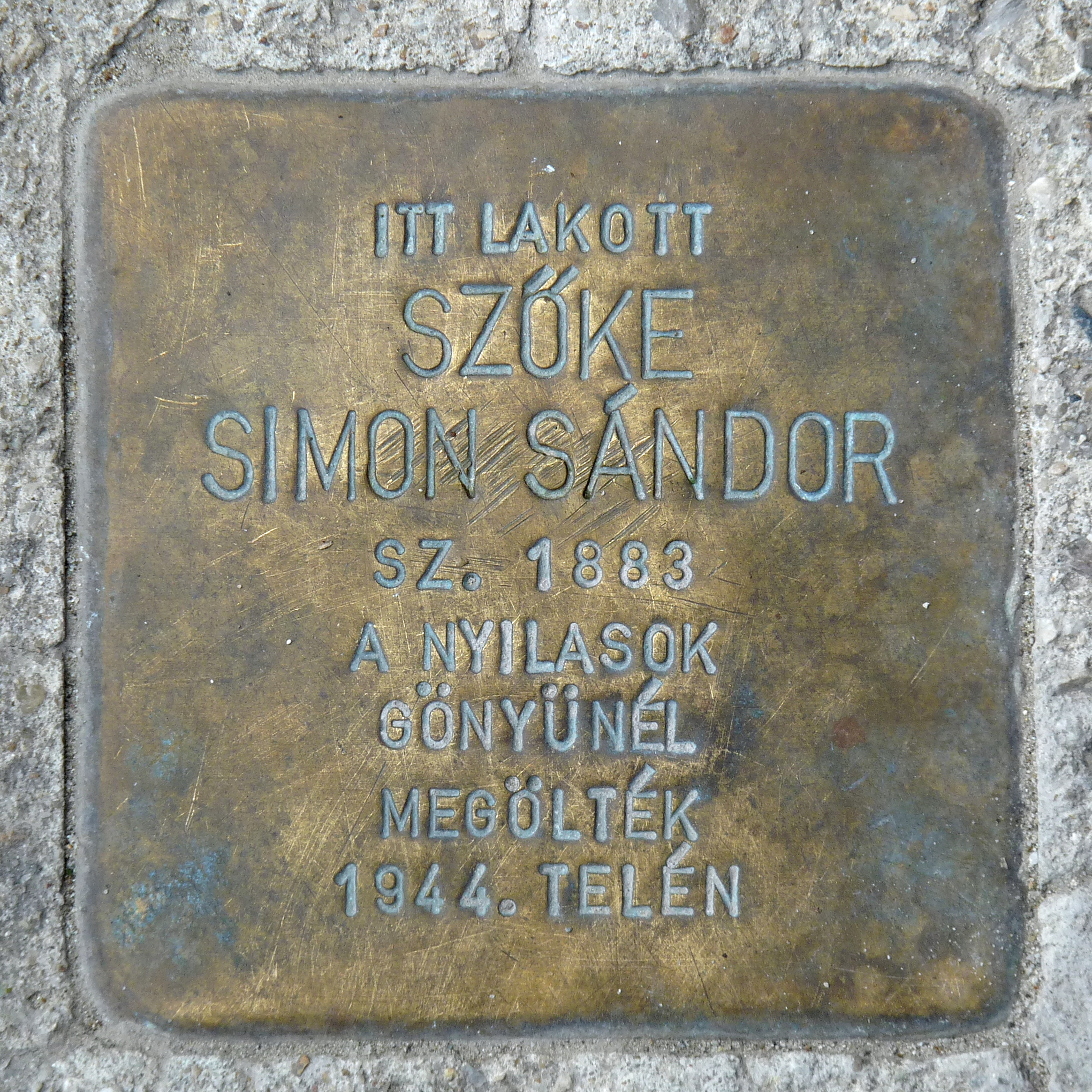
Szőke Simon Sándor, Stefánia út 16.
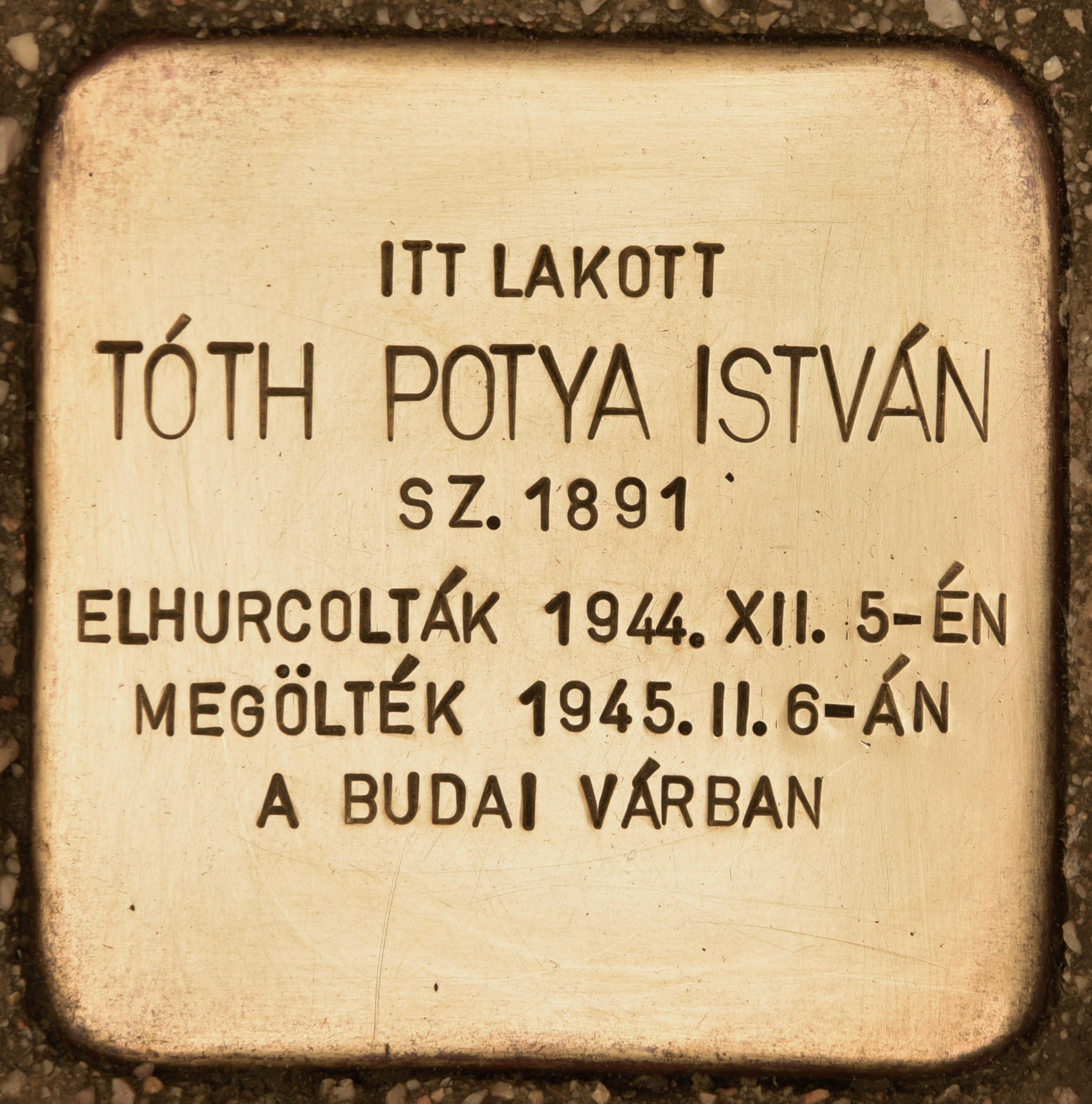
Tóth Potya István, Telepes utca 41.
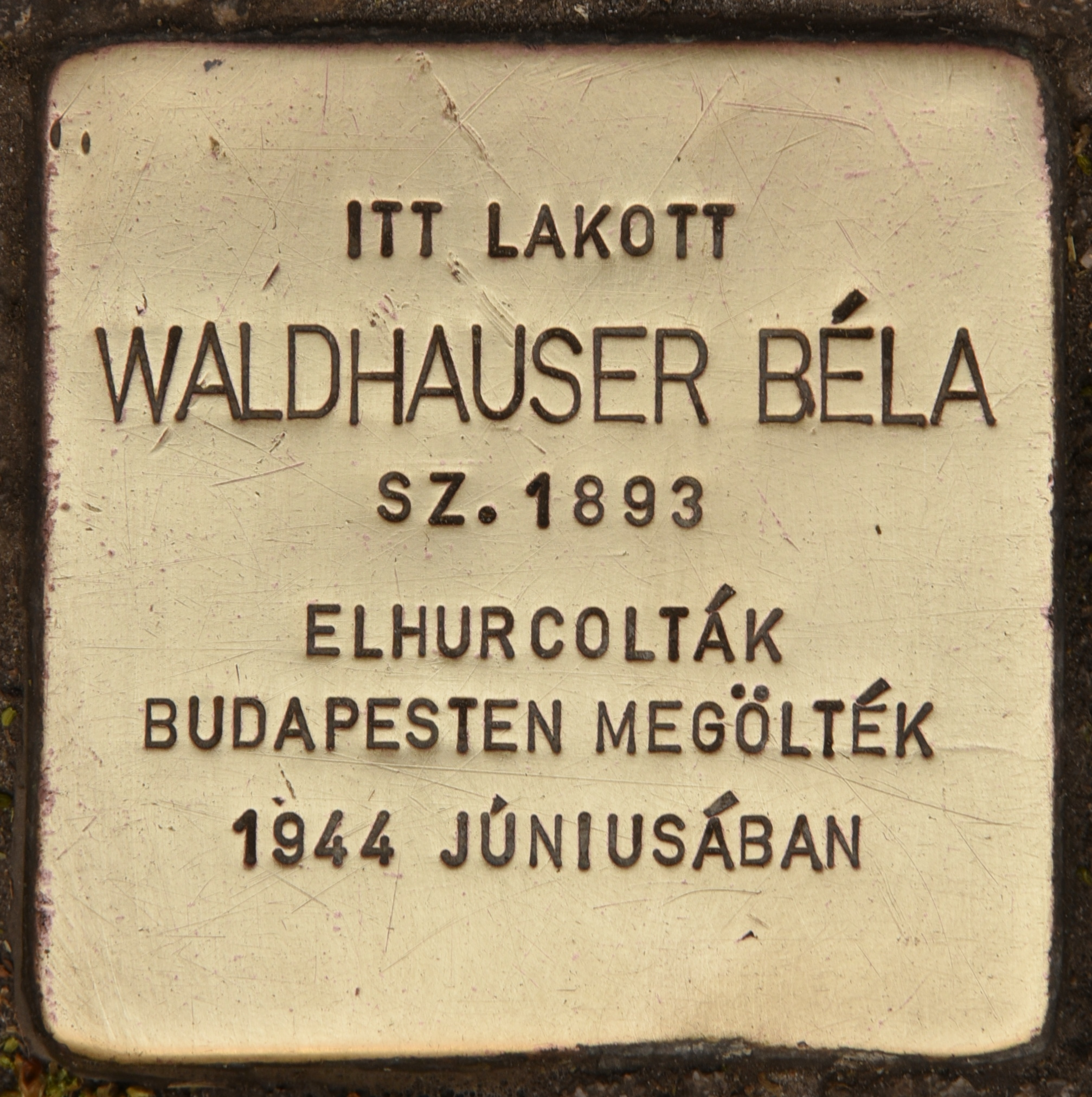
Waldhauser Béla, Ilka utca 36.
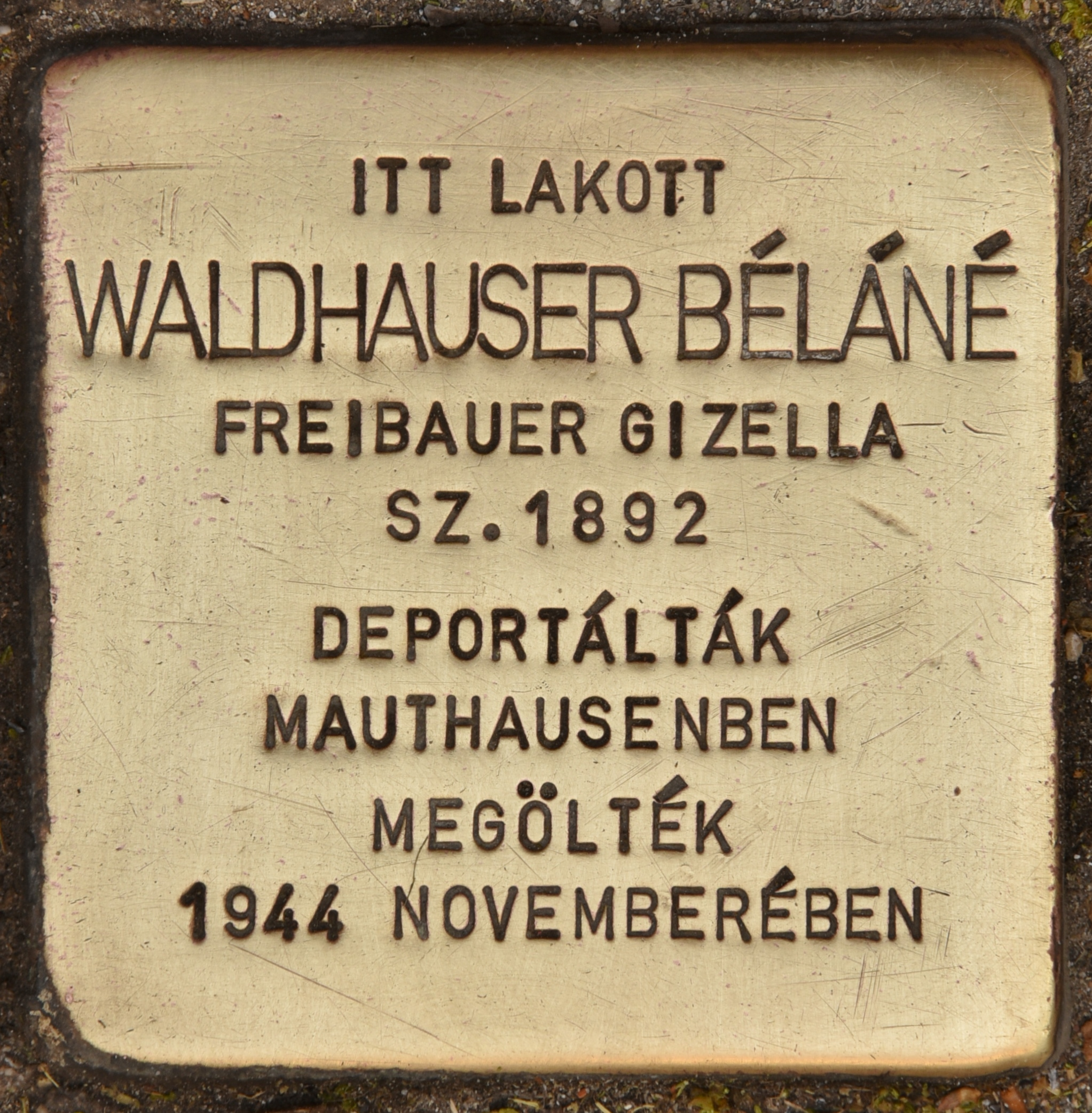
Waldhauser Béláné, Ilka utca 36.
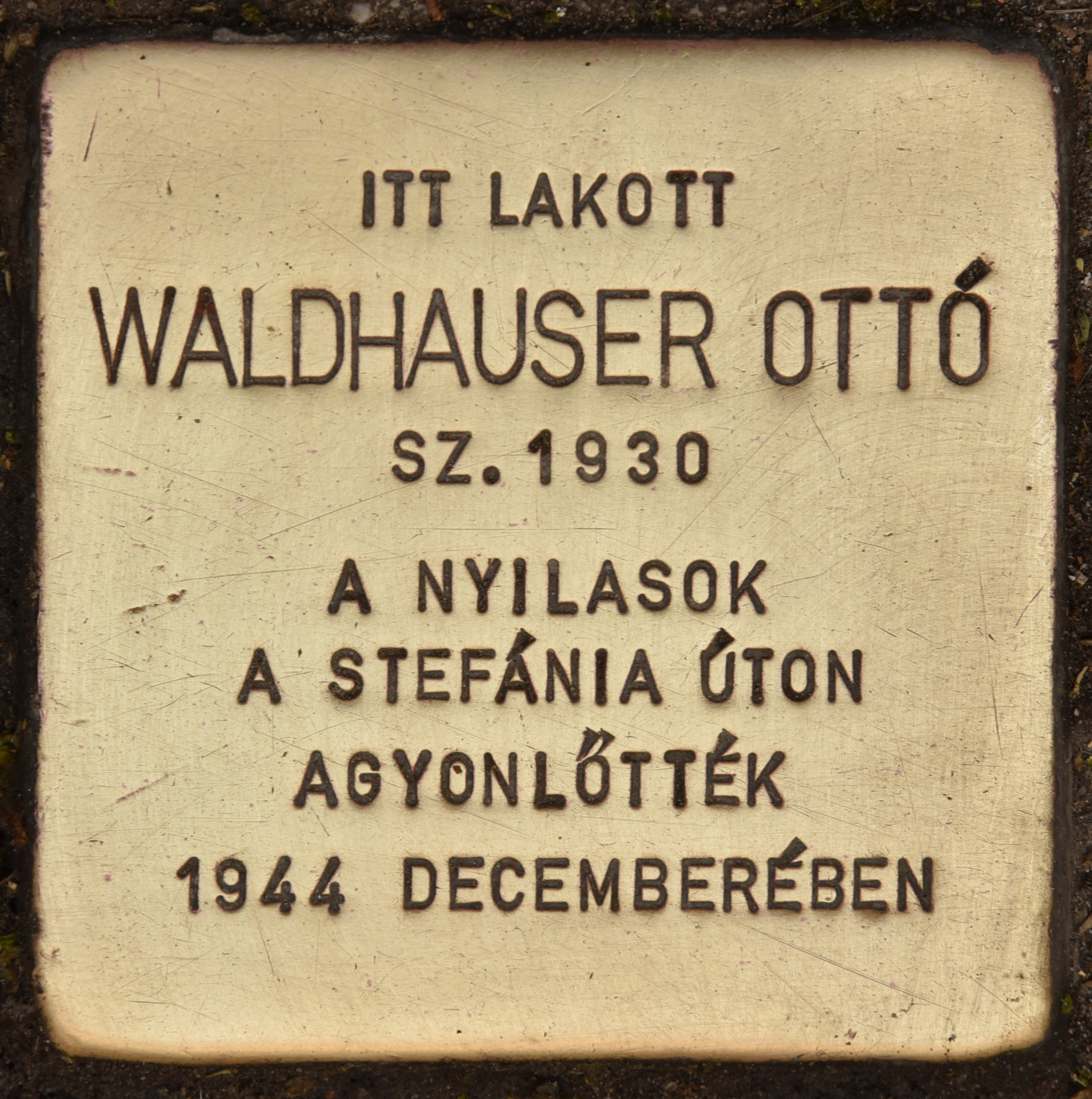
Waldhauser Ottó,
Ilka utca 36.

### Budapest XV. kerülete

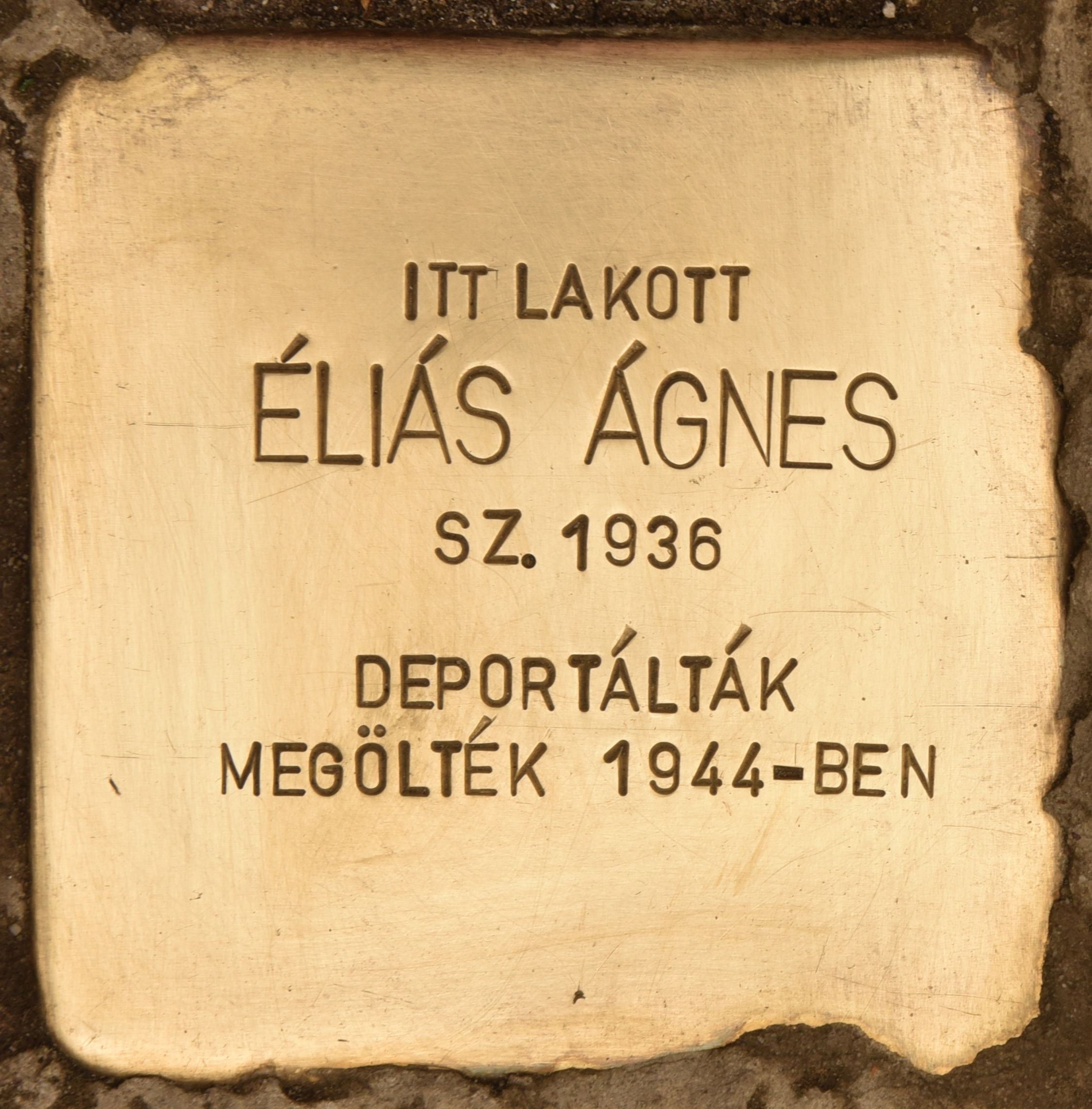
Éliás Ágnes, Rákos út 197.
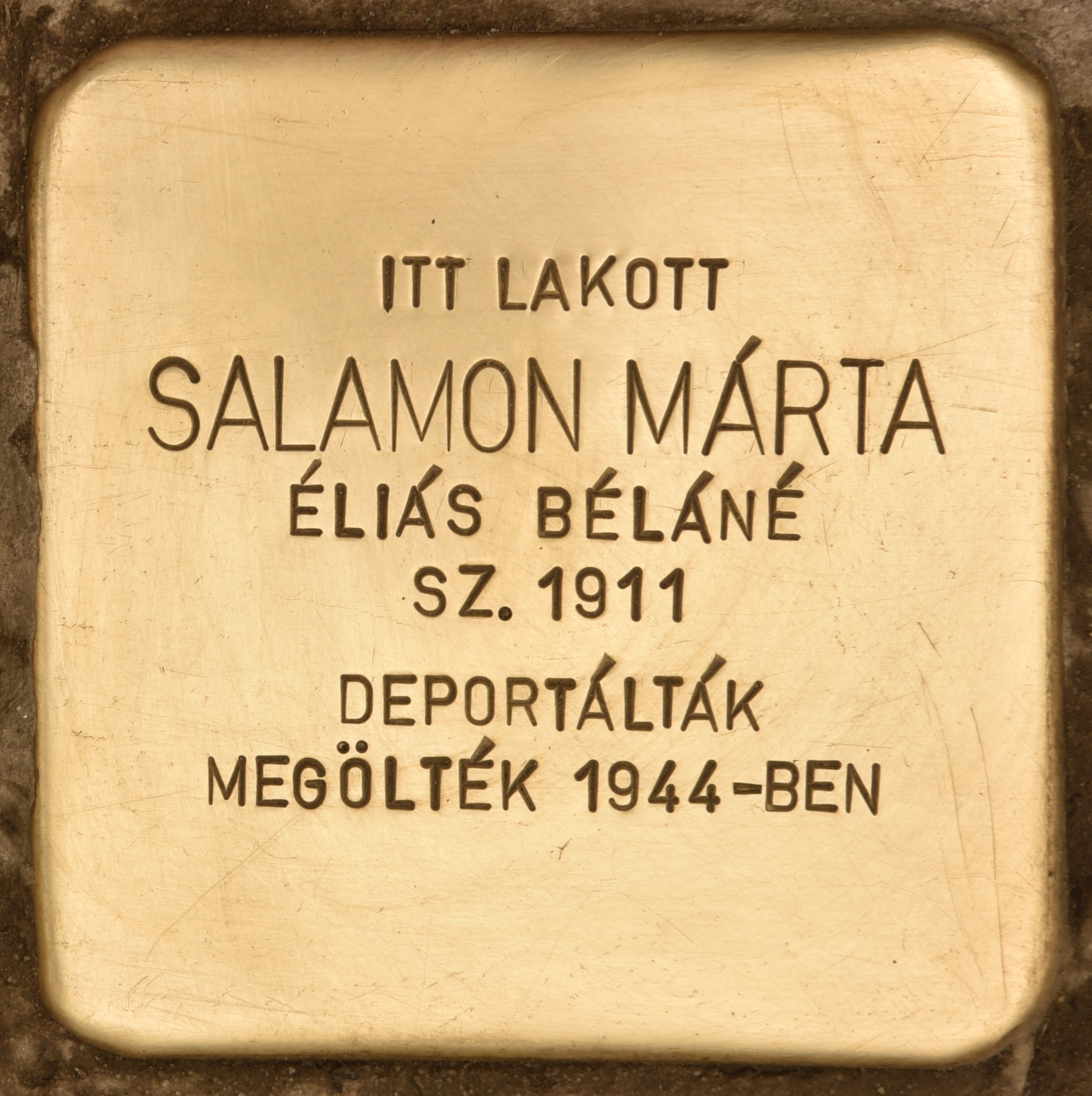
Salamon Márta,
Rákos út 197.

### Budapest XXII. kerülete

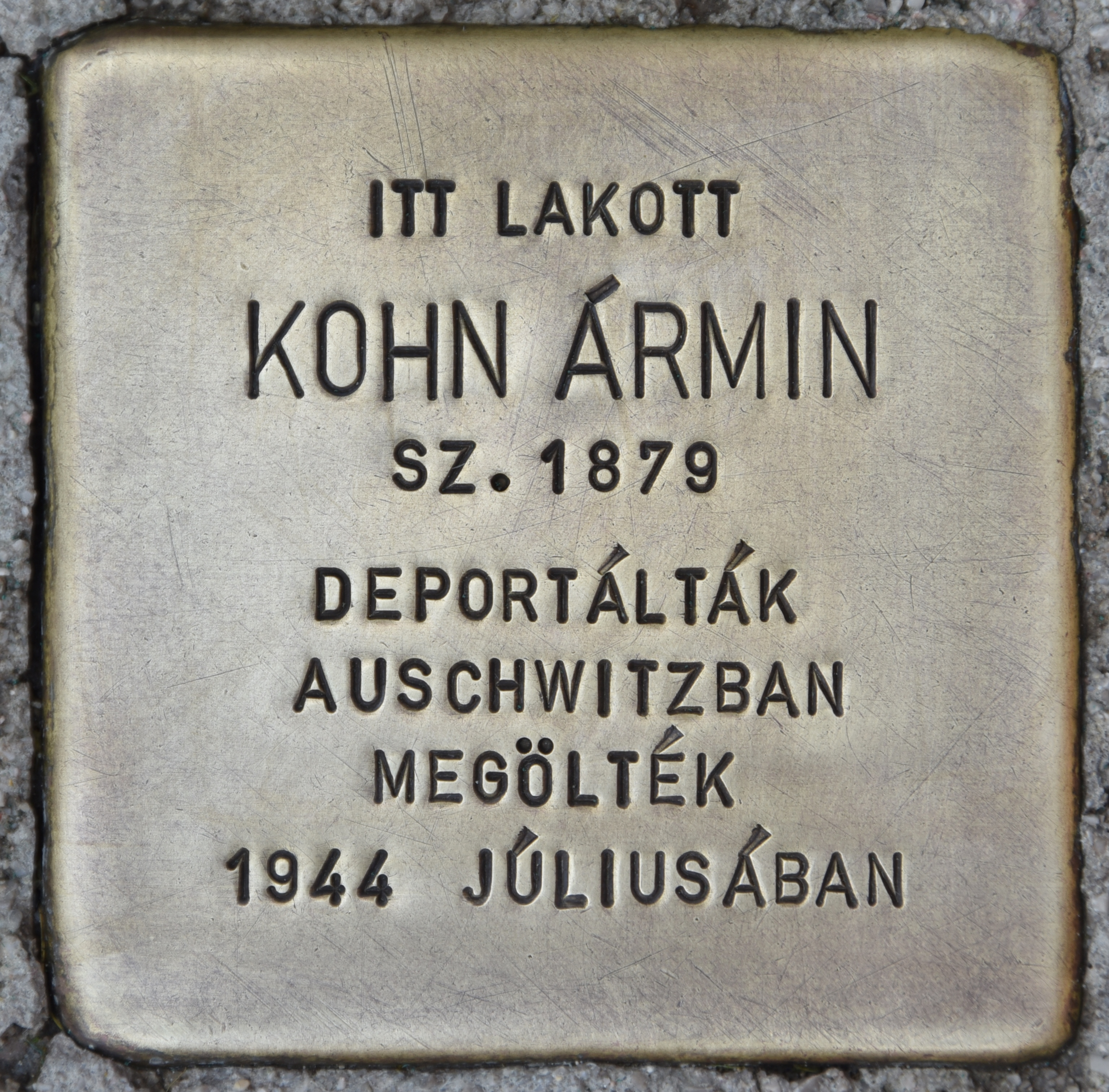
Kohn Ármin, Szentháromság utca 13.
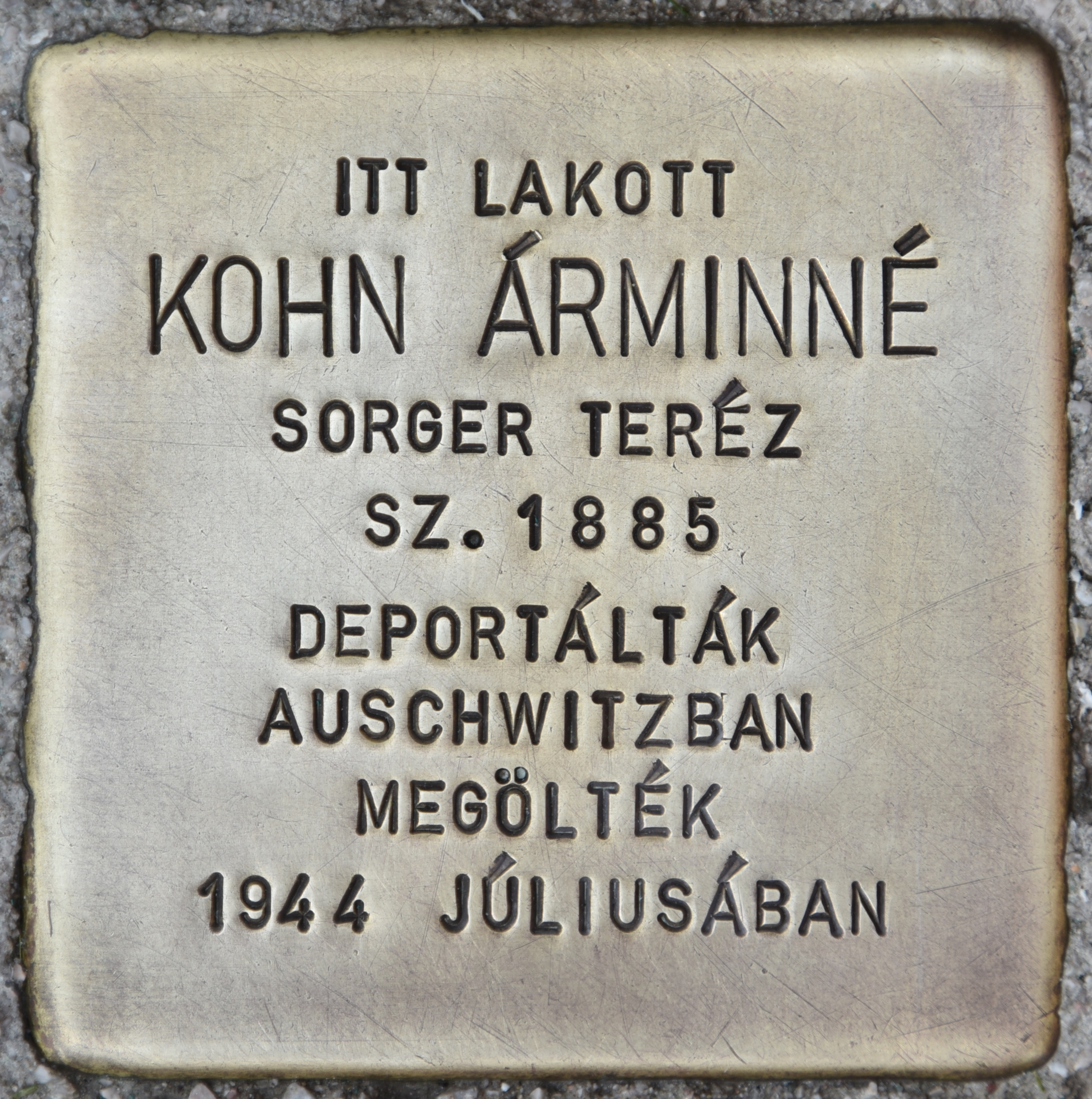
Kohn Árminné,
Szentháromság utca 13.

## Utcaindex
| Akácfa utca (59.) Bárdos Andor Akadémia utca (7.) Fillenz Károly és neje Alkotmány utca (21.) Rónai Mihály és neje Ambrus utca (3–5.) Weisz Artúr Andrássy út (6.) Kemény Móritz (20.) Dr. Zoltán István Arany János utca (27.) Schwarz Kati Aradi utca (60.) Paszternák Ignác, Paszternák Zoltán Árpád fejedelem útja (3-4.) Garai István, László Éva, Radó Arthur Árpád út (42.) Nasser András, Nasser Bözsi, Nasser Dezső, Nasser Georgia, Nasser István, Nasser Péter Attila út (65/C.) Petschauer Attila Aulich utca (3.) Rechnitz Béla, Rechnitz Zoltán Auróra utca (10.) Ungár Jenő Balzac utca (3/A.) Ács Ferenc és felesége (20.) Serény Farkas (44/B.) Gárdos LászLó Károly Bartók Béla út (29.) Kemény József (35.) Sziklai Gábor, Sziklai Jenő (52.) Faragó Andor, Faragó György, Faragó István Bástya utca (12.) Kánitz József Báthory utca (24.) Bérczi Béla, Surán György Batthyány utca (56.) Avender Gyula, Forbát (Friedmann) László Benczúr utca (1.) Roboz Lajos Beszterce utca (25.) Gelléri Andor Endre Bethlen Gábor tér (3.) Band Sándor, Kertész Tivadar Bécsi utca (5.) Dán Leó Bimbó út (3.) Rejtő Jenő Buday László utca (2.) Kun Imréné Bulcsú utca (5.-7.) Róth Imre Columbus utca (69/C.) Steuermann Zsigmond Csanády utca (18.) Engel Miklós Csengery utca (84.) Lichter Andorné, Lichter György Dob utca (19.) Fischer Friderika Dobozi utca (7-9.) Weisz Nándor Dohány utca (16.) Szász Károly (30.) Schmidek László (34.) Hegyi Tibor (81.) Weisz Mihály Dózsa György út (64.) Wágner Sándor Egressy út (95.) Kohn József, hitvese, Laufer Julianna és fiuk, Kohn György Erzsébet körút (9-11.) Stadler Tivadar Falk Miksa utca (24-26.) Heller Pál Fehérvári út (48.) Freller István Fillér utca (21.) Greiner Magdolna Frankel Leó út (23.) Bíró Henrik, Harsányi Rezső, Raffael Fedor, Raffael Tivadar, Sebők Béla, Dr. Vértes István Fürj utca (14/B.) Andrási Andorné (Fürjes Márta), Földes Imre, Földes Imréné (Klein Erzsébet) Gerlóczy utca (1.) Pollatschick Endre Gizella út (51-57.) Goldner Adolf (a botlatókő eltűnt) Hegedűs Gyula utca (8/B.) Buchsbaum Jolán, Maros Vilmos, Oser Nándor és neje (9.) Bauer Ferenc (12.) Vadász Géza (34.) Frisch Hugó, Frisch Margit (37.) Gellei Jenő (68.) Rückländer Jenő, Rückländer József Tibor, Schillinger Ferenc Hollán Ernő utca (3.) Bán Ferenc és neje, Gonda Hugóné (7/B.) Farkas József és felesége (9.) Gartner Pálné (20.) Neumann Andor (21/B.) Vadász Árpád Hollósy Simon utca (6.) Lőwi Cecília, Pois István Huszár utca (6.) Grünbaum Gábor, Stern Spronz Aranka, Stern Spronz Rózsa Ilka utca (36.) Waldhauser Béla, hitvese, Freibauer Gizella és fiuk, Waldhauser Ottó István utca (38.) Vértes Gábor, (47.) Bárd István József krt. (44.) Stein Armin Karácsony Sándor utca (21.) Neumark Jenő Katona József utca (21.) Blau Vera Kavics utca (2/A.) Lukács András Kádár utca (5.) Balázs Ödön, Balázs Ödönné Kelemen László utca (8/A.) Rubel Izidor és neje Kelenhegyi út (12.) Áldor János László Kenyérmező utca (8.) Erdős Ferencné Kerepesi út (32.) Berger Gyula és Berger László Király utca (34.) Molnár József és neje (51.) Kiss Pál és neje (85.) Fried József | Kis Stáció utca (1.) Lakos Jenő és Lakos Éva Klauzál utca (8.) Balogh Dezső (35.) Perl Sámuel Korponai utca (14.) Dr. Grünfeld Sándor Kresz Géza utca (18.) Steiner Sándor Lázár utca (13.) Pap Miklós Lebstück Mária utca (47.) Schwartz Géza, Schwartz Nelly Lenhossék utca / Vendel utca sarok (–) Fleischmann Andor Liget tér (2.) Dr. Bajor Lajos Lövőház utca (32.) Artner Móricné Lujza utca (2/B.) Blau György és Blau Ottó (6.) Mendelovits Herman (38.) Eichmann Izsák Simon Marek József utca (36.) Bandi Ernő és hitvese, Wilcsek Erzsébet Margit körút (31.) Szántó Ervin Martinovics tér (4/B.) Schwartz Gyula Murányi utca (61.) Galambos Jenő Nagy Diófa utca (3.) Fischer Sándor (25.) Szabó József Nagyenyed utca (11.) Szenes Imre Lóránd Nagy Fuvaros utca (3.) Kaufmann László, Kaufmann Tibor (18.) Révész Zsigmond, Schwarcz Zoltán Nagymező utca (25.) Dán Andor, Herbst Jenő, Sommer István Nefelejcs utca (38.) Gerendási Miklós, Sachár Vilmos Nyár utca (28.) Márkus Miksa Ó utca (16.) Guth Jenő Október 6. utca (11.) Adler Ignác (13.) Sándor Gyula és neje (14.) Sugár László Pacsirtamező utca (32.) Schiller Erzsébet Paulay Ede utca (14.) Rosta Frigyes (15.) Deutsch Miksa és felesége, Mahrer Kornélia Pongrác út (7.) Holczer Rudolf (20.) Tauber Lajos Práter utca (75.) Stern Spronz Olga, Weiss Andor, Weiss László, Weiss Magda Pozsonyi út (1.) Radnóti Miklós (12.) Nádas Frigyes (24.) Szántó Endre (33/B.) Stein Rezső Ráby Mátyás utca (12/C.) Auspitz Andor Ráday utca (5.) Rónai Béla (8.) Kohner Ida (25.) Vidor Oszkár (31/B.) Pollák Imre (40.) Grósz Simon (54.) Szinai Sándor Rákóczi út (56.) Haasz Ágnes, Haasz Jenőné (68.) Pogány Miklós és Liszauer Erzsébet Rákos út (197.) Éliás Ágnes, Salamon Márta Raoul Wallenberg utca (9.) Ladányi Ármin és neje Reáltanoda utca (19.) Aczél Bertalan, Brüll Alfred Rejtő Jenő utca (2.) Czukker Béla és felesége, Tusák Piroska Róna utca (121.) Kinszki Imre fotóművész és fia, Kinszki Gábor Rózsa utca (20.) Kun Mór Rumbach Sebestyén utca (7.) Schreiber József, Tyroler Gyula Selmeci utca (25.) Halász Gábor Semsey Andor utca (12.) Boschán Erzsébet, Boschán Franciska Stefánia út (16.) Boschán Jenőné, Szőke Simon Sándor Szabolcs utca (2.) Róth Imre Szemere utca (8.) Bálint László Szentháromság utca (13.) Kohn Ármin és felesége (Sorger Teréz) Szent István park (4.) Stein Lóránt Szirtes út (5.) Klein Edit Veronika, Klein Erzsébet, Klein Ödön Szív utca (4.) Lisztenberg Éva Szófia utca () Tieberger Imre3. Szondi utca (42.) Grosz Gyurika Szőlő utca (12.) Hölzl József Tátra utca (17.) Pető Tiborné (20/B.) Glaser Benő Telepes utca (41.) Tóth Potya István Tél utca (52.) Dráfi József Teréz körút (3.) Wachtel Edit, Wachtel Béla, Wachtel Béláné Vay Ádám utca (8.) Székely Tihamérné Várfok utca (14.) Forbáth Ármin András Victor Hugo utca (29.) Berán János Visegrádi utca (19.) Link Richárd Wesselényi utca (27.) Weisz Hermanné Zichy Jenő utca (35.) Kirschner Miklós (37.) Rosenberg Herman |